# Liste von Söhnen und Töchtern Berlins
Die Liste von Söhnen und Töchtern Berlins verzeichnet in Berlin geborene Persönlichkeiten. Ob sie dort auch gewirkt haben, ist ohne Belang.

## Politiker

### A–C
- Waldemar Abegg (1873–1961), Verwaltungsjurist und Politiker (DDP)
- Wilhelm Abegg (1876–1951), Staatssekretär im Preußischen Innenministerium
- Günther Abendroth (1920–1993), Politiker (SPD)
- Adolf Heinrich August von Achenbach (1866–1951), Politiker
- Else Ackermann (1933–2019), Pharmakologin, Hochschullehrerin und Politikerin (CDU)
- Leo Adamek (1914–2000), Politiker (CDU)
- Wilhelm August Alemann (1728–1784), Jurist, Politiker, Bürgermeister von Hannover
- Jean Pierre Antoine d’Alençon (1687–1752), 2. Kammerdirektor der Kriegs- und Domänenkammer Breslau
- Günther Johannes Altenburg (1940–2017), Diplomat
- Sebastian Alscher (* 1976), Politiker (Piratenpartei Deutschland)
- Hans Altmann (1897–1981), Jurist
- Udo Gebhard Ferdinand von Alvensleben (1814–1879), Mitglied des preußischen Herrenhauses
- Jean Pierre Frédéric Ancillon (1767–1837), Diplomat und Politiker, preußischer Außenminister
- Bernhard Andres (* 1951), Polizeibeamter und Politiker (Die Republikaner)
- Martha Arendsee (1885–1953), Frauenrechtlerin, Reichstagsabgeordnete für USPD und KPD
- Johannes Arlt (* 1984), Politiker (SPD), MdB
- Torsten Arndt (* 1962), Politiker (AfD)
- Axel Arndt (1941–1998), Maler
- Adolf Heinrich von Arnim-Boitzenburg (1803–1868), Politiker, preußischer Staatsminister
- Dietlof von Arnim-Boitzenburg (1867–1933), Politiker, Präsident des Preußischen Herrenhauses
- Bernd Graf von Arnim (1868–1945), Politiker, Mitglied des Preußischen Herrenhauses
- Detlev von Arnim-Kröchlendorff (1878–1947), Politiker (DNVP) und Kirchenführer, Reichstagsabgeordneter
- Oskar von Arnim-Kröchlendorff (1813–1903), Gutsbesitzer und Landrat, Mitglied des Preußischen Herrenhauses und des Reichstags
- Albrecht Aschoff (1899–1972), Politiker (FDP)
- Gisela Babel (* 1938), Politikerin (FDP)
- Detlef Baer (* 1955), Gewerkschaftsfunktionär und Politiker (SPD), Mitglied des Landtages Brandenburg
- Lorenz Bahr (* 1968), politischer Beamter (Bündnis 90/Die Grünen)
- Julius Balkow (1909–1973), Minister der DDR
- Heinrich Karl Ludwig Bardeleben (1775–1852), Jurist und Politiker
- George Dietz von Bayer (1827–1898), Rittergutsbesitzer und Mitglied des Deutschen Reichstags
- Johanna Bayer (1915–2000), österreichische Politikerin (ÖVP), Abgeordnete zum Nationalrat
- Franziska Becker (* 1967), Politikerin (SPD) und Mitglied im Abgeordnetenhaus von Berlin
- Leo Becker (1840–1886), Rittergutsbesitzer, Landrat und Mitglied des Deutschen Reichstags
- Fedor Beelitz (1813–1847), Jurist, Landrat in Gleiwitz
- Dirk Behrendt (* 1971), Politiker (Bündnis 90/Die Grünen)
- Walter Beling (1899–1988), Chefredakteur des Berliner Rundfunks
- Friederike Benda (* 1987), Politikerin (BSW)
- Kurd von Berg-Schönfeld (1856–1923), Jurist, Regierungspräsident, Mitglied des Preußischen Herrenhauses
- Margarete Berger-Heise (1911–1981), Politikerin (SPD), Mitglied im Abgeordnetenhaus von Berlin und MdB
- Norbert Berger (1913–1998), Diplomat, Botschafter der Bundesrepublik Deutschland
- Benito Berlín (* 1932), mexikanischer Diplomat, Botschafter
- Helene Berner, eigentlich Helene Welker (1904–1992), politische Funktionärin, Referentin des Außenministers der DDR
- Eduard Bernstein (1850–1932), Politiker (SPD), Reichstagsabgeordneter
- Andreas von Bernstorff (1844–1907), Jurist, Landrat und Abgeordneter
- Arthur von Bernstorff (1808–1897), Großgrundbesitzer, Beamter, Landrat und Abgeordneter
- Bechtold von Bernstorff (1803–1890), Landrat und Mitglied des Deutschen Reichstags
- Berthold von Bernstorff (1842–1917), Rittergutsbesitzer und Reichstagsabgeordneter
- Christian Ernst Bechtold von Bernstorff (1840–1908), Gutsbesitzer, Jurist, Kammerherr, Regierungsrat und Parteigründer
- Otto von Bernuth (1816–1887), Beamter, Politiker, Abgeordneter im Preußischen Abgeordnetenhaus
- Georg Berthelé (1877–1949), Reichstagsabgeordneter für USPD und KPD, Berliner Stadtverordneter und Widerstandskämpfer
- Konrad Birkholz (1948–2015), Politiker (CDU), 1995–2011 Bezirksbürgermeister des Bezirks Spandau von Berlin
- Wilhelm Birnbaum (1895–1980), Politiker (SPD)
- Marianne Birthler (* 1948), Politikerin (Bündnis 90/Die Grünen) und als Leiterin der BStU Bundesbeauftragte für die Stasi-Unterlagen
- Heidemarie Bischoff-Pflanz (* 1942), Erzieherin, Kita-Referentin, Politikerin und Mitglied im Abgeordnetenhaus von Berlin für Alternative Liste für Demokratie und Umweltschutz
- August Wilhelm von Bismarck (1750–1783), preußischer Finanzminister
- Herbert von Bismarck (1849–1904), Politiker (Freikonservative Partei)
- Friedrich Karl von Bismarck-Bohlen (1852–1901), Offizier, Major und Mitglied des Deutschen Reichstags
- Gottfried von Bismarck-Schönhausen (1901–1949), Politiker (NSDAP) und SS-Brigadeführer
- Hans-Heinrich Herwarth von Bittenfeld (1904–1999), Beamter und Diplomat
- Christa-Maria Blankenburg (* 1934), Politikerin (CDU)
- Christoph Caspar von Blumenthal (1638–1689), Diplomat
- Manfred Bode (1938–2013), Politiker (CDU), Mitglied im Abgeordnetenhaus von Berlin
- Hans-Joachim Boehm (1920–2019), Politiker (CDU)
- Wolfgang Bogen (* 1928), Erfinder, Unternehmer und Politiker (REP), Mitglied im Abgeordnetenhaus von Berlin
- Georg Boock (1891–1961), Verwaltungsbeamter, Kommunalpolitiker (SPD/USPD/KPD/SED) und Oberbürgermeister von Erfurt
- Heinrich von Borcke (1776–1825), Beamter, Präfekt des Départements Rhein, Landrat des Kreises Rees
- Henning von Borcke (1885–1939), Landrat des Kreises Wittlich, Regierungsdirektor in Wiesbaden
- Kurt Bork (1906–1975), Politiker (SED), stellvertretender Kulturminister der DDR
- Friedrich von Born-Fallois (1845–1913), preußischer Politiker, Offizier und Großgrundbesitzer, Mitglied des Preußischen Herrenhauses
- Wilhelm von Born-Fallois (1878–1934), Jurist, Landrat des Kreises Samter und Rittergutsbesitzer
- Weert Börner (1930–2024), Ministerialbeamter, Staatssekretär in Niedersachsen
- Franz Bracht (1877–1933), Politiker (Zentrumspartei)
- Friedrich Wilhelm von Brandenburg (1792–1850), Politiker, preußischer Ministerpräsident
- Luise Dorothea Sophie von Brandenburg (1680–1705), Markgräfin von Brandenburg
- Winfried Brandenburg (* 1939), Jurist und Politiker (SPD), Oberbürgermeister von St. Ingbert
- Max von Brauchitsch (1835–1882), Politiker, Abgeordneter des Reichstages
- Bernd Braun (* 1946), Diplomat, Botschafter in Malta
- Gustaf Braun von Stumm (1890–1963), Diplomat
- Josef Braun (1907–1966), Politiker, Mitglied des Bundestages für die SPD
- Michael Braun (* 1956), Politiker (CDU), Senator für Justiz und Verbraucherschutz des Landes Berlin
- Kerstin Brauner (* 1976), Politikerin (CDU)
- Hans Joachim von Brederlow (1858–1920), Politiker (Deutschkonservative Partei), Mitglied des Deutschen Reichstages und des Preußischen Herrenhauses
- Arno Breitmeyer (1903–1944/1945), NS-Funktionär und Reichssportführer
- Rainer Brüderle (* 1945), Politiker (FDP)
- Peter Brüll (1938–2018), Politiker (CDU), Mitglied des Landtags von Sachsen-Anhalt
- Franz Brüninghaus (1870–1951), Marineoffizier, zuletzt Konteradmiral der Kaiserlichen deutschen Marine, Politiker (DVP), Reichstagsabgeordneter
- Hans Brunow (1894–1971), Politiker (DNVP), Reichstagsabgeordneter
- Gerhard Bubel (1929–2020), Politiker (SPD)
- Heinrich von Buchholtz (1749–1811), Beamter, Diplomat und Minister
- Bernd Buchholz (* 1961), Jurist und Politiker (FDP)
- Daniel Buchholz (* 1968), Politiker (SPD), Mitglied des Abgeordnetenhauses von Berlin
- Ingrid Buchholz (* 1940), Politikerin (CDU), Mitglied des Abgeordnetenhauses von Berlin
- Karl Buckow (1915–1979), Politiker (CDU), Mitglied des Abgeordnetenhauses von Berlin
- Henner Bunde (* 1964), politischer Beamter (CDU)
- Astrid-Sabine Busse (* 1957), Politikerin (SPD)
- Verena Butalikakis (1955–2018), Politikerin (CDU)
- Claudio Caratsch (1936–2020), Schweizer Diplomat
- Sawsan Chebli (* 1978), politische Beamtin (SPD)
- Georges von Cottenet (1807–1900), Politiker (Konservative Partei), Reichstagsabgeordneter
- Gottfried Curio (* 1960), Physiker und Politiker (AfD)
- Tom Cywinski (* 1987), Politiker (CDU)

### D–G
- Janosch Dahmen (* 1981), Politiker (Bündnis 90/Die Grünen)
- Peter Danckert (1940–2022), Politiker (SPD) und Jurist
- Gerhard Danelius (1913–1978), Politiker (KPD/SED/SEW)
- Peter Dehn (* 1944), Politologe, Politiker (SPD) und Unternehmer
- Rudolph von Delbrück (1817–1903), preußischer Politiker
- Walter Deneke (1907–1984), Oberlandforstmeister
- Regine Deutsch, geborene Lion (1860–1938), Autorin und Politikerin (DDP)
- Eberhard Diepgen (* 1941), Politiker (CDU)
- Helga Diercks-Norden (1924–2011), Journalistin, Politikerin (CDU), Mitglied der Hamburgischen Bürgerschaft
- Jens Dietrich (* 1965), Politiker (AfD)
- George Dietz von Bayer (1827–1898), Rittergutsbesitzer, Mitglied des Deutschen Reichstags (Deutschkonservative Partei)
- Friedrich Dillges (1852–1912), Kommunalpolitiker
- Olaf Dinné (* 1935), Politiker (SPD, BGL)
- Herbert von Dirksen (1882–1955), Gutsherr, Botschafter und Autor
- Anka Dobslaw (* 1980), politische Beamtin (Bündnis 90/Die Grünen)
- Uwe Doering (* 1953), Politiker (Die Linke)
- Stefan Doernberg (1924–2010), Historiker und DDR-Diplomat, Botschafter in Finnland (1983–1987)
- Christian von Dönhoff (1742–1803), preußischer Politiker, Kriegsminister
- Barbro Dreher (* 1957), politische Beamtin
- Bill Drews (1870–1938), preußischer Innenminister
- Franziska Drohsel (* 1980), Politikerin (SPD)
- Max Duderstadt (1861–1918), Jurist und Landrat
- Hermann Duncker (1817–1893), Bürgermeister in Berlin
- Maximilian Duncker (1811–1886), Politiker und Historiker
- Aleksander Dzembritzki (* 1968), Politiker (SPD)
- Emil Ebersbach (1880–nach 1933), Politiker (DNVP), Reichstagsabgeordneter
- Gustav Eberty (1806–1887), Politiker (DFP), Reichstagsabgeordneter
- Kurt Eggers (1905–1943), Schriftsteller und nationalsozialistischer Kulturpolitiker
- Gustav Ehlermann (1885–1936), Politiker (DDP; DStP), Reichstagsabgeordneter
- Hermann Ehlers (1904–1954), Politiker (CDU), Bundestagspräsident
- Tay Eich (* 1955), Rechtsanwalt, Vereinsfunktionär und Politiker (Bündnis 90/Die Grünen)
- August Friedrich Eichel (1698–1768), Jurist und preußischer Kabinettsrat
- Hermann von Eichhorn (1813–1892), Jurist, Regierungspräsident im Regierungsbezirk Minden
- Willi Eichler (1896–1971), Politiker (SPD)
- Franz August Eichmann (1793–1879), Politiker und Beamter
- Friedrich von Eichmann (1826–1875), Gutsbesitzer und Politiker, Mitglied des Preußischen Herrenhauses
- Ekkehard Eickhoff (1927–2019), Diplomat und Historiker
- Kurt Eisner (1867–1919), Politiker (SPD, USPD)
- Ilse Elsner, geb. Künzel (1910–1996), Politikerin (SPD), Mitglied des Deutschen Bundestages und des Europaparlaments
- Curt-Christian Elster (1902–1974), Sozialpädagoge und Politiker, Generalsekretär des LDP-Landesverbandes Thüringen
- Horst Engel (1927–1984), Politiker (SPD), Abgeordneter des Hessischen Landtags
- Julius Theodor Engel (1807–1862), Richter, Parlamentarier der Frankfurter Nationalversammlung und des Preußischen Landtages
- Brigitte Erler, geb. Tschakert (* 1943), Politikerin (SPD), Mitglied des Deutschen Bundestages
- Fritz Erler (1913–1967), Politiker (SPD), Mitglied des Deutschen Bundestages, Fraktionsvorsitzender
- Dieter Ernst (* 1949), Politiker (CDU), Staatssekretär
- Ursula Falck (1907–1998), Politikerin (KPD), badische Landtagsabgeordnete
- Wilhelm Falk (1909–1970), Politiker (LDP/FDP)
- Otto Faust (1897–1955), Politiker (SPD), Stadtverordneter in Berlin und Oberbürgermeister von Weimar
- Klaus Feiler (* 1954), parteiloser politischer Beamter
- Hans Günter Fessel (1927–1995), Politiker (SPD), Mitglied des Landtags von Niedersachsen
- Jürgen Filius (* 1960), Politiker (Bündnis 90/Die Grünen), Abgeordneter im Landtag von Baden-Württemberg
- Eva Gräfin Finck von Finckenstein, geb. Schubring (1903–1994), Politikerin (GB/BHE, CDU), Mitglied des Deutschen Bundestages
- Karl Wilhelm von Finckenstein (1714–1800), preußischer Staats- und Kabinettsminister
- Leo Flieg (1893–1939), Abgeordneter des Freistaats Preußen (KPD)
- Thomas Flierl (* 1957), Politiker (Die Linke), Berliner Senator für Wissenschaft, Forschung und Kultur
- Erwin Forst (1908–1994), Arzt und Politiker (SPD)
- Alfred Franke-Gricksch (1906–1952), Parteifunktionär und -publizist (NSDAP), SS-Obersturmbannführer
- Klaus Franke (1923–2017), Politiker (CDU), Berliner Senator für Bau- und Wohnungswesen
- Walter Franke (1911–1981), Politiker (SPD)
- Alexander Freier-Winterwerb (* 1986), Politiker (SPD)
- Michael Freiberg (* 1956), Politiker (CDU), Mitglied des Abgeordnetenhauses von Berlin
- Ernst Friedel (1837–1918), Kommunalpolitiker sowie Geschichts- und Heimatforscher
- Friedrich Wilhelm II. (1744–1797), König von Preußen, im Volksmund Der dicke Lüderjahn genannt
- Horst Fritsch (1931–2010), Bundestagsabgeordneter (Die Grünen)
- Stefanie Fuchs (* 1975), Politikerin (Die Linke), Mitglied des Abgeordnetenhauses von Berlin
- Rainer Funke (* 1940), Politiker (FDP), Parlamentarischer Staatssekretär im Justizministerium
- Otto von der Gablentz (1930–2007), Diplomat und Botschafter Deutschlands in den Niederlanden, in Israel und Russland
- Christian Gaebler (* 1964), Politiker (SPD)
- Jürgen Gehl (1930–2012), Jurist und Diplomat, Botschafter der Bundesrepublik Deutschland
- Max Gehrke (1865–1943), Notar und Abgeordneter des Provinziallandtage der Provinz Hessen-Nassau für die DDP
- Andreas Geisel (* 1966), Politiker (SPD) und Senator
- Hans Gerhard (1888–1978), Politiker (FDP), Mitglied des Landtags von Nordrhein-Westfalen
- Carl Friedrich Leopold von Gerlach (1757–1813), erster Oberbürgermeister von Berlin
- Ernst Ludwig von Gerlach (1795–1877), Politiker, Mitglied des Preußischen Herrenhauses
- Rudolf von Gneist (1816–1895), Jurist und preußischer Politiker
- Clemens von Goetze (* 1962), Diplomat
- Werner Goldberg (1919–2004), Politiker (CDU), Mitglied des Abgeordnetenhauses von Berlin
- Joachim Goldstein (um 1565–um 1630), kurfürstlich-sächsischer Geheimer Rat und Kanzler
- Eicke Götz (* 1939), Politiker (CSU)
- Christian Gräff (* 1978), Politiker (CDU) und Unternehmer
- Adrian Grasse (* 1975), Politiker (CDU), Mitglied des Abgeordnetenhauses von Berlin
- Niklas Graßelt (* 1993), Politiker (CDU), Mitglied des Abgeordnetenhauses von Berlin
- Karen Greve (1942–2014), Politikerin (SPD), Mitglied des Abgeordnetenhauses von Berlin
- Kurt von Griesheim (1865–1945), Rittergutsbesitzer und Politiker (DNVP), stellvertretendes Mitglied des Preußischen Staatsrats
- Giselher Gruber (1939–2019), Politiker (SPD), Landtagsabgeordneter in Baden-Württemberg
- Peter Gruber (1937–2021), Politiker (SPD), Landtagsabgeordneter in Niedersachsen
- Philipp Otto von Grumbkow (1684–1752), Staatsmann, Politiker, Präsidenten der Pommerschen Kriegs- und Domänenkammer
- Helene Grünberg (1874–1928), Politikerin (SPD), Mitglied der Weimarer Nationalversammlung
- Robert Grundmann (1878–1933), Jurist und Politiker (DVP), Mitglied des Preußischen Landtages
- Justus von Gruner (1807–1885), Diplomat, Politiker, Mitglied des Preußischen Herrenhauses
- Horst Grunert (1928–2005), DDR-Diplomat, Generalkonsul in Syrien (1965–1968), Stellv. Außenminister der DDR (1974–1978), Botschafter in den USA, Kanada (1978–1983) und Österreich (1983–1986)
- Rosa Grünstein (* 1948), Politikerin (SPD), Landtagsabgeordnete
- Franz Adolph Guenther (1820–1880), Rittergutsbesitzer und Reichstagsabgeordneter (Deutsche Reichspartei)
- Georg Richard von Guenther (1858–1942), Jurist und Regierungspräsident des Regierungsbezirks Bromberg
- Hans Lauchlan von Guenther (1864–1934), Verwaltungsbeamter, Oberpräsident der Provinz Schlesien
- Edgar Guhde (1936–2017), Politiker (ÖDP)
- Martin Günther (* 1982), Politiker (Die Linke)
- Gregor Gysi (* 1948), Politiker (Die Linke)
- Klaus Gysi (1912–1999), Minister für Kultur und Staatssekretär für Kirchenfragen der DDR

### H–K
- Wilhelm Haas (1931–2024), Diplomat und Botschafter Deutschlands in Israel, Japan und den Niederlanden
- Edwin von Hacke (1821–1890), Rittergutsbesitzer, Zuckerfabrikant, Jurist und Mitglied des Deutschen Reichstags
- Horst Hacker (1905–1988), Jurist und Landrat der Kreise Glogau, Grimmen und Mansfeld
- Martin Hagen (* 1970), Politiker (Bündnis 90/Die Grünen)
- André Hahn (* 1963), Politiker (Die Linke), Mitglied des Deutschen Bundestages
- Axel Hahn (* 1959), Politiker (FDP), Mitglied des Abgeordnetenhauses von Berlin, Gründungsmitglied der AfD
- Kurt Hahn (1886–1974), Politiker und Pädagoge, Begründer des Internats Salem
- Ottokar Hahn (1934–2020), Jurist und Volkswirt, Politiker (SPD), Minister des Saarlandes
- Walter Hahn (1894–1978), Politiker (Zentrum, CDU)
- Stella Hähnel (* 1972), Politikerin (NPD)
- Marco Hahnfeld (* 1988), Politiker (CDU)
- Bruno Haid (1912–1993), Widerstandskämpfer und Politiker (SED), stellvertretender Minister für Kultur der DDR
- Emil Hallensleben (1867–1934), Jurist und Politiker (DVP), Mitglied des Preußischen Staatsrats und Landtags
- Hans Haltermann (1898–1981), nationalsozialistischer Politiker, Senator in Bremen, SS-Gruppenführer und Generalleutnant der Polizei
- Ernst Hamburger (1890–1980), deutsch-US-amerikanischer Hochschullehrer, Publizist, Politiker und Mitarbeiter der Vereinten Nationen
- Sulpiz Hamm (1877–1944), Oberbürgermeister der Stadt Recklinghausen
- Helga Hammer (* 1938), Politikerin (CDU), Vizepräsidentin des Landtages von Rheinland-Pfalz
- Hugo Hanke (1837–1897), Bauunternehmer und Mitglied der Stadtverordnetenversammlung
- Fritz David von Hansemann (1886–1971), Politiker (DVP, CDU)
- Stefan Häntsch (* 1966), Politiker (CDU)
- August von Harlem (1825–1892), Jurist und preußischer Landrat der Kreise Prüm und Saarlouis
- Anna Elisabeth Haselbach (* 1942), Politikerin (SPÖ)
- Hermann Anton von Hatzfeldt (1808–1874), Politiker, Mitglied des Preußischen Herrenhauses
- Maximilian von Hatzfeldt-Trachenberg (1813–1859), Diplomat, Gesandter und Minister Preußens in Paris
- Wilhelm von Hegel (1849–1925), Regierungsbeamter und Mitglied des Deutschen Reichstags
- Manuel Heide (* 1955), Politiker (CDU), Mitglied des Berliner Abgeordnetenhauses
- Jörg Heidelberger (1942–2015), evangelischer Pfarrer und Politiker (SPD), Mitglied des Landtags von Rheinland-Pfalz
- Friedrich Heilbron (1872–1954), Diplomat und Staatsbeamter, Reichspressechef
- Dominic Heilig (1978–2017), Autor und Politiker (Die Linke)
- Ernst Heilmann (1881–1940), Jurist, Politiker (SPD) und Opfer des Nationalsozialismus
- Friedrich Heilmann (1892–1963), Journalist und Politiker (KPD/SED)
- Willi Hein (1894–nach 1950), Politiker, Abgeordneter des Brandenburgischen Landtags
- Gabriela Heinrich (* 1963), Politikerin (SPD), MdB
- Helmut Heinrich (* 1947), Politiker (CDU), Mitglied des Abgeordnetenhauses von Berlin
- Monika Helbig (* 1953), Politikerin (SPD), Mitglied des Abgeordnetenhauses und Staatssekretärin des Landes Berlin
- Willi von Helden (1915–1988), Politiker (SPD)
- Irene Heller, geborene Jencsa (1913–1986), Politikerin (SED), Volkskammer-Abgeordnete
- Otto Hellwig (1838–1915), Politiker, Mitglied des Preußischen Staatsrats
- Oliver Helm, geborener Höfinghoff (* 1977), Politiker (Die Linke), Mitglied des Berliner Abgeordnetenhauses
- Tinko Hempel (* 1978), politischer Beamter (BSW)
- Ernst Henrici (1854–1915), Lehrer, Kolonialabenteurer und Politiker
- Werner Otto von Hentig (1886–1984), Diplomat
- Esther Herlitz (1921–2016), israelische Diplomatin und Politikerin
- Hans Hermsdorf (1914–2001), Politiker (SPD), Parlamentarischer Staatssekretär im Bundesfinanzministerium
- Kurt Herrfurth (1879–1946), Syndikus und Politiker, Oberbürgermeister von Gera
- Alexander J. Herrmann (* 1975), Politiker (CDU), Mitglied des Abgeordnetenhauses von Berlin
- Annelies Herrmann (* 1941), Politikerin (CDU), Mitglied des Abgeordnetenhauses von Berlin
- Barbara Herrmann (* 1948), Politikerin (CDU), Mitglied des Abgeordnetenhauses von Berlin
- Clara Herrmann (* 1985), Politikerin (Bündnis 90/Die Grünen)
- Dieter Herrmann (1937–2018), Politiker (CDU), Mitglied des Abgeordnetenhauses von Berlin
- Joachim Herrmann (1928–1992), Journalist und Mitglied des Politbüros des Zentralkomitees der SED
- Kurt Herrmann (1903–1950), Politiker, Abgeordneter der Volkskammer der DDR
- Liselotte Herrmann (1909–1938), kommunistische Widerstandskämpferin
- Monika Herrmann (* 1964), Politikerin (Bündnis 90/Die Grünen), Bezirksbürgermeisterin
- Günther von Hertzberg (1855–1937), Landrat der Kreise Wernigerode und Wiesbaden, Polizeipräsident in Berlin-Charlottenburg
- Arne Herz (* 1978), Politiker (CDU)
- Hanns-Peter Herz (1927–2012), Journalist, Politiker (SPD), Staatssekretär
- Otto Hessler (1891–?), Parteifunktionär (SPD/SED) und Thüringer Landtagsdirektor
- Jens-Peter Heuer (* 1955), Politiker (Die Linke), Staatssekretär in der Berliner Senatsverwaltung
- Klaus Heugel (* 1936), Oberstadtdirektor von Köln
- Carl von Heyden-Linden (1851–1919), Rittergutsbesitzer und Politiker, Mitglied des Preußischen Herrenhauses
- Gerd Heyden (* 1941), Diplom-Ingenieur und Politiker (CDU), Mitglied des Abgeordnetenhauses von Berlin
- Kurt von der Heyden-Rynsch (1867–1916), Jurist und Landrat des Kreises Dortmund
- Robert von der Heydt (1837–1877), Jurist und Politiker, Landrat der Kreise Eupen und Essen, Bezirkspräsident in Colmar
- Regine Hildebrandt (1941–2001), Politikerin (SPD) und Biologin, Landesministerin in Brandenburg
- Hermann Hirsch (1815–1900), Verwaltungsjurist, Polizeidirektor und Landrat
- Heinz Hoefer (1915–2013), Politiker (SPD), Bezirksbürgermeister von Berlin-Steglitz
- Torsten Hofer (* 1980), Politiker (SPD), Mitglied des Abgeordnetenhauses von Berlin
- Benjamin-Immanuel Hoff (* 1976), Politiker (Die Linke), Leiter der Staatskanzlei und Kulturminister des Landes Thüringen
- Adolph Hoffmann (1858–1930), preußischer Politiker und Kulturminister
- Artur Hoffmann (1902–1975), Politiker (SPD), Mitglied des Abgeordnetenhauses von Berlin
- Bernhard Hoffmann (1919–2017), Politiker (SPD), Bezirksbürgermeister des Bezirks Tempelhof
- Ernst Hoffmann (1909–1984), Politiker (SED), Abgeordneter der Volkskammer der DDR
- Florence von Hoffmann (1891–1977), Politikerin (CDU) und Abgeordnete des Niedersächsischen Landtages
- Gert Hoffmann (* 1946), Politiker (CDU), Oberbürgermeister der Stadt Braunschweig
- Heinz Hoffmann (* 1921), Diplomat und Gewerkschafter
- Helga von Hoffmann (1933–2005), Politikerin (SPD), Mitglied der Hamburgischen Bürgerschaft
- Konrad Hoffmann (1904–1989), Politiker (SPD), Mitglied der Ernannten Hamburgischen Bürgerschaft
- Paul Hoffmann (1879–1949), Politiker und Reichstagsabgeordneter
- Susanne Hoffmann (* 1960), Politikerin, Ministerin der Justiz des Landes Brandenburg
- Jan Hofmann (* 1954), politischer Beamter, Staatssekretär im Kultusministerium des Landes Sachsen-Anhalt
- Norbert Hofmann (* 1942), Kommunalpolitiker, Landrat des Kreises Bergstraße
- Klaus Holderbaum (1938–2023), Diplomat
- Friedrich von Hollmann (1842–1913), Marineoffizier, Admiral der Kaiserlichen deutschen Marine, Staatssekretär des Reichsmarineamts
- Ernst Horn (1912–2001), Jugendfunktionär, Volkskammerabgeordneter und Leiter des Deutschen Sportausschusses
- Karl von Horn (1807–1889), Jurist, Oberpräsident der Provinzen Posen und Ostpreußen
- Ruth Horn, geborene Granzin (1908–1987), Politikerin (SPD), Mitglied des Hessischen Landtags
- Elisa Hoven (* 1982), Hochschulprofessorin, Mitglied des Beirats JuS, Autorin von Die Zeit
- Karl Hermann Hübner (1911–2005), Bergbauingenieur und Leiter des Oberbergamtes des Saarlandes
- Timur Husein (* 1980), Politiker (CDU)
- Oliver Igel (* 1978), Politiker (SPD), Bezirksbürgermeister des Berliner Bezirks Treptow-Köpenick
- Hans Ilau (1901–1974), Politiker (FDP) und Bankmanager
- Willibald Jacob (1932–2019), evangelischer Pfarrer und Politiker
- Gottlieb von Jagow (1863–1935), Diplomat und Politiker
- Walter Jansen (1899–1969), Landwirt und Politiker (CDU), Vizepräsident des Hessischen Landtags
- Carlo Jordan (1951–2023), DDR-Umweltaktivist und Politiker (Bündnis 90/Die Grünen)
- Johann Ludwig von Jordan (1773–1848), Jurist und preußischer Diplomat
- Johann Ludwig Jordan (1791–1874), Fabrikant und Politiker, Mitglied der Frankfurter Nationalversammlung
- Louis Jordan (1837–1902), Landwirt und Politiker, Mitglied des Deutschen Reichstags
- Paul von Jordan (1831–1870), Jurist, Landrat des Kreises Wiesbaden
- Luise Kähler, geborene Girnth (1869–1955), Frauenrechtlerin, Gewerkschafterin und Politikerin (SPD, SED)
- Rudolf Kamps (1885–1974), sächsischer Finanzminister (NSDAP)
- August Kapell (1844–1922), Zimmermann, Brauereibesitzer, Gewerkschafter, Politiker (SPD), Mitglied des Reichstages
- Silke Karcher (* 1968), politische Beamtin (Bündnis 90/Die Grünen)
- Georg Kaßler (1887–1962), Politiker (KPD), Reichstagsabgeordneter und Widerstandskämpfer
- Friedrich von Kehler (1820–1901), Jurist und Politiker (Zentrumspartei)
- Konrad Kellen (1913–2007), deutsch-amerikanischer Politologe
- Hans Keller (1903–1956), Politiker, Bürgermeister von Detmold
- Gertrud Kempe (1895–nach 1950), Politikerin (LDP), Abgeordnete des Landtages von Mecklenburg
- Heinrich von Keyserlingk (1861–1941), Politiker, Rittergutsbesitzer, Verwaltungs- und Hofbeamter
- Friedrich-Wilhelm Kiel (1934–2022), Politiker (FDP)
- Wolfgang Kiele (* 1937), Landtagsabgeordneter (CDU)
- Michael Killisch-Horn (1940–2019), österreichischer Politiker, Abgeordneter zum Nationalrat
- Detlef Kirchhoff (* 1941), Diplom-Ingenieur und Politiker (CDU), Mitglied des Landtags von Brandenburg
- Wolfgang Kirsch (1913–1996), Politiker (FDP), Justizsenator in Berlin
- Alfred Klee (1875–1943), Rechtsanwalt und Zionistenführer (Jüdische Volkspartei)
- Hendrikje Klein (* 1979), Politikerin (Die Linke), Abgeordnete im Abgeordnetenhaus von Berlin
- Manfred Klein (1925–1981), Opfer des Stalinismus, Politiker und Mitglied des Abgeordnetenhauses von Berlin
- Matthias Kleinert (* 1938), Politiker (CDU) und Manager
- Gernot Klemm (* 1965), Politiker (Die Linke) und Mitglied des Abgeordnetenhauses von Berlin
- Reinhard Klimmt (* 1942), Politiker (SPD), Ministerpräsident des Saarlandes und Bundesminister für Verkehr, Bau- und Wohnungswesen
- Sibyll-Anka Klotz (* 1961), Politikerin (Bündnis 90/Die Grünen), Mitglied des Abgeordnetenhauses von Berlin
- Hans-Georg Kluge (* 1953), Landrat des Kreises Herford, Staatssekretär im Justizministerium des Landes Brandenburg
- Carl Friedrich Wilhelm Knoblauch (1793–1859), Unternehmer und Politiker
- Julius Koch (1865–1936), Theologe und Politiker, Mitglied des Preußischen Landtags
- Michael Koch (* 1980), Politiker (CDU), Mitglied des Landtages Brandenburg
- Friedrich Heinrich Eduard Kochhann (1805–1890), Politiker
- Andreas Koeppen (* 1961), Politiker (SPD), Bürgermeister von Itzehoe
- Hans Kohlberger (1932–2019), Politiker (SPD)
- Bettina König (* 1978), Politikerin (SPD), Mitglied des Abgeordnetenhauses von Berlin
- Dagmar König (* 1955), Gewerkschafterin und Politikerin (CDU)
- Günter König (1933–2015), Politiker, Bezirksbürgermeister von Berlin-Kreuzberg
- Hans König (1916–1999), Politiker, Mitglied des Rheinland-Pfälzischen Landtags
- Jörg König (1943–1995), Politiker (SPD), Finanzsenator der Freien und Hansestadt Hamburg
- Jörn König (* 1967), Ingenieur und Politiker (AfD), Mitglied des Bundestages
- Max König (1868–1946), Politiker, Gewerkschafter und sozialistischer Funktionär
- Hellmut Königshaus (* 1950), MdB; Politiker (FDP)
- Erich Konrad (1910–1987), Politiker, Abgeordneter des Niedersächsischen Landtags
- Klaus Konrad (1914–2006), Jurist und Politiker (SPD), Mitglied des Bundestages
- Rolf Konrad (1924–1990), Politiker (SPD), Mitglied des Abgeordnetenhauses von Berlin
- Hans Köpf (1914–1978), Landrat des Landkreises Tuttlingen
- Norbert Kopp (* 1954), Politiker (CDU), Bezirksbürgermeister von Steglitz-Zehlendorf
- Christian Koppe († 1721), Berliner Stadthauptmann und Ratsverwandter um 1669
- Ingrid Köppe (* 1958), Juristin, Bürgerrechtlerin, Politikerin, Mitglied des Bundestages
- Ernst Köppen (1918–1989), Pädagoge, Politiker (SPD), Mitglied des Abgeordnetenhauses von Berlin
- Richard Korn (1871–1940), Politiker, Bürgermeister der Stadt Gladbeck
- Willi Koska (1902–1943), Reichstagsabgeordneter und Widerstandskämpfer (Rote Hilfe Deutschlands)
- Steffen Kotré (* 1971), Ingenieur und Politiker (AfD), Mitglied des Bundestags
- Willy Kramm (1884–1945), Jurist und Politiker, kurzzeitig Bezirksbürgermeister von Berlin-Tempelhof
- Konrad Kraske (1926–2016), Politiker (CDU, MdB)
- Gerda Krause (* 1947), Politikerin (SED, PDS), Mitglied im Landtag Sachsen-Anhalt
- John Hans Krebs (1926–2014), US-amerikanischer Politiker, von 1975 und 1979 Vertreter des Bundesstaates Kalifornien im US-Repräsentantenhaus
- Ivo Krieg (* 1949), Politiker (Bündnis 90/Die Grünen)
- Rudolf Krohn (1917–1995), Politiker (CDU), Mitglied des Abgeordnetenhauses von Berlin
- Malte Krückels (* 1968), Politiker (Die Linke)
- Arnold Krüger (1920–2011), Politiker (FDP), Mitglied des Abgeordnetenhauses von Berlin
- Erwin Krüger (1909–1986), Politiker (SPD), Mitglied des Abgeordnetenhauses von Berlin
- Friedrich Krüger (1896–1984), Politiker (SPD), Mitglied des Abgeordnetenhauses von Berlin
- Joachim Krüger (* 1949), Politiker (CDU), Mitglied des Abgeordnetenhauses von Berlin
- Marian Krüger (* 1964), Politiker (Die Linke), Mitglied des Abgeordnetenhauses von Berlin
- Ulrich Krüger (1929–2018), Politiker (CDU), Mitglied des Abgeordnetenhauses von Berlin
- Werner Krüger (* 1948), Politiker (CDU), Mitglied des Abgeordnetenhauses von Berlin
- Wolfgang Krueger (1937–2018), Politiker (CDU), Bezirksbürgermeister von Tempelhof
- Heinz Kuchler (1921–2006), Politiker
- Roman Kuffert (* 1959), Politiker (AfD)
- Hans-Jürgen Kuhn (* 1953), Politiker (AL, später Bündnis 90/Die Grünen)
- Franz Künstler (1888–1942), Reichstagsabgeordneter und Widerstandskämpfer

### L–Q
- Schlomo Lahat (1927–2014), Politiker (Likud), Bürgermeister von Tel Aviv
- Kurt Landsberg (1892–1964), Pädagoge und Politiker (CDU, SPD), Mitglied des Abgeordnetenhauses von Berlin
- Anna Lange, geborene Sobbelies (1904–1999), Politikerin (SPD, DFD), Mitglied der Volkskammer der DDR
- Erich Lange (1889–1965), Geologe und Politiker (SED), Mitglied des Sächsischen Landtags
- Ernst Lange (1905–1971), kommunistischer Widerstandskämpfer und Politiker (SED)
- Franz Lange (1904–1985), kommunistischer Widerstandskämpfer und Politiker (SED)
- Fritz Lange (1898–1981), kommunistischer Widerstandskämpfer und Politiker (SED), Minister für Volksbildung
- Horst Lange (1934–2010), (SPD), Mitglied des Abgeordnetenhauses von Berlin
- Kurt Lange (1926–2005), Künstler und Politiker (SPD), Mitglied des Abgeordnetenhauses von Berlin
- Karl Langner (1830–1895), Rittergutsbesitzer und Politiker, Mitglied des Westpreußischen Provinziallandtags
- Friedrich Lehr (1815–1890), Rittergutsbesitzer, Landwirt und Mitglied des Deutschen Reichstags
- Karl Lehrer (1905–1949), Gewerkschafter und Politiker (SPD)
- Marlene Lenz (* 1932), Politikerin (CDU), Mitglied des Europäischen Parlaments
- Renate Lepsius (1927–2004), Politikerin (SPD), Bundestagsabgeordnete
- Editha Limbach (1933–2023), Journalistin und Politikerin (CDU), Mitglied des Deutschen Bundestages
- Heinrich Lindenberg (1902–1982), Jurist und Politiker (CDU), Mitglied des Deutschen Bundestages und des Europaparlaments
- Hans Werner Loew (* 1942), Jurist und Politiker (SPD), Mitglied des Bayerischen Landtages
- Katrin Lompscher (* 1962), Politikerin (Die Linke)
- Rüdiger Lotz (* 1965), Diplomat
- Gesine Lötzsch (* 1961), Politikerin (Die Linke), Bundestagsabgeordnete
- Bernd Lucke (* 1962), Ökonom, Hochschullehrer und Politiker (AfD, später LKR)
- Bruno Lücke (1907–1962), (CDU), Mitglied des Abgeordnetenhauses von Berlin
- Marie-Elisabeth Lüders (1878–1966), Politikerin (DDP, FDP) und Frauenrechtlerin
- Frank Luhmann (* 1986), Politiker (CDU)
- Wolf-Dieter Lukas (* 1957), Physiker und politischer Beamter, Staatssekretär im Bundesministerium für Bildung und Forschung
- Martin Luserke (1880–1968), Reformpädagoge, Erzähler, Schriftsteller
- Hans Luther (1879–1962), Reichskanzler in der Weimarer Republik
- Martin Luther (1895–1945), Politiker (NSDAP), Unterstaatssekretär im Auswärtigen Amt des Deutschen Reichs in der Zeit des Nationalsozialismus
- Hermann Maximilian zu Lynar (1825–1914), Politiker, Mitglied des Preußischen Herrenhauses
- Stephan Machulik (* 1972), Politiker (SPD)
- Hans Georg von Mackensen (1883–1947), Staatssekretär, Botschafter und SS-Gruppenführer
- Wolfgang Maerz (1941–2001), Politiker (SPD), Mitglied des Abgeordnetenhauses von Berlin
- Anton von Magnus (1821–1882), Diplomat
- Karl Maron (1903–1975), Minister des Inneren der DDR
- Daniel Matthias (1571–1619), kurbrandenburgischer Geheimer Rat und Vizekanzler
- Hans Josef Otto Graf von Matuschka, Freiherr von Toppolczan und Spaetgen (1885–1968), Verwaltungsbeamter und Konsul
- Wolfgang Manecke (1938–2017), Journalist und Organologe
- Otto von Manteuffel (1844–1913), führender konservativer preußischer Politiker
- Bettina Martin (* 1966), Politikerin (SPD)
- Johannes Martin (* 1987), Politiker (CDU)
- Friedrich August Ludwig von der Marwitz (1777–1837), preußischer Politiker
- Ludwig von Massow (1794–1859), Politiker, preußischer Minister, Gutsherr
- Wilhelm von Massow (1802–1867), Ministerialbeamter, Rittergutsbesitzer und Politiker, MdH
- David McAllister (* 1971), Politiker (CDU), ehemaliger Ministerpräsident (Niedersachsen)
- Wolfgang Meckelein (1919–1988), Politiker und Geograf
- Heinz Meier (1913–1991), Politiker und Gewerkschaftsfunktionär in der DDR
- Bettina Meißner (* 1970), Politikerin (CDU), MdA
- August-Wilhelm Mende (1929–1986), Politiker (SPD), Mitglied des Hessischen Landtags
- Petra-Evelyne Merkel (* 1947), Politikerin (SPD), Bundestagsabgeordnete
- Yohanan Meroz (1920–2006), israelischer Diplomat und Botschafter des Staates Israel in der Bundesrepublik Deutschland
- Dagmar Metzger (* 1958), Politikerin (SPD), Mitglied des Hessischen Landtags
- Alexander Meyer (1832–1908), Jurist, Journalist und Politiker, Reichstagsabgeordneter
- Christoph Meyer (* 1975), Politiker (FDP), Mitglied des Abgeordnetenhauses von Berlin, Mitglied des Deutschen Bundestages
- Franz Karl Meyer (1906–1983), Politiker (SPD), Mitglied des Abgeordnetenhauses von Berlin
- Georg Meyer (1889–1968), Politiker (SPD), Mitglied des Abgeordnetenhauses von Berlin
- Oscar Meyer (1876–1961), Jurist, Wirtschaftsfunktionär, linksliberaler Politiker während der Weimarer Republik
- Wilhelm von Meyer (1816–1892), Politiker, preußischer Landrat und Mitglied des Deutschen Reichstags
- Wolfgang Meyer (1934–2011), Journalist und Funktionär der DDR
- Hermann Meyer-Lindenberg (1912–1982), Jurist, Hochschullehrer, Ministerialdirigent und Botschafter der Bundesrepublik Deutschland
- Erich Mielke (1907–2000), Minister für Staatssicherheit der DDR
- Peer Mock-Stümer (* 1967), Politiker (CDU)
- Carl Eduard Moewes (1799–1851), Politiker, Mitglied des Preußischen Herrenhauses
- Herbert Mohr (* 1988), Politiker (AfD), Mitglied des Abgeordnetenhauses von Berlin
- Karl Mommsen (1861–1922), Bankier, Politiker, Landtags- und Reichstagsabgeordneter
- Hubertus von Morr (* 1947), Diplomat, Botschafter der Bundesrepublik Deutschland
- Bernhard Müller-Schoenau (1925–2003), Redakteur und Politiker, Mitglied des Abgeordnetenhauses von Berlin
- Burkhard Müller-Schoenau (* 1957), Redakteur und Politiker, Mitglied des Abgeordnetenhauses von Berlin
- Christa Müller (* 1950), Politikerin (SPD), Mitglied des Abgeordnetenhauses von Berlin
- Frieda Müller (1907–nach 1963), Funktionärin der Blockpartei (DBD), Abgeordnete der Volkskammer der DDR
- Bruno Müller (1889–1968), Jurist und Bürgermeister der Stadt Höchst am Main
- Gertrud Müller (1911–1992), Politikerin, (SPD), Mitglied des Abgeordnetenhauses von Berlin
- Hans Müller (1906–1962), Politiker (SPD, SDA) und ehemaliger Abgeordneter der Volkskammer
- Heiko Müller (* 1959), Ingenieur und Politiker (SPD), Bürgermeister von Falkensee, Abgeordneter im Landtag Brandenburg
- Heinz Müller-Hoppenworth (1907–1942), Verwaltungsjurist und Landrat
- Helga Müller (1931–2020), Politikerin (SPD), Mitglied des Abgeordnetenhauses von Berlin
- Helmut Müller (1910–1986), Politiker (SED), Abgeordneter der Volkskammer der DDR
- Karl Müller-Franken (1874–1927), Volkswirt und Politiker, Mitglied des Preußischen Landtags
- Kurt Müller (1903–1990), Politiker (KPD, SPD)
- Louis Ferdinand Albrecht Müller (1813–1891), Guts- und Fabrikbesitzer, Dozent und Reichstagsabgeordneter
- Manfred Müller (1943–2025), Politiker (parteilos), Mitglied der PDS-Fraktion im Bundestag
- Margarete Müller (1887–1958), Politikerin (CDU), mecklenburgische Landtagsabgeordnete
- Michael Müller (* 1964), Politiker (SPD) und Regierender Bürgermeister von Berlin
- Rebekka Müller (* 1988), Politikerin (Volt Deutschland)
- Rudolf Müller (1878–1966), Diplomat
- Werner Müller (1900–1955), Politiker (parteilos) und Jurist, Innensenator Berlins
- Fritz Naphtali (1888–1961), deutsch-israelischer Wirtschaftsjournalist, Minister in Israel
- Ersin Nas (* 1978), Politiker (CDU)
- Johann Gottlieb August Naumann (1799–1870), Jurist und Mitglied der Frankfurter Nationalversammlung
- Neithart Neitzel (1943–2020), Politiker (FDP), und Staatssekretär in Mecklenburg-Vorpommern
- Michail Nelken (* 1952), Politiker (SED, PDS, Die Linke), Mitglied des Abgeordnetenhauses von Berlin
- Gerhard Neuenkirch (1906–1990), Manager und Politiker (SPD), Mitglied der Hamburgischen Bürgerschaft
- Alfred Bruno Neumann (1927–2010), Politiker (SED) und Sportfunktionär der DDR
- Eveline Neumann (* 1949), Politikerin (SPD), Mitglied des Abgeordnetenhauses von Berlin
- Franz Neumann (1904–1974), Politiker (SPD), Bundestagsabgeordneter, Widerstandskämpfer
- Gerhard Neumann (* 1939), Politiker (SPD), Abgeordneter der Volkskammer und des Bundestages
- Hans Jörg Neumann (* 1956), Diplomat, Botschafter der Bundesrepublik Deutschland
- Heinz Neumann (1902–1937), Journalist und Politiker (KPD), Mitglied des Reichstages
- Kurt Neumann (1924–2001), Politiker (CDU), Mitglied des Abgeordnetenhauses von Berlin
- Kurt Neumann (1924–2008), Politiker (SPD), Mitglied des Abgeordnetenhauses von Berlin
- Philipp Nimmermann (* 1966), Ökonom und Staatssekretär
- Hans Nisblé (1945–2022), Politiker (SPD)
- Sabine Nitz-Spatz (1956–1997), Politikerin (AL/Grüne), Mitglied des Abgeordnetenhauses von Berlin
- Thomas Nord (* 1957), Politiker (PDS/Die Linke), Mitglied des Bundestages
- Barbara Oesterheld (1951–2009), Politikerin (AL/Grüne)
- Annemarie Oestreicher, geborene Hinze (1875–1945), Politikerin, Mitglied des Preußischen Landtags
- Manfred Omankowsky (1927–2019), Politiker (SPD)
- Werner Orlowsky (1928–2016), Baustadtrat und Drogist
- Isolde Oschmann (* 1913), Politikerin (KPD, SED)
- Guntram Palm (1931–2013), Politiker (FDP/DVP, CDU), Landtagsabgeordneter in Baden-Württemberg, Oberbürgermeister von Fellbach
- Joachim Palm (1935–2005), Politiker (CDU), Mitglied des Abgeordnetenhauses von Berlin
- Wilhelm Palm (1811–1876), Jurist und Politiker, Landrat und Mitglied des Preußischen Abgeordnetenhauses
- Manfred Paris (1941–2013), Politiker (CDU), Mitglied des Abgeordnetenhauses von Berlin
- Petra Pau (* 1963), stellvertretende Vorsitzende der Linksfraktion im Bundestag, seit 2006 Vizepräsidentin des Deutschen Bundestages
- Paul Pawlowitsch (1864–1930), Gewerkschafter, Metallarbeiter und politischer Aktivist
- Friedrich Peine (1871–1952), Politiker (SPD), Mitglied des Reichstags
- Angelika Petershagen (1909–1995), Kommunalpolitikerin und Autorin
- August Emanuel Pfeiffer (1812–1854), Pfarrer, Mitglied der Frankfurter Nationalversammlung
- Hans Heinrich X. Fürst von Pless (1806–1855), Standesherr, Rittergutsbesitzer und Politiker, Mitglied des Preußischen Herrenhauses
- Inge Pohl, geborene Inge Sepp (1940–2011), Politikerin (CDU), Mitglied des Abgeordnetenhauses von Berlin
- Robert Pötzsch (* 1972), Kommunalpolitiker, Bürgermeister von Waldkraiburg
- Ernst-Egon Pralle (1900–1987), Bergingenieur und Politiker, Mitglied des Niedersächsischen Landtages
- Victor-Emanuel Preusker (1913–1991), Politiker (FDP, später CDU), Bundesminister für Wohnungsbau
- Hugo Preuß (1860–1925), Jurist und „Vater der Weimarer Verfassung“
- Karl Priefert (1879–1961), Kommunalpolitiker und Gewerkschafter
- Georg Puchowski (1892–1967), Politiker und römisch-katholischer Geistlicher
- Gisela Queck (* 1933), Funktionärin (NDPD) und des Frauenbundes DFD der DDR

### R–S
- Karl Raab (1906–1992), Leiter der Abteilung Finanzverwaltung und Parteibetriebe des ZK der SED
- Sebastian Radke (1974–2015), Hörfunk- und Fernsehmoderator
- Walther Rathenau (1867–1922), Industrieller, Politiker (DDP) und Außenminister der Weimarer Republik
- Alfred Rebe (1893–1938), Politiker (KPD), Bezirksverordneter in Berlin
- Klaus Rehda (* 1957), Ministerialbeamter und Staatssekretär in Sachsen-Anhalt
- Lutz Reichert (* 1966), Politiker (CDU)
- Barbara von Renthe-Fink (1901–1983), Ärztin, Gesundheitspolitikerin (SPD), Senatsdirektorin
- Fritz Reuter (1911–2000), Stadtverordneter
- Michael Richter (* 1954), Finanzminister des Landes Sachsen-Anhalt
- Karl von Richthofen-Damsdorf (1842–1916), Politiker, Mitglied des Reichstages und Preußischen Herrenhauses, Rittergutsbesitzer
- Hartmann von Richthofen (1878–1953), Politiker (NLP, DDP), Reichstagsabgeordneter und Diplomat
- Bernhard Rieder (* 1953), Verwaltungsbeamter und Staatssekretär im Thüringer Innenministerium
- Norbert Rieder (* 1942), Zoologe und Politiker (CDU), Mitglied des Deutschen Bundestags
- Axel Riederer (* 1944), Ingenieur und Politiker (SPD), Mitglied des Abgeordnetenhause von Berlin
- Heinz Ritter (1924–2004), Politiker (SPD), Mitglied des Abgeordnetenhause von Berlin
- Joachim Friedrich Ritter (1905–1985), Jurist und Diplomat, Botschafter der Bundesrepublik Deutschland
- Klaus Röhl (1933–2024), Politiker (FDP)
- Johann Wilhelm Römer (* 1938), Jurist und Politiker (CDU), Landrat und Staatssekretär in Rheinland-Pfalz
- Erik Roost (* 1977), Politiker (FDP), Mitglied des Abgeordnetenhause von Berlin
- Berthold Rose (1904–1965), Politiker (DBD/SED), Abgeordneter der Volkskammer
- Hartmut Röseler (* 1942), Politikwissenschaftler, Politiker, Mitglied des Berliner Abgeordnetenhauses
- Pinchas Rosen, geboren als Felix Rosenblüth (1887–1978), Politiker, Justizminister Israels
- Arthur Rosenberg (1889–1943), Historiker und Politiker, Reichstagsabgeordneter (USPD, KPD)
- Frederic von Rosenberg (1874–1937), Diplomat und Politiker, Reichsminister
- Frieda Rosenthal (1891–1936), Politikerin (USPD, KPD, SPD) und Widerstandskämpferin gegen das NS-Regime
- Heiko Rosenthal (* 1974), Jurist und Politiker (Die Linke)
- Paul Rosenthal (1893–1977), Politiker (FDP), Mitglied des Niedersächsischen Landtages
- Philip Rosenthal (1916–2001), Industrieller und Politiker (SPD), Parlamentarischer Staatssekretär
- Wolfgang Rösser (1914–2007), Abgeordneter der Volkskammer der DDR (NDP)
- Bernhard Rudolph (1876–1960), Stadtverordnetenvorsteher in Lehe und Wesermünde, Mitglied des Hannoverschen Provinziallandtages
- Heinz Rudolph (1912–2002), Wirtschaftswissenschaftler, Politiker, Sozialminister von Niedersachsen
- Walter Rühl (1881–1942), Politiker (SPD, USPD, KPD), Mitglied der Hamburgischen Bürgerschaft
- Willy Rumpf (1903–1982), Politiker, Minister für Finanzen der DDR
- Klaus Rüter (* 1940), Jurist, Politiker (SPD), Staatssekretär in Rheinland-Pfalz
- Barbara Saebel (* 1959), Politikerin (Bündnis 90/Die Grünen)
- Rudolph Salomon (1858–1914), Abgeordneter des Provinziallandtages der Provinz Hessen-Nassau
- Werner Salomon (1926–2014), Politiker (SPD), 1979–1992 Bezirksbürgermeister des Bezirks Spandau von Berlin
- Peter Heinrich August von Salviati (1786–1856), preußischer Diplomat
- Anneliese Sälzler (* 1927), Sozialhygienikerin, Politikerin, Abgeordnete der Volkskammer der DDR
- Martin Sattelkau (* 1957), Politiker (CDU)
- Christina Schade (* 1965), Politikerin (AfD)
- Otto Schäfer (1912–1973), Politiker (CDU), Mitglied des Niedersächsischen Landtages
- Dietrich Schaeffer (1933–2010), Politiker (SPD) und Gewerkschafter
- Alexander Schalck-Golodkowski (1932–2015), Politiker (SED) und Wirtschaftsfunktionär der DDR
- Albert Schamedatus (1884–nach 1933), kommunistischer Gewerkschaftsfunktionär und Widerstandskämpfer gegen das NS-Regime
- Nina Scheer (* 1971), Politikerin (SPD), Mitglied des Deutschen Bundestages
- Ulrike Scheidel (1886–1945), Oberstudiendirektorin, Politikerin (DNVP) und Mitglied des Deutschen Reichstags
- Olaf Schenk (* 1974), Politiker (CDU)
- Franz Scheurmann (1892–1964), Staatswissenschaftler, Bürgermeister der Stadt Schüttorf und Landrat des Landkreises Grafschaft Bentheim
- Ernst Schilling (1901–1954), KPD-Funktionär
- Karl Schilling (1858–1931), Jurist, Landrat im Landkreis Liegnitz, Regierungspräsident in Marienwerder
- Baldur von Schirach (1907–1974), Gauleiter und Reichsstatthalter in Wien sowie Reichsjugendführer während der Zeit des Nationalsozialismus
- Paul Schlecht (1882–1947), Politiker (SPD, USPD), Reichstagsabgeordneter
- Stefan Schlede (1940–2024), Politiker (CDU)
- Wilhelm von Schlieffen (1829–1902), Majoratsherr, Forschungsreisender und Mitglied des Deutschen Reichstags
- Claudia Schmid (* 1953), Juristin, Leiterin des Verfassungsschutzes Berlin
- Anna Schmidt (1889–1955), Politikerin (SPD), Mitglied der Berliner Stadtverordnetenversammlung
- Bernhard Schmidt (1825–1887), Jurist, Rittergutsbesitzer und Politiker, Mitglied des Deutschen Reichstags
- Elli Schmidt (1908–1980), Kandidatin des Politbüros des Zentralkomitees der SED, Vorsitzende der DFD in der DDR
- Eduard Schmidt-Weißenfels (1833–1893), Schriftsteller und liberaler Politiker
- Edzard Schmidt-Jortzig (* 1941), Hochschullehrer für Öffentliches Recht und Politiker (FDP), Bundesjustizminister
- Ekkehard Schmidt (1942–2020), Ingenieur und Politiker (CDU), Mitglied des Abgeordnetenhause von Berlin
- Fritz Schmidt (1882–1964), Politiker (SPD)
- Gerhard Schmidt (1919–1984), Politiker (SPD), Mitglied des Abgeordnetenhause von Berlin
- Ines Schmidt (* 1960), Gewerkschafterin und Politikerin (Die Linke), Mitglied des Abgeordnetenhauses von Berlin
- Klaus-Jürgen Schmidt (1953–2010), Abgeordneter der Alternativen Liste (AL)
- Kurt Schmidt (1918–1989), Diplomat, Botschafter der Bundesrepublik Deutschland
- Milly Schmidt (1904–1989), Parteifunktionärin (LDPD), Abgeordnete der Volkskammer der DDR
- Renate Schmidt (* 1948), Politikerin (SPD), Abgeordnete im Landtag von Sachsen-Anhalt
- Robert Schmidt (1864–1943), Politiker (SPD), Minister und Vizekanzler in der Weimarer Republik
- Rudolf Schmidt (1904–1969), Jurist, Landrat und Ministerialbeamter
- Sibylle Schmidt (* 1961), Veranstaltungs- und Gastronomieunternehmerin, Politikerin (KPD/RZ; SPD; AfD)
- Stephan Schmidt (* 1973), Politiker (CDU), Mitglied des Abgeordnetenhause von Berlin
- Uwe Schmidt (* 1945), Politiker (CDU), Mitglied im Abgeordnetenhaus von Berlin
- Waldemar Schmidt (1909–1975), Politiker (KPD/SED) und Polizeipräsident von Ost-Berlin
- Waltraud Schmidt-Sibeth (* 1940), Politikerin (SPD), Mitglied des Bayerischen Landtags
- Horst Schmitt (1925–1989), Parteivorsitzender der SEW
- Ingo Schmitt (* 1957), Politiker (CDU), Staatssekretär in Berlin
- Stefan Schmitt (1963–2010), Jurist und Hamburger Politiker (SPD)
- Karl-Heinz Schmitz (1932–2016), Jurist und Politiker (CDU), Mitglied des Abgeordnetenhauses von Berlin
- Paul Schmutz (1908–1982), Mitglied der Widerstandsgruppe Neu Beginnen und SPD-Politiker im Mannheimer Stadtrat
- Alfred Schneider (1911–1998), Jurist und Regierungspräsident des Regierungsbezirks Kassel
- Doris Schneider (1934–2011), Politikerin (SPD), Mitglied des Abgeordnetenhauses von Berlin
- Eleonore Schneider (1907–1982), Politikerin (CDU), Mitglied des Abgeordnetenhauses von Berlin
- Ernst Scholz (1913–1986), Interbrigadist, Minister für Bauwesen und Stellvertreter des Ministers für Auswärtige Angelegenheiten der DDR
- Fritz Schönberg (1878–1968), Diplomat
- Niklas Schrader (* 1981), Politiker (Die Linke), Mitglied des Abgeordnetenhauses von Berlin
- Hilde Schramm (* 1936), Vizepräsidentin des Berliner Abgeordnetenhauses, Politikerin (AL)
- Karl-Friedrich Schrieber (1905–1985), Mitglied des Niedersächsischen Landtages
- Ernst Otto Schubarth (1829–1908), Politiker (Nationalliberal), Landrat und Mitglied des Preußischen Landtags (1867–1870)
- Wilhelm von der Schulenburg (1806–1883), Politiker, Landrat
- Willi Schultz (1896–1961), Politiker (KPD/SED), Mitglied des Landtages des Freistaates Mecklenburg-Strelitz
- Jürn Jakob Schultze-Berndt (* 1966), Politiker (CDU), Mitglied des Abgeordnetenhauses von Berlin
- Katrin Schultze-Berndt (* 1969), Politikerin (CDU), Mitglied des Abgeordnetenhauses Berlin
- Bodo Schulz (1911–1987), Gewerkschafter (FDGB) und Politiker (SED)
- Klaus-Peter Schulz (1915–2000), Politiker (SPD/CDU), Landtags- und Bundestagsabgeordneter
- Kordula Schulz-Asche (* 1956), Mitglied des Hessischen Landtags
- Marvin Schulz (* 1994), Politiker (CDU), Mitglied des Bundestages
- Max Schulz (1851–nach 1910), Kaufmann, Politiker, Mitglied des Reichstags des Deutschen Kaiserreichs
- Friedrich Schulze (1896–1976), Politiker (SPD), Mitglied des Abgeordnetenhause von Berlin
- Gerhard Schulze (1919–2006), Politiker (CDU), Mitglied des Deutschen Bundestags
- Peter Schuster (1934–2018), Politiker (SPD), Mitglied des Abgeordnetenhause von Berlin
- Alexander Schwan (1931–1989), Politikwissenschaftler, Hochschullehrer und Politiker (SPD, CDU)
- Gesine Schwan, geborene Schneider (* 1943), Politikwissenschaftlerin, Hochschulpräsidentin und Politikerin (SPD)
- Gustav Schwartz (1860–1909), Rittergutsbesitzer und Politiker
- Gerhard Schwarz (1919–1992), Anwalt, Notar und Politiker (SPD), Mitglied des Abgeordnetenhause von Berlin
- Günter Schwarz (1931–2000), Lehrer, Politiker (SPD), Mitglied des Landtags von Nordrhein-Westfalen
- Hildegard Schwarz (1914–nach 1984) Politikerin, Abgeordnete der Volkskammer der DDR
- Hubert Schwarz (1923–2004), Lehrer, Politiker (SPD), Mitglied des Abgeordnetenhauses von Berlin
- Max Schwarz (1904–1979), Abgeordneter des Niedersächsischen Landtages (SPD)
- Werner Schwarz (1902–1942), SA-Führer und Politiker (NSDAP), Reichstagsabgeordneter
- Julian Schwarze (* 1983), Politikwissenschaftler, Politiker (Bündnis 90/Die Grünen), Mitglied des Abgeordnetenhauses von Berlin
- Christina Schwarzer (* 1976), Verbandsfunktionärin und Politikerin (CDU), Mitglied des Deutschen Bundestages
- Carl-Hubert Schwennicke (1906–1992), Politiker (DVP, LDPD, FDP, CDU)
- Friedrich Bogislav von Schwerin (1674–1747), preußischer Staats- und Kriegsminister
- Otto Graf von Schwerin (1645–1705), kurbrandenburgisch-preußischer Geheimer Rat und Diplomat
- Marion Seelig (1953–2013), Bürgerrechtlerin der DDR-Opposition, Politikerin (Die Linke), Mitglied des Abgeordnetenhause von Berlin
- Günter Seeliger (1906–1966), Diplomat, Botschafter der Bundesrepublik Deutschland in Mexiko
- Wolfgang Sehrt (1941–2021), Politiker (CDU) und Mitglied des Niedersächsischen Landtags
- Kurt Seibt (1908–2002), Politiker, Vorsitzender der Zentralen Revisionskommission der SED und Minister für Anleitung und Kontrolle der Bezirks- und Kreisräte der DDR
- François Seydoux de Clausonne (1905–1981), französischer Diplomat
- Paul Singer (1844–1911), SPD-Mitbegründer, deren Vorsitzender und Reichstagsabgeordneter, Fabrikant
- Sabine Smentek (* 1961), Staatssekretärin
- Friedrich zu Solms-Baruth (1853–1920), Politiker, Mitglied des Preußischen Herrenhauses
- Walter Sonntag (1899–1959), Politiker (SPD), Mitglied des Abgeordnetenhause von Berlin
- Otto Sperling (1902–1985), Politiker (SPD), Mitglied des Abgeordnetenhause von Berlin
- Bertold Sprenger (* 1939), Politiker (CDU), Mitglied des Landtages von Schleswig-Holstein
- René Springer (* 1979), Politiker (AfD), Bundestagsabgeordneter
- Maja Stadler-Euler (* 1941), Juristin, Politikerin (FDP), Abgeordnete der Hamburgischen Bürgerschaft
- René Stadtkewitz (* 1965), Politiker (CDU, Die Freiheit)
- Karl-Heinz Städing (1928–2008), Politiker (SPD)
- Matthias Stefke (* 1963), Politiker (BVB/Freie Wähler)
- Jörg Steinbach (* 1956), Politiker (SPD)
- Udo Steinberg (1877–1919), Ingenieur, Sportler und Sportfunktionär
- Inge Stetter (* 1941), Politikerin (SPD), Mitglied der Volkskammer und des Sächsischen Landtages
- Friedrich Stock (1877–1937), Politiker (DtSP, NSFP), Reichstagsabgeordneter
- August von Stockhausen (1793–1861), Politiker, Generalleutnant, Kriegsminister
- Willi Stoph (1914–1999), Politiker (SED), zuletzt Vorsitzender des Staatsrates (Staatsoberhaupt der DDR)
- Otto Strauß (1870–1938), Politiker, Reichstagsabgeordneter (Wirtschaftspartei)
- Georg Streiter (1884–1945), Politiker (DVP), Reichstagsabgeordneter in der Zeit der Weimarer Republik
- Gustav Stresemann (1878–1929), Politiker (DVP), Reichskanzler sowie Außenminister in der Zeit der Weimarer Republik, Friedensnobelpreisträger 1926
- Joachim Strömer (1904–1971), Politiker (FDP), Mitglied des Niedersächsischen Landtages

### T–Z
- Britta Teuerle-Lange (* 1969), Politikerin (CDU), Mitglied des Abgeordnetenhauses von Berlin
- Theodor Thannhäuser (1868–1950), Bürgermeister von Salzgitter
- Max von Thielmann (1846–1929), Politiker und Diplomat
- Norbert Tietz (1942–1985), Politiker (CDU), Mitglied des Abgeordnetenhauses von Berlin
- Uwe Tietz (* 1947), Politiker (AL)
- Jürgen Tietze (* 1935), Jurist und Politiker (CDU), Mitglied des Abgeordnetenhauses von Berlin
- Angela Tillmann (* 1957), Politikerin (SPD), Mitglied des Landtags von Nordrhein-Westfalen
- Andreas Troge (* 1950), Wirtschaftswissenschaftler, Präsident des deutschen Umweltbundesamtes
- Klaus von Trotha (* 1938), Politiker (CDU), Landesminister in Baden-Württemberg
- Franz Tutzauer (1852–1908), Politiker (SPD) und Gewerkschafter
- Rainer Ueckert (* 1949), Politiker (CDU), Mitglied des Abgeordnetenhauses von Berlin
- Lotte Ulbricht (1903–2002), SED-Funktionärin und die zweite Ehefrau des DDR-Staatsratsvorsitzenden Walter Ulbricht
- Wolfgang Vater (1942–2021), Kommunalpolitiker (CDU) in Hofheim / Taunus
- Gerd Vehres (1941–2009), Diplomat, Botschaftssekretär (1970–1974) und Botschafter in Ungarn (1988–1990)
- Moritz Veit (1808–1864), Politiker und Verleger
- Otto Vesper (1875–1923), Politiker
- Horst Vetter (1927–2022), Politiker (FDP), Senator für Stadtentwicklung und Umweltschutz in Berlin
- Louis Viereck (1851–1922), Journalist und Politiker, Mitglied des Reichstages
- Alexander Voelker (1913–2001), Politiker (SPD)
- Hartmut Vogel (1936–1991), Ministerialbeamter im Bundesministerium des Innern
- Julius Vogel (1888–1964), Politiker (DNVP), Mitglied des Reichstags
- Katrin Vogel (* 1964), Steuerberaterin und Politikerin (CDU)
- Renate Vogel (* 1947), Politikerin (SPD), Mitglied der Hamburgischen Bürgerschaft
- Otto von Voß (1755–1823), Politiker, Geheimer Staatsminister
- Walter Voss (1907–1983), Politiker (KPD, SED), Mitglied des Reichstages
- Fritz Votava (1906–1989), Politiker (SPD)
- Dorit Wahl (1938–2022), Politikerin (CDU), Mitglied des Abgeordnetenhauses von Berlin
- Jürgen Wahl (1922–1990), Politiker (FDP), Mitglied des Abgeordnetenhauses von Berlin
- Arno Walter (1934–2022), Jurist und Politiker (SPD), saarländischer Minister der Justiz
- Erich Walter (1906–1993), Politiker (SPD), Mitglied des Abgeordnetenhauses von Berlin
- Erwin Walter (1912–1998), Politiker (CDU), Mitglied des Abgeordnetenhauses von Berlin
- Karsten Warnecke (* 1960), Diplomat
- Helene von Watter (1895–1972), Medizinerin und Politikerin (DNVP), Mitglied des Preußischen Landtags
- Ernst-Hinrich Weber (* 1936), Politiker (CDU) und Staatssekretär in der Regierung de Maizière
- Herbert Weber (* 1949), Politiker (CDU), Bürgermeister des Bezirkes Steglitz-Zehlendorf
- Ulla Weber (* 1964), Gleichstellungspolitikerin
- Wilhelm Weber (1832–1899), Jurist, Politiker, Oberbürgermeister von Gera, Mitglied des Landtags des Fürstentums Reuß
- Rüdiger von Wechmar (1923–2007), Diplomat
- Winfried von Wedel-Parlow (1918–1977), Politiker
- Albert Weingartner (* 1951), Politiker (FDP/CDU), Mitglied des Abgeordnetenhauses von Berlin
- Cornelius Weiss (1933–2020), Chemiker, Rektor der Universität Leipzig und Politiker (SPD), Abgeordneter des Sächsischen Landtages
- Frieda Weiß (1907–1984), Politikerin (SED), Bürgermeisterin des Berliner Bezirks Pankow
- Mari Weiß (* 1984), Juristin und Politikerin, Mitglied des Abgeordnetenhauses von Berlin
- Rudolf Weiß (1899–1945), SS-Brigadeführer, Politiker (NSDAP), Mitglied des Reichstags
- Simon Weiß (* 1985), Politiker (Piratenpartei/Die Linke), Mitglied des Abgeordnetenhauses von Berlin
- Thorsten Weiß (* 1983), Politiker (AfD), Mitglied des Abgeordnetenhauses von Berlin
- Jutta Weißbecker (* 1943), Politikerin (SPD), Mitglied des Abgeordnetenhauses von Berlin
- Otto Wels (1873–1939), SPD-Partei- und Fraktionsvorsitzender der Weimarer Republik
- Michael Wendt (1955–2011), Politiker (AL)
- Heike Werner (* 1969), Politikerin (Die Linke)
- Heinz Westphal (1924–1998), Politiker (SPD), Bundesminister für Arbeit und Sozialordnung
- Kurt Westphal (1913–1986), Politiker (SED), Minister für Lebensmittelindustrie der DDR
- Dietrich Wetzel (1936–2006), Soziologe und Politiker (Grüne), Mitglied des Deutschen Bundestags
- Walther Georg Wever (1859–1922), Jurist und Diplomat
- Gudrun Weyel (1927–2011), Politikerin (SPD), Mitglied des Deutschen Bundestages
- Hermann Weyl (1866–1925), Arzt und Politiker (SPD, USPD), Mitglied des Preußischen Landtags
- Edgar Whitehead (1905–1971), Premierminister Südrhodesiens
- Gabriele Wiechatzek (* 1948), Politikerin (CDU)
- Rolf Wiedenhaupt (* 1958), Politiker (AfD, CDU)
- Wolfgang Wieland (1948–2023), Bürgermeister und Senator für Justiz des Landes Berlin
- Bruni Wildenhein-Lauterbach (* 1947), (SPD), Mitglied des Abgeordnetenhauses von Berlin
- Wilhelm I. (1797–1888), Deutscher Kaiser
- Wilhelm II. (1859–1941), Deutscher Kaiser
- Karin Wilke (* 1953), Politikerin (AfD)
- Ulrich von Winterfeldt (1823–1908), Politiker, Reichstagsabgeordneter
- Otto Winzer (1902–1975), Minister für Auswärtige Angelegenheiten der DDR
- Erika Wolf, geb. Engel (1912–2003), Juristin und Politikerin (CDU), Mitglied des Deutschen Bundestags
- Peter Wolf (* 1939), Politiker (SPD), Mitglied des Abgeordnetenhauses von Berlin
- Stefan Wolf (* 1961), Jurist und Politiker (SPD), Oberbürgermeister der Stadt Weimar
- Werner Wolf (1929–2005), Ingenieur und Politiker (SPD), Mitglied des Abgeordnetenhauses von Berlin
- Arthur von Wolff (1828–1898), königlich-preußischer Regierungsbeamter, Chef-Präsident des Rechnungshofes des Deutschen Reichs
- Barbara Wolff (* 1948), Politikerin, Mitglied des Landtags von Brandenburg
- Georg Wolff (1882–1967), Lehrer und Bildungspolitiker (DDP, LDP)
- Heinrich Wolff (1881–1946), Diplomat
- Irene Wolff-Molorciuc (1955–2012), Politikerin (Die Linke), Mitglied des Landtags von Brandenburg
- Margarete Wolff (1876–1943), Gewerkschafterin und Politikerin
- Waldemar Wolff (1852–1889), Jurist und Politiker, Mitglied des Preußischen Abgeordnetenhauses
- Klaus Wowereit (* 1953), Politiker (SPD) und von 2001 bis 2014 Regierender Bürgermeister von Berlin
- Franz-Josef Wuermeling (1900–1986), Politiker (CDU), Familienminister und Namensgeber für den „Wuermeling“ (Ermäßigungsberechtigung für Bahnfahrkarten für Familien)
- Georg Wuermeling (1930–1989), Politiker (CDU)
- Martin Wülfing (1899–1986), Politiker (NSDAP), Landtags- und Reichstagsabgeordneter
- Sabine Zech, geborene Küller (* 1940), Hochschullehrerin und Politikerin (SPD), Oberbürgermeisterin der Stadt Hamm
- Philip Zeschmann (* 1967), Politiker
- Hugo Zimmermann (1892–1964), Verwaltungsbeamter und langjähriger Bürgermeister in Eupen
- Friedrich von Zitzewitz (1887–1940), Verwaltungsbeamter, Landrat des Kreises Schlawe
- Andreas Zobel (1953–2009), Diplomat, Botschafter in Serbien und Montenegro
- Fanny Zobel, geboren als Fanny Vandsburger (1872–1958), Politikerin (DDP)
- Paul Zobel (1891–1945), Arbeitersportfunktionär, Landtagsabgeordneter und Widerstandskämpfer
- Klaus Zweiling (1900–1968), Politiker, Journalist, Physiker und Philosoph

## Widerstandskämpfer
Die hier aufgeführten Personen sind in erster Linie als Widerstandskämpfer gegen den Nationalsozialismus bekannt geworden.

### A–G
- Willi Bänsch (1908–1944), KPD-Widerstand, Saefkow-Jacob-Bästlein-Organisation
- Gottfried Ballin (1914–1943), Widerstandskämpfer
- Arnold Bauer (1909–2006), Rote Kapelle
- Erwin Beck (1911–1988), Rote Kämpfer
- Ernst Berendt (1878–1942), christlicher Widerstandskämpfer, protestantischer Pfarrer und Häftling im KZ Dachau
- Karl Behrens (1909–1943), Rote Kapelle
- Hans Berger (1916–1943), Widerstandskämpfer
- Hilde Berger (1914–2011), Widerstandskämpferin und Sekretärin von Oskar Schindler
- Liane Berkowitz (1923–1943), Rote Kapelle
- Albrecht Graf von Bernstorff (1890–1945), Diplomat und Widerstandskämpfer
- Hans Beyer (1905–1971), NKFD
- Heinz Birnbaum (1920–1943), Widerstandskämpfer der Herbert-Baum-Gruppe
- Charlotte Bischoff (1901–1994), Rote Kapelle, Saefkow-Jacob-Bästlein-Organisation
- Georg Blank (1888–1944), Politiker und Widerstandskämpfer
- Franz Bode (1903–1940), Kommunist und Widerstandskämpfer, starb an Spätfolgen der Verletzungen durch Folter während Inhaftierung
- Hasso von Boehmer (1904–1945), 20. Juli 1944
- Ernst von Borsig (1906–1945), gehörte zur Widerstands-/Programmgruppe Kreisauer Kreis
- Cay-Hugo von Brockdorff (1915–1999), Rote Kapelle
- Gerhard Bry (1911–1996), Neu Beginnen
- Eva-Maria Buch (1921–1943), Rote Kapelle
- Adolf Buchholz (1913–1978), Bewegung Freies Deutschland in Großbritannien
- Hans Coppi (1916–1942), Rote Kapelle
- Hilde Coppi (1909–1943), Rote Kapelle
- Herbert Crüger (1911–2003), Bewegung Freies Deutschland in der Schweiz
- Manfred Czernin (1913–1962), tschechischer Pilot der Royal Air Force und SOE-Agent für besondere Einsätze im Zweiten Weltkrieg
- Emmy Damerius-Koenen (1903–1987), KPD
- Ditmar Danelius (1906–1997), kommunistischer Widerstandskämpfer, KZ-Häftling, Kämpfer in der Résistance und Vorsitzender der Berliner Vereinigung der Verfolgten des Naziregimes VVN
- Justus Delbrück (1902–1945), Verwaltungsjurist, der am Widerstand gegen den Nationalsozialismus beteiligt war
- Charlotte Eisenblätter (1903–1944), Uhrig-Gruppe, Rote Kapelle
- Ina Ender (1917–2008), Rote Kapelle
- Hilde Ephraim (1905–1940), Rote Hilfe
- Ernst Flatow (1887–1942), evangelischer Pfarrer jüdischer Herkunft, Gegner des Nationalsozialismus, Krankenhaus-Seelsorger und Opfer des Holocaust
- Siegfried Forstreuter (1914–1944), Kommunist und Widerstandskämpfer
- Karl Frank (1906–1944), Uhrig-Gruppe, Rote Kapelle
- Friedrich Fromm (1888–1945), 20. Juli 1944
- Otto Heinrich von der Gablentz (1898–1972), Kreisauer Kreis
- Erich Gloeden (1888–1944), 20. Juli 1944
- Ursula Goetze (1916–1943), Rote Kapelle
- Herbert Gollnow (1911–1943), Rote Kapelle
- Herbert Grasse (1910–1942), Rote Kapelle
- Hanno Günther (1921–1942), Kommunist und Widerstandskämpfer

### H–M
- Hans Bernd von Haeften (1905–1944), 20. Juli 1944
- Werner von Haeften (1908–1944), 20. Juli 1944
- Hugo Härtig (1872–1944), in Brandenburg-Görden hingerichteter kommunistischer Widerstandskämpfer
- Ruthild Hahne (1910–2001), Rote Kapelle
- Kunrat von Hammerstein-Equord (1918–2007), 20. Juli 1944
- Ludwig von Hammerstein-Equord (1919–1996), 20. Juli 1944
- Willi Heinze (1910–1945), KPD, Saefkow-Jacob-Bästlein-Organisation
- Georg Henke (1908–1986), Interbrigadist
- Reinhold Hermann (1885–1945), Buchdrucker, Gewerkschafter und Widerstandskämpfer
- Stéphane Hessel (1917–2013), französischer Résistance-Kämpfer, Überlebender des Konzentrationslagers Buchenwald, Diplomat, Lyriker, Essayist und politischer Aktivist
- Ernst Ludwig Heuss (1910–1967), Solf-Kreis
- Willy Hielscher (1904–1945), SJBO, Unterstützer einer Widerstandsgruppe sowjetischer Zwangsarbeiter bei den Bergmann-Werken in Berlin-Wilhelmsruh
- Alice Hirsch (1923–1943), Arbeiterin und Widerstandskämpferin, Mitglied der Baum-Gruppe
- Paul Hirsch (1907–1945), kommunistischer Widerstandskämpfer in den Askania Werken
- Ralf Hirsch (* 1960), DDR-Bürgerrechtler
- Walter Homann (1906–1945), Rote Kapelle
- Friedel Hoffmann (1912–1997), kommunistische Widerstandskämpferin
- Cäsar Horn (1914–1945), Rote Kapelle, Saefkow-Jacob-Bästlein-Organisation
- Georg Hornstein (1900–1942), Freiwilliger im Spanischen Bürgerkrieg
- Emil Hübner (1862–1943), Rote Kapelle
- Marta Husemann (1913–1960), Rote Kapelle
- Werner Illmer (1914–1944), Strafdivision 999, Partisan, exekutiert
- Else Imme (1885–1943), Rote Kapelle
- Ingeborg Jacobson (1915–1942), Kauffrau jüdischer Herkunft, Mitglied der Bekennenden Kirche (BK), Chefsekretärin im Büro Grüber
- Paul Junius (1901–1944), Betriebszelle in den Askania Werken, SJBO
- Ilse Kassel (1902–1943), Ärztin und Widerstandskämpferin
- Hans Kiefert (1905–1966), KPD, Saefkow-Jacob-Bästlein-Organisation
- Helmut Kindler (1912–2008), Rote Kapelle
- Bernhard Klamroth (1910–1944), 20. Juli 1944
- Thomas Klein (* 1948), DDR-Bürgerrechtler
- Kurt Klinke (1910–1944), sozialistischer Widerstandskämpfer
- Hans Krüger (1904–1944), als Kritiker des NS-Regimes hingerichtet
- Joachim Kuhn (1913–1994), 20. Juli 1944
- Otto Kühne (1893–1955), Résistance
- Oskar Kusch (1918–1944), Oberleutnant zur See und Kommandant des U-Boots U 154, als Kritiker des NS-Regimes hingerichtet
- Karl Ladé (1909–1945), Betriebszelle in den Askania Werken, SJBO
- Fritz Lange (1898–1981), Rote Kapelle
- Ernst Langguth (1908–1983), KPD
- Walter Lassally (1926–2017), britischer Kameramann, Schauspieler und Oscarpreisträger
- Annedore Leber (1904–1968), Kreisauer Kreis
- Georg Lehnig (1907–1945), Kabelwerk Oberspree, SJBO
- Erna Lenz (1900–1955), kommunistische Widerstandskämpferin
- Gerhard Leo (1923–2009), Résistance
- Hanni Lévy (1924–2019), Überlebende des Holocaust und Zeitzeugin
- Fritz Lindemann (1894–1944), 20. Juli 1944
- Edith Lindenberg, geborene Meyer (1887–1944), Aktivistin im Kampf gegen den Nationalsozialismus
- Paul Lindner (1911–1969), KPD
- Walter Loewenheim (1896–1977), Rote Kämpfer
- Wilhelm Graf zu Lynar (1899–1944), 20. Juli 1944
- Günter Malkowski (1926–1952), Kämpfer gegen das SED-Regime
- Gertrud Marx (1904–1989, geborene Gessinger), Kommunistin
- Erich Meier (1910–1933), Kommunist, frühes NS-Opfer
- Ewald Meyer (1911–2003), Rote Kapelle
- Gerhard Meyer (1919–1942), Widerstandskämpfer und Mitglied der Baum-Gruppe, in Plötzensee hingerichtet
- Hanni Meyer (1921–1943), Widerstandskämpferin und Mitglied der Baum-Gruppe, in Plötzensee hingerichtet
- Walter Mickin (1910–2001), Kommunist
- Charlotte Müller (1901–1989), kommunistische Widerstandskämpferin, später Mitarbeiterin der Staatssicherheit der DDR
- Friedrich Müller (1889–1942), christlicher Widerstandskämpfer, Mitglied der Bekennenden Kirche, evangelischer Pastor und Hauptmann der Wehrmacht
- Karl Müller (1904–1945), Widerstandskämpfer der KPD, Revolutionären Gewerkschafts-Opposition
- Kurt Müller (1903–1944), Rote Kapelle, und Europäische Union
- Kurt Müller (1903–1990), KPD, Widerstandskämpfer
- Karl Mundstock (1915–2008), Rote Kapelle
- Arnold Munter (1912–2001), sozialdemokratischer Widerstandskämpfer

### N–Z
- Arthur Nebe (1894–1945), 20. Juli 1944
- Gertrud Neuhof (1901–1987), Frohnau, Saefkow-Jacob-Bästlein-Organisation
- Helmut Neumann (1921–1943), Herbert-Baum-Gruppe
- Eugen Neutert (1905–1943), Rote Kapelle
- Erwin Nöldner (1913–1944), Lichtenberg, Saefkow-Jacob-Bästlein-Organisation
- Hans-Ulrich von Oertzen (1915–1944), 20. Juli 1944
- Ernst Oschmann (1907–1979), kommunistischer Widerstandskämpfer
- Margarethe von Oven (1904–1991), 20. Juli 1944
- Friedrich Justus Perels (1910–1945), 20. Juli 1944
- Bruno Peters (1884–1960), Eisenbahningenieur und kommunistischer Widerstandskämpfer
- Hans Peters (1896–1966), Kreisauer Kreis
- Erwin Planck (1893–1945), 20. Juli 1944
- Friedrich Rehmer (1921–1943), Rote Kapelle
- Bernhard Reichenbach (1888–1975), Rote Kämpfer
- Rosemarie Reichwein (1904–2002), Kreisauer Kreis
- Fritz Riedel (1908–1944), kommunistischer Widerstandskämpfer
- Max Riedel (1903–1990), kommunistischer Widerstandskämpfer
- Roman Rubinstein (1917–1999), Résistance
- Anton Ruh (1912–1964), KPD, OSS-Agent
- Anton Saefkow (1903–1944), SJBO
- Willi Sänger (1894–1944), Uhrig-Gruppe und SJBO
- Klara Schabbel (1894–1943), Rote Kapelle
- Friedrich Schauer (1913–2007), Rote Kapelle
- Dora Schaul (1913–1999), Résistance
- Heinrich Scheel (1915–1996), Rote Kapelle
- Diethelm Scheer (1909–1996), KPD
- Wilhelm Scheer (1906–1944), KPD, Saefkow-Jacob-Bästlein-Organisation
- Hermann Scherchen (1891–1966), Rote Kapelle
- Erich R. Schmidt (1910–2008), Widerstandsgruppe Neu Beginnen
- Heinz Schröder (1910–1997), Reichsbanner, Vorsitzender der VVN-VdA
- Egmont Schultz (1903–1945), Saefkow-Jacob-Bästlein-Organisation
- Hans Schulz (1898–1945), Saefkow-Jacob-Bästlein-Organisation
- Rudolf Schwarz (1904–1934), kommunistischer Widerstandskämpfer
- Lothar Salinger (1919–1943), Arbeiter und Widerstandskämpfer, Herbert-Baum-Gruppe
- Frieda Seidlitz (1907–1936), Rote Hilfe
- Ernst Sieber (1916–1994), Rote Kapelle, Saefkow-Jacob-Bästlein-Organisation
- Kaspar Simonischek (* 1997), österreichischer Schauspieler
- Hans Singer (1921–1979), Bewegung Freies Deutschland in der Schweiz
- Max Spangenberg (1907–1987), Interbrigadist
- Ilse Stöbe (1911–1942), Rote Kapelle
- Carl-Heinrich von Stülpnagel (1886–1944), 20. Juli 1944
- Hans Sußmann (1897–1985), Rote Kapelle
- Fritz Thiele (1894–1944), 20. Juli 1944
- Ella Trebe (1902–1943), Rote Kapelle, Saefkow-Jacob-Bästlein-Organisation
- Herbert Tschäpe (1913–1944), Spanienkämpfer, Saefkow-Jacob-Bästlein-Organisation
- Käthe Tucholla (1910–1943), Uhrig-Gruppe, Rote Kapelle
- Karl Vesper (1883–1933), Widerstandskämpfer
- Elli Voigt (1912–1944), Schönow, Saefkow-Jacob-Bästlein-Organisation
- Hans-Alexander von Voss (1907–1944), 20. Juli 1944
- Alfons Maria Wachsmann (1896–1944), römisch-katholischer Priester und Widerstandskämpfer
- Wilhelm von Waldow (1856–1937), Politiker und Verwaltungsbeamter, Minister
- Arthur Weisbrodt (1909–1944), Lichtenberg, Saefkow-Jacob-Bästlein-Organisation, Rote Hilfe
- Hermann Wolff (1906–1945), Vermessungstechniker, Saefkow-Jacob-Bästlein-Organisation
- Marion Yorck von Wartenburg (1904–2007), Kreisauer Kreis
- Gerhard Zadek (1919–2005), Herbert-Baum-Gruppe
- Bernhard Zessin (1900–1983), kommunistischer Widerstandskämpfer
- Paul Zobel (1891–1945), Redakteur, Kommunist und Widerstandskämpfer

## Soldaten

### A–K
- Friedrich Altrichter (1890–1948), Generalleutnant der Wehrmacht, Militärschriftsteller
- Hans von Ahlfen (1897–1966), Generalmajor der Wehrmacht
- Friedrich von Amann (1870–1953), Generalleutnant
- Bern von Baer (1911–1981), Generalmajors der Bundeswehr
- Franz Wilhelm von Barfus-Falkenburg (1788–1863), preußischer Generalmajor
- Friedrich von Barner (1821–1889), preußischer Generalmajor
- Olivier von Beaulieu-Marconnay (1898–1918), Jagdflieger, Ritter des Ordens Pour le Mérite
- Egenolf von Berckheim (1881–1915), U-Boot-Kommandant im Ersten Weltkrieg
- Helmut Bertram (1907–1999), Brigadegeneral
- August von Beyer (1786–1855), Generalleutnant
- Gustav Friedrich von Beyer (1812–1889), preußischer General der Infanterie und badischer Kriegsminister
- Kurd von Bismarck (1879–1943), Generalmajor der Wehrmacht
- Willy Boehm (1877–1938), Marine-Generalarzt und Politiker
- Hans-Rudolf Boehmer (* 1938), Vizeadmiral a. D. der Bundesmarine, Inspekteur der Marine (1995–1998)
- Carl Bolle (1893–1955), hochdekorierter Jagdflieger im Ersten Weltkrieg, Ritter des Ordens Pour le Mérite
- Alfred Boner (1902–1988), Generalmajor der Luftwaffe und Unternehmer
- Heinz Brandt (1907–1944), Generalstabsoffizier
- Adolf von Brauchitsch (1876–1935), Generalmajor der Reichswehr
- Carl von Brauchitsch (1755–1839), Königlich-Preußischer Landstallmeister und langjähriger Generalkommissär
- Bernd von Brauchitsch (1911–1974), Adjutant
- Bernhard von Brauchitsch (1833–1910), preußischer General der Kavallerie
- Eduard von Brauchitsch (1827–1889), preußischer Generalmajor und Kommandeur
- Hermann von Brauchitsch (1840–1916), preußischer Generalleutnant
- Karl von Brauchitsch (1822–1896), preußischer Generalmajor
- Konrad von Brauchitsch (1853–1916), Generalmajor
- Walther von Brauchitsch (1881–1948), Generalfeldmarschall
- Johann Carl Ludwig Braun (1771–1835), preußischer Generalleutnant, Generalinspekteur der Geschütz- und Waffenfabriken zu Berlin
- Leopold von Brese-Winiary (1787–1878), preußischer General der Infanterie
- Alfred von Briesen (1849–1914), preußischer General der Infanterie
- Friedrich von Brühl (1791–1859), preußischer Generalleutnant
- Rudolph Otto von Budritzki (1812–1876), preußischer General der Infanterie
- Adolf von Bülow (1837–1907), preußischer General
- Karl von Bülow (1846–1921), preußischer Generalfeldmarschall
- Paul Buntrock (1915–1985), Generalmajor der Luftwaffe der Bundeswehr
- Heinz Burchardt (1915–1980), Generalmajor des Heeres
- Leo von Caprivi (1831–1899), Vizeadmiral der Kaiserlichen Marine, Politiker, Reichskanzler als Nachfolger Otto von Bismarcks
- Kurt von der Chevallerie (1891–1945), General der Infanterie
- Carl Friedrich Ernst von Cocceji (1728–1780), Offizier, Diplomat in polnischen Diensten
- Johannes von Dassel (1863–1928), preußischer General der Infanterie
- Karl von Decker (1784–1844), preußischer General und militärischer sowie belletristischer Schriftsteller
- Karl Deichen (1914–1969), Brigadegeneral des Heeres der Bundeswehr
- Friedrich-Wilhelm Deutsch (1892–1944), Generalleutnant der Infanterie
- Karl von Dewitz-Krebs (1887–1945), Generalmajor
- Otto Magnus von Dönhoff (1665–1717), preußischer Generalleutnant und Gesandter
- Klemens-Karl Drescher (* 1945), Brigadegeneral
- Magnus von Eberhardt (1855–1939), preußischer General der Infanterie
- Max von Eberstein (1830–1889), Generalmajor
- Siegfried Engel (1892–1976), Konteradmiral im Zweiten Weltkrieg, Übersetzer englischer und französischer Werke
- August von Etzel (1808–1888), General, Politiker und Reichstagsabgeordneter
- Hermann von Fabeck (1816–1873), preußischer Generalleutnant
- Max von Fabeck (1854–1916), preußischer General der Infanterie
- Wolfgang Falck (1910–2007), Jagdflieger, Ritterkreuzträger
- Jürgen von Falkenhayn (1938–2022), Generalmajor
- Edmund von Falkenstein (1850–1924), preußischer Generalleutnant
- Julius Falkenstein (1842–1917), Offizier, Oberstabsarzt und Afrikaforscher
- Henning Faltin (* 1966), Flottillenadmiral der Bundeswehr
- Dieter Fingerhuth (1920–1993), Brigadegeneral des Heeres
- Carl Fink (1886–1969), Generalmajor der Luftwaffe
- Willy Fisch (1886–1963), Ministerialdirektor im Range eines Generals der Flieger
- Wolfgang Fischer (* 1935), Brigadegeneral der Bundeswehr
- Friedrich Wilhelm Quirin von Forcade (1699–1765), preußischer General
- Arthur Franke (1909–1992), Generalleutnant, Chef des Militärischen Nachrichtendienstes der NVA
- Erika Franke (* 1954), Generalstabsärztin und zweite Frau im Generalsrang in der Bundeswehr sowie erste Generalin aus den neuen Ländern
- Max Galster (1852–1928), Konteradmiral der Kaiserlichen Marine
- Georg von Gayl (1850–1927), preußischer General
- Wilhelm von Gayl (1814–1879), preußischer General der Infanterie
- Bernhard von Gélieu (1864–1926), preußischer Generalmajor
- Leopold von Gerlach (1790–1861), preußischer General der Infanterie
- Peter-Johannes von Geyso (* 1941), Generalmajor
- Wilhelm Gohlke (1838–1919), Feuerwerksoffizier und Waffenhistoriker
- Friedrich Wilhelm Karl von Grabow (1783–1868), preußischer General der Infanterie
- Gustav von Graeve (1792–1876), preußischer Generalmajor
- Gustav von Griesheim (1798–1854), preußischer Generalmajor und Militärpolitiker
- Friedrich von der Groeben (1827–1889), preußischer Generalleutnant
- Günther von der Groeben (1832–1900), preußischer Generalleutnant
- Karl von Grolman (1777–1843), preußischer General und Chef des Generalstabs
- Wolfgang von Gronau (1893–1977), Generalmajor der Luftwaffe
- Werner Gröning (1926–2009), Generalleutnant der Volkspolizei, Polizeipräsident von Ost-Berlin
- Friedrich Wilhelm von Grumbkow (1678–1739), preußischer Generalfeldmarschall und Staatsmann
- Hermann von Guretzky-Cornitz (1828–1892), General der Kavallerie und Gouverneur von Ulm
- Paul Haehling von Lanzenauer (1896–1943), Generalmajor
- Wilhelm von Hahnke (1833–1912), preußischer Generalfeldmarschall
- Adolf Friedrich Konrad von Hake (1778–1862), preußischer Generalmajor
- Georg Leopold Gustav August von Hake (1776–1838), preußischer Generalleutnant
- Werner d’Hargues (1890–1972), Marinesanitätsoffizier
- Eberhard von Hartmann (1824–1891), preußischer General der Infanterie
- Bernd Heise (* 1943), Vizeadmiral, Stellvertreter des Generalinspekteurs der Bundeswehr
- Hans Heinrich XI. von Hochberg (1833–1907), General der Kavallerie, Montanindustrieller
- Eduard von Höpfner (1797–1858), preußischer Generalmajor, Militärschriftsteller und Direktor der Allgemeinen Kriegsschule
- Henning von Holtzendorff (1853–1919), preußischer Großadmiral, Mitglied des Preußischen Herrenhauses
- Eugen Kalau vom Hofe (1856–1935), Marineoffizier, Schiffskommandant, Konteradmiral der Kaiserlichen deutschen Marine, Autor maritimen Schrifttums
- Klaus Holländer (* 1941), Brigadegeneral des Heeres der Bundeswehr
- Andreas Hoppe (* 1965), Generalleutnant der Luftwaffe und Stellvertreter des Generalinspekteurs der Bundeswehr
- Gerhard von Janson (1881–1961), Marine-Offizier und politischer Aktivist
- Gerhard John (* 1935), Generalleutnant der Luftwaffe
- Paul Jordan (1910–2000), Generalmajor des Heeres
- Ludwig Karl von Kalckstein (1725–1800), preußischer Generalfeldmarschall
- Friedrich von Keßler (1814–1891), preußischer Generalleutnant
- Walther Kinzel (1880–1964), Vizeadmiral
- Friedrich von Kleist (1762–1823), preußischer Generalfeldmarschall
- Max von Kleist (1845–1923), preußischer Generalmajor
- Eckhard Klewin (* 1934), Brigadegeneral des Heeres der Bundeswehr
- Karl von Knobloch (1773–1858), preußischer Generalmajor
- Martin Köpke (1845–1918), preußischer General der Infanterie
- Carl Friedrich von Kraut (1703–1767), Offizier, Oberhofmarschall des Prinzen Heinrich von Preußen
- Hans-Peter Kriemann (* 1977), Offizier und Historiker
- Axel C. Kronenberg (* 1938), Offizier, Oberst und Heimatforscher
- Moritz von Kunowski (1831–1917), preußischer Generalmajor
- Ernst Kusserow (1903–1968), Brigadegeneral der Bundeswehr

### L–Z
- Schlomo Lahat, geboren als Salo Lindner (1927–2014), israelischer Offizier, Generalmajor und Bürgermeister von Tel Aviv
- Heinrich von der Lahr (1734–1816), preußischer Generalleutnant und Fachautor
- Heinrich von Ledebur (1832–1912), preußischer Generalleutnant
- Leopold von Ledebur (1868–1951), preußischer General der Infanterie
- Gottlieb Lehmann (1762–1824), preußischer Generalmajor
- Christian Nicolaus von Linger (1669–1755), preußischer General der Artillerie
- Wilhelm von Linger (1794–1871), preußischer Generalleutnant
- Fritz Löb (1895–1940), Generalmajor der Luftwaffe
- Eberhard Lochmann (1933–2020), Brigadegeneral des Heeres der Bundeswehr
- Hermann Lüdke (1911–1968), Flottillenadmiral der Bundesmarine
- Leopold von Lützow (1786–1844), preußischer Generalleutnant
- Ludwig Adolf Wilhelm von Lützow (1782–1834), Generalmajor
- Maximilian von Lyncker (1845–1923), preußischer General der Infanterie, Hofmarschall und Generalintendant der königlichen Gärten
- Jürgen Macheleidt (* 1941), Generalarzt
- Erich von Manstein (1887–1973), Generalfeldmarschall
- Friedrich Matthes (1881–1950), Konteradmiral (W)
- Gerd Meyer (* 1937), Brigadegeneral des Heeres der Bundeswehr
- Hubert Meyer (1913–2012), Generalstabsoffizier in der 12. SS-Panzer-Division
- Richard von Meyerinck (1802–1885), preußischer Generalmajor
- Christian Friedrich August von Moller (1734–1802), preußischer Generalmajor
- Gustav von Möller (1834–1896), preußischer Generalleutnant und Kommandant von Magdeburg
- Alexander von Monts (1832–1889), Marineoffizier, Kommandant der Vineta, mit der er von 1875 bis 1877 eine Reise um die Welt durchführte, Vizeadmiral der Kaiserlichen Marine
- Paul von Mühlberg (1847–1926), preußischer Generalmajor
- Burkard Freiherr von Müllenheim-Rechberg (1910–2003), Marineoffizier und Diplomat
- Erich von Müller (1877–nach 1943), Marineoffizier und Marineattaché an der deutschen Botschaft in London
- Hugo Eberhard zu Münster-Meinhövel (1812–1880), preußischer General der Kavallerie
- Horst Netzler (1925–2007), Generalmajor des Heeres der Bundeswehr
- Heinrich Oberdiek (1899–1986), Generalarzt der Bundeswehr
- Jürgen Oesten (1913–2010), Marineoffizier
- Dirk Walther Oetting (1938–2020), Jurist und Publizist, Brigadegeneral der Bundeswehr
- Hermann von Oppeln-Bronikowski (1899–1966), Generalmajor
- Joachim Friedrich Wilhelm von Oppen (1747–1815), Generalmajor
- Joachim von Oriola (1858–1907), Kapitän zur See der Kaiserlichen Marine, Marineattache
- Alexander von Pape (1813–1895), Generaloberst
- Friedrich August Paris (1811–1893), preußischer Generalmajor
- Günther Pfeffer (1914–1966), U-Boot-Kommandant
- Hans Heinrich XI. von Pleß (1833–1907), General der Kavallerie der Preußischen Armee
- Dieter Portner (* 1939), Lehrstabsoffizier an der Offizierschule der Luftwaffe
- Günter Poser (1916–2003), Konteradmiral der Bundesmarine, Militärattaché für Südkorea und Japan
- Adalbert von Preußen (1811–1873), Admiral
- Albrecht von Preußen (1837–1906), preußischer Generalfeldmarschall
- Ferdinand von Preußen (1730–1813), Generalmajor
- Friedrich Karl Nikolaus von Preußen (1828–1885), Feldherr der Preußischen Armee
- Heinrich von Preußen (1726–1802), Feldherr, 13. Kind von König Friedrich Wilhelm I.
- Gustav von Pritzelwitz (1813–1895), preußischer General der Infanterie
- Kurt von Pritzelwitz (1854–1935), preußischer General der Infanterie
- Joachim Pröhl (* 1932), Admiralarzt der Marine, Präsident der Deutschen Lebens-Rettungs-Gesellschaft
- Hubertus von Puttkamer (* 1948), Flottillenadmiral a. D. der Deutschen Marine, Mitglied des Bundesvorstands der Johanniter-Unfall-Hilfe
- Wilhelm von Radziwill (1797–1870), preußischer General
- Hans-Joachim Rath (1894–1968), Generalmajor
- Albert von Rauch (1829–1901), preußischer General der Infanterie und Chef der Landgendarmerie
- Friedrich von Rauch (1855–1935), preußischer General der Kavallerie und Inspekteur der 1. Kavallerieinspektion
- Gustav Waldemar von Rauch (1819–1890), preußischer General der Kavallerie und Chef der Landgendarmerie
- Nikolaus von Rauch (1851–1904), preußischer Oberst und Kommandeur der 29. Kavalleriebrigade
- Hugo von Rauchhaupt (1824–1896), preußischer Generalleutnant
- Max Reich (1862–1943), Generaloberarzt
- Klaus Reinhardt (1941–2021), General des Heeres der Bundeswehr
- Cécil von Renthe-Fink (1845–1909), preußischer Generalleutnant
- Karl Julius Riedel (1817–1882), königlich preußischer Generalmajor
- Louis Riedel (1849–1907), Konteradmiral der Kaiserlichen Marine
- Dietrich Rohde (1919–2016), Brigadegeneral des Heeres der Bundeswehr
- Hugh Rose, 1. Baron Strathnairn (1801–1885), britischer Feldmarschall, Oberbefehlshaber in Indien
- Georg-Heinrich Roth (* 1934), Brigadegeneral des Heeres der Bundeswehr
- Otto August Rühle von Lilienstern (1780–1847), preußischer Generalleutnant, Chef des preußischen Generalstabs, Militärschriftsteller
- Ernst Sachs (1880–1956), General der Waffen-SS
- Alexander von Salviati (1827–1881), preußischer Generalleutnant
- August von Schack (1793–1864), preußischer Generalmajor, erster Adjutant des Prinzen Wilhelm von Preußen
- Sigismund von Schlichting (1829–1909), preußischer General
- Alfred von Schlieffen (1833–1913), preußischer Generalfeldmarschall
- Karl von Schlippenbach (1830–1908), preußischer General der Infanterie
- Samuel von Schmettau (1684–1751), preußischer Generalfeldmarschall
- Carl Friedrich Schmidt (1792–1874), preußischer Generalleutnant und Direktor der Kriegsakademie
- Rudolf Schmidt (1886–1957), Generaloberst
- Wilhelm von Schmidt (1799–1867), preußischer Generalleutnant
- Walter Schmitz (* 1934), Generalleutnant der Bundeswehr
- Georg Heinrich Ludwig August Ernst von Schoenermarck (1783–1851), preußischer Generalmajor
- Walter Paul Schreiber (1893–1970), Generalarzt, Fachspartenleiter im Reichsforschungsrat
- Otto von der Schulenburg (1834–1923), preußischer Generalmajor
- Kaspar Ernst von Schultze (1691–1757), königlich-preußischer Generalleutnant
- Karl-Reinhard von Schultzendorff (1915–1993), Brigadegeneral des Heeres der Bundeswehr
- Adelbert Schulz (1903–1944), Generalmajor
- Erwin Schulz (1900–1981), SS-Brigadeführer, Generalmajor der Polizei
- Walter Schulz (1872–1934), preußischer Offizier, Oberstleutnant, Träger des Pour le Mérite
- Wilhelm Hugo Ferdinand von Schulz (1811–1891), preußischer Generalleutnant, Chef des Ingenieur- und Pionierkorps
- Friedrich Albert von Schwerin (1717–1789), preußischer Generalmajor, Oberstallmeister und Geheimer Etatsminister
- Friedrich August Leopold Karl von Schwerin (1750–1836), preußischer Generalmajor und Ritter des Johanniterordens
- Magnus Carl Ferdinand Bogislaus von Schwerin (1746–1810), preußischer Oberst
- Wilhelm von Schwerin (1739–1802), preußischer Generalleutnant
- Walther Schwieger (1885–1917), Marineoffizier
- Joachim Sochaczewski (1931–2007), General der Luftwaffe der Bundeswehr
- Friedrich Georg von Sohr (1775–1845), preußischer Generalleutnant
- Ludwig von Sohr (1777–1848), preußischer Generalleutnant
- Lennart Souchon (* 1942), Marineoffizier, Militärtheoretiker
- Walter Stahr (1882–1948), Generalmajor der Luftwaffe
- Rudolf Stein von Kaminski (1818–1875), preußischer Generalmajor
- Christoph Ludwig von Stille (1696–1752), preußischer Generalmajor
- Henning Strümpell (1912–2003), Brigadegeneral
- Edwin von Stülpnagel (1876–1933), preußischer General der Infanterie
- Hans-Peter Tandecki (* 1932), Generalleutnant
- Stephan Thomas (* 1957), Brigadegeneral und Kommandeur Panzerbrigade 12
- Theodor von Troschke (1810–1876), preußischer Generalleutnant
- Hans Peter Ueberschaer (* 1948), Brigadegeneral
- Jean Valette (1849–1894), Marineoffizier
- Hermann von Viebahn (1847–1919), preußischer Generalleutnant
- Maximilian Vogel von Falckenstein (1839–1917), preußischer General der Infanterie und Politiker
- Ernst von Wangenheim, preußischer Generalmajor
- Hermann Ludwig von Wartensleben (1826–1921), preußischer General
- Ludwig von Wartensleben (1831–1926), Wirklicher Geheimer Rat und Major
- Ernst von Weiler (1625–1693), Generalmajor und Chef des kurbrandenburger Artillerie
- Gustav von Weller (1820–1891), preußischer Generalmajor
- Wilhelm von Winterfeldt (1824–1906), preußischer General der Kavallerie und Domherr zu Brandenburg
- August von Wolff (1788–1851), preußischer Generalmajor
- Julius Wolff von Linger (1812–1905), preußischer Generalleutnant
- Karl von Wolff (1785–1873), preußischer Generalleutnant
- Anton von Zglinicki (1775–1843), preußischer Generalmajor
- Ernst von Zitzewitz (1835–1899), preußischer Oberst, Gutsbesitzer
- Wilhelm Ludwig von Zollikofer (1783–1868), preußischer General der Kavallerie

## Unternehmer, Manager und Wirtschaftswissenschaftler

### A–K
- Erich Achterberg (1895–1979), Wirtschaftsjournalist und Bankhistoriker
- Richard Althans (1862―1939), Berghauptmann und Ministerialdirektor
- Michael Arends (* 1939), Musikverleger und Politiker (ÖDP)
- Heinrich Avenarius-Herborn (1873–1955), Chemiker und Unternehmer
- Hartmut Bachmann (* 1924), Manager und Wirtschaftspublizist
- Paul Adolf Bamberg (1876–1946), Industrieller, Askania Werke AG
- Wilhelm Beer (1797–1850), Bankier und Amateurastronom
- Franz Belitz (1881–nach 1944), Bankier und Manager
- Volker Bergen (* 1939), Professor für Volkswirtschaftslehre
- Roland Berger (* 1937), Unternehmer, Unternehmensberater, Investor, Stifter und Kunstsammler
- Sebastian Berger (* 1979), Wirtschaftswissenschaftler und Hochschullehrer
- Ludwig Bernhard (1875–1935), Nationalökonom und Hochschullehrer
- Ferdinand Beyrich (1812–1869), Apotheker und Chemikalienhändler, Mitbegründer des fotochemischen Gewerbes in Berlin
- Michael Bitz (* 1943), Wirtschaftswissenschaftler und Hochschullehrer
- Gerson Bleichröder (1822–1893), Bankier
- Carl Bolle (1832–1910), Gründer und Besitzer der traditionsreichen Meierei C. Bolle
- Holger Bonus (1935–2012), Volkswirt
- Knut Borchardt (1929–2023), Ökonom und Wirtschaftshistoriker
- Jürgen Born (* 1940), Diplom-Kaufmann, Präsident Deutscher Handelskammern in Südamerika und Fußballfunktionär
- Albert Borsig (1829–1878), Unternehmer
- Arnold Borsig (1867–1897), Unternehmer
- Ernst Borsig (1869–1933), Unternehmer, Vorsitzender der Vereinigung der Deutschen Arbeitgeberverbände
- Gerd von Brandenstein (1942–2023), Industriemanager
- Eberhard von Brauchitsch (1926–2010), Manager, Unternehmensberater und Rechtsanwalt
- Dieter Brümmerhoff (1942–2022), Ökonom
- Carl August Buchholz (1796–1884), Orgelbauer
- Carl Friedrich Buchholz (1826–1885), Orgelbauer
- Edmund Budrich (* 1932), Verleger und Schachspieler
- Emil Busch (1820–1888), Industrieller der Feinmechanik und Optik, Erfinder
- James Cloppenburg jr. (1902–1986), Textilunternehmer, Peek & Cloppenburg
- Klaus Conrad (* 1936), Unternehmer, Conrad Electronic
- Wilhelm Conrad (1822–1899), Bankier und Grundbesitzer
- Lea-Sophie Cramer (* 1987), Unternehmerin
- August Ferdinand Ludwig Dörffurt (1767–1825), Apotheker und Bürgermeister von Wittenberg
- Georg Jacob Decker (1765–1819), Buchdrucker und Verleger
- Rudolf Ludwig Decker (1804–1877), Buchdrucker und Verleger
- Erich Diederichs (1913–2004), Manager und Verbandsfunktionär im Genossenschaftswesen
- Walter Dietze (1888–1962), Verleger und Buchhändler
- Georg Draheim (1903–1972), Professor für Wirtschaftswissenschaft
- Alexander Duncker (1813–1897), Verleger und Buchhändler
- Franz Duncker (1822–1888), Verleger und Politiker
- Carl Friedrich Wilhelm Duncker (1781–1869), Verleger
- Curt Eichert-Wiersdorff (1887–1969), Zuckerindustrieller, Offizier und Ministerialbeamter
- Peter Eichhorn (* 1939), Wirtschaftswissenschaftler, Hochschullehrer
- Hans Eichler (1879–1956), Bergbau-Ingenieur und Manager der Montanindustrie
- Georg Elsner (1874–1945), Verleger
- Alexander Elster (1877–1942), Jurist und Verlagsdirektor
- Horst Walter Endriss (* 1938), Steuerberater, Wirtschaftsprüfer und Autor
- Peter Engelmann (* 1947), Verleger, Philosoph und Autor
- Wilhelm Ferdinand Ermeler (1784–1866), Industrieller
- Friedrich Ernst (1889–1960), Jurist, Verwaltungsbeamter, Politiker und Bankmanager
- Gerhard Falk (1922–1978), Kartograf, Unternehmer, Gründer des Falk-Verlages
- Waltraud Falk (1930–2015), Wirtschaftswissenschaftlerin, -historikerin
- Falko von Falkenhayn (* 1940), Philosoph, Diplom-Volkswirt und Manager der Lufthansa AG
- Hannelore Fischer (* 1926), Ökonomin
- Thomas R. Fischer (* 1947), Bankier (WestLB)
- Stephen Floersheimer (1925–2011), Philanthrop, Bankier und Kunstsammler
- Theodor Francke (1830–1896), Kaufmann, Fabrik- und Grundbesitzer
- Hermann Freudenberg (1924–2010), Unternehmer Freudenberg & Co. KG, Stifter
- Gerd Friedrich (* 1928), Wirtschaftswissenschaftler und Hochschullehrer
- Gerhard Fürst (1897–1988), Ökonom und Statistiker, Präsident des Statistischen Bundesamtes, Bundeswahlleiter
- Hans Fürstenberg (1890–1982), deutsch-französischer Bankier und Büchersammler
- Werner Gegenbauer (* 1950), Unternehmer und Ehrenpräsident der IHK Berlin
- Moritz Geiß (1805–1875), Eisen- und Zinkgießer, Begründer der Zinkgussindustrie
- Louis Geyer (1805–1869), deutsch-polnischer Industrieller der Textilindustrie
- Herbert Ginsberg (1881–1962), Industrieller, Bankier und Kunstsammler
- Ludwig Ginsberg (1873–1939), Bankier und Kunstsammler
- Julius Goldiner (1852–1914), Verleger von Ansichtskarten
- Theo Goldschmidt (1883–1965), Chemiker und Unternehmer
- Albert Göring (1895–1966), Techniker und Unternehmensgeschäftsführer
- Theodor Görner (1884–1971), Druckereibesitzer
- Oskar Günther (1863–1933), Apparate- und Instrumentenbauer
- Ludwig Fritz Haber (1921–2004), deutsch-britischer Volkswirt, Wirtschaftshistoriker und Autor
- Dietger Hahn (1935–2017), Wirtschaftswissenschaftler und Hochschullehrer
- Frank Hahn (1925–2013), deutsch-britischer Wirtschaftswissenschaftler
- Adrian von Hammerstein (* 1953), Manager
- Hugo Hanke (1837–1897), Bauunternehmer und Mitglied der Stadtverordnetenversammlung
- Ulrich Hartmann (1938–2014), Jurist und Manager, Vorstands- und Aufsichtsratsvorsitzender der E.ON AG
- Ewald Hecker (1879–1954), Aufsichtsratsvorsitzender der Ilseder Hütte und SS-Brigadeführer
- Robert Held (1862–1924), Kaufmann und Unternehmer
- Israel Moses Henoch (1770–1844), Nahverkehrsunternehmer, Bankier, Seidenfabrikant, Gutsbesitzer
- Günter Herlitz (1913–2010), Industrieller
- Klaus Herlitz (* 1947), Unternehmer und Initiator der Buddy Bären
- Heidi Hetzer (1937–2019), Unternehmerin und Rallyefahrerin
- Karl von der Heyden (* 1936), Manager
- Edith Hirsch (1899–2003), deutsch-US-amerikanische Wirtschaftswissenschaftlerin und Unternehmensberaterin
- Franz Hochstetter (1880–1948), Nationalökonom und Wirtschaftsberater
- Sönke Hundt (* 1938), Wirtschaftswissenschaftler, Hochschullehrer
- André Jordan (1708–1778), Kaufmann, Hofjuwelier und Wechselhändler
- Louis André Jordan (1755–1834), deutsch-französischer Textil-Unternehmer und Bankier
- Johannes Kahlbaum (1851–1909), Fabrikbesitzer
- Robert Katzenstein (1928–2006), Wirtschaftswissenschaftler
- Stephen M. Kellen (1914–2004), deutsch-US-amerikanischer Bankier und Mäzen
- Volker Kempe (* 1939), deutsch-österreichischer Wissenschaftler, Manager und Unternehmer
- Adolf Kiepert (1820–1892), Ökonom, Politiker und Reichstagsabgeordneter
- Gustav Kirstein (1870–1934), Verleger, Kunstsammler, Bibliophiler und Mäzen
- Dieter Klein (* 1931), marxistischer Wirtschaftswissenschaftler
- Hans Klein (1879–nach 1957), deutsch-chinesischer Waffenhändler, chinesischer Konsul
- Torsten-Jörn Klein (* 1964), Manager, Investor und Sportfunktionär
- Hartmann Kleiner (* 1942), Verbandsjurist
- Günther Klinge (1910–2009), Unternehmer Klinge Pharma, Autor und Mäzen
- Oswald Adolph Kohut (1901–1977), FDP-Politiker
- Erwin Kostyra (* 1953), Metallbauunternehmer und Verbandsfunktionär
- Armand Knoblauch (1831–1905), Jurist und Unternehmer, Gründer des Böhmischen Brauhauses Berlin
- Bernhard Knoblauch (1851–1927), Gärungschemiker, Brauereidirektor und Verbandspräsident
- Jürgen Kreuzhage (* 1936), Verleger
- Kurt Krieger (* 1948), Unternehmer
- Hermann Krojanker (1885–1935), Unternehmer und Schuhfabrikant
- Robert René Kuczynski (1876–1947), Wirtschaftswissenschaftler

### L–Z
- Georg Friedrich von Lamprecht (1759–1810), Jurist, Wirtschaftswissenschaftler, Hochschullehrer
- Albert Lang (1825–1903), Orgelbauer
- Bruno Lange (1903–1969), Physiker und Industrieller
- Otto Lange (1856–1929), Kaufmann und Klavierfabrikant
- Florian Langenscheidt (* 1955), Verleger, Buchautor und Venture Capital-Geber
- Paul Langenscheidt (1860–1925), Verleger und Schriftsteller
- Hermann Levy (1881–1949), Ökonom
- Philipp Liebisch (* 1981), Koch
- Ernst Litfaß (1816–1874), Verleger, Erfinder der Litfaßsäule
- Siegmund Loewe (1885–1962), Pionier der Radiotechnik und Industrieller, heute Loewe Technology
- Steffen Lorenz (1931–2020), Manager und IHK-Vorsitzender
- Bernd Lucke (* 1962), Ökonom und Politiker
- Klaus Marquardt (1926–2023), Wirtschaftsmanager
- Theodor Mattern (1820–1886), Kaufmann, Färbereibesitzer und Kommunalpolitiker (Stadtverordneter)
- Axel Matthes (* 1936), Verleger
- Michael Meier (1925–2015), Kunsthistoriker und Verleger
- Joseph Mendelssohn (1770–1848), Bankier, Bankhaus Mendelssohn
- Ernst von Mendelssohn-Bartholdy (1846–1909), Bankier
- Otto von Mendelssohn Bartholdy (1868–1949), Bankier und Industrieller
- Paul Mendelssohn Bartholdy (1879–1956), Chemiker und Industrieller
- Alfred Metzner (1874–1930), Verleger
- Alexander Meyer-Cohn (1853–1904), Mitinhaber des Berliner Bankhauses Meyer-Cohn und Mäzen
- Fritz Meyer (1915–1982), Ingenieur, unter anderem Aufsichtsratsvorsitzender von „Blaue Quellen“ in Rhens[1]
- Hermann Meyer (1846–1913), Getränke-Fabrikant, Gründer einer Lebensmittelladenkette
- Liepmann Meyer Wulff (1745–1812), preußischer Hoffaktor
- Hans Möller (1915–1996), Wirtschaftswissenschaftler und Hochschullehrer
- Bernd Monheim (1933–2010), Unternehmer, Industriemanager
- Carl Wilhelm Moritz (1811–1855), Inhaber einer Manufaktur für Musikinstrumente, Hofinstrumentenbauer
- Burkhardt Müller-Markmann (1950–2011), Wirtschaftswissenschaftler, Hochschullehrer
- Detlef Müller-Böling (* 1948), Wirtschafts- und Sozialwissenschaftler, Hochschullehrer
- Franz Erich Müller (1898–1984), Wirtschaftsjurist und Generaldirektor, Verbandspräsident
- Maria Müller-Sommer (1922–2023), Verlegerin
- Heinrich von Nathusius (* 1943), Manager und Unternehmer
- Tyll Necker (1930–2001), Unternehmer und Präsident des Bundesverband der Deutschen Industrie
- Gerhard Nehlert (* 1912), Jurist, Bundesrichter, Richter am Bundesverwaltungsgericht
- Gerd Neumann (* 1937), Wirtschaftshistoriker und Hochschullehrer
- Julius Neumann (1844–1928), Hofdrucker, Verlagsbuchhändler und Verleger
- Manfred Johann Michael Neumann (1940–2016), Ökonom und Hochschullehrer
- Volker Neumann (1942–2025), Manager, Direktor der Frankfurter Buchmesse
- Bolko von Oetinger (* 1943), Politikwissenschaftler und Unternehmensberater
- Georg Wilhelm Offermann (1819–1902), Jurist und Eisenbahn-Direktionspräsident
- Ludwig Yehuda Oppenheimer (1897–1979), deutsch-israelischer Agrarökonom
- William O’Swald (geboren als Wilhelm Oswald, 1798–1859), Kaufmann, Reeder und preußischer Generalkonsul
- Klaus Pavel (* 1938), Unternehmer und Pferdesportfunktionär
- Friedrich Karl Peltzer (1903–1981), Unternehmer, Schiffs- und Fahrzeugmodellhersteller Wiking
- Robert Pfleger (1906–1971), Chemiker und Pharmaunternehmer
- Hans Heinrich X. Fürst von Pleß (1806–1855), Montanindustrieller
- Hans Preiss (1891–1949), deutsch-englischer Buchhändler
- Harald Quandt (1921–1967), Industrieller, Sohn von Magda Goebbels
- Johanna Quandt, geborene Bruhn (1926–2015), Großaktionärin und Stifterin
- Thorsten Radensleben (* 1962), Energie-Manager und Basketballspieler
- Emil Rathenau (1838–1915), Industrieller und Begründer der AEG
- Carl Heinrich Reclam (1776–1844), Verleger und Buchhändler
- Ingo Reichardt (* 1955), Manager, Journalist, Redner und Trainer
- Klaus G. Renner (1949–2019), Verleger
- Hans Riese (1868–1940), Manager und Verbandsfunktionär
- Manfred Röber (* 1947), Wirtschaftswissenschaftler
- Kurt Erdmann Rosenthal (1871–1946), Industrieller der Carbid- und Acetylenindustrie
- Rafael Roth (1933–2013), Pilot und Unternehmer
- Karl-Heinz Salzmann (1909–nach 1975), Verlagskaufmann und Verbandsfunktionär
- Anke Schäfer (1938–2013), Verlegerin, Buchhändlerin, Herausgeberin
- Heidi Schäfer-Frischmann (* 1951), DRK-Oberin und Managerin
- Richard Schering (1859–1942), Apotheker und Industrieller
- Hans-Peter Scherrer (1929–2017), Verlagsmanager
- Horst Schiesser (* 1930), Bäckerei-Unternehmer
- Franz Schmidt (1825–1888), Mechaniker, Unternehmer
- Paul Schmidt-Branden (1885–1955), Bankmanager
- Manfred Schmitz-Kaiser (* 1951), Bankmanager
- Ellen Schneider-Lenné (1942–1996), Bankmanagerin
- Franz-Joachim Schneider (1925–2008), Verleger
- Luise Schneider (1894–1964), Verlegerin von Kinder- und Jugendbüchern
- Wolf-Dieter Schneider (* 1942), Metallurg, Manager der Gießereiindustrie und Hochschullehrer
- Bruno Schultz (1894–1987), Wirtschaftswissenschaftler, Volkswirt und Hochschullehrer
- Ernst Schultze (1874–1943), Nationalökonom, Soziologe und Hochschulrektor
- Erich Edgar Schulze (1880–1974), Marineoffizier und Wirtschaftsmanager
- Paul von Schwabach (1867–1938), Bankier und Generalkonsul
- Marie-Luise Schwarz-Schilling (1932–2024), Unternehmerin und Autorin
- Axel Schweitzer (* 1969 in Berlin), Unternehmer, Alba Group
- Wolf Jobst Siedler (1926–2013), Verleger und Publizist
- Hans Siefart (1881–1958), Wirtschaftsjurist und Industriemanager
- Monique R. Siegel (1939–2019), Wirtschaftsberaterin, Wirtschaftsethikerin und Sachbuchautorin
- Carl Friedrich von Siemens (1872–1941), Industrieller
- James Henry Simon (1851–1932), Unternehmer und Förderer der Berliner Museen
- Gunnar Sohn (* 1961), Volkswirt, Wirtschaftspublizist
- Carl Spindler (1841–1902), Unternehmer
- Ferdinand Springer, sen. (1846–1906), Verleger
- Ferdinand Springer, jun. (1881–1965), Verleger
- Fritz Springer (1850–1944),  Verleger
- Julius Springer (1817–1877), Buchhändler und Verleger
- Julius Springer (1880–1968), Verleger
- Karl Springer (1931–1991), deutsch-US-amerikanischer Designer, Hersteller von Luxusmöbeln
- Klaus Steinitz (* 1932), Wirtschaftswissenschaftler und Politiker
- Karl Steinorth (1931–2000), Manager und Kulturmanager
- Max Steinthal (1850–1940), Bankier
- Daniel Stelter (* 1964), Wirtschaftswissenschaftler und Sachbuchautor
- Theodor Stern (1837–1900), Bankier, Politiker, Mäzen und Stifter
- Torsten Tomczak (* 1959), Betriebswirt, Professor in St. Gallen
- Paul Tosse (* 1935), Geschäftsführer unter anderem von Ruhrgas AG und Gas-Union GmbH
- Carl von Treskow (1787–1846), Unternehmer und Landwirtschaftsreformer
- Johann Friedrich Unger (1753–1804), Drucker, Typograf und Holzschneider
- Klaus Wagenbach (1930–2021), Verleger und Autor
- Hubertus Wald (1913–2005), Kaufmann, Mäzen und Stiftungsgründer
- Henry Wallich (1914–1988), amerikanischer Ökonom und Zentralbanker deutscher Herkunft
- Enzo Weber (* 1980), Wirtschaftswissenschaftler und Hochschullehrer
- Wilhelm Caspar Wegely (1714–1764), Unternehmer, begründete die erste Berliner Porzellanmanufaktur
- Heinrich Weiss (* 1942), Unternehmer und Manager, Präsident des Bundesverbandes der Deutschen Industrie
- Carl Friedrich Ernst Weiße (1781–1836), Versicherungsunternehmer
- Carl Christian von Weizsäcker (* 1938), Emeritus für Volkswirtschaftslehre
- Wolfgang Wiegard (* 1946), Volkswirt, 2002–2005 Vorsitzender des Sachverständigenrates zur Begutachtung der gesamtwirtschaftlichen Entwicklung
- Karl Friedrich August Witt (1832–1910), Apotheker, Mäzen und Ehrenbürger von Prenzlau
- Franz Wolf (* 1953), Manager
- Richard Wolf (1906–1958), Industrieller, Gründer der Richard Wolf GmbH
- Friedrich Wolff (1900–1985), Ingenieur und Industrieller
- Mark Wössner (* 1938), Manager, Vorstandsvorsitzender der Bertelsmann SE & Co. KGaA
- Wolfgang Zucht (1929–2015), Verleger

## Juristen

### A–K
- Norbert Achterberg (1932–1988), Jurist und Hochschullehrer
- Hans Adler (1899–1966), Wirtschaftsanwalt
- Johann Heinrich Michael Andresse (1756–1824), Obergerichtsrat
- Heinz Auerswald (1908–1970), Jurist, während des Zweiten Weltkriegs deutscher Kommissar des Warschauer Ghettos
- Gabriela Bähr (* 1961), Juristin, Richterin am Bundesverwaltungsgericht
- Peter Bähr (1936–2020), Rechtswissenschaftler und Hochschullehrer
- Peter Becker (1941–2024), Rechtsanwalt, Träger des Friedenspreises Sean MacBride Peace Prize
- Friedrich-Karl Beier (1926–1997), Rechtswissenschaftler
- Götz Berger (1905–1996), Jurist, Rechtsanwalt
- Max Berner (1855–1935), Jurist, Richter, Mitglied des deutschen Kolonialrats
- Werner Bienwald (1936–2021), Jurist, Hochschullehrer sowie Professor und Rektor an der Evangelischen Fachhochschule Hannover
- Wolfram Birkenfeld (* 1939), Jurist, Richter am Bundesfinanzhof
- Klaus Bliesener (* 1932), Richter am Bundesgerichtshof
- Wilhelm von Blume (1867–1927), Jurist, Hochschullehrer und Politiker
- Alexander Böhm (1929–2006), Rechtswissenschaftler, Kriminologe und Hochschullehrer
- Franziska Boehm (* 1980), Rechtswissenschaftlerin und Hochschullehrerin
- Götz von Boehmer (1929–2019), Jurist und Botschafter
- Wilhelm Bornemann (1798–1864), Jurist, Kronsyndikus, preußischer Justizminister und Politiker
- Michael Bothe (* 1938), Rechtswissenschaftler
- Werner Bracht (1888–1980), Jurist, Ministerialbeamter, SS-Gruppenführer und Generalleutnant der Polizei
- Heinrich von Brauchitsch (1831–1916), Richter und Mitglied im Preußischen Herrenhaus
- Brygida Braun (* 1961), Juristin und Fernsehanwältin
- Elmar Bruneß (1011–1996), Jurist und Bundeswehrdisziplinaranwalt
- Wilhelm von Brünneck (1839–1917), Rechtshistoriker und Bibliothekar
- Erich Buchholz (1927–2020), Jurist, Hochschullehrer und Autor
- Erhard Bungeroth (* 1939), Jurist, Richter am Bundesgerichtshof von 1988 bis 2004
- Ernst von Caemmerer (1908–1985), Rechtswissenschaftler und Hochschullehrer
- Rolf-Peter Calliess (1935–2018), Rechtswissenschaftler und Hochschullehrer
- Joachim Chemnitz (1600–1663), Jurist, kurfürstlicher Rat und Konsistorialpräsident in Brandenburg
- Jürgen Chrobog (* 1940), Jurist und Diplomat
- Friedrich Wilhelm Heinrich Culemann (1758–1824), Oberlandesgerichtsrat und Direktor des Land- und Stadtgerichtes in Bunzlau
- Katharina Deppert (1941–2024), Juristin, Richterin am Bundesgerichtshof von 1990 bis 2006
- Paul Dienstag (1885–1945), Rechtsanwalt und Rechtswissenschaftler
- Eckhart Dietrich (1937–2023), Vorsitzender Richter am Kammergericht
- Birgit Dietze (* 1973), Juristin und Volkswirtin
- Hans Dölle (1893–1980), Rechtswissenschaftler und Hochschullehrer
- Herbert Dorn (1887–1957), Jurist und Wirtschaftswissenschaftler, Hochschullehrer für Wirtschaftsrecht
- Heinz Droßel (1916–2008), Richter, Gerechter unter den Völkern
- Alexander Paul Friedrich Ehlers (* 1955), Mediziner und Jurist, Fachanwalt für Medizinrecht
- Hermann von Eichendorff (1815–1900), Jurist und Familienforscher
- Hermann Eichler (1885–1968), Generalrichter
- Felix Ekardt (* 1972), Jurist, Philosoph und Nachhaltigkeitsforscher
- Ulrich Engel (1902–1986), Verwaltungsjurist und Ministerialbeamter
- Klaus Eschen (1939–2025), Jurist und Fotograf
- Dirk Feuerberg (* 1963), Jurist und politischer Beamter
- David Fischer (1873–1934), Staatssekretär
- Paul David Fischer (1836–1920), Unterstaatssekretär
- Hans Flächsner (* 1896), Jurist
- Gustav Ludwig August Fleischauer (1819–1891), Senatspräsident am Reichsgericht
- Peter Freitag (* 1945), Jurist, Richter am Bundesarbeitsgericht
- Georg Friedlaender (1843–1914), Jurist und Amtsrichter
- Jochen Abraham Frowein (* 1934), Rechtswissenschaftler, Experte für Völkerrecht
- Carl H. Fulda (1909–1975), deutsch-US-amerikanischer Wirtschaftsjurist und Hochschullehrer
- Eduard Gans (1797–1839), Jurist, Rechtsphilosoph, Hochschullehrer
- Götz von Glisczynski (1942–2004), Jurist und Autor
- Wilhelm von Goßler (1883–1945), Verwaltungsjurist, Landrat in Perleberg
- Walter Graeschke (1898–1977), Jurist, Polizeibeamter und SS-Führer
- Wolfgang von der Groeben (* 1937), Jurist, Ministerialbeamter, Landesrechnungshofsdirektor in Mecklenburg-Vorpommern
- Wilhelm Heinrich von Grolman (1781–1856), Jurist, Berliner Kammergerichtspräsident (der „gerechte Richter“)
- Gunter Gudian (1932–1993), Rechtshistoriker und Hochschullehrer
- Hermann Günther (1882–1945), Reichsgerichtsrat
- Klaus Günther (* 1957), Jurist und Hochschullehrer
- Micha Guttmann (* 1947), Rechtsanwalt, Journalist und Medientrainer
- Werner von Haacke (1902–1975), Jurist
- Felix Halle (1884–1937), Strafrechtslehrer und Verteidiger
- Peter Hanau (* 1935), Jurist und Hochschullehrer
- Werner Hartmann (1932–2004), Richter am Bundesverwaltungsgericht
- Stefan Haupt (* 1962), Jurist, Mediator, Datenschutzbeauftragter und Kunstsammler
- Albert Hellwig (1880–1950), Jurist, Kriminologe und Publizist
- Friedrich Hellwig (1807–1862), Jurist, preußischer Ministerialbeamter
- Heinz Henze (1912–2009), Jurist, Mitglied der EU-Kommission
- Eugen Hering (1906–1997), Jurist, Richter am Bundesverwaltungsgericht
- Anna Sophie Herken (* 1971), deutsch-schwedische Juristin, Vorstandsmitglied der GIZ
- Joachim Herrmann (1933–2022), Rechtswissenschaftler und Hochschullehrer
- Guido Hertel (1903–1963), Jurist, Präsident des Bundesrechnungshofes
- Gerhard Heuer (1908–1999), Jurist, Herausgeber eines Einkommensteuer-Kommentars
- Fritz Hirschfeld (1886–1944), Richter, Übersetzer und Autor
- Paul Hoffmann (1900–1973), Verwaltungsjurist, Regierungspräsident des Regierungsbezirks Königsberg
- Ludwig Holländer (1877–1936), Jurist
- Günther Holstein (1892–1931), Staatsrechtler und evangelischer Kirchenrechtler
- Joachim Huth (1928–2018), Jurist und Bundeswehrdisziplinaranwalt
- Burkhard Jähnke (* 1937), Jurist, Vizepräsident des Bundesgerichtshofs von 1999 bis 2002
- Philipp Joseph von Jariges (1706–1770), Jurist, preußischer Justizminister
- Johann Ludwig von Jordan (1773–1848), Jurist und preußischer Diplomat
- Meike Kamp (* 1975), Juristin, Berliner Beauftragte für Datenschutz und Informationsfreiheit
- Hanna Katz (1895–1982), deutsch-US-amerikanische Rechtsanwältin
- Godehard Kayser (* 1954), Jurist, Richter am Bundesgerichtshof
- Gerd-Heinrich Kemper (1938–2024), Jurist, Präsident des Verfassungs- und Oberverwaltungsgerichtes des Landes Sachsen-Anhalt
- Hugo Keyßner (1827–1905), Jurist, Handelsrechtler, Urheber des „Rechts am eigenen Bild“
- Christian Kirchberg (* 1947), Jurist, Rechtsanwalt für Verfassungsrecht
- Friedrich Leopold von Kircheisen (1749–1825), Jurist, preußischer Justizminister
- Brigitte Knobbe-Keuk (1940–1995), Rechtswissenschaftlerin und Hochschullehrerin
- Fritz Erich Koch (1887–1966), Rechtswissenschaftler
- Georg Krämer (1872–1942), Jurist und Opfer des Nationalsozialismus
- Gerhard Friedrich Kramer (1904–1973), Jurist, Politiker und Autor
- Daniel Krause (* 1964), Rechtsanwalt, Strafverteidiger in Wirtschaftsstrafsachen
- Paul Krüger (1840–1926), Rechtswissenschaftler und Hochschullehrer

### L–Z
- Philipp Lamprecht (* 1970), Rechtswissenschaftler und Hochschullehrer
- Peter Landau (1935–2019), Rechtsgelehrter, Historiker und Kanonist
- Gustav von Le Coq (1799–1880), Jurist und Diplomat
- Hans Lentz (1868–1946), Jurist, Verwaltungsbeamter, Oberregierungsrat
- Carl Otto Lenz (* 1930), Politiker (CDU), Jurist, Generalanwalt am Europäischen Gerichtshof
- Carl Friedrich Lessing der Ältere (1778–1848), Jurist
- Detlef Liebs (* 1936), Rechtshistoriker und Hochschullehrer
- Jutta Limbach (1934–2016), Rechtswissenschaftlerin, Präsidentin des Bundesverfassungsgerichts
- Gerhard Luther (1912–2002), Rechtswissenschaftler, Hochschullehrer
- Julius Magnus (1867–1944), Jurist und Justizrat
- Hedwig Maier (1905–2006), Juristin, Landgerichts-Direktorin, Mitglied des völkerrechtlichen Schiedsgerichts
- Ludwig Emil Mathis (1797–1874), Verwaltungsjurist, Mitglied des Preußischen Herrenhauses, Präsident des Evangelischen Oberkirchenrates
- Wera May (1906–2003), Juristin, Mitglied des Staatsgerichtshofs des Landes Hessen
- Detlef Merten (* 1937), Rechtswissenschaftler und Hochschullehrer
- Max Merten (1911–1971), Jurist und Verwaltungsoffizier der Heeresgruppe E in Saloniki
- Albert Meyer (* 1947), Jurist und Vorsitzender der Jüdischen Gemeinde zu Berlin
- Alex Meyer (1879–1978), Rechtswissenschaftler und Hochschullehrer
- Hermann Meyer-Lindenberg (1912–1982), Jurist, Hochschullehrer und Diplomat
- Maria-Katharina Meyer (* 1941), Juristin und Hochschullehrerin
- Georg Minden (1850–1928), Jurist, Direktor des städtischen Pfandbriefamtes und Vorsitzender der reformjüdischen Gemeinde Berlins
- Adam Müller von Nitterdorf (1779–1829), Jurist, Philosoph, Diplomat und Staatstheoretiker
- Peter Müller (* 1939), Schweriner Oberkirchenratspräsident
- Ingo von Münch (* 1932), Jurist, Publizist und Politiker, Hochschullehrer für Verfassungs- und Völkerrecht
- Carl-Wendelin Neubert (* 1985), Jurist, Rechtswissenschaftler
- Paul Heinrich Neuhaus (1914–1994), Jurist und Hochschullehrer
- Hilde Neumann (1905–1959), Juristin und SED-Funktionärin
- Matthias Niedobitek (* 1961), Jurist, Professor für Europäische Integration
- Arthur Nussbaum (1877–1964), deutsch-US-amerikanischer Jurist und Hochschullehrer
- Fritz Ernst Oppenheimer (1898–1968), deutsch-US-amerikanischer Rechtsanwalt
- Bernhard Oppermann (1853–1917), Jurist, Reichsgerichtsrat
- Kurt Pagendarm (1902–1976), Bundesrichter
- Hans-Jürgen Papier (* 1943), Präsident des Bundesverfassungsgerichts 2002–2010
- Max Pappenheim (1860–1934), Rechtswissenschaftler in Kiel
- Ludolf Adolf Emil Paris (1821–1888), Reichsgerichtsrat
- Johann Christian Friedrich Patzig (1774–1840), Jurist und stellvertretender Polizeipräsident
- Anne Peters (* 1964), deutsch-schweizerische Rechtswissenschaftlerin, Direktorin am Max-Planck-Institut für ausländisches öffentliches Recht und Völkerrecht
- Albert Pinner (1857–1933), Rechtsanwalt und Notar, Vorsitzender der Berliner Anwaltskammer sowie Vorstandsmitglied des Deutschen Anwaltsvereins, hat vor allem auf dem Gebiet des Handels- und Aktienrechtes publiziert
- Günter Püttner (* 1936), Professor für Staats- und Verwaltungsrecht
- Norbert Reich (1937–2015), Rechtswissenschaftler und Hochschullehrer
- Leopold Friedrich von Reichenbach (1745–1831), Jurist,  Landrat und Autor
- Wolf-Wilhelm Richter (* 1947), Jurist, Richter am Bundesverwaltungsgericht a. D.
- Friedrich Riese (1895–1966), Jurist, Kriminaldirektor und SS-Führer
- Karin-Huberta Ritter (* 1937), Juristin, Richterin am Bundesgerichtshof
- Volker Röhricht (* 1940), Jurist, Richter am Bundesgerichtshof
- Peter Rößler (1912–1993), Jurist, Präsident des Staatsgerichtshofs für das Land Baden-Württemberg
- Friedrich Wilhelm Roestell (1799–1886), Rechtswissenschaftler und Hochschullehrer
- Wiltraut Rupp-von Brünneck (1912–1977), Richterin des Bundesverfassungsgerichts
- Levin Schardius (1638–1699), Jurist, Bürgermeister von Berlin
- Erich Schmidt-Leichner (1910–1983), Jurist, Strafverteidiger
- Gottfried Schmitt (1865–1919), Jurist, Reichsgerichtsrat
- Hans Schneider (1912–2010), Jurist und Hochschullehrer
- Johann Ferdinand August Schröner (1801–1859), Land- und Stadtgerichtsdirektor und Oberbürgermeister von Halle (Saale)
- Hans-Eberhard Schultz (* 1943), Rechtsanwalt und Autor
- Heinrich Schultze (1816–1901), Jurist und Politiker
- Otto Schultze-Rhonhof (1897–1974), Verwaltungsjurist
- Erich Schulze (1913–2017), Verbandsfunktionär, ehemaliger Vorstand und Generaldirektor der GEMA
- Joachim Schulze-Osterloh (* 1935), Rechtswissenschaftler und Hochschullehrer
- Reiner Schulze (* 1948), Rechtswissenschaftler und Hochschullehrer
- Werner Schulze (1882–1946), Jurist, Reichsgerichtsrat
- Kyrill-Alexander Schwarz (* 1968), Jurist und Hochschullehrer
- Walter Schwarz (1906–1988), deutsch-israelischer Jurist
- Karl Sieg (1911–1998), Jurist und Hochschullehrer
- Hermann Sommer (1882–1945), Verwaltungsjurist und Richter
- Bernhard Spinola (1836–1900), Jurist und Verwaltungsdirektor der Charité
- Günter Springer (1922–2013), Rechts- und Staatswissenschaftler und Politiker
- Alexander von Stahl (* 1938), Jurist und Politiker, Generalbundesanwalt
- Peter Alfons Steiniger (1904–1980), Jurist, Mitarbeit an der Ersten Verfassung der DDR
- Armin A. Steinkamm (1940–2021), Rechtswissenschaftler
- Theodor Sternberg (1878–1950), Rechtsphilosoph, Hochschullehrer
- Hans-Joachim Strauch (1939–2025), Rechtswissenschaftler und Verwaltungsrichter
- Walter Strauß (1900–1976), Jurist und Politiker, Richter am Europäischen Gerichtshof
- Brigitte Tilmann (1941–2023), Juristin
- Fritz Traub (1929–2008), Jurist, Vorsitzender Richter des Kartellsenats am OLG Frankfurt am Main
- Alexander von Uhden (1798–1878), preußischer Justizminister, Präsident des Preußischen Obertribunals
- Ralf Vogel (* 1973), Jurist und Fernsehdarsteller in mehreren Gerichtsshows
- Klaus Vygen (1939–2011), Baurechtler und Hochschullehrer
- Rainer Walz (1942–2006), Jurist und Hochschullehrer
- Kristiane Weber-Hassemer (* 1939), Vorsitzende Richterin am OLG Frankfurt am Main, Mitglied des Deutschen Ethikrats
- Arthur Wegner (1900–1989), Jurist
- Oscar Weigert (1886–1968), Verwaltungsjurist und Arbeitsrechtler
- Bernhard Weiß (1880–1951), Polizeivizepräsident in Berlin
- Egbert Weiß (1931–2022), Richter am Kammergericht, Studentenhistoriker
- Herbert Wiedemann (1932–2021), Jurist, Richter am Oberlandesgericht Düsseldorf und Professor an der Universität zu Köln
- Richard Witting (1856–1923), Jurist, Verwaltungsbeamter, Bankdirektor und Politiker
- Bernhard Wolff (1886–1966), Richter am Bundesfinanzhof, Richter des Bundesverfassungsgerichts
- Carl Moritz Wolff (1805–1868), Jurist, Stadt- und Kreisrichter und politischer Schriftsteller
- Ernst Wolff (1877–1959), Jurist, Präsident des Obersten Gerichts der britischen Besatzungszone in Deutschland
- Hans Julius Wolff (1902–1983), Jurist, Rechtshistoriker und Hochschullehrer
- Martin Wolff (1872–1953), Jurist, Rechtswissenschaftler (Privatrecht)
- Rüdiger Wolfrum (* 1941), Jurist, Rechtswissenschaftler (Seerecht)

## Theologen und Vertreter von Glaubensgemeinschaften

### A–K
- Kurt Aland (1915–1994), evangelischer Theologe und Professor für Neutestamentliche Einleitungswissenschaft und Kirchengeschichte
- Marcel Albert OSB (* 1959), Mönch und Kirchenhistoriker
- Albrecht von Brandenburg (1490–1545), Erzbischof von Magdeburg und Kurfürst von Mainz, Erzkanzler des Heiligen Römischen Reiches Deutscher Nation
- Soham Al-Suadi (* 1980), evangelische Theologin
- Augustin Arndt (1851–1925), Jesuit
- Johannes Bachmann (1832–1888), lutherischer Theologe und Hochschullehrer für das Alte Testament
- Christina-Maria Bammel (* 1973), evangelische Theologin, Pröpstin der Evangelischen Kirche Berlin-Brandenburg-schlesische Oberlausitz
- Hiob Bandmann (* 1982), Bischof der Russischen Orthodoxen Kirche im Ausland
- Hellmut Bandt (1917–1976), evangelisch-lutherischer Theologe und Hochschullehrer für Systematische Theologie
- Gregory Baum (1923–2017), deutsch-kanadischer Theologe römisch-katholischen Glaubens und Hochschullehrer
- Hans-Joachim Beeskow (1946–2021), evangelischer Theologe und Kirchen- und Kunsthistoriker
- Horst Beintker (1918–2012), evangelischer Theologe
- Alfred Bengsch (1921–1979), Bischof von Berlin und Kardinal der römisch-katholischen Kirche
- Lase Berlin, auch Lase Heilbut (1740–1814), Rabbiner
- Georg Bertram (1896–1979), evangelischer Theologe, Pfarrer der „Deutschen Christen“, Hochschullehrer für das Neue Testament
- Maurus Berve OSB (1927–1986), Benediktinermönch und Abt von Neuburg bei Heidelberg
- Hans-Gebhard Bethge (* 1943), evangelischer Theologe
- Joachim Betke (1601–1663), evangelischer Theologe und Spiritualist
- Muhammad Siddiq Borgfeldt, geboren als Wolfgang Borgfeldt (* 1944), Islamwissenschaftler
- Achatius von Brandenburg (1516–nach 1578), Scholasticus, Konsistorialrat in der Mark Brandenburg
- Joachim Braun (1904–2003), evangelischer Pfarrer beim Amt für Volksmission der Württembergischen Landeskirche
- Tobias Braune-Krickau (* 1983), evangelischer Theologe
- Hanns Christof Brennecke (* 1947), evangelischer Kirchenhistoriker
- Franziskus Büll OSB (* 1939), Lehrer, Archivar und Historiker in Münsterschwarzach
- Julius Burggraf (1853–1912), evangelischer Pfarrer und Literaturwissenschaftler
- Paul Conrad (1865–1927), evangelischer Theologe
- Bruno Franz Decker (1907–1961), katholischer Theologe
- Otto Dibelius (1880–1967), führendes Mitglied der Bekennenden Kirche, Bischof von Berlin, Vorsitzender des Rates der EKD, Präsident des Ökumenischen Rates
- Peter Dienel (1923–2006), Theologe und Soziologe
- Uwe Dittmer (1934–2020), evangelischer Theologe, Pfarrer und Autor
- Walter Dreß (1904–1979), evangelischer Theologe
- Johannes Dyba (1929–2000), Erzbischof von Fulda
- Gerhard Ebeling (1912–2001), evangelischer Theologe
- Samuel Elsner (1778–1856), Kaufmann, Initiator und Verleger der Berliner Erweckungsbewegung
- Paulus Engelhardt (1921–2014), katholischer Theologe und Philosoph
- Kurt Fischer (1892–1942), Wegbereiter des Buddhismus in Deutschland
- Peter Fischer-Appelt (* 1932), evangelischer Theologe, Hochschullehrer und -präsident
- Ferdinand Ludwig Frege (1804–1883), evangelischer Theologe und Historiker
- Arnold Freiberger (1589–1672), Abt von Leubus
- Albert H. Friedlander (1927–2004), Rabbiner und Hochschullehrer
- Georg von Eudokias (1930–1993), orthodoxer Theologe, Exarch der orthodoxen Gemeinden russischer Tradition in Westeuropa
- Eckart Giebeler (1925–2006), Pfarrer und Geistlicher im Strafvollzug der DDR
- Alfred Goetze (1880–1960), evangelischer Theologe, Gegner des NS-Regimes
- Arnold Goldberg (1928–1991), Judaist, Hochschullehrer
- Armin Gottmann (* 1943), Buddhist und der weltweite Ordensobere des Arya Maitrema Mandala, Neurologe, Psychotherapeut und Yogalehrer
- Karl-Heinz Gottmann (1919–2007), Buddhist und der weltweite Ordensobere des Arya Maitrema Mandala, Arzt
- Hilda Graef (1907–1970), katholische Theologin und Schriftstellerin
- Karl Ludwig Gronau (1742–1826), genannt Wetterpfarrer, evangelisch-reformierter Pfarrer und Meteorologe
- Sigrid Großmann (* 1936), evangelische Theologin
- Wolf-Dietrich Gutsch (1931–1981), evangelischer Katechet, Pastor und Jugendarbeiter
- Gert Haendler (1924–2019), evangelischer Theologe und Hochschullehrer für Kirchengeschichte
- Isaak Hakohen Halberstadt (1922–2001), jüdischer Schriftgelehrter
- Anna Sabine Halle (1921–2014), Quäkerin und Autorin
- Matthias Heinrich (* 1954), römisch-katholischer Geistlicher und Weihbischof in Berlin
- Joachim Heubach (1925–2000), evangelisch-lutherischer Theologe, Landesbischof in Schaumburg-Lippe
- Katharina Heyden, geborene Rößler (* 1977), evangelische Theologin und Hochschullehrerin
- Konrad Hoffmann (1867–1959), evangelischer Geistlicher, Prälat in Ulm
- Peter Hünermann (* 1929), römisch-katholischer Theologe
- Christine Jacobi (* 1979), evangelische Theologin
- Carl Tobias Jetzke (1713–1785), evangelisch-lutherischer Theologe
- Regina Jonas (1902–1944), erste Rabbinerin der Welt
- Alfred Jospe (1909–1994), Rabbiner
- Adolf Jülicher (1857–1938), evangelischer Theologe und Hochschullehrer
- Christoph Karst (1864–1935), katholischer Pfarrer der St.-Josef-Gemeinde Köpenick
- August Ludwig Christian Kavel (1798–1860), lutherischer Theologe, Begründer der australischen lutherischen Kirche
- Medard Kehl (1942–2021), Ordenspriester, katholischer Theologe, Dogmatiker und Professor an der Philosophisch-theologischen Hochschule Sankt Georgen in Frankfurt am Main
- Ayya Khema (1923–1997), buddhistische Nonne in der Theravada-Tradition und Meditationslehrerin
- Peter Kirchner (1935–2018), Mediziner und Vorsitzender der jüdischen Gemeinde von Ost-Berlin
- Bruno Kirschner (1884–1964), Judaist und Mitherausgeber des Jüdischen Lexikons
- Jean Klein (1912–1998), französischer spiritueller Lehrer der Advaita-Richtung und Schriftsteller
- Julius Kögel (1871–1928), evangelischer Theologe
- Martin Kramer (1933–2022), evangelischer Theologe, Studentenpfarrer und Konsistorialpräsident
- Reinhold Krause (1893–1980), Religionspädagoge, Obmann der Deutschen Christen
- Erwin Kreuzer (1878–1953), Bischof der Alt-Katholischen Kirche in Deutschland
- Bernhard Kriegbaum (1944–2021), Ordensgeistlicher, römisch-katholischer Theologe und Kirchenhistoriker
- Heiko Krimmer (1943–2015), evangelikaler Theologe und Fachautor
- Christoph Krummacher (* 1949), evangelischer Theologe und Kirchenmusiker
- Friedrich-Wilhelm Krummacher (1901–1974), Bischof der Pommerschen Evangelischen Kirche
- Adolf Kurtz (1891–1975), Pfarrer in Berlin-Schöneberg und Mitglied der Bekennenden Kirche

### L–Z
- Max Landsberg (1845–1927), Oberrabbiner in Rochester/N.Y.
- Gerhard Lange (1933–2018), römisch-katholischer Geistlicher
- Gottfried Wilhelm Lehmann (1799–1882), gehörte zu den Gründungsvätern der deutschen Baptisten
- Hartog Leo (um 1710–1784), Chasan und Sekretär der jüdischen Gemeinde in Berlin
- Johannes Lepsius (1858–1926), evangelischer Theologe und Orientalist
- Nathan Peter Levinson (1921–2016), jüdischer Militärseelsorger, Rabbiner
- Gerhard Linn (1935–2022), evangelisch-lutherischer Theologe, Pfarrer und Ökumeniker
- Christian Ludwig Lipten (1698–1759), reformierter Hofprediger in Potsdam und Altlandsberg
- Fritz Loerzer (1893–1952), evangelischer Geistlicher der „Deutschen Christen“
- Georg Loesche (1855―19323), evangelischer Theologe und Kirchenhistoriker
- Christoph Markschies (* 1962), evangelischer Theologe und Kirchenhistoriker
- Horst Marquardt (1929–2020), evangelisch-methodistischer Theologe, Autor und Mitbegründer der ERF Medien und idea
- Michael Johannes Marmann (1937–2019), römisch-katholischer Ordenspriester, Generaloberer der Schönstatt-Patres
- Gustav Meinertz (1873–1959), römisch-katholischer Priester, Großkreuzritter und Autor
- Abraham Michalski (1889–1961), Lehrer und Rabbiner der Israelitischen Religionsgesellschaft
- Dietmar Mieth (* 1940), römisch-katholischer Theologe und Hochschullehrer
- Wilhelm Mila (1764–1833), reformierter Prediger, Justizrat, Lehrer und Historiker
- Adalbert Mischlewski (1919–2023), Theologe, Historiker und Gymnasiallehrer sowie Antonierforscher
- Karl Heinz Möbius (1913–1976), im Zweiten Weltkrieg zum Tode verurteilter katholischer Marinepfarrer
- Bernd Moeller (1931–2020), evangelischer Kirchenhistoriker und Hochschullehrer
- Adelbert Mühlschlegel (1897–1980), Bahai und einer der sieben Hände der Sache
- Caspar Detlef Gustav Müller (1927–2003), Koptologe und Religionshistoriker
- Hans-Peter Müller (1934–2004), protestantischer Theologe und Hochschullehrer
- Rosemarie Müller-Streisand (1923–2020), evangelische Theologin, Kirchenhistorikerin und Hochschullehrerin
- Daniel Amadeus Neander (1775–1869), evangelischer Theologe und Bischof von Berlin
- Christian Neddens (* 1972), lutherischer Theologe
- Nerses Der Nersessian (1920–2006), armenischer Erzbischof
- Siegbert Neufeld (1891–1971), deutsch-israelischer Rabbiner und Historiker
- Wilhelm Niesel (1903–1988), reformierter Theologe
- Reinhard Nordsieck (1937–2021), evangelischer Theologe und Jurist
- Ludwig Oberheim (1808–1863), evangelischer Pfarrer
- Aaron Ohrenstein (1909–1986), Rabbiner
- Klaus Oppenheimer (1905–1986), deutsch-niederländischer evangelischer Theologe
- Joachim Pfannschmidt (1896–1945), lutherischer Geistlicher und Mitglied der Bekennenden Kirche
- Friedrich Adolf Philippi (1809–1882), lutherischer Theologe und Hochschullehrer
- Gerhard Pieper (1940–1978), Jesuit, Missionar und Märtyrer
- Adolf Pohl (1927–2018), baptistischer Theologe
- Uta Poplutz (* 1971), römisch-katholische Theologin
- Carsten Rentzing (* 1967), evangelisch-lutherischer Theologe, Landesbischof der Evangelisch-Lutherischen Landeskirche Sachsens
- Bruno Robeck (* 1969), Prior des Zisterzienserklosters Langwaden
- Ronald Rother (1943–2017), römisch-katholischer Geistlicher, Generalvikar und Dompropst
- Karl Heinrich Sack (1789–1875), evangelischer Theologe
- Martin Salomonski (1881–1944), Rabbiner
- Erich Sauer (1898–1959), evangelikaler Theologe, Leiter des Missionshauses Bibelschule Wiedenest der Brüderbewegung
- Rajah Scheepers (* 1974), evangelische Theologin und Pfarrerin
- Bruno Schlegelberger (* 1934), katholischer Geistlicher und Theologe, Jesuit
- Renate Schlesier (* 1947), Religionswissenschaftlerin, Hochschullehrerin
- Fritz Schmidt-Clausing (1902–1984), Theologe, evangelischer Pfarrer sowie Schriftsteller und Kirchenhistoriker
- Paul Wilhelm Schmidt (1845–1917), evangelischer Theologe, Hochschullehrer
- Gunda Schneider-Flume (1941–2024), evangelische Theologin, Hochschullehrerin
- Peter Schneider (1925–2004), evangelischer Missionar, Geschäftsführer der Deutschen Evangelischen Allianz
- Dieter Scholz (* 1938), Jesuit, katholischer Bischof von Chinhoyi in Simbabwe
- Axinia Schönfeld (* ≈1972), Jazzmusikerin und lutherische Geistliche, Pfarrerin in Spandau
- Alfred Schütze (1903–1972), Pfarrer, Schriftsteller und Dichter
- Hans-Joachim Schulz (1932–2023), römisch-katholischer Priester, Liturgiewissenschaftler und Hochschullehrer
- Ernst August Schulze (1721–1786), reformierter Theologe und Hochschullehrer
- Ludwig Theodor Schulze (1833–1918), evangelisch-lutherischer Theologe und Hochschullehrer
- Reinhard Schulze (* 1953), Islamwissenschaftler und Hochschullehrer
- Paul Le Seur (1877–1963), evangelischer Theologe, Journalist und Hochschullehrer
- Rudolf Smend (* 1932), Theologe
- Wolfgang Sommer (* 1939), evangelisch-lutherischer Theologe und Hochschullehrer
- Heinrich Stahl (1868–1942), Vorsitzender der Jüdischen Gemeinde zu Berlin
- Hans Joachim Stoebe (1909–2002), evangelischer Geistlicher und Hochschullehrer an der Universität Basel
- Johannes Stöhr (* 1931), römisch-katholischer Theologe und Hochschullehrer
- Hermann Leberecht Strack (1848–1922), protestantischer Theologe und Orientalist
- Wolfgang Stroothenke (1913–1945), Theologe und Philosoph
- Jörg Swoboda (* 1947), Pastor, christlicher Liedermacher
- Susanne Talabardon (* 1965), Judaistin
- Klaus Thomas (1915–1992), ev. Pfarrer, Arzt und Psychotherapeut; Gründer der deutschen Telefonseelsorge
- Klemens Tilmann (1904–1984), katholischer Theologe
- Henri Tollin (1833–1902), französisch-reformierter Pfarrer
- Dieter Vetter (1931–2006), evangelischer Theologe und Hochschullehrer
- Burkhard Weber (1954–2016), evangelischer Theologe, Pfarrer, Dozent und Direktor der Evangelistenschule Johanneum
- Wolfgang Weider (1932–2024), katholischer Geistlicher, Weihbischof in Berlin
- Fritz Weidmann (1936–2023), katholischer Theologe
- Heinz-Dietrich Wendland (1900–1992), evangelischer Theologe und Sozialethiker
- Bernhard Wensch (1908–1942), römisch-katholischer Priester und Gegner des Nationalsozialismus
- Ulrich Wickert (1927–2009), Kirchenhistoriker
- Christian Friedrich Wilkens (1722–1784), evangelischer Theologe und Naturforscher
- Michael von Witowski (1885–1945), Abt
- Christian Wolff (1943–2020), evangelischer Theologe, Hochschullehrer
- William Wolff (1927–2020), deutsch-britischer Journalist und Landesrabbiners von Mecklenburg-Vorpommern
- Gregor Zasche (1938–2024), Benediktiner, Abt von Schäftlarn
- Hermann Zeller (1914–2014), katholischer Theologe
- Markus Zimmermann (* 1961), katholischer Theologe

## Geisteswissenschaftler (Philosophen, Philologen, Historiker, Linguisten u.a.)

### A–I
- Gustav Abb (1886–1945), Bibliothekar
- Carl Abel (1837–1906), Linguist
- Ephraim Ludwig Gottfried Abt (1752–1819), preußischer Beamter und schlesischer Regionalhistoriker
- Michael Albrecht (1940–2021), Philosoph
- Peter-André Alt (* 1960), Literaturwissenschaftler und Hochschullehrer
- Shmuel Almog (1926–2008), Journalist und Historiker
- Dirk Alvermann (1965–2023), Historiker und Archivar
- Julius Ambrosch (1804–1856), Linguist, Archäologe, Rektor der Universität Breslau, Mitglied der Frankfurter Nationalversammlung
- Werner T. Angress (1920–2010), Historiker und Zeitzeuge
- Max Apel (1869–1945), Philosoph und Hochschullehrer
- Carl Appel (1857–1934), Romanist, Hochschullehrer und -rektor
- Carl Arendt (1838–1902), Sinologe
- Sabine Asmus (* 1963), Keltologin, Linguistin
- Ernst von Aster (1880–1948), Philosoph, Philosophiehistoriker, Hochschullehrer
- Erich Auerbach (1892–1957), deutsch-US-amerikanischer Literatur- und Kulturwissenschaftler und Romanist
- Friedrich August (1840–1900), Mathematiklehrer in Berlin
- Otto Baensch (1878–1936), Philosoph
- Gabriel Baer (1919–1982), israelischer Sozialhistoriker des Nahen Ostens, Hochschullehrer
- Winfried Baer (1933–2011), Kunsthistoriker
- Hans-Dieter Bahr (* 1939), Philosoph und Hochschullehrer
- Bernd Balzer (* 1942), Germanist und Literaturhistoriker
- Maximilian Bartels (1843–1904), Arzt und Ethnologe
- Bernd-Rainer Barth (* 1957), Historiker und Publizist
- Dominik Bartmann (* 1953), Kunsthistoriker und Kurator
- Wolfgang Baumgart (1910–2000), Germanist und Theaterwissenschaftler
- Heinrich Becker (1891–1971), Bibliothekar und Verlagsleiter
- Karl Friedrich Becker (1777–1806), Pädagoge und Historiker
- Max Beheim-Schwarzbach (1839–1910), Historiker, Heimatforscher und Autor
- Manfred Behrend (1930–2006), Historiker und Publizist
- Alfred Behrmann (1928–2022), Literaturwissenschaftler und Hochschullehrer
- Ludwig Bellermann (1836–1915), Philologe und Pädagoge
- Reinhard Bendix (1916–1991), Soziologe und Historiker
- Walter Benjamin (1892–1940), Philosoph
- Matthias Berg (* 1974), Historiker
- Nicolas Berg (* 1967), Kulturhistoriker
- Udo Bermbach (1938–2024), Politikwissenschaftler, Opernexperte
- Ernst Berner (1853–1905), Archivar und Historiker
- Rainer Bernhardt (* 1942), Althistoriker
- Paul Bernstein (1897–1944/45), Politikwissenschaftler
- Annette Bhagwati (* 1968), Ethnologin, Kunsthistorikerin und Museumsdirektorin
- Volker Bialas (* 1938), Philosoph und Wissenschaftshistoriker
- Konrad Ferdinand Bieber (1916–2006), deutsch-US-amerikanischer Romanist
- Thomas Biller (* 1948), Bauhistoriker
- Peter Bloch (1925–1994), Kunsthistoriker
- Alfred Blömer (1918–2016), Gymnasiallehrer und Genealoge
- Rudolf Blum (1909–1998), Altphilologe und Bibliothekshistoriker
- Fritz Böhm (1880–1943), Gymnasiallehrer und Volkskundler
- Monika Boehm-Tettelbach (* 1941), Indologin
- Rudolf Boehm (1927–2019), Philosoph
- Wilhelm Böhm (1877–1957), Germanist und Hochschullehrer
- Johannes Boese (1939–2012), Archäologe
- Martin Boghardt (1936–1998), Buchwissenschaftler und Bibliothekar
- Jutta Bohnke-Kollwitz (1923–2021), Germanistin
- Annegret Bollée (1937–2021), Romanistin und Hochschullehrerin
- Stefan Bollinger (* 1954), Politikwissenschaftler und Historiker
- Johannes Bolte (1858–1937), Germanist und Volkskundler
- Ludwig Borchardt (1863–1938), Ägyptologe
- Heinz-Günther Borck (* 1942), Historiker und Archivar
- Nikolaus Böttcher (* 1963), Historiker
- Hugo Brandenburg (1929–2022), Archäologe und Hochschullehrer
- Peter Brandt (* 1948), Historiker
- Matthias Braun (* 1949), Literaturwissenschaftler
- Walther Brecht (1876–1950), Germanist und Literaturhistoriker
- Maria Weigert Brendel (1902–1994), Archäologin
- Nicole Brisch (* 1968), Altorientalistin
- Heinrich Brugsch (1827–1894), Ägyptologe
- Karl Brunnemann (1823–1896), Pädagoge, Philologe und Historiker
- Kai Buchholz (* 1966), Hochschullehrer (Kunst- und Designwissenschaft) und Autor
- Tilmann Buddensieg (1928–2013), Kunsthistoriker
- Helga Bumke (* 1966), Klassische Archäologin
- Andreas Buro (1928–2016), Politikwissenschaftler und Hochschullehrer
- Ralf Busch (* 1942), Kunsthistoriker, Archäologe und Fachautor
- Herbert Busemann (1905–1994), deutschamerikanischer Mathematiker
- Jochen Cerny (1934–2018), Historiker
- Jürgen Christern (1928–1983), Christlicher Archäologe
- Brigitte Christern-Briesenick (1925–2010), Christliche Archäologin
- John Leonard Clive (1924–1990), deutsch-amerikanischer Historiker
- William Cohn (1880–1961), deutsch-britischer Kunsthistoriker und Sinologie
- Hedwig Conrad-Martius (1888–1966), Philosophin
- Ernst Consentius (1876–1937), Literaturhistoriker und Bibliothekar
- Hans Coppi junior (* 1942), Historiker
- Wolfgang Cordan, eigentlich Heinrich Wolfgang Horn (1909–1966), Ethnologe, Schriftsteller und Übersetzer
- Ursula Creutz (1909–2006), Germanistin und Kirchenhistorikerin
- Rudolf Dahms (1880–1959), Klassischer Philologe
- Peter Damerow (1939–2011), Wissenschaftshistoriker
- Hermann Dannenberg (1824–1905), Numismatiker
- Marieluise Deißmann-Merten (1935–2011), Althistorikerin
- Laurenz Demps (* 1940), Historiker
- Wilhelm Dibelius (1876–1931), Anglist und Hochschullehrer
- Sylvia Diebner (* 1947), Archäologin
- Hans-Otto Dill (* 1935), Romanist, Schriftsteller und Übersetzer
- Reinhard Dittmann (* 1953), Archäologe
- Marian Döhler (* 1957), Politologe
- Tobias Dohrn (1910–1990), Klassischer Archäologe, Hochschullehrer
- Eugen Dühring (1833–1921), Philosoph, Nationalökonom und Hochschullehrer
- Hermann Wilhelm Ebel (1820–1875), Keltologe
- Georg Ebers (1837–1898), Ägyptologe
- Bernd Ebert (* 1972), Kunsthistoriker
- Gustav von Eckenbrecher (1807–1887), Althistoriker und Arzt
- Dora Edinger (1890–1977), Historikerin
- Ernst Ludwig Ehrlich (1921–2007), deutsch-schweizerischer Judaist und Historiker
- Thomas Eisentraut (* 1987), Historiker
- Rainer Eisfeld (* 1941), Politikwissenschaftler und Hochschullehrer
- Michael Engel (1941–2011), Bibliothekar, Wissenschaftshistoriker und Verleger
- Gottfried Erb (1931–2019), Politikwissenschaftler
- Michael Erbe (* 1940), Historiker und Hochschullehrer
- Adolf Erman (1854–1937), Ägyptologe
- Felix Escher (* 1945), Historiker
- Michael Esfeld (* 1966), Wissenschaftsphilosoph
- Frédéric Falkenburger (1890–1965), Anthropologe und Hochschullehrer
- Hugo Falkenheim (1866–1935), Literaturwissenschaftler und Bibliothekar
- Anselm Faust (* 1943), Historiker und Archivar
- Daniel Martin Feige (* 1976), Philosoph
- Laurence Feininger (1909–1976), Musikwissenschaftler und Priester
- Helene Fernau-Horn (1892–1975), Logopädin und Philologin
- Joachim Fest (1926–2006), Historiker, Journalist und Autor
- Joachim Fiebach (1934–2023), Theaterwissenschaftler
- Erich Fink (1866–1950), Historiker und Archivar
- Eduard Fraenkel (1888–1970), deutsch-englischer Altphilologe
- Johannes Franke (1848–1918), Bibliothekar
- Otto-Herman Frey (1929–2023), Prähistoriker
- Benoni Friedländer (1773–1858), Privatgelehrter und Numismatiker
- Emil Gottlieb Friedländer (1805–1878), Archivar
- Ernst Friedländer (1841–1903), Archivar
- Henry Friedlander (1930–2012), US-amerikanischer Historiker, Hochschullehrer
- Julius Friedländer (1813–1884), Numismatiker
- Julius Friedländer (1827–1882), Buchhändler und Antiquar
- Paul Friedländer (1882–1968), Philologe und Schriftsteller
- Ronald Friedmann (* 1956), Historiker und Journalist
- Walter Fuchs (1902–1979), Sinologe, Tungusologe und Hochschullehrer
- Peter Furth (1930–2019), Sozialphilosoph
- Peter Fuss (* 1932), Philosoph an der University of Missouri in St. Louis
- Günter Gall (1924–2008), Kunsthistoriker, Museumsdirektor
- Alexander Gallus (* 1972), Historiker und Politikwissenschaftler
- Burckhard Garbe (1941–2021), Schriftsteller und Germanist
- Peter Gay (1923–2015), US-amerikanischer Historiker und Autor
- Jürgen Gebhardt (* 1934), Politikwissenschaftler
- Peter von Gebhardt (1888–1947), Genealoge und Archivar
- Adelheid Geck (1937–2025), Musikwissenschaftlerin, Professorin
- Heinrich Gelzer (1847–1906), klassischer Philologe und Byzantinist
- Dietrich Gerhard (1896–1985), Historiker
- Melitta Gerhard (1891–1981), Literaturhistorikerin
- Martin Gerhardt (1894–1952), Kirchenhistoriker und Archivar
- Christian Gerlach (* 1963), Historiker
- Sabine Gerloff (* 1940), Ur- und Frühgeschichtlerin
- Andreas Germershausen (* 1952), Ethnologe, Berliner Integrationsbeauftragter
- Mordechai Gichon (1922–2016), Berufssoldat und Archäologe
- Friedrich Wilhelm von Giesebrecht (1814–1889), Historiker
- Hans Glagau (1871–1934), Historiker
- Helmuth von Glasenapp (1891–1963), Indologe
- Gerhard Goebel (1932–2009), Romanist und Literaturwissenschaftler
- Karin Goethert (1943–2023), Archäologin
- Klaus-Peter Goethert (* 1946), Archäologe
- Arnold Goldberg (1928–1991), Judaist
- Oskar Goldberg (1885–1953), Mediziner und Religionsphilosoph
- Thomas Goldstein (1913–1997), deutsch-US-amerikanischer Historiker
- Manfred Görlach (1937–2023), Anglist und Sprachwissenschaftler
- Botho Graef (1857–1917), Klassischer Archäologe und Kunsthistoriker
- Gerhard Granier (1928–2022), Historiker und Archivar
- Olaf Groehler (1935–1995), Militärhistoriker
- Sepp-Gustav Gröschel (* 1943), Archäologe
- Jonathan Groß (* 1985), Altphilologe
- Eberhard Grunsky (* 1941), Kunsthistoriker und Denkmalpfleger
- Hans Rudolf Guggisberg (1930–1996), Schweizer Historiker
- Hans Richard Gerhard Günther (1898–1981), Philosoph und Hochschullehrer
- Ferdinand Güterbock (1872–1944), Historiker
- Hans Gustav Güterbock (1908–2000), Hethitologe
- Frank-Burkhard Habel (* 1953), Film- und Fernsehwissenschaftler und Publizist
- Alexandra Habermann (* 1937), Bibliothekarin
- Hellmut Hager (1926–2015), Kunsthistoriker
- Werner Hahlweg (1912–1989), Militärhistoriker und Militärwissenschaftler
- Karin Hahn-Hissink (1907–1981), Ethnologin
- Peter Hahn (* 1938), Kunsthistoriker, Direktor des Bauhaus-Archivs in Berlin
- Lisa Hamburg (1890–1942), Klassische Archäologin
- Georg-Wilhelm Hanna (* 1939), Historiker, Denkmalpfleger und Heimatforscher
- Eduard von Hartmann (1842–1906), Philosoph
- Klaus Hartmann (1925–1991), Philosoph und Hochschullehrer
- Paul Hassel (1838–1906), Historiker und Archivar
- Thomas Hauschild (* 1955), Ethnologe und Hochschullehrer
- Hans Haussherr (1898–1960), Historiker
- Ingrid Heidrich (* 1939), Historikerin
- Adelheid Heimann (1903–1993), Kunsthistorikerin
- Gerd Heinrich (1931–2012), Historiker und Hochschullehrer
- Klaus Heinrich (1927–2020), Hochschullehrer und Professor für Religionswissenschaft, Mitbegründer der Freien Universität Berlin
- Stefan Heinz (* 1979), Politikwissenschaftler und Historiker
- Rudolf Helm (1872–1966), Klassischer Philologe und Hochschullehrer
- Eckart Henning (* 1940), Archivar und Historiker
- Hans von Hentig (1887–1974), Kriminologe
- Andreas Herbst (* 1955), Historiker
- Hermann Herlinghaus (* 1954), Romanist
- Bernd Herrmann (* 1946), Anthropologe und Hochschullehrer
- Helene Herrmann (1877–1944), Philologin, Lehrerin und NS-Opfer
- Klaus Herrmann (1940–2015), Bauforscher, Grabungsarchitekt
- Max Herrmann (1865–1942), Literaturhistoriker, Theaterwissenschaftler und NS-Opfer
- Marcus Herz (1747–1803), Philosoph, Arzt
- Guntolf Herzberg (* 1940), Philosoph, politisch Verfolgter in der DDR
- Lutz Heuer (* 1943), Historiker und Publizist
- Rosemarie Heyd-Burkart (1905–2002), Romanistin
- Helmut Hildebrandt (1936–2022), historischer Geograph
- Wilhelm Hilden (1551–1587), Philosoph, Philologe, Mathematiker und Hochschullehrer
- Friedrich Hiller von Gaertringen (1864–1947), Archäologe und Epigraphiker
- Friedrich Hinkel (1925–2007), Architekt und Archäologe
- Felix Hirsch (1902–1982), deutsch-US-amerikanischer Journalist, Historiker und Bibliothekar
- Rudolf Hirsch (1905–1996), Kunstwissenschaftler, Verleger und Literaturwissenschaftler
- Siegfried Hirsch (1816–1860), Historiker, Hochschullehrer
- Erich Hochstetter (1888–1968), Philosoph, Hochschullehrer
- Bert Hoffmann (* 1966), Politikwissenschaftler
- Wolfgang Hofmann (* 1932), Historiker
- Dieter Hoffmann (* 1948), Wissenschaftshistoriker
- Ernst Hoffmann (1880–1952), Philosophiehistoriker und Hochschullehrer
- Georg Hoffmann (1845–1933), Orientalist und Hochschullehrer
- Hartmut Hoffmann (1930–2016), Historiker und Hochschullehrer
- Konrad Hoffmann (1938–2007), Kunsthistoriker
- Peter Hoffmann (* 1924), Historiker
- Stefan-Ludwig Hoffmann (* 1967), Historiker
- Albert von Hofmann (1867–1940), Historiker und Hochschullehrer
- Reimer Kay Holander (1925–2013), Heimatforscher und Publizist
- W. Wolfgang Holdheim (1926–2016), Romanist und Komparatist
- Gerald Holton (* 1922), Wissenschaftshistoriker und Physiker
- Johannes Horkel (1820–1861), Philologe
- Günter Hortzschansky (1926–2015), Historiker
- Julia Hoydis (* 1979), Anglistin
- Erik Hühns (1926–2010), Historiker

### J–N
- Hans-Adolf Jacobsen (1925–2016), Politikwissenschaftler und Historiker
- Peter Jaeckel (1914–1996), Archäologe und Numismatiker
- Stefi Jersch-Wenzel (1937–2013), Historikerin
- Henri Jordan (1833–1886), Philologe und Hochschullehrer
- Robert Jungk (1913–1994), Publizist, Journalist und Zukunftsforscher
- Bruno Kaiser (1911–1982), Bibliothekar und Widerstandskämpfer
- Norbert Kampe (* 1948), Historiker
- Johannes Kandel (* 1950), Politikwissenschaftler und Historiker
- Detlef Kannapin (* 1969), Filmhistoriker
- Claudia Kanowski (* 1968), Kunsthistorikerin
- Horst Kant (1946–2023), Physiker und Wissenschaftshistoriker
- Manfred Karnick (1934–2022), Germanist, Literaturwissenschaftler und Hochschullehrer
- Eva Kaufmann (1930–2019), Literaturwissenschaftlerin und Hochschullehrerin
- Jan Kelch (1939–2017), Kunsthistoriker
- Ruth Kestenberg-Gladstein (1910–2002), deutsch-israelische Historikerin
- Walther Kienast (1896–1985), Historiker
- Till Kinzel (* 1968), Historiker und Literaturwissenschaftler
- Adolf Kirchhoff (1826–1908), Philologe und Altertumsforscher
- Joachim Kirchner (1890–1978), Bibliothekar und Zeitschriftenhistoriker
- Walther Kirchner (1905–2004), deutsch-amerikanischer Historiker und Hochschullehrer
- Martin Kirsch (* 1965), Historiker
- Marianne Klaar (1905–1994), Sammlerin und Übersetzerin griechischer Volkslieder und Volksliteratur
- Julius von Klaproth (1783–1835), Orientalist, Sinologe und Linguist
- Magnus Klaue (* 1974), Literaturkritiker, Literaturwissenschaftler und Germanist
- Fritz Klein (1924–2011), Historiker
- Hans-Günter Klein (1939–2016), Musikwissenschaftler und Bibliothekar
- Thomas Klein (1933–2001), Historiker und Hochschullehrer
- Wolfram Kleiss (1930–2020), Vorderasiatischer Archäologe
- Hadwig Klemperer (1926–2010), Philologin und Herausgeberin
- Klemens von Klemperer (1916–2012), Historiker
- Peter Knoblauch (1911–1945), Klassischer Archäologe
- Ulrich Knoche (1902–1968), Klassischer Philologe und Hochschullehrer
- Herbert Knötel (1893–1963), Uniformkundler und Militärmaler
- Ursula E. Koch (* 1934), Kommunikationswissenschaftlerin und Hochschullehrerin
- Helmut Georg Koenigsberger (1918–2014), deutsch-britischer Historiker, Hochschullehrer
- Gustav Heinrich Ralph von Koenigswald (1902–1982), deutsch-niederländischer Paläoanthropologe
- Bernhard Koerner (1875–1952), Jurist, Politiker, Genealoge und Herausgeber
- Christine von Kohl (1923–2009), dänische Journalistin, Menschenrechtlerin und Balkan-Expertin
- Henning Köhler (* 1938), Historiker
- Ernst Siegfried Köpke (1813–1883), Philologe
- Reinhold Köpke (1839–1915), Sohn von Ernst Köpke, Altphilologe und Ministerialbeamter in Preußen
- Erwin Koppen (1929–1990), Literaturwissenschaftler, Romanist und Germanist, Hochschullehrer
- Ilko-Sascha Kowalczuk (* 1967), Historiker
- Eva Kraft (1923–2007), Sinologin und Japanologin
- Heinrich Kramm (1906–1991), Historiker und Bibliothekar
- Eduard Krause (1847–1917), Prähistoriker
- Luise Kraushaar (1905–1989), Historikerin
- Raiko Krauß (* 1973), Prähistorischer Archäologe und Hochschullehrer
- Friedrich Krebs (1867–1900), Papyrologe
- Eva-Maria Krech (1932–2023), Germanistin und Sprachwissenschaftlerin
- Karl-Friedrich Krieger (1940–2020), Historiker und Hochschullehrer
- Jürgen Kroymann (1911–1980), klassischer Philologe
- Jürgen von Kruedener (* 1938), Historiker, Präsident der Universität der Bundeswehr München
- Kersten Krüger (* 1939), Historiker und Hochschullehrer
- Marianne Krüll (* 1936), Autorin und Soziologin
- Heinrich Kuch (1931–2020), klassischer Philologe
- David Kuchenbuch (* 1980), Historiker
- Bernhard von Kugler (1837–1898), Historiker
- Alwin Kuhn (1902–1968), Sprachwissenschaftler, Romanist und Hochschullehrer
- Annette Kuhn (1934–2019), Historikerin
- Ernst Kuhn (1846–1920), Indologe, Indogermanist und Hochschullehrer
- Hartmut Kühn (* 1947), Philosoph, Historiker, Publizist und Übersetzer
- Hartmut Kühne (* 1943), Vorderasiatischer Archäologe und Hochschullehrer
- Hermann Kulke (* 1938), Historiker und Indologe
- Wolfgang Kullmann (1927–2022), klassischer Philologe
- Johannes Kunisch (1937–2015), Historiker
- Hars Kurio (* 1943), Islamwissenschaftler und Bibliothekar
- Horst Kurnitzky (1938–2021), Philosoph, Religionswissenschaftler und Architekt
- Dietrich Kurze (1928–2016), Historiker und Hochschullehrer
- Vera Lachmann (1904–1985), Philologin und Lyrikerin
- Simone Ladwig-Winters (* 1955), Politikwissenschaftlerin
- Hans-Joachim Lang (1921–2006), Literaturwissenschaftler, Amerikanist, Hochschullehrer
- Bernd-Peter Lange (* 1943), Anglist und Hochschullehrer
- Christian Robert Lange (* 1975), Islamwissenschaftler, Hochschullehrer und Autor
- Erhard H. M. Lange (* 1937), Politikwissenschaftler
- Ernst Michael Lange (* 1947), Philosoph
- Nico Lange (* 1975), Politikwissenschaftler, -berater und Publizist
- Rudolf Lange (1850–1933), Linguist, Japanologe und Hochschullehrer
- Bernd A. Laska (1943–2025), philosophischer Autor, Herausgeber und Verleger
- Peter Lasko (1924–2003), Kunsthistoriker
- Henry A. Lea (1920–2013), deutsch-US-amerikanischer Literaturwissenschaftler
- Albert von Le Coq (1860–1930), Archäologe und Ostasienforscher
- Gerhard Lehmann (1900–1987), Philosoph, Kantforscher
- Hans Lenk (1935–2024), Philosoph und Olympiasieger (Rudern)
- Friedrich Walter Lenz (1896–1969), Klassischer Philologe, Lehrer und Hochschullehrer
- Joachim Leuschner (1922–1978), Historiker
- Dieter Leuthold (* 1942), Historiker
- Kurt L. Levy (1917–2000), deutsch-kanadischer Romanist
- Yohanan Lewy (1901–1945), deutsch-israelischer Altphilologe
- Georg Liebe (1859–1912), Kulturhistoriker und Archivar
- Georg Rudolf Lind (1926–1990), Romanist, Lusitanist und Übersetzer
- Rudolf zur Lippe (1937–2019), Philosoph und Künstler
- Uwe Lobbedey (1937–2021), Kunsthistoriker, Denkmalpfleger
- Peter Lockemann (1935–2025), Wirtschaftsinformatiker
- Ermanno Loevinson (1863–1943), deutsch-italienischer Historiker und Archivar
- Carl Friedrich Lottner (1834–1873), deutsch-irischer Sprachwissenschaftler
- Arthur Oncken Lovejoy (1873–1962), Historiker und Philosoph
- Susanne Luber (* 1951), Slawistin, Bibliothekarin und Übersetzerin
- Oliver Lubrich (* 1970), Literaturwissenschaftler
- Karl Lucae (1833–1888), Germanist und Hochschullehrer
- Monika Lücke, geborene Habermann (* 1958), Historikerin
- Irmela von der Lühe (* 1947), Philologin und Hochschullehrerin, Autorin und Herausgeberin
- Andreas Luther (* 1969), Althistoriker
- Kurt Mager (1942–2010), Philosoph und Bibliothekar
- Stephan Malinowski (* 1966), Historiker
- Victor Manheimer (1877–1942), Germanist, Bibliophiler
- Paul A. Mankin (* 1924), deutsch-US-amerikanischer Romanist
- Ernst Marbach (1893–1939), Klassischer Philologe und Gymnasiallehrer
- Herbert Marcuse (1898–1979), deutsch-US-amerikanischer Philosoph, Politikwissenschaftler und Soziologe
- Angelika Marsch (1932–2011), Regionalhistorikerin und Autorin
- Bernd Martin (* 1940), Historiker
- Erich Maschke (1900–1982), Historiker und Professor für Geschichte
- Gundel Mattenklott (1945–2024), Literatur- und Erziehungswissenschaftlerin
- Carol C. Mattusch (* 1947), amerikanische Klassische Archäologin
- Günter Mayer (1930–2010), Kultur- und Musikwissenschaftler
- Ruth Mayer (* 1965), Amerikanistin und Hochschullehrerin
- Walter Mayer (1941–2019), Altorientalist und Hochschullehrer
- Harry Maync (1874–1947), Germanist und Hochschullehrer
- Franz Hermann Meißner (1863–1925), Kunsthistoriker und kaufmännischer Direktor des Zoologischen Gartens
- Erling von Mende (* 1940), Sinologie und Hochschullehrer
- Hans-Jürgen Mende (1945–2018), Historiker
- Jan Mende (* 1964), Museologe und Historiker
- Ursula Mende (* 1938), Kunsthistorikerin
- Renate Merkel-Melis (1937–2012), Historikerin und Hochschullehrerin
- Leopold Messerschmidt (1870–1911), Altorientalist
- Thomas Metscher (* 1934), Literaturwissenschaftler und Philosoph
- Carola Metzner-Nebelsick (* 1962), Prähistorikerin
- Siegfried Mews (1933–2022), Germanist
- Gerd Meyer (* 1942), Politikwissenschaftler und Hochschullehrer
- Michael Albert Meyer (* 1937), US-amerikanischer Historiker und Hochschullehrer
- Paul Hugo Meyer (1920–2008), deutsch-amerikanischer Romanist
- Reinhart Meyer (* 1942), Kulturhistoriker
- Jürgen Miethke (* 1938), Historiker
- Adalbert Mila (1833–1903), Jurist und Militärhistoriker
- Georg Minde-Pouet (1871–1950), Germanist und Bibliothekar
- Nina Simone Mindt (* 1980), Altphilologin
- Georg Misch (1878–1965), Philosoph und Historiker
- Astrid Möller (* 1961), Althistorikerin und Hochschullehrerin
- Wilhelm Mommsen (1892–1966), Historiker
- Jörg Morré (* 1964), Historiker
- Max Morris (1859–1918), Literarhistoriker
- Dietz-Rüdiger Moser (1939–2010), Musikwissenschaftler, Literaturhistoriker und Volkskundler, Hochschullehrer
- George L. Mosse (1918–1999), US-amerikanischer Historiker
- Werner E. Mosse (1918–2001), britischer Historiker
- Dietrich Mühlberg (* 1936), Kulturwissenschaftler, Hochschullehrer
- Adriaan von Müller (1928–2021), Prähistoriker
- Reinhold F. G. Müller (1882–1966), Indologe und Medizinhistoriker
- Eckhard Müller-Mertens (1923–2015), Historiker und Hochschullehrer
- Gernot Michael Müller (* 1970), Klassischer Philologe und Hochschullehrer
- Justus Müller Hofstede (1929–2015), Kunsthistoriker und Hochschullehrer
- Klaus J. Müller (1923–2010), Paläontologe
- Valentin Müller (1889–1945), Archäologe und Hochschullehrer
- Frederek Musall (* 1973), Judaist
- Klaus Mylius (1930–2025), Indologe
- Gerald David Nash (1928–2000), Historiker
- Pnina Navè-Levinson (1921–1998), Judaistin und Autorin
- Leonard Nelson (1882–1927), Philosoph
- Caroline Neubaur (* 1941), Autorin, Kritikerin, Übersetzerin und Religionswissenschaftlerin
- Ottfried Neubecker (1908–1992), Heraldiker und Vexillologe
- Ernst Neustadt (1883–1942), Altphilologe, Pädagoge und Schulleiter
- Bodo Nischan (1939–2001), deutsch-amerikanischer Historiker
- Renate Noll-Wiemann (1939–2021), Anglistin

### O–Z
- Eugen Oder (1862–1926), Klassischer Philologe und Gymnasiallehrer
- Otto Olzien (1909–1989), Germanist und Bibliothekar
- Heinrich Otte (1808–1890), Mittelalterarchäologe, evangelischer Geistlicher sowie Kunst- und Kirchenhistoriker
- Hans Pappenheim (1908–1973), Kunsthistoriker
- Werner Paravicini (* 1942), Historiker
- Peter Paret (1924–2020), Historiker
- Arnold Paucker (1921–2016), jüdischer Historiker, Herausgeber und Wissenschaftsorganisator
- Reinhold Pauli (1823–1882), Historiker und Politiker
- Reinhard Peesch (1909–1987), Volkskundler
- Jan Peters (1932–2011), Historiker
- Leiva Petersen (1912–1992), Klassische Philologin und Verlegerin
- Georg Pfeffer (1943–2020), Ethnologe, Hochschullehrer
- Gulla Pfeffer, geboren als Auguste Kellermann (1897–1967), Ethnologin
- Hans-Georg Pflaum (1902–1979), französischer Althistoriker deutscher Herkunft
- Theodor Gottfried Martin Pfund (1817–1878), Historiker und Bibliothekar
- Hans Philipp (1884–1968), Geografiehistoriker
- Hanna F. Pitkin (1931–2023), US-amerikanische Politikwissenschaftlerin
- Konrad Plath (1865–1927), Kunsthistoriker, Bibliothekar und Burgenforscher
- Helmut Plechl (* 1920), Historiker und Archivar
- Ulla Plener (* 1933), Historikerin
- Patrice G. Poutrus (* 1961), Historiker
- Franz Praetorius (1847–1927), Orientalist
- Kurt von Priesdorff (1881–1967), Geheimer Regierungsrat, Militärhistoriker und Autor
- Johann Georg von Rappard (1915–2006), Genealoge und Mühlenbesitzer
- Christian Raue (1613–1677), Theologe und Orientalist
- Klaus Reich (1906–1996), Philosoph und Hochschullehrer
- Lutz Reichardt (1934–2009), Bibliothekar und Ortsnamensforscher
- Hanns G. Reissner (1902–1977), deutsch-amerikanischer Historiker
- Henry H. H. Remak (1916–2009), deutsch-amerikanischer Literaturwissenschaftler
- John Rewald (1912–1994), deutsch-amerikanischer Kunsthistoriker
- Wolfgang Ribbe (1940–2021), Historiker und Hochschullehrer
- Walther Ribbeck (1858–1899), Historiker und Archivar
- Monika Richarz (* 1937), Historikerin
- Lutz Richter-Bernburg (* 1945), Orient- und Islamwissenschaftler, Hochschullehrer
- Sabine Rieckhoff (* 1944), prähistorische Archäologin
- Karl Veit Riedel (1932–1994), Theaterwissenschaftler und Volkskundler
- Gerhard Albert Ritter (1929–2015), Historiker, Politikwissenschaftler und Hochschullehrer
- Peter Martin Roeder (1927–2011), Erziehungswissenschaftler
- Corinna Rohn (* 1969), Bauforscherin
- Werner Röhr (1941–2022), Philosoph und Historiker
- Walter Röll (1937–2016), germanistischer Mediävist und Jiddist
- Valentin Rose (1829–1916), Bibliothekar und Klassischer Philologe
- Edgar R. Rosen (1911–1994), deutsch-US-amerikanischer Politikwissenschaftler, Hochschullehrer
- Valeska von Rosen, geborene Wisniewski (* 1968), Kunsthistorikerin, Hochschullehrerin
- Franz Rosenthal (1914–2003), deutsch-US-amerikanischer Orientalist und Hochschullehrer
- Georg Rosenthal (1874–1934), Klassischer Philologe und Pädagoge
- Helmut Roth (1941–2003), Prähistoriker, Hochschullehrer
- Paul Roth (1925–2006), Politikwissenschaftler, Hochschullehrer
- Gunther Rothenberg (1923–2004), deutsch-amerikanischer Militärhistoriker
- Wolfgang Ruge (1917–2006), Historiker
- Dorothea Rüland (* 1955), Wissenschaftsmanagerin und Germanistin
- Curt Sachs (1881–1959), Musiktheoretiker
- Eva Sachs (1882–1936), klassische Philologin und Lehrerin
- Leonie Sachs (1908–1991), deutsch-US-amerikanische Romanistin, Hochschullehrerin
- Lothar Sachs (1929–2019), Statistiker, Autor und Hochschullehrer
- Alice Salomon (1872–1948), Sozialreformerin, Frauenrechtlerin
- Felix Salomon (1866–1928), Historiker
- Wolfgang Sauer (1920–1989), Historiker und Hochschullehrer
- Eike von Savigny (* 1941), Philosoph
- Julius Schaaf (1910–1994), Philosoph und Hochschullehrer
- Wolfgang Schadewaldt (1900–1974), Altphilologe, Literaturwissenschaftler, Autor und Übersetzer
- Heinrich Schäfer (1868–1957), Ägyptologe und Museumsdirektor
- Carola Schelle-Wolff (* 1955), Bibliothekarin
- Jutta Scherrer (* 1942), Osteuropahistorikerin
- Bodo Scheurig (1928–2008), Historiker
- Ulla Schild (1938–1998), Afrikanistin
- Kurt Schilde (* 1947), Historiker und Soziologe
- Klaus von Schilling (* 1941), Germanist und Hochschullehrer
- Hans Schimank (1888–1979), Physiker und Wissenschaftshistoriker
- Bernhard Schimmelpfennig (1938–2021), Historiker
- Wolfgang Schivelbusch (1941–2023), Kulturhistoriker
- Moritz Schlick (1882–1936), Physiker und Philosoph
- Heinrich Felix Schmid (1896–1963), Slawist, Hochschullehrer
- Wolfgang P. Schmid (1929–2010), Sprachwissenschaftler und Indogermanist
- Alfred Schmidt (1931–2012), Philosoph
- Eberhard Schmidt (* 1939), Politikwissenschaftler, Hochschullehrer
- Friedrich Heinz Schmidt (1902–1971), Germanist, Volkskundler und Heimatforscher
- Friedrich Wilhelm Valentin Schmidt (1787–1831), Bibliothekar, Anglist, Romanist und Hochschullehrer
- Gustav Schmidt (* 1938), Historiker, Politikwissenschaftler und Hochschullehrer
- Jochen Schmidt (1938–2020), Germanist und Literaturwissenschaftler
- Johannes Eusebius Samuel Schmidt (1841–1925), Philologe und Autor
- Leopold Schmidt (1824–1892), klassischer Philologe, Hochschullehrer
- Marianne Schmidt (1929–2017), Literaturwissenschaftlerin, Autorin und Hochschullehrerin
- Max Carl Paul Schmidt (1853–1918), Klassischer Philologe und Gymnasiallehrer
- Ruth Schmidt-Wiegand (1926–2014), Germanistin, Rechtshistorikerin, Hochschullehrerin
- Steffi Schmidt (1922–1990), Kunsthistorikerin
- Wilhelm Adolf Schmidt (1812–1887), Historiker, Hochschullehrer
- Ulrike Schmieder (* 1966), Historikerin
- Bernd Schneider (* 1943), Klassischer Philologe, Hochschullehrer
- Gisela Schneider-Herrmann (1893–1992), deutsch-niederländische Klassische Archäologin
- Lambert Schneider (* 1943), Klassischer Archäologe und Herausgeber
- Reinhard Schneider (1934–2020), Historiker und Hochschullehrer
- Karen Schönwälder (* 1959), Politikwissenschaftlerin
- Hans-Joachim Schoeps (1909–1980), Hochschullehrer für Religions- und Geistesgeschichte
- Siegfried Schott (1897–1971), Ägyptologe und Hochschullehrer
- Rudolf Schottlaender (1900–1988), Philosoph, Philologe und Übersetzer
- Adolf Schottmüller (1798–1871), Historiker und Erzieher
- Wolfgang H. Schrader (1942–2000), Philosoph und Hochschullehrer
- Ernst Schraepler (1912–1998), Historiker
- Günther Schiedlausky (1907–2003), Kunsthistoriker
- Günter Schubert (1929–2014), Journalist und Historiker
- Wolfgang Schuller (1935–2020), Althistoriker
- Sabine Schultz (1937–2021), Numismatikerin
- Knut Schulz (* 1937), Historiker, Hochschullehrer
- Regine Schulz (* 1953), Ägyptologin, Hochschullehrer und Museumsdirektorin
- Benjamin Wilhelm Daniel Schulze (1715–1790), Pädagoge und Philologe
- Georg Schulze (1846–1932), Philologe, Germanist, Schulleiter und Sanskritforscher
- Ursula Schulze (1936–2020), Germanistin
- Wolfgang Schulze (1953–2020), Sprachwissenschaftler, Hochschullehrer
- Joachim Schumacher (1904–1984), Autor
- Hans-Werner Schütt (1937–2023), Wissenschaftshistoriker
- Rüdiger Schütz (* 1939), Historiker
- Klaus Schwabe (* 1932), Historiker und Hochschullehrer
- Rudolf Schwartz (1859–1935), Musikwissenschaftler und Bibliothekar
- Gunnar Seelentag (* 1972), Althistoriker
- Nils Seethaler (* 1981), Kulturanthropologe
- Horst Seidl (* 1938), Philosoph
- Hellmut Seier (1929–2019), Historiker
- Johannes Ernst Seiffert (1925–2009), Philosoph und Pädagoge
- Caecilie Seler-Sachs (1855–1935), Ethnologin, Fotografin und Autorin
- Wolfgang Sellert (* 1935), Rechtshistoriker
- Eva Senghaas-Knobloch (* 1942), Politologin und Hochschullehrerin
- Helmut Siefert (1939–2012), Medizinhistoriker, Hochschullehrer
- Johannes Sievers (1880–1969), Kunsthistoriker, Kulturbeamter, Schinkel-Forscher
- Walter Michael Simon (1922–1971), Historiker
- Regina Smolnik (* 1961), Prähistorikerin, Landesarchäologin von Sachsen
- Ulrich Sonnemann (1912–1993), Philosoph, Psychologe und politischer Schriftsteller
- Hans Spangenberg (1868–1936), Archivar, Historiker und Hochschullehrer
- Eberhard Spiess (1925–2007), Filmhistoriker
- Ernst Sprockhoff (1892–1967), Prähistoriker
- Heinrich Sproemberg (1889–1966), Historiker
- Herbert Spruth (1900–1972), Philologe, Jurist, Genealoge und Pommernforscher
- Günter Stein (1924–2000), Kunsthistoriker
- Sebastian Steinbach (* 1978), Historiker
- André Steiner (* 1959), Historiker
- Dorothea Stern (1878–1949), Kunsthistorikerin
- Kurt Sternberg (1885–1942), Philosoph
- Theodor Hermann Sternberg (1878–1950), Rechtsphilosoph
- Rudolf H. W. Stichel (* 1945), Archäologe
- Helmuth Stoecker (1920–1994), Historiker
- Wilhelm Stolze (1876–1936), Historiker
- Eberhard Straub (1940–2024), Historiker und Publizist
- Manfred Stürzbecher (1928–2020), Medizinhistoriker und Arzt
- Arthur Suhle (1898–1974), Numismatiker
- Holm Sundhaussen (1942–2015), Südosteuropa-Historiker
- Gerd Tellenbach (1903–1999), Historiker
- Klaus Temlitz (1941–2022), Geograph
- Franz Termer (1894–1968), Ethnologe und Amerikanist
- Michael Theunissen (1932–2015), Philosoph
- Paul Thieme (1905–2001), Indologe
- Ursula Thiemer-Sachse (* 1941), Altamerikanistin
- Bernhard von Tieschowitz (1902–1968), Kunsthistoriker
- Elizabeth Trahan (1924–2009), Literaturwissenschaftlerin
- Ludwig Traube (1861–1907), klassischer Philologe, Mediävist und Paläograph
- Albrecht Tyrell (1941–2017), Historiker und Museumsdirektor
- Jürgen Udolph (* 1943), Namenforscher und Hochschullehrer
- Michael Vester (* 1939), Politikwissenschaftler
- Wolfgang Viereck (1937–2018), Anglist und Hochschullehrer
- Axel Vieregg (1938–2020), Germanist und Literaturwissenschaftler
- Christian Vogel (1933–1994), Anthropologe, Soziobiologe und Hochschullehrer
- Werner Vogel (1930–2016), Archivar und Historiker
- Thomas Vogtherr (* 1955), Historiker
- Klaus Voigt (1938–2021), Historiker und Philosoph
- Herbert Volkmann (1901–1983), Filmarchivar
- Hans Wachtler (1872–nach 1960), Gymnasiallehrer und Altphilologe
- Gustav Wahl (1877–1947), Bibliothekar
- Hans Walther (1884–1971), mittellateinischer Philologe
- Manfred Walther (* 1938), Philosoph und Hochschullehrer
- Peter Walther (* 1965), Germanist und Literaturhistoriker
- Peter Th. Walther (* 1952), Historiker
- Alfred Weber (1925–2006), Amerikanist und Hochschullehrer
- Ingeborg Weber-Kellermann (1918–1993), Volkskundlerin und Hochschullehrerin
- Ilse Wegner (1941–2018), Altorientalistin
- Gotthold Weil (1882–1960), deutsch-israelischer Orientalist und Bibliothekar
- Werner Weisbach (1873–1953), Kunsthistoriker
- Lara Weiss (* 1980), Ägyptologin und Religionswissenschaftlerin
- Steffen Wenig (1934–2022), Ägyptologe und Sudanarchäologe
- Otto Karl Werckmeister (1934–2023), Kunsthistoriker und Autor
- Joachim Werner (1909–1994), Archäologe
- Kurt Wernicke (* 1930), Historiker
- Michael Wetzel (* 1952), Literatur- und Medienwissenschaftler, Hochschullehrer
- Erdmann Weyrauch (* 1941), Historiker und Buchwissenschaftler
- Otto Winckelmann (1858–1923), Historiker und Archivar
- Edgar Wind (1900–1971), Kunsthistoriker und Philosoph, Hochschullehrer
- Petra Winter (* 1972), Historikerin, Zentralarchivs-Direktorin der Staatlichen Museen Berlin
- Irmgard Wirth (1915–2012), Kunsthistorikerin
- Livia Käthe Wittmann (* 1938), Literaturwissenschaftlerin
- Armin Wolf (1935–2025), Mittelalterhistoriker und Rechtshistoriker
- Johannes Wolf (1869–1947), Musikhistoriker, Bibliothekar und Hochschulprofessor
- Erwin Wolff (1897–1966), Klassischer Philologe, Hochschullehrer
- Fritz Wolff (1880–1943), Iranist
- Carsten Wurm (* 1960), Literatur- und Buchwissenschaftler, Archivar und Antiquar
- Konrad Wutke (1861–1951), Archivar und Historiker
- Klaus Zernack (1931–2017), Historiker
- Max Zeuske (1927–2001), Historiker
- Benjamin Ziemann (* 1964), Historiker
- Peter Zieme (* 1942), Turkologe
- Henrike Maria Zilling (* 1968), Althistorikerin
- Julia Zimmermann (* 1969), Altgermanistin
- Lisaweta von Zitzewitz (1952–2020), Slawistin und Publizistin
- Hans-Günter Zmarzlik (1922–2000), Historiker
- Dora Zuntz (1905–1990), deutsch-britische Kunsthistorikerin und Koptologin

## Dichter, Schriftsteller, Journalisten und Übersetzer

### A–D
- Caroline Abbot (1839–nach 1914), Schriftstellerin
- Aline Abboud (* 1988), Journalistin
- Curt Abel-Musgrave (1860–1938), Journalist, Chemiker, Mediziner, Pädagoge, Autor, Übersetzer und Publizist
- Peter Abraham (1936–2015), Schriftsteller
- İhsan Acar (* 1975), türkischer Autor
- Horst Adamietz (1916–1985), Journalist
- Sharon Adler (* 1962), Journalistin und Fotografin
- Ahne (* 1968), Schriftsteller und Lesebühnenautor
- Sabine Alt (* 1959), Schriftstellerin
- Louis Anschel (* 1964), Autor
- Maria Anspach (1933–2021), Heimatschriftstellerin, Kabarettistin und Journalistin
- Paul Apel (1872–1946), Dramatiker
- Gerd Appenzeller (* 1943), Journalist, Herausgeber des Tagesspiegels
- Minna Apranzow (1790–1844), Schriftstellerin
- Wilhelm Arent (1864–nach 1913), Dichter und Mäzen
- Ingeborg Arlt (* 1949), Schriftstellerin
- Achim von Arnim (1781–1831), Schriftsteller
- Karl Otto Ludwig von Arnim (1779–1861), Schriftsteller
- Karoline von Arnim (1851–1912), Schriftstellerin
- Ferdinand Avenarius (1856–1923), Dichter und Herausgeber der Zeitschrift Der Kunstwart
- Julius Bab (1880–1955), Dramatiker der Berliner Moderne und Theaterkritiker
- Hans Bach (* 1940), Autor (Science-Fiction)
- Karoline Balkow (1794–nach 1833), Schriftstellerin
- Helmut Ballot (1917–1988), Schriftsteller
- Bettina Baltschev (* 1973), Autorin, Publizistin und Journalistin
- Susanne von Bandemer (1751–1828), Schriftstellerin
- Curt von Bardeleben (1861–1924), Journalist und Schachspieler
- Kurt Bartsch (1937–2010), Lyriker und Schriftsteller
- Hans Fritz Beckmann (1909–1975), Liedtexter und Drehbuchautor
- Peter Bender (1923–2008), Journalist und Althistoriker
- Gerhard Bengsch (1928–2004; Pseudonyme: Terenz Abt, Gerhard B. Wenzel, Renate Gaerber), Schriftsteller
- Hartmut Berlin, bürgerlich Thorsten Braumeister (* 1950), Satiriker, Chefredakteur und Herausgeber
- Katja Berlin, bürgerlich Katja Dittrich (* 1980), Autorin, Kolumnistin und Podcasterin
- Georg Bernhard (1875–1944), Publizist, Reichstagsabgeordneter
- Luise Bernhardi (1828–nach 1905), Schriftstellerin
- Caroline Bernstein (1797–1838), Schriftstellerin
- Horst Beseler (1925–2020), Schriftsteller
- Hugo Bieber (1883–1950), Literaturwissenschaftler und Journalist
- Emilie von Binzer (1801–1891), Schriftstellerin
- Ernst Birnbaum (1905–1986), Schriftsteller
- Leonhard Paul Birnbaum (1880–1933), Journalist, Redakteur und Schriftsteller
- Vera Bischitzky (* 1950), Übersetzerin
- Manfred Bissinger (* 1940), Publizist
- Ernst Blass (1890–1939), Dichter, Schriftsteller und Kritiker
- Karl Bleibtreu (1859–1928), Schriftsteller
- Julia Blesken (* 1976), Schriftstellerin
- Johann Ludwig Urban Blesson (1790–1861), preußischer Militärschriftsteller
- Friedrich Wilhelm Block (* 1960), Schriftsteller, Literaturwissenschaftler, Kurator, Stiftungsleiter
- Oscar Blumenthal (1852–1917), Schriftsteller, Kritiker und Bühnendichter
- Peter Böhm (* 1950), Journalist und Autor
- Fritz Böhme (1881–1952), Tanzpublizist und Kulturjournalist
- Frank Böhmert (* 1962), Schriftsteller
- Peter Boenisch (1927–2005), Journalist
- François Bondy (1915–2003), Schweizer Essayist, Literaturkritiker und Journalist
- Katharina Born (* 1973), Schriftstellerin, Journalistin und Herausgeberin
- Horst Bosetzky (1938–2018, Pseudonym -ky), Soziologe und Schriftsteller
- Helmuth Maximilian Böttcher (1895–1979), Jurist und Schriftsteller
- Harald Braem (* 1944; Pseudonym Wolfram vom Stein), Designer und Schriftsteller
- Julika Brandestini (* 1980), Übersetzerin
- Rolf Brandt (1886–1953), Journalist und Schriftsteller
- Otto Braun (1897–1918), Lyriker
- Reinhold Braun (1879–1959), Erzähler, Lyriker und Verfasser von Biografien
- Stefan Brecht (1924–2009), US-amerikanischer Schriftsteller deutscher Herkunft
- Martin Breslauer (1871–1940), Buchantiquar
- Klaus Bresser (* 1936), Journalist
- Jürgen Brinkmann (1934–1997), Schriftsteller
- Barbara Bronnen (1938–2019), Schriftstellerin
- Eva Brück, geborene Morgenstern (1926–1998), Journalistin, Übersetzerin und Schriftstellerin
- Herbert Brumm (1909–1985; Pseudonym Harry Bär), Fotograf und Schriftsteller
- Elfriede Brüning (1910–2014; Pseudonym Elke Klenk), Schriftstellerin
- Thomas Brussig (* 1964), Schriftsteller und Drehbuchautor
- Günter de Bruyn (1926–2020), Schriftsteller und Herausgeber
- Axel Buchholz (* 1939), Journalist und Medienwissenschaftler
- Fredy Budzinski (1879–1970), Journalist
- Klaus Budzinski (1921–2016), Journalist und Autor
- Hermann Budzislawski (1901–1978), Journalist, Chefredakteur der „Weltbühne“
- Hansjürgen Bulkowski (1938–2024), Schriftsteller
- Bruno Hans Bürgel (1875–1948), Schriftsteller und Wissenschaftspublizist
- Leo Busch (* 1968), Journalistin
- Johannes von Buttlar (* 1940), Autor und Schriftsteller
- Cornelia Canady (* 1942), Autorin und Regieassistentin
- Catarina Carsten (1920–2019), deutsch-österreichische Schriftstellerin
- Günter Caspar (1924–1999), Cheflektor des Aufbau Verlages
- Hedwig Caspari (1882–1922), Dichterin
- Emil Charlet (1878–1962), Übersetzer
- Mathias Christiansen (* 1968), Schriftsteller
- Andreas Ciesielski (1945–2010), Journalist, Fotograf und Verleger
- Evelyn Clevé (1906–?), Schriftstellerin
- Herbert Connor (1907–1983), Journalist, Musikkritiker
- Friedrich Franz von Conring (1873–1965), Schriftsteller
- Alexander Cosmar (1805–1842), Schriftsteller, Herausgeber und Verleger des Berliner Modespiegels
- Erich Cramer (1904–1977), Verleger
- Daniela Dahn (* 1949), Journalistin, Schriftstellerin und Publizistin
- Gerhard Dahne (1934–2020), Schriftsteller, Publizist und Verleger
- Bärbel Danneberg (* 1943), österreichische Journalistin und Autorin
- Ludwig von Danwitz (1910–1981), Journalist
- Willy Dehmel (1909–1971), Liedtexter
- Sefton Delmer (1904–1979), britischer Journalist
- August Demmin (1817–1898), Schriftsteller
- Moritz Diesterweg (1834–1906), Verleger
- Hoimar von Ditfurth (1921–1989), Arzt, Journalist und populärwissenschaftlicher Autor
- Dirk Dobbrow (* 1966), Schriftsteller und Dramatiker
- Hedwig Dohm (1831–1919), Schriftstellerin und Frauenrechtlerin
- Christian Döring (* 1954), Verlagslektor
- Ingeborg Drewitz (1923–1986), Schriftstellerin
- Dora Duncker (1855–1916), Schriftstellerin

### E–J
- Erich Eckert (1881–?), Autor und Regisseur von Fest- und Mysterienspielen
- Matthias Eckoldt (* 1964), Schriftsteller, Dozent und Radioautor
- Kurt Eggers (1905–1943), Schriftsteller
- Matthias Ehlert (* 1967), Journalist
- Sascha Ehlert (* 1987), Kulturjournalist und Verleger
- Ludwig Eichler (1814–1870), Schriftsteller und Märzrevolutionär von 1848
- Jan Eik (* 1940), Schriftsteller
- Ludwig Eisenberg (1858–1910), österreichischer Schriftsteller
- Rosemarie Eitzert (* 1939), Schriftstellerin
- Paul Elgers (1915–1995), Schriftsteller
- Peter Ellgaard (* 1940), Fernsehjournalist und -moderator
- Arthur Eloesser (1870–1938), Literaturwissenschaftler und Journalist
- Carl-Christian Elze (* 1974), Schriftsteller
- Erika Engel-Wojahn (1911–2004), Kinderbuchautorin, Lyrikerin und Illustratorin
- Felix Ensslin (* 1967), Philosoph und Hochschullehrer
- Hans Erler (* 1942), Schriftsteller und Herausgeber
- Erich Everth (1878–1934), Kunsthistoriker, Journalist und Professor für Zeitungswissenschaft
- Alfred Falk, eigentlich Alfred Cohn (1896–1951), Journalist und Pazifist
- Josef Falkenberg (1881–1962), Jurist, Schriftsteller und Verfolgter des nationalsozialistischen Regimes
- Eva Figes (1932–2012), britische Schriftstellerin
- Andreas Fischer-Nagel (* 1951), Schriftsteller
- Heiderose Fischer-Nagel (* 1956), Schriftstellerin
- Aenne Fleischer (* 1999), Kinderbuchautorin
- Holger Fliessbach (1943–2003), Übersetzer
- Peter Francke, gebürtig Kurt Hohoff (1897–1978), Schriftsteller und Drehbuchautor
- Gertrud Franke-Schievelbein (1851–1914), Schriftstellerin
- Heike Franke (* 1966), Schriftstellerin
- Martha Friedemann (1847–1911), Schriftstellerin
- Sonja Friedmann-Wolf (1923–1986), Autorin
- Herbert Fritsche (1911–1960), Autor und Herausgeber
- Regina Frohberg, bürgerlich Rebecca Salomon (1783–1850), Schriftstellerin
- Günter Bruno Fuchs (1928–1977), Schriftsteller und Grafiker
- Joseph Fürst (1794–1859), Kaufmann und Schriftsteller
- Peter Fürst (1910–1998), deutsch-US-amerikanischer Journalist und Schriftsteller
- Horst Fust (1930–2003), Journalist
- Klaus Gallas (* 1941), Architekturhistoriker, Autor und Verleger
- Peter Galliner (1920–2006), Journalist und Publizist
- Karl-Heinz Gerstner (1912–2005), Journalist
- Sonja Gerstner (1952–1971), Malerin und Schriftstellerin
- Adolf Glaßbrenner (1810–1876), Humorist und Satiriker
- Adalbert von Goerne (1903–1949), Autor
- Moritz Goldstein (1880–1977), deutsch-US-amerikanischer Schriftsteller und Journalist
- Manuela Golz (* 1965), Schriftstellerin
- Wilhelm Conrad Gomoll (1877–1951), Publizist und Schriftsteller, Dozent des Pestalozzi-Fröbel-Hauses
- Eberhard Grashoff (1928–2020), Journalist
- Charlotte Grasnick (1939–2009), Lyrikerin
- Georg Grasnick (1927–2016), Journalist, Chefredakteur, Intendant des Berliner Rundfunks
- Emil Rudolf Greulich (1909–2005), Schriftsteller
- Ludwig Greve (1924–1991), Schriftsteller und Bibliothekar, Bibliotheksleiter
- Bettina Grosse de Cosnac (* 1960), Journalistin und Sachbuchautoren
- Hannelore Grünberg-Klein (1927–2015), Holocaust-Überlebende und Schriftstellerin
- Herbert Günther (1906–1978), Schriftsteller, Lyriker und Publizist
- Karl Ferdinand Gutzkow (1811–1878), Schriftsteller, Dramatiker und Journalist
- Jan Gympel (* 1966), Autor und Journalist
- Thea de Haas (1885–1976), Schriftstellerin
- Hanswilhelm Haefs (1935–2015), Publizist, Übersetzer und Forscher
- Karl-Heinz Hagen (1919–1994), Journalist
- Renate Haidinger (* 1958), Medizinjournalistin
- Hans Häußler (1931–2010), Schriftsteller, Hörspielautor, Kabarettist
- Sebastian Haffner (1907–1999), Journalist, Publizist und Schriftsteller
- Karl-Heinz Hagen (1919–1994), Journalist
- Jürgen Hahn-Butry (1899–1976), Journalist, Publizist und Schriftsteller
- Paul Hamlyn, geboren als Paul Hamburger (1926–2001), deutsch-britischer Publizist und Philanthrop
- Lucie von Hanstein (1835–um 1923), Schriftstellerin
- Lilo Hardel (1914–1999), Schriftstellerin
- Henriette Hardenberg (1894–1993), deutsch-britische Dichterin
- Torsten Harmsen (* 1961), Journalist
- Fey von Hassell (1918–2010), deutsch-italienische Autorin
- Wolfgang Haus (1927–2018), Rundfunkintendant, Journalist und Autor
- Evelyn Hecht-Galinski (* 1949), Publizistin
- Ernst Heilborn (1867–1942), Schriftsteller und Kritiker
- Friedrich Heilmann (1892–1963), Chefredakteur
- Helme Heine (* 1941), Schriftsteller, Kinderbuchautor, Illustrator und Designer
- Herbert Werner Heinrich (1922–2012), Wanderbuchautor
- Jutta Heinrich (1937–2021), Schriftstellerin
- Paul Heinzelmann (1888–1961), Schriftsteller, Drucker und Verleger
- Georg Heller (1929–2006), Diplomvolkswirt, Journalist und Schriftsteller
- Werner Helwig (1905–1985), Schriftsteller
- Günter Herlt (1933–2022), Autor und Kommentator
- Georg Hermann (eigentlich Georg Hermann Borchardt, 1871–1943), Schriftsteller und ein Opfer des Holocaust
- Judith Hermann (* 1970), Schriftstellerin
- Joachim Herrmann (1928–1992), Chefredakteur des Neuen Deutschlands
- Max Herrmann (1865–1942), Literaturhistoriker, Theaterwissenschaftler und NS-Opfer
- Henriette Herz, geborene de Lemos (1764–1847), Schriftstellerin und Salonnière
- Manfred Herzer (* 1949), Bibliothekar, Autor und Herausgeber
- Helen Hessel, geborene Grund (1886–1982), Modejournalistin
- Stéphane Hessel (1917–2013), Résistance-Kämpfer, Diplomat, Lyriker und Essayist
- Rolf Heyne (1928–2000), Verleger
- Paul Heyse (1830–1914), Schriftsteller, Literaturnobelpreisträger
- Kurt Hiller (1885–1972), Publizist, Journalist
- Antonia Hilke (1922–2009), Modejournalistin
- Manfred Hinrich (1926–2015), Kinderlieder- und Kinderbuchautor, Journalist und Aphoristiker
- Käthe Hirsch (1892–1984), Schriftstellerin
- Leon Hirsch (1886–1954), Buchhändler, Drucker, Verleger, Veranstalter und Kabarett-Leiter
- Werner Hirsch (1899–1941), Chefredakteur des KPD-Zentralorgans Die Rote Fahne
- Jakob van Hoddis (1887–1942; bürgerlich Hans Davidsohn), Dichter des Expressionismus
- Sylvia Hoffman (* 1938), Autorin und Fernsehregisseurin
- Dieter Hoffmann (* 1962), Literaturwissenschaftler, Autor, Blogger und Verleger
- Gabriele Hoffmann (* 1942), Historikerin, Journalistin und Schriftstellerin
- Heinrich Albert Hofmann (1818–1880), Buchhändler, Verleger und Theaterleiter
- Heinz Höhne (1926–2010), Journalist
- Renate Holland-Moritz (1935–2017), satirische Schriftstellerin, Journalistin und Filmkritikerin
- Frida von Holtzendorff (1858–1930), Übersetzerin
- Hans Hömberg (1903–1982), Schriftsteller, Dramatiker, Drehbuch- und Hörspielautor
- Barbara Honigmann (* 1949), Schriftstellerin und Malerin
- Leonhard Horowski (* 1972), Historiker und Buchautor
- Johannes Hübner (1921–1977), Schriftsteller und Übersetzer
- Peter Huchel (1903–1981; bürgerlich Hellmut Huchel), Lyriker und Redakteur
- Klaus Huhn (1928–2017), Journalist und Verbandsfunktionär
- Heinrich Eduard Jacob (1889–1967), Schriftsteller, Journalist, Kulturhistoriker
- Mathilde Jacob (1873–1943), Übersetzerin und enge Vertraute von Rosa Luxemburg, NS-Opfer
- Siegfried Jacobsohn (1881–1926), Journalist und Theaterkritiker
- Hans Jacobus (1923–2003), Journalist
- Angelika Jahr-Stilcken (* 1941), Journalistin und Herausgeberin
- Johannes Jansen (* 1966), Schriftsteller
- Jens Jessen (* 1955), Journalist und Publizist
- Horst Jordan (1923–2006), Jurist, Journalist und Dolmetscher

### K–Q
- Anetta Kahane (* 1954), Journalistin und Autorin
- Heinz Kamnitzer (1917–2001), Schriftsteller
- Alfred Kantorowicz (1899–1979), Schriftsteller, Jurist und Publizist
- Bernt Karger-Decker (1912–2008), Redakteur und Autor
- Hans Kasper, bürgerlich Dietrich Huber (1916–1990), Schriftsteller, Hörspielautor
- Manuela Kasper-Claridge (* 1959), Journalistin, Chefredakteurin der Deutschen Welle
- Walter Kaufmann (1924–2021), deutsch-australischer Schriftsteller
- Bernhard Alexander Kegel (* 1953), Schriftsteller
- Friedrich Eduard Keller (1859–1929), Pionier des Wassersports und Schriftsteller
- Magdalena Kemper (* 1947), Journalistin und Redakteurin
- Andreas Keßler (* 1959), Maschinenbauingenieur und Journalist
- Susanne Kerckhoff, geborene Harich (1918–1950), Schriftstellerin, Journalistin und Lyrikerin
- Judith Kerr (1923–2019), britische Illustratorin und Schriftstellerin deutscher Herkunft
- Heinz Kilian (1915–2007), Moderator des Süddeutschen Rundfunks
- Joe H. Kirchberger (1910–2000), deutsch-US-amerikanischer Buchhändler und Sachbuchautor
- Albrecht Kirchhoff (1827–1902), Buchhändler und Bibliothekar
- Beate Klarsfeld (* 1939), deutsch-französische Journalistin und Aufklärerin von NS-Verbrechen
- Bettina Klein (* 1966), Journalistin, Hörfunk-Redakteurin und Moderatorin
- Olaf Georg Klein (* 1955), Schriftsteller
- Annett Klingner (* 1966), Kunsthistorikerin und Schriftstellerin
- Martin Kluger (1948–2021), Schriftsteller, Übersetzer und Drehbuchautor
- Jochen Knoblauch (* 1954), Anarchist, Autor und Herausgeber
- Franz Wolfgang Koebner (1887–1978), Journalist und Schriftsteller
- Thomas Koebner (* 1941), Publizist, Literatur- und Medienwissenschaftler
- Mira Koffka (1886–1977/78), Literatur-Übersetzerin
- Christine von Kohl (1923–2009), dänische Journalistin
- Karl Friedrich Kohlenberg (1915–2002; Pseudonym Benno Frank), Schriftsteller
- Ruth Köhler-Irrgang (1900–1969), Schriftstellerin
- Wolfgang Kohlhaase (1931–2022), Drehbuchautor und Schriftsteller
- Gertrud Kolmar, bürgerlich Gertrud Chodziesner (1894–1943), Lyrikerin und Schriftstellerin
- Jens König (* 1964), Journalist und Sachbuchautor
- Klaus Kordon (* 1943), Schriftsteller (Kinder- und Jugendliteratur)
- Gisela Kraft (1936–2010), Schriftstellerin und Übersetzerin
- Tania Krätschmar (* 1960), Schriftstellerin
- Barbara Krause (* 1939), Schriftstellerin
- Dieter Krause (* 1947), Journalist
- Hanns Krause (1916–1994), Schriftsteller
- Sibylle Krause-Burger (* 1935), Journalistin und Autorin
- Ute Krause (* 1960), Schriftstellerin, Drehbuchautorin und Illustratorin
- Willi Krause (Pseudonym: Peter Hagen, 1907–um 1945), Journalist, Regisseur und Drehbuchautor
- Michail Krausnick (1943–2019), Schriftsteller sowie Hörspiel- und Drehbuchautor
- Hanna-Heide Kraze (1920–2008), Schriftstellerin
- Karin Krieger (* 1958), Übersetzerin
- Maximilian Kronberger (1888–1904), Mitglied des George-Kreises
- Goetz Kronburger (1933–2019), Hörfunk- und Fernsehjournalist
- Ingo Krüger (1942–2013), Sachbuchautor
- Sabine Krüger (* 1956), Liedermacherin und Autorin
- Sigrid Kruse (* 1941), Schriftstellerin
- Claus Küchenmeister (1930–2014), Schriftsteller
- Wera Küchenmeister (1929–2013), Schriftstellerin
- Alexander Kühl (* 1973), Schriftsteller
- Claudia Kühn (* 1969), Schriftstellerin
- Günter Kunert (1929–2019), Dichter, Essayist, Grafiker
- Lothar Kusche (1929–2016), Feuilletonist, Schriftsteller und Satiriker
- Margarete Kurlbaum-Siebert (1874–1938), Schriftstellerin und Kunsthistorikerin
- Rudolf Kurtz (1884–1960), Schriftsteller, Essayist, Dramatiker und Drehbuchautor
- Hermann Kurzke (1943–2024), Literaturwissenschaftler, katholischer Theologe und Autor
- Clemens Laar, eigentlich Eberhard Koebsell (1906–1960), Schriftsteller
- Rolf Lamprecht (1930–2022), Journalist und Buchautor
- Lola Landau (1892–1990), Schriftstellerin
- Walter Landauer (1902–1944), Verleger
- Artur Landsberger (1876–1933), Schriftsteller, Literatur- und Filmkritiker
- Hugo Landsberger (1861–1939), Schriftsteller
- Daniel Lange (* 1974), Journalist, Reporter und Filmemacher
- Hartmut Lange (* 1937), Schriftsteller
- Horst H. Lange (1924–2001), Jazzexperte und -autor
- Katja Lange-Müller (* 1951), Schriftstellerin
- Katrin Lange (* 1942), Schriftstellerin
- Susanne Lange (* 1964), Philologin und literarische Übersetzerin
- Arthur Langen (1858–1927), Magistratsbeamter und Theater-Verleger
- Beatrix Langner (* 1950), Literaturwissenschaftlerin, Kritikerin und Schriftstellerin
- Maria Langner (1901–1967), Schriftstellerin
- Martha Lasker (1867–1942), Schriftstellerin
- Reinhard Lebe (1935–2014), Verlagslektor und Publizist
- Frank Lehmann (* 1942), Wirtschaftsjournalist
- Renate Lerbs (* 1914), Schriftstellerin, Ehefrau von Karl Lerbs
- Olaf Leitner (* 1942), Musikjournalist und Sachbuchautor
- Eva-Maria Lemke (* 1982), Journalistin und Fernsehmoderatorin
- Gerhard Lenz (1929–2010), Journalist, Sportreporter und Moderator
- Ludwig Lenz (1813–1896), Journalist und Schriftsteller
- Maxim Leo (* 1970), Journalist, Drehbuchautor und Schriftsteller
- Ilse Leutz (1896–1982), Schriftstellerin
- Alfred Lichtenstein (1889–1914), Schriftsteller
- Renate Lienau (* 1914), Schauspielerin und Schriftstellerin, siehe Renate Lerbs
- Werner Liersch (1932–2014), Journalist, Schriftsteller und Literaturwissenschaftler
- Hans Lindau (1875–1963), Schriftsteller und Bibliothekar
- Paul Lindenberg (1859–1943), Journalist und Schriftsteller
- Agathe Lindner-Welk (1892–1974), Schriftstellerin
- Lilly Lindner (* 1985), Schriftstellerin
- Horst Lipsch (1925–1982), Schriftsteller
- Sascha Lobo (* 1975), Schriftsteller, Autor und Journalist
- Wolfgang Loeff (1895–1954), Schriftsteller und Publizist
- Lothar Loewe (1929–2010), Journalist, ARD-Korrespondent
- Gerhard Löwenthal (1922–2002), Journalist und Fernsehmoderator
- Günther von Lojewski (1935–2023), Journalist
- Wolf von Lojewski (* 1937), Journalist und Fernsehmoderator
- Ortwin Löwa (1941–2019), Journalist
- Merve Lowien (1937–1992), Schriftstellerin und Verlegerin
- Fritz Lucke (1902–1991), Journalist
- Steffen Lukas (* 1969), Radiomoderator
- Erik Maasch (* 1925), Schriftsteller
- Christa Maerker (1941–2023), Journalistin, Filmkritikerin, Dokumentarfilm-, Drehbuch und Hörspielautorin
- Horst Mager (* 1964), Diplombiologe, Autor, Redakteur und Regisseur
- Anja Maier (* 1965), Journalistin und Schriftstellerin
- Wolfgang Manecke (1938–2017), Journalist und Organologe
- Sabine Mangold (* 1957), Übersetzerin japanischer Literatur
- Ursula von Mangoldt-Reiboldt, geborene Andreae (1904–1987), Schriftstellerin, Übersetzerin und Verlegerin
- Gisa Marehn (* 1971), Übersetzerin
- Heinz Matschurat (1920–2020), Lyriker, Schriftsteller Hörspielautor und Komponist
- Bernd Matthies (* 1953), Journalist und Autor
- Wolfgang Matz (* 1955), Literaturwissenschaftler, Übersetzer und Verlagslektor
- Richard May (1886–1970), deutsch-US-amerikanischer Journalist und Schriftsteller
- Anton Mayer (1879–1944), Kunsthistoriker und Schriftsteller
- Bernd Mayer (1942–2011), Journalist und Kommunalpolitiker
- Elfriede Mechnig (1901–1986), Literaturagentin und Übersetzerin
- Christoph Meckel (1935–2020), Schriftsteller und Grafiker
- Luise Meier (* 1985), Autorin und Kulturaktivistin
- Michael Meinicke (* 1948), Schriftsteller
- Hans Meisel (1900–1991), Schriftsteller und Politologe
- Digne Meller Marcovicz (1934–2014), Fotoreporterin, Filmemacherin, Journalistin und Autorin
- Karoline Menge (* 1986), Journalistin und Schriftstellerin
- Marlies Menge (* 1934), Journalistin
- Wolfgang Menge (1924–2012), Drehbuchautor und Journalist
- Steffen Mensching (* 1958), Kulturwissenschaftler, Schriftsteller, Schauspieler und Regisseur
- Bernd A. Mertz (1924–1996), Bühnen- und Drehbuchautor und Astrologe
- Konrad Merz (1908–1999), Schriftsteller im erzwungenen Exil
- Margarete Meseritz-Edelheim (1891–1975), Juristin, Frauenrechtlerin und Journalistin
- Eduard Meyen (1812–1870), Redakteur und Publizist
- Christian Meyer-Oldenburg (1936–1990), Science-Fiction-Autor
- Detlev Meyer (1948–1999), Schriftsteller und Dichter
- Helmut Meyer (1904–1983), Schriftsteller
- Klaus Meyer (* 1937), Journalist und Schriftsteller
- Richard Moritz Meyer (1860–1914), Literaturwissenschaftler und Hochschullehrer
- Anthony Michaelis (1916–2007), englischer Wissenschaftsjournalist und Herausgeber
- Anna Michaelson (1860/61–1926), Kulturjournalistin, Schriftstellerin und Übersetzerin
- Bianka Minte-König (* 1947), Schriftstellerin und Hochschullehrerin
- Philipp Möller (* 1980), Schriftsteller
- Lotte Moos, geborene Jacoby (1909–2008), deutsch-britische Dichterin und Dramatikerin
- Bodo Morshäuser (* 1953), Schriftsteller
- Gustav von Moser (1825–1903), Schriftsteller und Lustspieldichter
- Wolf Moser (1937–2023), Musiker, Übersetzer, Autor und Publizist
- Ines Angelika Mosig (1910–1945), Schriftstellerin
- Erich Mühsam (1878–1934), Schriftsteller und Anarchist
- Christof Müller-Wirth (1930–2022), Journalist und Verleger
- Dankmar Müller-Frank (1921–1982), Schriftsteller, Lyriker und Essayist
- Elke Müller-Mees (1942–2011), Schriftstellerin
- Inge Müller (1925–1966), Schriftstellerin
- Lena Müller (* 1982), Autorin und Übersetzerin
- Martin U. Müller (* 1981), Journalist
- Karl Mundstock (1915–2008), Schriftsteller
- Reinhold Conrad Muschler (1882–1957), Schriftsteller und Botaniker
- Alex Natan (1906–1971), Journalist, Schriftsteller und Leichtathlet
- Mainhardt Graf Nayhauß-Cormons (* 1926), Journalist
- Kurt Neuburger (1902–1996; Pseudonym Kew Rubugener), Schriftsteller
- Peter Neuhof (* 1925), Hörfunk- und Zeitungsjournalist
- Herbert Neumann (1926–2021), Sportjournalist, Autor und Herausgeber
- Wilhelm Neumann (1781–1834), Schriftsteller
- Barbara Noack (1924–2022), Schriftstellerin
- Hans-Joachim Noack (1940–2020), Journalist und Schriftsteller
- Chaim Noll (* 1954), Journalist und Schriftsteller
- Frank Nordhausen (* 1956), Journalist und Autor
- Richard Nordhausen (1868–1941), Dichter und Schriftsteller
- Rolf Nürnberg (1903–1949), deutschamerikanischer Journalist
- Ruth Nussbaum (1911–2010), deutsch-US-amerikanische Publizistin und Übersetzerin
- Lutz Oberländer (* 1966), Autor und Denkmalschützer
- Tatjana Ohm (* 1969), deutsch-bosnische Fernsehmoderatorin und Korrespondentin
- Dietrich Oldenburg (* 1933), Beamter und Schriftsteller
- Lea-Lina Oppermann (* 1998), Schriftstellerin
- Sven Oswald (* 1975), Journalist, Radio-Moderator, Synchronsprecher, Schriftsteller
- Renate Orth-Guttmann (* 1935), Übersetzerin
- Hans Ostwald (1873–1940), Journalist, Erzähler und Kulturhistoriker
- Ina Paul (* 1935), Dramaturgin und Schriftstellerin
- Wolfgang Paul (1918–1993), Schriftsteller und Journalist
- Karl Otto Paetel (1906–1975), Journalist und Publizist
- Jan Petersen, bürgerlich Hans Schwalm (1906–1969), Schriftsteller
- Robert Pfeffer (1941–1979), Journalist, Opfer der Volksfront für die Befreiung Palästinas
- Boris Pfeiffer (* 1964), Autor
- Bernd Philipp (1950–2018), Journalist und Autor
- Felix Philippi (1851–1921), Journalist, Schriftsteller und Regisseur
- Eva Pieper (* 1956), Regisseurin, Trainerin, Übersetzerin
- Theodor Plievier (1892–1955), Schriftsteller
- Ilse Pohl (1907–2010), Schriftstellerin
- Nele Pollatschek (* 1988), Schriftstellerin, Publizistin und Journalistin
- Otto Praetorius (1636–1668), Poet und Historiker

### R–Z
- Susanna Rademacher (1899–1980), Übersetzerin
- Iris Radisch (* 1959), Literaturkritikerin, Redakteurin und Autorin
- Günter Radtke (* 1925), Schriftsteller
- Renate Rasp (1935–2015), Schriftstellerin
- Micha Rau (* 1957), Schriftsteller
- Anja Reich (* 1967), Journalistin und Autorin
- Bernhard Reichenbach (1888–1975), Journalist und Politiker
- Adelbert Reif (1936–2013), Journalist und Publizist
- Heinz Rein (1906–1991), Schriftsteller
- Christa Reinig (1926–2008), Schriftstellerin
- Erich Caesar Reiß (1887–1951), Verleger
- Tim Renner (* 1964), Journalist, Autor und Musikproduzent
- Johannes Richter (1889–1941), Schriftsteller und Journalist
- Paul Richter (1873–1945), Arzt und Schriftsteller
- Thomas Riedel (* 1970), Fernsehjournalist, Redakteur und Autor
- Heinrich Rieker (1925–2015), Journalist und Schriftsteller
- Heinz Ritter (1927–2015), Journalist, Theater- und Filmkritiker und Kultur-Korrespondent
- Ludwig Robert (1778–1832), Dramatiker, Bruder von Rahel Varnhagen
- Irene Rodrian (1937–2025), Schriftstellerin und Drehbuchautorin
- Ronja von Rönne (* 1992), Schriftstellerin, Journalistin und Moderatorin
- Waldemar von Roon (1837–1919), Generalleutnant und Politiker, Mitglied des Preußischen Herrenhauses
- Anatol Rosenfeld (1912–1973), Literaturkritiker
- Julia Rothenburg (* 1990), Autorin
- Werner Ruttkus (* 1943), Sportjournalist
- Nelly Sachs (1891–1970), Lyrikerin, Dramatikerin, Nobelpreisträgerin
- Richard Salinger (1859–1926), Journalist und Verleger
- Charlotte Sarcander (1913–1968), Journalistin, Schriftstellerin und Lehrerin
- Hans Dieter Schäfer (* 1939), Schriftsteller und Literaturwissenschaftler
- Regina Scheer (* 1950), Schriftstellerin und Historikerin
- Heinrich Schiemann (1916–2002), Wissenschaftsjournalist
- Hermann Schilling (1871–1926), Schriftsteller
- Dorothea Schlegel (1764–1839), Literaturkritikerin und Schriftstellerin der Romantik
- Klaus Schlesinger (1937–2001), Schriftsteller und Journalist
- Herbert Schlüter (1906–2004), Schriftsteller und Übersetzer
- Jochen Schmidt (* 1970), Autor
- Paul-Otto Schmidt (1899–1970), Chefdolmetscher im Auswärtigen Amt
- Richard Schmidt-Cabanis (1838–1903), Schauspieler, Journalist und Schriftsteller
- Hinrich Schmidt-Henkel (* 1959), Übersetzer
- Hans Schmidt-Kestner (1882–1915), Offizier, Dichter und Schriftsteller
- Christian Jakob von Schneider (1772–1829), Schriftsteller und Verleger
- Evamaria Schneider-Esleben, geborene Meyerhof-van Diemen (1922–2007), Dichterin
- Uwe Schneider (* 1964), Hörfunkjournalist und Medienmanager
- Karl-Eduard von Schnitzler (1918–2001), Journalist und DDR-Ideologe
- Ellen Schöler (1903–1984), Schriftstellerin
- Hans Scholz (1911–1988), Schriftsteller, Journalist und Maler
- Gerd Schönfeld (1948–2021), Schriftsteller und Kirchenmusiker
- Walther Schotte (1886–1958), Journalist, Historiker und Schriftsteller
- Peter Schrenk (* 1943), Schriftsteller
- Dieter Schröder (1931–2021), Journalist und Herausgeber der Berliner Zeitung
- Peter Schult (1928–1984), Schriftsteller und Journalist, Anarchist
- Tanjev Schultz (* 1974), Journalist, Publizist und Hochschullehrer
- Lore Schultz-Wild (* 1940), Sachbuchautorin, Journalistin und Übersetzerin
- Peter Schultze (1922–2009), Journalist und Fernsehmoderator
- Friedrich Schulz (1925–2014), Publizist, Journalist und Schriftsteller
- Helmut Hermann Schulz (1931–2022), Schriftsteller
- Micha Schulze (* 1967), Autor und Journalist
- Hans Schuster (1915–2002), Jurist, Journalist, Redakteur der Süddeutschen Zeitung
- Jacques Schuster (* 1965), Journalist und Publizist
- Ernst-Otto Schwabe (1929–2005), Journalist, Chefredakteur
- Erhard Schwandt (* 1942), Schriftsteller und Lehrer
- Wilhelm Schwartz (1821–1899), Altphilologe, Sagensammler und Schriftsteller
- Joachim Chaim Schwarz (1909–1992), Schriftsteller
- Hanns Werner Schwarze (1924–1991), Rundfunkjournalist, Hochschullehrer und Schriftsteller
- Steffen Schwarzkopf (* 1973), Journalist, Redakteur und Reporter
- Georg Schweitzer (1850–1940), Publizist, Journalist und Reiseschriftsteller
- Günther Schwenn (1903–1991), Liedtexter
- Sophie von Schwerin, geborene von Dönhoff (1785–1863), Schriftstellerin
- Sybille Seitz (* 1966), Fernsehjournalistin und Moderatorin
- Hajo Seppelt (* 1963), Journalist und Autor
- Stephan Serin (* 1978), Autor
- Hans Siebe (1919–2001), Schriftsteller
- Dorothea Siems (* 1963), Journalistin
- Lars Spannagel (* 1978), Journalist
- Wilhelmine von Sparre (1772–1839), Schriftstellerin
- Theresa Sperling, geboren als Theresa Mintzel (* 1971), Schriftstellerin, Theaterautorin und Bühnenpoetin
- Monika Sperr (1941–1984), Schriftstellerin und Journalistin
- Wilhelm Speyer (1887–1952), Schriftsteller
- Hans-Joachim Spremberg (1943–1978), Bildreporter beim Allgemeinen Deutschen Nachrichtendienst
- Robert Springer (1816–1885), Schriftsteller, Publizist und Übersetzer
- Holger Stark (* 1970), Journalist
- Cornelia Staudacher (* 1943), Schriftstellerin und Journalistin
- Benjamin Stein, geboren als Matthias Albrecht (* 1970), Schriftsteller, Journalist und Publizist
- Ulrich Steindorff (1888–1978), Schriftsteller und Journalist
- Nicola Steiner (* 1973), deutsch-schweizerische Kulturjournalistin und Moderatorin
- Gabor Steingart (* 1962), Journalist, Autor und Medienunternehmer
- Enno Stephan (1927–2018), Journalist und Autor
- Felix Stephan (* 1983), Kulturjournalist und Schriftsteller
- Kurt Stern (1907–1989), Journalist, Schriftsteller, Drehbuchautor und Übersetzer
- Tanja Stern (* 1952), Schriftstellerin
- Michael Stone (1922–1993, geboren als Michael Kuh), deutsch-britischer Journalist.
- Harald Strätz (1951–2013), Schriftsteller
- Dietmar Strauch (* 1942), Geschäftsführer, Dozent und Sachbuchautor
- Georg Strauss (1896–1975), Verbandsfunktionär, Schriftsteller und Verleger
- Simon Strauß (* 1988), Schriftsteller, Theaterkritiker und Historiker
- Christel Süßmann (1922–2012), Schriftstellerin
- Margarethe von Sydow (1869–1945; Pseudonym Franz Rosen), Schriftstellerin
- Gerda Szepansky (1925–2004), Schriftstellerin und Moderatorin
- Emil Taubert (1844–1895), Philologe und Schriftsteller
- Thorsten Thaler (* 1963), Journalist, Lektor und Politiker
- Thierry (1921–1984), Schriftsteller, Radio-Moderator und Kabarettist
- Lieselotte Thoms-Heinrich (1920–1992), Journalistin und Chefredakteurin der Zeitschrift Für Dich
- Dorothea Tieck (1799–1841), Übersetzerin
- Ludwig Tieck (1773–1853), Dichter, Schriftsteller, Herausgeber und Übersetzer
- Sophie Tieck (1775–1833), Dichterin und Schriftstellerin
- Ilse Tietge (1904–?), Schriftstellerin und Journalistin
- Jürgen Tietz (* 1964), Essayist, Sachbuchautor und Architekturkritiker
- Dorothea von Törne (* 1948), Journalistin und Autorin
- Margarethe von Trotta (* 1942), Schauspielerin, Regisseurin und Drehbuchautorin
- Kurt Tucholsky (1890–1935), Journalist und Schriftsteller
- Werner Türk (1901–1986), Schriftsteller
- Wolf Uecker (1921–1999), Reporter und Galerist, Autor, Gründer des Kunstmagazins art
- Friederike Helene Unger (* 1741(?); † 1813), Schriftstellerin
- Friedrich Franz von Unruh (1893–1986), Schriftsteller
- Martin Urban (* 1936), Wissenschaftspublizist und Sachbuchautor
- Peter Urban (1941–2013), Schriftsteller und Übersetzer
- Else Ury (1877–1943), Schriftstellerin, Kinderbuchautorin, Opfer des Holocaust
- Rahel Varnhagen von Ense (1771–1833), Schriftstellerin
- Wolfgang Venohr (1925–2005), Journalist und Schriftsteller
- Karl Vetter (1897–1957), Politiker, Journalist und Verleger
- Christa Vogel (1943–2005), Übersetzerin polnischer und russischer Literatur
- Sebastian Vogel (* 1955), Übersetzer
- Martin André Völker (* 1972), Kulturwissenschaftler, Herausgeber und Autor
- Axel Walter (* 1968), Journalist und Fernsehmoderator
- Hilde Walter (1895–1976), Journalistin, Publizistin
- Christian Walther (* 1956), Journalist und Politologe
- Inge von Wangenheim (1912–1993), Schauspielerin und Schriftstellerin
- Annemarie Weber (1918–1991, Pseudonyme Katja Henning, Paula Pepper), Journalistin und Schriftstellerin
- Hedwig Weiss, später Hedwig Wyss (1889–1975), Reiseschriftstellerin und Kinderbuchautorin
- Bernward Wember (* 1941), Medienwissenschaftler, Buchautor und Filmemacher
- Dieter Wende (* 1938), Schriftsteller und Journalist
- Horst Ulrich Wendler (1926–2009), Dramatiker und Autor von Hörspielen und Fernsehspielen
- Ruth Werner (1907–2000), Schriftstellerin
- Ursula Werner-Böhnke (1927–2020), (Ursula Böhnke-Kuckhoff), Kinderbuchautorin und Chefredakteurin von Bummi
- Anna Elisabeth Wiede (1928–2009), Dramatikerin, Dramaturgin und Übersetzerin
- Ursula von Wiese (1905–2002, Pseudonyme Renate Welling, Sibylle Hilton), Schauspielerin, Verlagslektorin, Übersetzerin und Schriftstellerin
- Heinz-Ulrich Wieselmann (1913–1970), Motorjournalist.
- Dieter Winkler (* 1956), Schriftsteller, Redakteur und Medienagent
- Carsten Winter (* 1966), Medienwissenschaftler, Hochschullehrer
- Wilhelmine Karoline von Wobeser (1769–1807), Schriftstellerin
- Uljana Wolf (* 1979), Schriftstellerin
- Bernhard Wolff (1811–1879), Journalist, Publizist, Zeitungsgründer und Nachrichtenunternehmer
- Fabian Wolff (* 1989), Journalist und Publizist
- Rudolf Wolff (1907–1993), Fremdenlegionär, Journalist
- Theodor Wolff (1868–1943), Journalist, Publizist
- Anny Wothe (1858–1919), Schriftstellerin und Journalistin
- Georg Wronkow (1905–1989), Journalist
- Ludwig Wronkow (1900–1982), Journalist, Pressezeichner und Karikaturist
- Natan Zach (1930–2020), israelischer Lyriker, Übersetzer und Professor an der Universität Haifa
- Christel Zachert (* 1940), Schriftstellerin
- Hans Zehrer (1899–1966), Journalist
- Ursula Ziebarth (1921–2018), Schriftstellerin
- Ursula Maria Zorn (1674–1711), Dichterin des Pietismus
- Unica Zürn (1916–1970), Schriftstellerin und Zeichnerin
- Hans Fritz von Zwehl (1883–1966), Jurist und Dramatiker

## Sozialwissenschaftler (Pädagogen, Psychologen, Soziologen, Demoskopen u.a.)
- Leonhard Adam (1891–1960), Ethnologe
- Gerhard Albrecht (1889–1971), Soziologe und Staatswissenschaftler
- Heinz Bach (1923–2013), Pädagoge und Hochschullehrer
- Thea Bauriedl (1938–2022), Psychologin und Psychoanalytikerin
- Georg E. Becker (* 1937), Erziehungswissenschaftler und Hochschullehrer
- Michael Berg (* 1942), Psychologe
- Marie Bloch (1871–1944), Pädagogin und NS-Opfer
- Hildegard Böhme (1884–1943), Pädagogin und Provinzialfürsorgerin
- Sebastian Braun (* 1971), Sportsoziologe und Hochschullehrer
- Hans Brügelmann (* 1946), Bildungsforscher und Grundschulpädagoge
- Olaf-Axel Burow (* 1951), Pädagoge und Hochschullehrer
- Lars Clausen (1935–2010), Soziologe
- Adolf Damaschke (1865–1935), Pädagoge und ein Führer der Bodenreformbewegung
- Gudrun Doll-Tepper (* 1947), Sportwissenschaftlerin, Inklusionspädagogin und Sportfunktionärin
- Dietrich Dörner (* 1938), Professor für Theoretische Psychologie
- Hans Peter Dreitzel (1935–2022), Soziologe und Gestalttherapeut
- Gudrun Eger-Harsch (* 1940), Soziologin, Sozialwissenschaftlerin
- Klaus Ehlers (* 1941), Pädagoge und Mitarbeiter im Kulturzentrum AllerWeltHaus in Hagen
- Gottfried Eisermann (1918–2014), Volkswirt, Soziologe und Hochschullehrer
- Anne-Marie Elbe (* 1972), Sportpsychologin und Hochschullehrerin
- Karl Feige (1905–1992), Sportwissenschaftler, Sportpsychologe
- André Gunder Frank (1929–2005), deutsch-amerikanischer Ökonom und Sozialwissenschaftler
- Benedict Friedlaender (1866–1908), Zoologe und Sexualwissenschaftler
- Walter Friedländer (1891–1984), Sozialpädagoge und Hochschullehrer
- Friedrich Wilhelm Gotthilf Frosch (1776–1834), Pfarrer, Pädagoge und Schulreformer
- Friedrich Fürstenberg (1930–2023), Soziologe und Hochschullehrer
- Alisa Fuss (1919–1997), deutsch-israelische Pädagogin und Menschenrechtsaktivistin
- Arno Gruen (1923–2015), Psychoanalytiker und Schriftsteller
- Sabine Grüsser-Sinopoli (1964–2008), Psychologin und Soziologin
- Christine Hannemann (* 1960), Soziologin, Hochschullehrerin für Architektur- und Wohnsoziologie
- Günther Hartmann (1924–2012), Ethnologe
- Anita Heiliger (* 1942), Sozialwissenschaftlerin und Feministin
- Philipp Yorck Herzberg (* 1966), Psychologe und Hochschullehrer
- Klaus Holzkamp (1927–1995), Psychologieprofessor (Kritische Psychologie)
- Hannah Karminski (1897–1943), Sozialarbeiterin und Frauenrechtlerin
- Helmut Klein (1930–2004), Pädagoge, Didaktiker und Rektor der Humboldt-Universität zu Berlin
- Ruth Klockhaus (* 1923), Sozialpsychologin und Hochschullehrerin
- Lenelis Kruse (* 1942), Psychologin und Hochschullehrerin
- Erich Klinge (1889–1957), Pädagoge, Sportwissenschaftler und Hochschullehrer
- Kurt Koffka (1886–1941), Psychologe
- Paul Kramer (1842–1898), Biologe, Pädagoge und Provinzialschulrat
- Kurt Krieger (1920–2007), Ethnologe, Afrikanist und Museumsdirektor
- Arthur Kronfeld (1886–1941), Psychiater, Psychologe, Sexualwissenschaftler, Philosoph, Dichter
- Marianne Krüger-Potratz (* 1943), Erziehungswissenschaftlerin und Hochschullehrerin
- Oliver Lembcke (* 1969), Politikwissenschaftler
- Rainer Lutz (* 1943), Psychologe, Therapeut und Autor
- Clara Matsuno (1853–1931), Pädagogin
- Henriette May, geborene Lövinson (1862–1928), Pädagogin und Frauenrechtlerin
- Renate Mayntz, geboren als Renate Pflaum (* 1929), Soziologin und Instituts-Direktorin
- Artur Meier (1932–2025), Soziologe und Hochschullehrer
- Walther Merck (1892–1964), Pädagoge und Hochschullehrer
- Ralph Metzner (1936–2019), US-amerikanischer Psychologe deutsch-britischer Herkunft
- Heinz Meusel (* 1932), Sportwissenschaftler und Hochschullehrer
- Hans Meyer (1849–1913), Pädagoge, Sprachforscher und Schriftsteller
- Wilhelm Bernhard Mönnich (1799–1868), Pädagoge, Anhänger der Turnerbewegung
- Rudolf Hugo Moos (* 1934), deutsch-US-amerikanischer Psychologe und Hochschullehrer
- Rosemarie Nave-Herz (* 1935), Soziologin, Hochschullehrerin
- Erich Neumann (1905–1960), deutsch-israelischer Psychoanalytiker
- Elisabeth Noelle-Neumann (1916–2010), Demoskopin
- Claus Offe (* 1940), Soziologe und Politikwissenschaftler
- Franz Oppenheimer (1864–1943), Arzt,  Nationalökonom, Soziologe und Hochschullehrer
- Peter Frederic Ostwald (1928–1996), deutsch-US-amerikanischer Psychiater und Hochschullehrer
- Gertrud Pappenheim (1871–1964), Kindergärtnerin und Fröbelpädagogin
- Stefi Pedersen (1908–1980), Psychologin und Hochschullehrerin
- Charlotte Pfeffer (1881–1970), Musikpädagogin, Rhythmikerin, Hochschullehrerin
- Heinrich Popitz (1925–2002), Soziologe
- Robert Rauh (* 1967), Pädagoge, Autor, Herausgeber und Moderator
- Leonhard von Renthe-Fink (1907–1993), Heerespsychologe
- Cäcilia Rentmeister (* 1948), Geschlechter- und Genderforscherin
- Horst-Eberhard Richter (1923–2011), Psychoanalytiker, Psychosomatiker und Pazifist
- Anja Riesel (* 1981), Psychologin, Hochschullehrerin
- Else Rosenfeld (1891–1970), Sozialarbeiterin und Schriftstellerin
- Käte Rosenheim (1892–1979), deutsch-US-amerikanische Sozialarbeiterin
- Eugen Rosenstock-Huessy (1888–1973), deutsch-US-amerikanischer Rechtshistoriker und Soziologe
- Hermann Rüppell (* 1941), Psychologieprofessor
- Albert Salomon (1891–1966), Sozialwissenschaftler
- Alice Salomon (1872–1948), Sozialwissenschaftlerin und Frauenrechtlerin
- Ulrike Scheuermann (* 1968), Psychologin und Autorin
- Rudi Schmidt (* 1939), Soziologe, Hochschullehrer
- Helga Schubert (* 1940), Schriftstellerin und Psychologin
- Dagmar Schultz (* 1941), Soziologin, Filmemacherin, Verlegerin und Hochschullehrerin
- Harald Schultz-Hencke (1892–1953), Psychoanalytiker
- Winfried Schulz (* 1938), Kommunikationswissenschaftler und Hochschullehrer
- Jeanette Schwerin (1852–1899), Frauenrechtlerin, Wegbereiterin der Sozialen Arbeit
- Jürgen Seifert (1928–2005), Jurist, Politikwissenschaftler und Bürgerrechtler
- Eva Seligmann (1912–1997), Reformpädagogin
- Gregor Siefer (* 1928), Soziologe, Hochschullehrer
- Georg Simmel (1858–1918), Philosoph und Soziologe
- Heike Solga (* 1964), Soziologin und Bildungsforscherin
- Nicolaus Sombart (1923–2008), Kultursoziologe und Schriftsteller
- Jule Specht (* 1986), Psychologin, Hochschullehrerin
- Hans Speier (1905–1990), deutsch-US-amerikanischer Soziologe, Hochschullehrer
- Michael Stadler (1941–2020), Psychologe, Hochschullehrer
- Anne-Lise Stern (1921–2013), französische Psychoanalytikerin, Überlebende des Holocaust
- Clara Stern (1877–1945), Entwicklungspsychologin
- William Stern (1871–1938, eigentlich Wilhelm Stern), Psychologe, Begründer der Differenziellen Psychologie
- Carl Strehl (1886–1971), Mitgründer und Direktor der Deutschen Blindenstudienanstalt, Hochschullehrer
- Ernst Struck (1890–1954), Psychologe
- Klaus Szameitat (1914–1985), Statistiker
- Berndt Georg Thamm (* 1946), Sozialpädagoge und Publizist
- Hans Wallach (1904–1998), Experimentalpsychologe
- Karin S. Weber (* 1948), Bildungswissenschaftlerin und Hochschullehrerin
- Gerda Weiler (1921–1994), Psychologin und Pädagogin
- Hilda Weiss (1900–1981), deutsch-US-amerikanische Soziologin
- Anna Wiener-Pappenheim (1868–1946), Kindergärtnerin und Fröbelpädagogin
- Wilhelm Jakob Wippel (1760–1834), Pädagoge und Bibliothekar
- Jan Volker Wirth (* 1967), Sozialarbeitswissenschaftler, Team- und Praxisberater

## Mediziner, Therapeuten usw.

### A–K
- Rudolf Abderhalden (1910–1965), Schweizer Physiologe und Pathologe
- Lucy Ackerknecht (1913–1997), Psychotherapeutin und Autorin
- Curt Adam (1875–1941), Augenarzt, Hochschullehrer und Publizist
- Günter Ammon (1918–1995), Mediziner, Begründer der Deutschen Akademie für Psychoanalyse
- Hans Aron (1881–1958), Arzt
- Ulrich Baer (* 1945), Pädagoge, Sozialpädagoge, Spieleerfinder
- Paul Bartels (1874–1914), Anatom
- Christian A. Barth (* 1935), Internist, Biochemiker und Ernährungswissenschaftler
- Susanne von Berlin-Heimendahl (1916–2002), Medizinerin, Kinderärztin und Hochschullehrerin
- Friedhelm Beuker (1932–2012), Sportmediziner
- Fritz Bleichröder (1875–1938), Internist
- Irene Blumenthal (1913–2005), Ärztin
- André Borsche (* 1955), Chirurg
- Erich Bracht (1882–1969), Pathologe und Gynäkologe, Hochschullehrer
- Paul Brandenburg (* 1978), Autor
- Walter Brednow (1896–1976), Internist
- Helene Bresslau (1879–1957), Krankenschwester, Ehefrau von Albert Schweitzer
- Ernst Wilhelm von Brücke (1819–1892), Physiologe und Hochschullehrer
- Gustav Brühl (1871–1939), Otologe und Hochschullehrer
- Albrecht Bufe (* 1954), Arzt und Wissenschaftler
- Stefan E. G. Burdach (* 1952), Pädiater, Onkologe
- Johann Ludwig Casper (1796–1864), Rechtsmediziner, Hochschullehrer
- Leopold Casper (1859–1959), Urologe, Hochschullehrer
- Michael von Cranach (* 1941), Mediziner und Psychiater
- Udo Derbolowsky (1920–2005), Mediziner
- Volker Diehl (* 1938), Onkologe und Hochschullehrer
- Albert Eulenburg (1840–1917), Mediziner und Sexualforscher
- Gerhard Exner (1915–1991), Orthopädie und Hochschullehrer
- Ingeborg Falck (1922–2005), Medizinerin, Hochschullehrerin
- Friedrich Falk (1840–1893), Rechtsmediziner und Medizinhistoriker
- Georg-Michael Fleischer (1941–2022), Chirurg
- Werner Forßmann (1904–1979), Mediziner, Erfinder des Herzkatheters
- Erich Friedlaender (1883–1958), Psychiater
- Leopold Frosch (1890–1958), Orthopäde
- Hans Fuchs (1873–1942), Gynäkologe und Geburtshelfer
- Peter Fürstenau (1930–2021), Psychoanalytiker, Psychotherapeut, Hochschullehrer
- Moritz Fürstenberg (1818–1872), Tierarzt und Hochschullehrer
- Herbert Gardemin (1904–1968), Orthopäde und Hochschullehrer
- Julius Geppert (1856–1937), Pharmakologe
- Max Glatt (1912–2002), deutsch-britischer Psychiater und Suchtexperte
- Albrecht von Graefe (1828–1870), Ophthalmologe
- Arno Gruen (1923–2015), deutsch-schweizerischer Autor, Psychologe und Psychoanalytiker
- Martin Gumpert (1897–1955), Mediziner und Schriftsteller
- Ludwig Güterbock (1814–1895), praktischer Arzt
- Paul Güterbock (1844–1897), Chirurg, Urologe und Hochschullehrer
- Kurt Gutzeit (1893–1957), Internist
- Hermann Hager (1816–1897), Apotheker, Autor zahlreicher pharmazeutischer Schriften
- Martin Hahn (1865–1934), Mikrobiologe, Hygieniker, Leiter des Berliner Hygiene-Instituts
- Karl von Hecker (1827–1882), Gynäkologe und Hochschullehrer
- Hans Hege (1924–2018), Mediziner und ärztlicher Standespolitiker
- Wilhelm Heim (1906–1997), Chirurg, Hochschullehrer und ärztlicher Standespolitiker
- Eduard Heinrich Henoch (1820–1910), Mediziner, Pionier der Kinderheilkunde
- Kurt Henseleit (1907–1973), Mediziner und Biochemiker
- Ludimar Hermann (1838–1914), Physiologe
- Andrew Herxheimer (1925–2016), deutsch-britischer Mediziner und klinischer Pharmakologe
- Kurt Herzberg (1896–1976), Hygieniker, Bakteriologe, Virologe und Hochschullehrer
- Max Hirsch (1877–1948), Gynäkologe
- Walter Hoffmann-Axthelm (1908–2001), Chirurg, Hochschullehrer und Medizinhistoriker
- Reinhard Hohlfeld (* 1953), Neurologe und Hochschullehrer
- Ernst Holstein (1901–1985), Mediziner und Hochschullehrer
- Jens Jordan (* 1969), Internist und Klinischer Pharmakologe, Hochschullehrer
- Hedwig Jung-Danielewicz (1880–1942), Frauen- und Kinderärztin
- Erich Kallius (1867–1935), Mediziner
- Günter Kempe (1920–1996), Mediziner, Leiter des Zentralen Medizinischen Dienstes des MfS der DDR
- Katrin Mareike Keßler (* 1967), Medizinerin und Autorin
- Wolfgang Kiehl (1908–1979), Mediziner und Hochschullehrer
- Max Klotz (1878–1941), Pädiater und Ernährungswissenschaftler
- Hans Kollwitz (1892–1971), Schularzt, Seuchendezernent, Psychotherapeut
- Stanislaw Karol Kubicki (1926–2019), Mediziner und Mitgründer der Freien Universität Berlin
- Adelheid Koch (1896–1980), deutsch-brasilianische Psychoanalytikerin
- Felix Königsberger (1884–1945), Arzt, Opfer des Nationalsozialismus
- Werner Körte (1853–1937), Chirurg und Hochschullehrer
- Jürgen Krämer (1939–2011), Orthopäde und Hochschullehrer
- Lothar Kreuz (1888–1969), Orthopäde, Sanitätsoffizier, Hochschullehrer und -rektor
- Heinrich Adolf Krone (1925–2021), Gynäkologe und Hochschullehrer
- Karl Kroner (1878–1954), Arzt und Psychiater
- Monika Krüger (* 1947), Veterinärmedizinerin und Hochschullehrerin
- Walter Kruse (1864–1943), Arzt, Hygieniker, Bakteriologe und Hochschullehrer
- Stanislaw Karol Kubicki (1926–2019), Professor für Klinische Neurophysiologie und Kunstwissenschaftler
- Philalethes Kuhn (1870–1937), Tropenmediziner und Hygieniker

### L–Z
- Manfred L’age (1934–2022), Pharmazeut und Mediziner
- Hans Landau (1892–nach 1933), Chirurg und Hochschullehrer
- Werner Leibbrand (1896–1974), Psychiater und Medizinhistoriker
- Max Levy-Dorn (1863–1929), Forscher, Pionier und Opfer der Radiologie
- Werner Lierse (1928–1993), Anatom und Hochschullehrer
- Carl Liman (1818–1891), Rechtsmediziner
- Hans-Joachim Lindemann (1920–2012), Gynäkologe und Geburtshelfer
- Kurt Lindemann (1901–1966), Orthopäde, Hochschullehrer und-rektor
- Gustav Loeillot de Mars (1845–1904), Arzt
- Adolf Loewy (1862–1937), Physiologe
- Gerhard Löwenstein (1915–2000), Arzt und ärztlicher Standespolitiker
- Otto Lubarsch (1860–1933), Pathologe
- Manfred Lüder (1930–2023), Anästhesiologe und Hochschullehrer
- Heinrich Martius (1885–1965), Gynäkologe und Hochschullehrer
- Paul Matussek (1919–2003), Neurologe, Psychiater und Psychoanalytiker
- Karl Wilhelm Mayer (1795–1868), Gynäkologe
- Louis Mayer (1829–1890), Gynäkologe und Hochschullehrer
- Wolfgang Menger (1919–2006), Arzt
- Max Meyer (1890–1954), Hals-Nasen-Ohren-Arzt und Hochschullehrer
- Moritz Meyer (1821–1893), Elektrotherapeut
- Thomas Meyer (* 1967), Neurologe, Hochschullehrer und Unternehmer
- Rudi Moser (1898–1979), Röntgenologe
- Carl Friedrich Müller (1825–1901), Tiermediziner und Hochschullehrer
- Ellen Müller-Dethard (1926–2011), Medizinerin
- Franz Robert Müller (1871–1945), Pharmakologe
- Hans Müller-Braunschweig (1926–2014), Psychoanalytiker und Hochschullehrer
- Wilhelm Neumann (1898–1965), Mediziner, Toxikologe und Hochschullehrer
- Alfred Nissle (1874–1965), Mediziner
- Cornelia Norden (* 1943), Angiologin, Hochschullehrerin
- Stefan Offermanns (* 1964), Mediziner und Pharmakologe
- Ilse Orth (* 1936), Psychotherapeutin
- Berthold Ostertag (1895–1975), Pathologe
- Walter Pagel (1898–1983), deutsch-britischer Pathologe und Medizinhistoriker
- Artur Pappenheim (1870–1916), Mediziner, Internist und Krebsforscher
- Jürgen Peiffer (1922–2006), Neurologe und Wissenschaftshistoriker
- Wilhelm Pfuhl (1889–1956), Anatom
- Walter Pintus (1880–1938), Arzt und NS-Opfer
- Karl-Georg Pulver (1930–2019), Anästhesiologe
- Christian Friedrich Rabe (1837–1898), Tierarzt und Hochschullehrer
- Margarete Räntsch (1880–1945), Ärztin, Mutter von Beate Uhse
- Martin Reifferscheid (1917–1993), Chirurg und Hochschullehrer
- Herbert Remmer (1919–2003), Mediziner, Pharmakologe, Toxikologe und Hochschullehrer
- Walther Riese (1890–1976), Psychiater, Medizinhistoriker und Hochschullehrer
- Edmund Rose (1836–1914), Chirurg und Hochschullehrer
- Hans-Alfred Rosenthal (1924–2009), Virologe und Hochschullehrer
- Fred Rosner (1935–2024), US-amerikanischer Medizinhistoriker und Medizinethiker
- Werner Rotter (1897–1977), Pathologe
- Georg Ruge (1852–1919), Mediziner und Primatologe
- Hermann Ruthe (1903–1973), Tierarzt und Hochschullehrer
- Wolfgang Saalfeldt (1890–1954), Gynäkologe und Chirurg
- Albert Sachs (1803–1835), Mediziner, Chirurg
- Ernest G. Schachtel (1903–1975), Jurist und Psychoanalytiker
- Walter Schaffartzik (* 1951), Mediziner und Basketballspieler
- Hermann Schmidt-Rimpler (1838–1915), Mediziner und Hochschullehrer
- Jonas Schmidt-Chanasit (* 1979), Virologe und Hochschullehrer
- Berit Schneider-Stickler (* 1968), Medizinerin für HNO-Heilkunde und Phoniatrie, Sängerin, Hochschullehrerin
- Wolfgang Schneider (1912–2007), Pharmakologe, Historiker der Pharmazie, Hochschullehrer
- Ruth Schröck (1931–2023), Krankenschwester, Pflegewissenschaftlerin und Hochschullehrerin
- Wilhelm Schultze (1840–1924), Chirurg, Sanitätsoffizier und Hochschullehrer in Japan
- Alfred Schulz van Treeck (1903–1958), Mediziner und Pionier der Otoskopie
- Ernst Schwalbe (1871–1920), Pathologe und Hochschullehrer
- Magdalena Schwarz (1900–1971), Ärztin und Verfolgte des Nationalsozialismus
- Helene Schweitzer (1879–1957), Krankenpflegerin, -schwester und Waisenhaus-Inspektorin, Ehefrau von Albert Schweitzer
- Herbert Schwiegk (1906–1988), Internist, Hochschullehrer und Kreislaufforscher
- Günther Siebert (1920–1991), Mediziner, Physiologe und Hochschullehrer
- Jörg Rüdiger Siewert (1940–2024), Mediziner
- Georg F. Springer (1924–1998), deutsch-US-amerikanischer Mediziner und Hochschullehrer
- Kurd Stapenhorst (1923–2007), Transplantationsmediziner
- Erich Stern (1889–1959), Psychiater, Psychologe, Pädagoge und Hochschullehrer
- Hans Strahl (1857–1920), Anatom und Hochschullehrer
- Kurt Strauß (1901–1944), Chirurg und Hochschullehrer
- Walter Strauss (1895–1990), Mediziner
- Rudolf Thiel (1894–1967), Mediziner und Hochschulprofessor
- Oliver Ullrich (* 1970), Weltraummediziner
- Bruno Valentin (1885–1969), deutsch-brasilianischer Orthopäde, Hochschullehrer und Medizinhistoriker
- Margarethe Vater (1898–unbekannt), Pädagogin und Hochschullehrerin
- Johann Veit (1852–1917), Gynäkologe und Geburtshelfer
- Otto Veit (1884–1972), Mediziner und Anatom
- Max Verworn (1863–1921), Physiologe
- Friedrich Vogel (1925–2006), Humangenetiker, Hochschullehrer und Autor
- Marguerite Vogt (1913–2007), Krebsforscherin und Virologin
- Marthe Louise Vogt (1903–2003), deutsch-britische Pharmakologin
- Hermann Voss (1894–1987), Anatom und Hochschullehrer
- Michael Wannenmacher (1938–2015), Arzt, Zahnarzt und Hochschullehrer
- Hans Hermann Weber (1896–1974), Physiologe
- Else Weil (1889–1942), Ärztin, NS-Opfer
- Rudolf Fritz Weiss (1895–1991). Mediziner, Hochschullehrer für Phytotherapie
- Karl Wessely (1874–1953), Ophthalmologe, Hochschullehrer in Würzburg und München
- Alexander Westphal (1863–1941), Neurologe und Psychiater
- Carl Westphal (1833–1890), Neurologe und Psychiater
- Johann Wilhelm von Wiebel (1767–1847), Mediziner, königlicher Leibarzt und Generalstabsarzt
- Robin Wilkening, geborener Haring (* 1982), Epidemiologe und Autor
- Helmut Witt (1927–2016), Radiologe und Hochschullehrer
- Bruno Wolff (1870–1918), Gynäkologe und Pathologe
- Alfred Wolff-Eisner (1877–1948), Mediziner
- Caspar Friedrich Wolff (1734–1794), Mediziner, Begründer der modernen Embryologie, Hochschullehrer
- Eduard Wolff (1794–1878), Chirurg, Hochschullehrer für Militärheilkunde
- Adam Zweig (1924–2021), Schweizer Psychiater und Psychotherapeut

## Naturwissenschaftler, Ingenieure, Erfinder

### A–K
- Alfred Abendroth (1865–1938), Geodät
- Hermann von Abich (1806–1886), Mineraloge, Geologe und Forschungsreisender
- Ernst Hermann Ackermann (1906–2003), Geologe
- Ernst Ahl (1898–1945), Zoologe, Ichthyologe und Herpetologe
- Fay Ajzenberg-Selove (1926–2012), US-amerikanische Kernphysikerin
- Karl Friedrich Alexander (1925–2017), Atomphysiker
- Wolfgang Andres (1939–2002), Geograph, Geologe und Geomorphologe
- Heinrich Louis d’Arrest (1822–1875), Astronom und einer der Entdecker des Planeten Neptun
- Paul Bachmann (1837–1920), Mathematiker
- Erich Baer (1901–1975), deutsch-kanadischer Chemiker und Hochschullehrer
- Reinhold Baer (1902–1979), Mathematiker und Hochschullehrer
- Manfred Baerns (1934–2021), Chemiker
- Adolf von Baeyer (1835–1917), Chemiker und Nobelpreisträger
- Eugen Bamberger (1857–1932), Chemiker, Hochschullehrer
- Otto Baschin (1865–1933), Geograf und Meteorologe
- Robert Bauch (1897–1957), Botaniker, Ökologe und Genetiker
- Friedrich-Wilhelm Bauer (1932–2019), Mathematiker und Professor am Institut für Algebra und Geometrie an der Goethe-Universität Frankfurt am Main
- Helga Baum (* 1954), Mathematikerin
- Johannes Beeskow (1911–2005), Karosseriebauer
- Wilhelm von Beetz (1822–1886), Physiker
- Ernst-August Behrens (1915–2000), Mathematiker
- Willy Bein (1869–1943), Chemiker, Oberregierungsrat der Reichsanstalt für Maße und Gewichte
- Klaus-Werner Benz (* 1938), Professor für Kristallographie
- Otto Berg (1874–1939), Chemiker
- Heinrich Ernst Beyrich (1815–1896), Geologe und Paläontologe
- Heinrich Biltz (1865–1943), Chemiker
- Wilhelm Biltz (1877–1943), Chemiker und wissenschaftlicher Redakteur
- Heinz Bilz (1926–1986), Festkörperphysiker
- Hans Bischoff (1889–1960), Entomologe
- Johann Peter Blank (1925–2014), Eisenbahningenieur
- Bernhard Blaszkiewitz (1954–2021), Biologe, Direktor des Tierparks Berlin und des Zoologischen Gartens Berlin
- Hans Bluhm (1891–1958), Ingenieur und Vorsitzender des Vereins Deutscher Ingenieure (VDI)
- Lesser Blum (1934–2016), Physikochemiker
- Wolfram Bode (1942–2025), Biochemiker und Kristallograph, Hochschullehrer
- Franz Boerner (1897–1975), Botaniker, Leiter des Botanischen Gartens Darmstadt
- Hans Boersch (1909–1986), Physiker
- Richard Böhm (1854–1884), Zoologe, Anatom und Entdecker
- Emil Paul Böhme (1838–1894), Baustoffkundler und Hochschullehrer
- Karl Wilhelm Borchardt (1817–1880), Mathematiker
- Hans-Joachim Born (1909–1987), Chemiker und Hochschullehrer
- Klaus Borrmann (* 1936), Forstmann, Heimatforscher und Autor
- Hans-Joachim Bormeister (1927–2013), Forstmann
- Harald Böttger (* 1940), Physiker
- Carl David Bouché (1809–1881), Botaniker, Gartenbaulehrer, Fachbuchautor, Gewächshauskonstrukteur und Direktor des Königlichen Botanischen Gartens Berlin sowie Maler
- Friedrich Bouché (1850–1933), Gartenarchitekt, Hofrat und Königlich Sächsischer Obergartendirektor
- Jean David Bouché (1747–1819), Gärtner
- Julius Bouché (1846–1922), Gärtner, Gewächshaustechniker, Garteninspektor des Königlichen Botanischen Gartens Bonn-Poppelsdorf
- Peter Carl Bouché (1783–1856), Gärtner, Botaniker und Fachautor
- Peter Friedrich Bouché (1785–1856), Gärtner, Fachautor und Insektenkundler
- Georg C. Brack (1931–2014), Ingenieur und Professor für Automatisierungstechnik
- Carsten Bresch (1921–2020), Physiker und Genetiker
- Ernst Bresslau (1877–1935), Zoologe und Hochschullehrer
- Hermann Brück (1905–2000), Astronom und Hochschullehrer
- Franz Friedrich Ernst Brünnow (1821–1891), Astronom
- Alfred Byk (1878–1942), Physikochemiker und Hochschullehrer
- Colin J. Campbell (1931–2022), britischer Geologe
- Constantin Carathéodory (1873–1950), Mathematiker
- Renate Chasman (1932–1977), Physikerin
- Peter Cramer (1910–2003), Geologe
- Arthur Dannenberg (1865–1946), Geologe und Hochschullehrer
- Ernst Heinrich von Dechen (1800–1889), Professor für Bergbaukunde und Erfinder
- Max Delbrück (1906–1981), Genetiker und Biophysiker, Nobelpreisträger
- Heindirk tom Dieck (* 1939), Chemiker und Hochschullehrer
- Günter Dietrich (1911–1972), Ozeanograph und Hochschullehrer
- Max Draeger (1895–1974), Mathematiker
- Klaus Dransfeld (1926–2024), Physiker und Hochschullehrer
- Hans-Jürgen Duchstein (* 1949), Chemiker, Pharmazeut, Hochschullehrer und Basketballspieler
- Artur Ebert (1891–1978), Geophysiker
- Matthias Ehrhardt (* 1968), Mathematiker und Hochschullehrer
- Hans Joachim Eichler (* 1940), Physiker
- Thomas Eisner (1929–2011), US-amerikanischer Entomologe
- Jürgen Engel (* 1935), Chemiker und Biophysiker, Hochschullehrer
- Josef Engemann (1926–2020), Professor für Christliche Archäologie an der Universität Bonn
- Adolf von Ernst (1845–1907), Ingenieur und Hochschullehrer
- Paul Falkenberg (1848–1925), Botaniker und Hochschullehrer
- Hartmut Fehrmann (1933–2020), Phytomediziner und Hochschullehrer
- Käte Fenchel, geborene Sperling (1905–1983), deutsch-dänische Mathematikerin
- Werner Fenchel (1905–1988), deutsch-dänischer Mathematiker und Hochschullehrer
- Manfred Fink (1937–2023), Physiker und Hochschullehrer
- Gustav I. Adolph Fintelmann (1803–1871), Hofgärtner und Autor
- Hilger Flamm (1925–2012), Maschinenbauingenieur und Hochschullehrer
- Ernst Foerster (1876–1955), Schiffbauingenieur
- Claus Franzke (1925–2017), Lebensmittelchemiker
- Fritz Frech (1861–1917), Geologe, Paläontologe und Hochschullehrer
- Immanuel Friedlaender (1871–1948), deutsch-schweizerischer Geologe und Vulkanologe
- Frank Fuchs-Kittowski (* 1970), Informatiker und Hochschullehrer
- Klaus Fuchs-Kittowski (* 1934), Informatiker, Wissenschaftsphilosoph und Hochschullehrer
- Hans Fürst (1909–2001), Chemiker und Hochschullehrer
- Hillel Furstenberg, ursprünglich Harry Fürstenberg (* 1935), israelischer Mathematiker und Hochschullehrer
- Herbert Gajewski (1939–2019), Mathematiker
- Johann Gustav Gassner (1881–1955), Botaniker und Hochschullehrer, Mitbegründer des Pflanzenschutzes in Deutschland
- Willibald Gebhardt (1861–1921), Naturwissenschaftler und Begründer der olympischen Bewegung in Deutschland
- Waldemar Geest (1879–1944), Mediziner und Flugzeugkonstrukteur Möwe-Flugzeuge
- Johann Carl Ludewig Gerhard (1768–1835), Berghauptmann
- Carl Eduard Adolph Gerstäcker (1828–1895), Zoologe
- Wulf-Dieter Geyer (1939–2019), Mathematiker
- Alfred Gierer (* 1929), Physiker, Direktor am Max-Planck-Institut für Entwicklungsbiologie
- Paul Glan (1846–1898), Physiker, Meteorologe und Hochschullehrer
- Bernhard von Glisczynski (1912–1992), Bauingenieur und Autor
- Rüdiger Göbel (1940–2014), Mathematiker und Hochschullehrer
- Karl Georg Götz (* 1930), Biophysiker
- Otto Graff (1917–2014), Zoologe und Bodenkundler
- Dieter E. Grau (1913–2014), deutsch-US-amerikanischer Raketentechniker
- Helmut Greim (* 1935), Toxikologe
- Jochen Greiner (* 1959), Astrophysiker
- Günter Grieger (1931–2012), Kernphysiker
- Werner Grosch (1934–2023), Lebensmittelchemiker
- Erich Groschuff (1874–1921), Chemiker
- Alexander Grothendieck (1928–2014), Mathematiker
- Günter Gruhn (1935–2019), Ingenieur und Professor für Verfahrenstechnik an der Technischen Hochschule Leuna-Merseburg und der Universität Hamburg-Harburg
- Otto Grün (1888–1974), Mathematiker
- Paul Günther (1892–1969), Chemiker und Hochschullehrer
- Friedrich-Wilhelm Gundlach (1912–1994), Physiker
- Klaus Habetha (1932–2024), Mathematiker und Rektor der RWTH Aachen
- Gerhard Hahn (* 1933), Paläontologe, Hochschullehrer
- Wolfgang Haken (1928–2022), deutsch-US-amerikanischer Mathematiker, Hochschullehrer
- Max Haller (1867–1935), Ingenieur und Manager
- Hans Hamburger (1889–1956), Mathematiker und Hochschullehrer
- Joachim Hämmerling (1901–1980), Botaniker
- Werner Hartmann (1912–1988), Physiker, Elektrotechniker und Hochschullehrer
- Erhard Hausendorff (1888–1960), Forstwissenschaftler und preußischer Oberlandforstmeister
- Isolde Hausser geb. Ganswindt (1889–1951), Physikerin
- Stefan Hecht (* 1974), Chemiker und Hochschullehrer
- Heinz Heck (1894–1982), Biologe und Zoodirektor in München
- Lutz Heck (1892–1983), Zoologe, Tierbuchautor, Direktor des Zoologischen Gartens Berlin
- Hans Arnold Heilbronn (1908–1975), deutsch-britisch-kanadischer Mathematiker, Hochschullehrer
- Eduard Heine (1821–1881), Mathematiker und Hochschullehrer
- Gerd Heinrich (1896–1984), Zoologe, Entomologe und Forschungsreisender
- Heinrich Wilhelm Heintz (1817–1880), Chemiker und Hochschullehrer
- Andreas Helbig (1957–2005), Ornithologe, Molekularbiologe und Leiter der Vogelwarte Hiddensee
- Dieter Held (* 1936), Mathematiker und Hochschullehrer
- Hans-Walter Heldt (1934–2019), Pflanzenphysiologe, Biochemiker und Hochschullehrer
- Olaf Helmer (1910–2011), deutsch-US-amerikanischer Mathematiker und Futurologe
- Johann Friedrich Hennert (1733–1813), Mathematiker und Astronom
- Karl Wilhelm Hennert (1739–1800), Forstmann
- Dieter Bernhard Herrmann (1939–2021), Astronom und Autor
- Ernst Herrmann (1895–1970), Geowissenschaftler und Hochschullehrer
- Rudolf Herrmann (* 1936), Physiker und Hochschullehrer
- Konrad Herter (1891–1980), Zoologe, Hochschullehrer
- Carl Helmut Hertz (1920–1990), Physiker, Pionier der Sonographie, Hochschullehrer
- Wolfgang René Hess (* 1961), Bioinformatiker
- Hans Hinzpeter (1921–1999), Meteorologe
- Kurt Hirsch (1906–1986), deutsch-britischer Mathematiker, Hochschullehrer
- Peter Bernhard Hirsch (* 1925), deutsch-britischer Physiker, Materialwissenschaftler, Hochschullehrer
- Else Hirschberg (1892–1942), Chemikerin
- Lothar Hock (1890–1978), Chemiker
- Reinhard Hohlfeld (* 1953), Neurologe und Neuroimmunologe
- Rolf-Peter Holzapfel (1942–2024), Mathematiker
- Ferdinand Hucho (1939–2023), Biochemiker
- Erich Hückel (1896–1980), Chemiker und Physiker, Pionier der Quantenchemie
- Kurt Hueck (1897–1965), Botaniker
- Alexander von Humboldt (1769–1859), Universalgelehrter
- Fritz Hunger (1906–1996), Geodät und Hochschullehrer
- Bernhard Husfeld (1900–1970), Agrarwissenschaftler
- Ernest Hirschlaff Hutten (1908–1996), Physiker und Wissenschaftsphilosoph
- Walther Horn (1871–1939), Entomologe, Direktor des Deutschen Entomologischen Instituts
- Klaus Immelmann (1935–1987), Verhaltensbiologe
- Werner Israel (1931–2022), kanadischer Physiker
- Ernst Jacobsthal (1882–1965), Mathematiker
- Richard Jacoby (1877–1941), Chemiker
- Walther Jaenicke (1921–2010), Chemiker und Hochschullehrer
- Eugen Jahnke (1863–1921), Mathematiker
- Max Jammer (1915–2010), deutsch-israelischer Physiker, Wissenschaftshistoriker und Philosoph
- Christoph Janiak (* 1961), Chemiker und Hochschullehrer
- Wolfhard Janke (* 1955), Physiker
- Stefan Jentsch (1955–2016), Zellbiologe
- Thomas Jentsch (* 1953), Biochemiker
- Paul Jeserich (1854–1927), Chemiker, Pionier auf dem Gebiet der Blutspurenkunde
- Alfred Kalähne (1874–1946), Physiker, Hochschullehrer
- Hartmut Kallmann (1896–1978), Physiker
- Ellen Kandeler (* 1957), Biologin und Agrarwissenschaftlerin
- Heinrich Carl Kayser (1815–1879), Ingenieur und Vorsitzender des Vereins Deutscher Ingenieure (VDI)
- Julia Kempe (* 1973), Mathematikerin, Physikerin, Informatikerin und Hochschullehrerin
- Paul Kempf (1856–1920), Astronom und Astrophysiker
- Tobias Kippenberg (* 1976), Physiker
- Peter T. Kirstein (1933–2020), Informatiker und Internetpionier
- Berthold Klatt (1885–1958), Zoologe
- Georg Kleinschmidt (* 1938), Geologe und Hochschullehrer
- Hermann Knoblauch (1820–1895), Physiker, Mitglied des Preußischen Herrenhauses
- Dieter Knoch (* 1936), Studiendirektor, Biologe, Naturschützer
- Walter Knoche (1881–1945), deutsch-chilenischer Meteorologe, Geophysiker, Geograph und Kulturanthropologe
- Werner Knoll (1896–1967), Apotheker, Chemiker und Militärbeamter
- Walther Koeniger (1880–1964), Ingenieur und Hochschullehrer
- Gustav Heinrich Ralph von Koenigswald (1902–1982), deutsch-niederländischer Paläoanthropologe und Geologe
- Hermann König (1892–1978), Mathematiker und Hochschullehrer
- Walter König (1859–1936), Physiker und Hochschullehrer
- Curt Kosswig (1903–1982), Zoologe, Genetiker und Hochschullehrer
- Ernst Kötter (1859–1922), Mathematiker und Hochschullehrer
- Fritz Kötter (1857–1912), Mathematiker und Hochschullehrer
- Bernd Johann Krämer (* 1947), Informatiker und Hochschullehrer
- Bodo Krause (* 1942), Mathematiker und Hochschullehrer
- Hans Krause-Dietering (1911–1976), Ingenieur, Ingenieurschullehrer und -leiter
- Jens Krause (* 1965), Verhaltensbiologe und Hochschullehrer
- Kurt Kretschmann (1914–2007), Naturschützer, Erfinder des bundesweit gültigen Naturschutzschildes (schwarze Waldohreule auf gelbem Grund)
- Ekkehart Kröner (1919–2000), Physiker und Hochschullehrer
- Anke Krüger (* 1973), Chemikerin, Direktorin am Institut für Organische Chemie der Universität Stuttgart
- Wilfried Kugel (* 1949), Physiker und Psychologe
- Friedrich Adalbert Maximilian Kuhn (1842–1894), Botaniker
- Walter Georg Kühne (1911–1991), Wirbeltier-Paläontologe
- Hermann Kümmel (1922–2012), Physiker und Hochschullehrer
- Fritz Kurtz (1854–1920), deutsch-argentinischer Botaniker und Paläobotaniker
- Constanze Kurz (* 1974), Informatikerin, Sachbuchautorin

### L–Z
- Martin Lambeck (1934–2020), Physiker
- Edmund Landau (1877–1938), Mathematiker
- Peter Theodore Landsberg (1922–2010), deutsch-englischer Physiker und Mathematiker
- Rolf Landsberg (1920–2003), Chemiker
- Fritz Lange (1899–1987), Physiker
- Johann Joachim Lange (1699–1765), Mathematiker, Dichter und Mineraloge
- Willy Lange (1864–1941), Gartenarchitekt, Gartenbaulehrer und Fachautor
- Wilhelm Gottfried Lasch (1787–1863), Apotheker, Botaniker und Mykologe
- Erich Lehmann (1878–1942), Photochemiker und Hochschullehrer
- Jost Lemmerich (1929–2018), Physiker und Physikhistoriker
- Gerhard von Lengerken (* 1935), Agrarwissenschaftler und Hochschullehrer für Tierzucht und Produktkunde
- Hans-Joachim Lenz (* 1942), Wirtschaftsinformatiker, Statistiker und Hochschullehrer
- Bernhard Lepsius (1854–1934), Chemiker, Direktor der Chemischen Fabrik Griesheim
- Georg Lewenton (1902–1988), Bauingenieur, Lehrstuhlinhaber und Kulturpolitiker
- Friedrich Liebau (1926–2011), Chemiker und Professor für Mineralogie und Kristallographie
- Erik Liebreich (1884–1946), Elektrochemiker
- Walter Liese (1926–2023), Holzbiologe
- Peter Lietz (1933–2022), Brauwissenschaftler
- Felix Lindner (* 1977), Hacker und Experte für Computersicherheit
- Martin Löb (1921–2006), Mathematiker und Hochschullehrer
- Sievert Lorenzen (1938–2023), Zoologe und Hochschullehrer
- Wolfgang Lubitz (* 1949), Chemiker und Biophysiker
- Friedrich von Lucanus (1869–1947), Offizier, Tierpsychologe und Ornithologe
- Klaus Lucas (* 1943), Thermodynamiker und Hochschullehrer
- Werner Luck (1922–2008), Chemiker und Hochschullehrer
- Herbert Lüers (1910–1978), Biologe und Genetiker
- Ulrich Lüttge (* 1936), Botaniker, Hochschullehrer und Lehrbuchautor
- Peter Luger (* 1943), Chemiker und Kristallograph
- Ludwig Immanuel Magnus (1790–1861), Mathematiker
- Ernst Mangold (1879–1961), Arzt, Ernährungs- und Agrarwissenschaftler, Hochschullehrer
- Andreas Sigismund Marggraf (1709–1782), Chemiker
- Friedrich Markgraf (1897–1987), Botaniker und Hochschullehrer
- Ingeborg Markgraf-Dannenberg (1911–1996), Botanikerin
- Norbert Matussek (1922–2009), Biochemiker
- Walter Meidinger (1900–1965), Photochemiker
- Hansheinrich Meier-Peter (* 1939), Schiffsbetriebstechniker und Hochschullehrer
- Fritz Melchers (1936–2025), Immunologe
- Hans Melchior (1894–1984), Botaniker
- Reinhard Menger (1920–2005), Ingenieur
- Georg Merling (1856–1939), Chemiker
- Uta Merzbach (1933–2017), Mathematikhistorikerin
- Erich Metzeltin (1871–1948), Eisenbahn-Ingenieur
- Brunk Meyer (1926–2005), Bodenkundler
- Christian Friedrich Meyer (1748–1834), Kriegs- und Domänenrat, Forstrat und Naturforscher
- Horst Meyer (1926–2016), Schweizer Tieftemperaturphysiker
- Jürgen Meyer-ter-Vehn (* 1940), theoretischer Physiker
- Richard Emil Meyer (1846–1926), Chemiker und Hochschullehrer
- Richard Joseph Meyer (1865–1939), Chemiker und Hochschullehrer
- Victor Meyer (1848–1897), Chemiker und Hochschullehrer
- Wilhelm Meyer (* 1932), Geologe und Hochschullehrer
- Barbara Mez-Starck (1924–2001), Chemikerin und Stiftungsgeberin
- Alexander Mitscherlich (1836–1918), Chemiker und Unternehmer
- Eilhard Alfred Mitscherlich (1874–1956), Bodenkundler und Agrarwissenschaftler
- Klaus Möbius (1936–2024), Physiker
- Alfred Möller (1860–1922), Forstwissenschaftler
- Detlev Möller (* 1947), Atmosphärenchemiker und Hochschullehrer
- Franz Moeller (1897–1970), Elektrotechniker und Fachbuchautor
- Franz Moewus (1908–1959), Genetiker und Wissenschaftsbetrüger
- Max Moisel (1869–1920), Kartograf
- Claus Adolf Moser, Baron Moser (1922–2015), britischer Mathematiker, Statistiker
- Viktoria Mönch, geborene Waydhas (* 1941), Pharmazeutin
- James Moser (1852–1908), deutsch-österreichischer Physiker
- Ludwig Moser (1805–1880), Physiker und Hochschullehrer
- Bruno Müller-Oerlinghausen (* 1936), Psychopharmakologe
- Christine Müller (* 1959), Mathematikerin und Hochschullehrerin
- Erich Müller (1892–1963), Ingenieur, Leiter der Artillerieentwicklung bei der Friedrich Krupp AG
- Erwin Wilhelm Müller (1911–1977), deutsch-amerikanischer Physiker und Hochschullehrer
- Felix Müller (1843–1928), Mathematiker und Mathematikhistoriker
- Otto Müller (1837–1917), Verlagsbuchhändler, Botaniker und Phykologe
- Michael Nauenberg (1934–2019), Physiker und Physikhistoriker
- Franz zur Nedden (1881–1954), Ingenieur und Schriftleiter
- Jörg Neugebauer (* 1963), Physiker
- Bernhard Neumann (1909–2002), Mathematiker
- Elsa Neumann (1872–1902), Physikerin
- Hanna Neumann (1914–1971), Mathematikerin
- Oscar Neumann (1867–1946), Ornithologe und Mammaloge
- Peter Neumann (* 1967), Zoologe, Bienenforscher und Hochschullehrer
- Walter Noddack (1893–1960), Chemiker und Hochschullehrer
- Max Nordhausen (1876–1963), Botaniker und Hochschullehrer
- Jürgen Nührenberg (* 1942), Plasmaphysiker, Hochschullehrer
- Eberhard Nürnberg (1928–2016), Chemiker und Hochschullehrer
- Jens-Rainer Ohm (* 1956), Nachrichtentechniker
- Carl Oppenheimer (1874–1941), Biochemiker
- Hillel Oppenheimer (1899–1971), deutsch-israelischer Botaniker, Hochschullehrer
- Paul Pappenheim (1878–1945), Zoologe und Museumsdirektor
- Eva Paproth (* 1928), Paläontologin
- Rose Peltesohn (1913–1998), Mathematikerin
- Robert Peschke (1827–1909), Ingenieur und VDI-Gründungsmitglied
- Georg Pfeffer (1854–1931), Zoologe, Museumsdirektor
- Hans Philipp (1878–1944), Geologe und Hochschullehrer
- Kurt Pierson (1898–1989), Eisenbahningenieur und Sachbuchautor
- Erich Pietsch (1902–1979), Chemiker und Dokumentar
- Carl Philipp Heinrich Pistor (1778–1847), Erfinder, Instrumentenbauer und Pionier der optischen Telegrafie
- John C. Polanyi (* 1929), kanadischer Chemiker und Nobelpreisträger
- Joachim Pöppel (1929–1999), Ingenieur, Diplom-Kaufmann und Industriemanager
- Bernhard Prager (1867–1934), Chemiker und Editor
- Helmut G. Pratzel (1935–2023), Chemiker und Balneologe
- Fritz Preuss (* 1935), Chemiker, Hochschullehrer und Politiker
- Gerhard Preuß (1940–2011), Mathematiker und Hochschullehrer
- August Prüssing (1896–1967), Ingenieur
- Albert Pütsch (1834–1898), Ingenieur und Unternehmer
- Hans-Joachim Queisser (1931–2025), Halbleiterphysiker, Hochschullehrer
- Gustav Radicke (1810–1883), Physiker, Mathematiker und Hochschullehrer
- Pierre Radványi (1926–2021), Physiker
- Daniel Hans Rapoport (* 1971), Wissenschaftler und Essayist
- Julius Theodor Christian Ratzeburg (1801–1871), Entomologe und Forstwissenschaftler
- Burkhard Rauhut (* 1942), Statiker und Rektor der RWTH Aachen
- Werner Reichardt (1924–1992), Physiker und Biologe, Mitbegründer der Biokybernetik
- Ingo Rechenberg (1934–2021), Professor für Bionik und Evolutionstechnik an der Technischen Universität Berlin
- Helmut Rechenberg (1937–2016), Physiker und Physikhistoriker
- Eduard Reichenow (1883–1960), Protozoologe
- Herbert Rein (1899–1955), Chemiker, Polyacrylnitril-Entwickler
- Carl Ribbe (1860–1934), Naturalienhändler, Forschungsreisender und Entomologe
- Heinrich Ribbe (1832–1898), Naturalienhändler und Entomologe
- Eberhard Riedel (* 1932), Biochemiker und Hochschullehrer
- Heinz Riefenstahl (1906–1944), Ingenieur
- Peter Rieß (1804–1883), Physiker
- Willi Rinow (1907–1979), Mathematiker und Hochschullehrer
- Gerhard Ritter (1902–1988), Chemiker und Manager, Leiter des Euratom Forschungszentrums Ispra
- Gustav Roeßler (1869–1928), Elektroingenieur und Hochschullehrer
- Lutz Rohrschneider (1927–2022), Chemiker
- Adolf Rose (1908–1974), Physiker und Hochschullehrer
- Gustav Rose (1798–1873), Mineraloge und Hochschullehrer
- Heinrich Rose (1795–1864), Mineraloge, Chemiker und Hochschullehrer
- Valentin Rose der Jüngere (1762–1807), Apotheker und Chemiker
- Wilhelm Rose (1792–1867), Apotheker, Geograph und Reiseschriftsteller
- Alfred Rosenthal (1902–unbekannt), Chemiker
- Harald Rosenthal (* 1937), Meeresbiologe und Fischereiwissenschaftler
- Sinaida Rosenthal (1932–1988), Biochemikerin, Molekularbiologin und Hochschullehrerin
- Ernst Rossow (1906–1974), Maschinenbauingenieur und Hochschullehrer
- Ernst Roth (1857–1918), Botaniker und Bibliothekar
- Klaus Roth (* 1945), Chemiker und Autor
- Walther Roth (1873–1950), Chemiker und Hochschullehrer
- Eckehard Rothenberg (* 1938), Astronom und Ingenieur
- Gerhard Sauthoff (* 1939), Physiker und Metallurge
- Matthias Schaefer (1942–2021), Zoologe und Ökologe, Hochschullehrer
- Walter Schallreuter (1895–1975), Physiker
- Matthias Scheffler (* 1951), theoretischer Physiker
- Jörg Schilling (1955–2021), Software- und Open-Source-Entwickler
- Johann Wilhelm Schlatter (1708–1768), russischer Metallurg
- Heinz Schlüter (1925–2008), Botaniker und Hochschulprofessor
- Adolf Wilhelm Ferdinand Schmidt (1812–1899), evangelischer Geistlicher, Naturforscher, Botaniker
- Alexander Schmidt (* 1965), Mathematiker und Hochschullehrer
- Jürgen Schmidt (1918–1980), Mathematiker und Hochschullehrer
- Dietrich Schneider (1919–2008), Zoologe
- Friedrich Schneider (1937–2022), Ingenieur, Hochschullehrer für Mess- und Regelungstechnik
- Jürgen Schneider (1931–2012), Physiker, Hochschullehrer und LED-Erfinder
- Peter Matthias Schneider (1955–2022), forensischer Molekulargenetiker, Biologe und Hochschullehrer
- Reinhard Schober (1906–1998), Forstwissenschaftler und Professor für Forsteinrichtung und Ertragskunde
- Walter Julius Viktor Schoeller (1880–1965), Chemiker und Laboratoriumsleiter der Schering AG
- Alexander Schönberg (1892–1985), Chemiker und Hochschullehrer
- Holger Schönherr (* 1969), physikalischer Chemiker und Hochschullehrer
- Wolfgang Scholz (1932–2021), Dipl.-Wirtschaftsingenieur und Leiter der Berliner Feuerwehr
- Robert Schrader (1939–2015), theoretischer und mathematischer Physiker, Hochschullehrer
- Mathias Schreiber (1943–2019), Journalist und Publizist
- Adolf Schub (1931–2017), Bauingenieur, -betriebler und Hochschullehrer
- Dankmar Schultz-Hencke (1857–1913), Chemiker
- Thomas Schultze-Westrum (1937–2022), Zoologe, Ethnologe, Verhaltensforscher und Tierfilmer
- Georg E. Schulz (* 1939), Physiker und Strukturbiologe, Hochschullehrer
- Helmut Wilhelm Schulz (1912–2006), deutsch-US-amerikanischer Physiker, Chemiker und Umweltwissenschaftler
- Johannes David Wilhelm Schulz (1841–1900), Hochschullehrer für Bergbaukunde und Bergrecht
- Ulrich Karl Traugott Schulz (1897–1983), Zoologe und Pionier des biologischen Kulturfilms
- Ernst-Detlef Schulze (* 1941), Pflanzenökologe und Hochschullehrer
- Gerhard Schulze-Pillot (1872–1945), Maschinenbauingenieur und Hochschullehrer
- Gustav Ernst Robert Schulze (1911–1974), Physiker und Hochschullehrer
- Johann Carl Gottlieb Schulze (1749–1790), Oberbaurat, Mathematiker, Astronom und Hochschullehrer
- Paul Schulze (1887–1949), Zoologe und Rektor der Universität Rostock
- Peter Schütt (1926–2010), Forstwissenschaftler und Professor für Forstbotanik
- Georg-Maria Schwab (1899–1984), Physikochemiker
- Werner Schwan (1917–2002), Geologe und Hochschullehrer
- Rainer Schwarting (* 1955), Neuropsychologe
- Robert Schwarz (1887–1963), Chemiker und Hochschullehrer
- Johann Wilhelm Schwedler (1823–1894), Bauingenieur und Baubeamter
- Edwin Schwerin (1886–1959), deutsch-israelischer Ingenieur und Hochschullehrer
- Fritz von Schwerin (1856–1934), Botaniker, Dendrologe, Autor und Gutsbesitzer
- Wilfried von Seidlitz (1880–1945), Geologe und Paläontologe
- Henry F. Sherwood (1921–2005, eigentlich Heinz Weizenbaum), deutsch/US-amerikanischer Computerpionier
- Carl Ludwig Siegel (1896–1981), Mathematiker
- Adolf Slaby (1849–1913), Elektrotechniker
- Günter Staudt (1926–2008), Botaniker, Pflanzenzüchter und Weinbauexperte
- Friedrich Steinbacher (1877–1938), Pädagoge und Ornithologe
- Axel Stoll (1948–2014), Geologe und Verschwörungstheoretiker
- Martin Stolle (1886–1982), Automobil- und Motorradkonstrukteur
- Franz Stolze (1836–1910), Gasturbinen-Erfinder, Fotograf, Iranist und Stenograf
- Heinrich August Wilhelm Stolze (1798–1867), Schöpfer eines Stenografie-Systems
- Dietrich Stoyan (* 1940), Mathematiker
- Erwin Strohbusch (1904–1980), Schiffbauingenieur
- Alfred Stroppel (1934–2023), Landtechniker
- Herbert Sukopp (* 1930), Botaniker und Ökologe
- Ernst Telschow (1889–1988), Chemiker und Wissenschaftsmanager
- Heinrich Thiele (1902–1991), Chemiker, Professor für Kolloidchemie
- Karsten Peter Thiessen (1936–2024), Chemiker
- Lutz Friedjan Tietze (* 1942), Chemiker und Hochschullehrer
- Henning Tolle (1932–2022), Mathematiker und Professor für Regelungstechnik und Robotik
- Walter Tollmien (1900–1968), Physiker
- Arthur Traube (1878–1948), Chemiker
- Margarete Traube (1856–1912), Chemikerin, Physiologin und Frauenrechtlerin
- Hauke Trinks (1943–2016), Physiker
- Martin Trömel (1934–2017), Chemiker und Hochschullehrer
- Johannes Tropfke (1866–1939), Mathematikhistoriker und Lehrer
- Klaus Jürgen Vetter (1916–1974), Physikochemiker, Hochschullehrer
- Gert Viertel (1943–2019), Astroteilchenphysiker
- Dietrich Voelker (1911–1999), Mathematiker
- Theodor Vogel (1812–1841), Botaniker und Forschungsreisender
- Klaus-Peter Vogel (* 1931), Paläontologe und Hochschullehrer
- Gustav-Adolf Voss (1929–2013), Physiker und Hochschullehrer
- Sven-Hendrik Voß (* 1978), Elektroingenieur, Hochschullehrer für Digitaltechnik und Rechnerarchitektur
- Horst Wagon (1909–1987), Ingenieur und Hochschullehrer
- Hubert Walter (1930–2008), Professor für Anthropologie an der Universität Bremen
- Marion Walter (1928–2021), Mathematikerin und Hochschullehrerin
- Peter Walter (* 1954), deutsch-US-amerikanischer Biochemiker, Molekularbiologe und Hochschullehrer
- Alfred Walz (1907–1999), Ingenieur, ordentlicher Professor für Überschalltechnik
- Bernhard Walz (1939–2009), Ingenieurwissenschaftler und Hochschullehrer
- Horst Weber (* 1935), Physiker und Hochschullehrer
- Hermann Wedding (1834–1908), Metallurg und Professor für Eisenhüttenkunde
- Wilhelm Wedding (1861–1932), Naturwissenschaftler und Hochschullehrer
- Alfred Wegener (1880–1930), Meteorologe, Polar- und Geowissenschaftler
- Hans-Jürgen Wegener (1928–2016), Forstbeamter
- Gerhard Wegner (* 1940), Chemiker und Hochschullehrer
- Konrad Georg Weil (1927–2009), Chemiker und Hochschullehrer
- Julius Weingarten (1836–1910), Mathematiker
- Klaus Weiß (1932–2009), Bauingenieur für Geotechnik
- Michael Weiss (* 1955), Mathematiker und Hochschullehrer
- Rainer Weiss (* 1932), US-amerikanischer Physiker und Nobelpreisträger
- Ulf Weiß-Vogtmann (1900–1989), Flug- und Ballonsportpionier, Erfinder des Schleudersitzes für Flugzeuge
- Joseph Weizenbaum (1923–2008), deutsch/US-amerikanischer Informatiker sowie Computer- und Medienkritiker
- Harry Welsch (* 1920), Mathematiker und Kryptologe
- Katrin Wendland (* 1970), Mathematikerin
- Heinz Wermuth (1918–2002), Herpetologe
- Uwe Wesp (* 1942), Meteorologe und ZDF-Moderator
- Otto Westphal (1913–2004), Chemiker und Immunologe
- Wolfgang Wickler (1931–2024), Zoologe, Verhaltensforscher und Publizist
- Heinrich Wilhelmi (1906–2005), Ingenieur und Pionier der Rechen-, Mess-, Steuer- und Regelungstechnik
- Carl Ludwig Willdenow (1765–1812), Botaniker
- Johannes Willenbrink (1930–2008), Biologe
- Eduard Wirsing (1931–2022), Mathematiker und Hochschullehrer
- Gustav Witt (1866–1946), Stenograf und Astronom
- Harald Wolf (* 1955), Neurobiologe und Hochschullehrer
- Bruno Wolff (1870–1918), Gynäkologe und Pathologe
- Heinz Wolff (1928–2017), Biotechnologe
- Eduard Zacharias (1852–1911), Botaniker
- Hans Georg Zachau (1930–2017), Biochemiker
- Ernst Zermelo (1871–1953), Mathematiker
- Wolfgang Zerna (1916–2005), Bauingenieur, Ingenieurwissenschaftler für Mechanik, Professor für konstruktiven Ingenieurbau in Hannover und Bochum
- Volker Zinkernagel (* 1938), Agrarwissenschaftler und Phytopathologe
- Konrad Zuse (1910–1995), Bauingenieur und Erfinder des ersten funktionstüchtigen Computers

## Bildende Künstler und Galeristen

### A–K
- Erika Abels d’Albert (1896–1975), österreichische Malerin, Grafikerin und Modedesignerin
- Max Ackermann (1887–1975), Maler und Grafiker
- Friedrich Adler (1827–1908), Baumeister, Architekt und Bauforscher
- Charlotta Adlerova (1908–1989), deutschbrasilianische Malerin, Zeichnerin und Illustratorin
- Anni Albers (1899–1994), Textilkünstlerin und Grafikerin
- Richard Albitz (1876–1954), Maler
- Alexandre Altberg (1908–2009), Architekt
- Jean-Christophe Ammann (1939–2015), Schweizer Kunsthistoriker und Kurator
- Klaus Arndt (1932–1990), Pressezeichner und Karikaturist
- Clara Arnheim (1865–1942), Malerin und NS-Opfer
- Ingo Arnold (1931–2023), Maler und Grafiker
- Fritz Ascher (1893–1970), Maler, Zeichner und Dichter
- Theodor Astfalck (1852–1910), Architekt und Baubeamter
- Frank Auerbach (1931–2024), Maler
- Johann Sebastian Bach (1748–1778), Zeichner und Maler
- Katharina Bach (* 1959), Malerin, Grafikerin und Bildhauerin
- Hans Baltzer (1900–1972), Grafiker, Illustrator und Buchgestalter
- Jochen Baltzer (* 3. Juni 1937), Gebrauchsgrafiker
- Karl Wilhelm Bardou (1774–1842), Porträtmaler
- Ferdinand Barlog (1895–1955), Karikaturist und Comiczeichner
- Eduard Barth (1802–nach 1852), Maler, Kupferstecher und Lithograph
- Uta Barth (* 1958), Fotografin
- Maximilian Bartosz (1913–2000), Maler
- Lili Baruch (1895–1966), Fotografin
- Adolf Wilhelm Baum (1891–1977), Maler, Zeichner und Grafiker
- Bernd Bauschke (1889–1973), Maler und Grafiker
- Alexander Becker (1828–1877), Kupferstecher
- Hans-Josef Becker-Leber (1876–1962), Porträt- und Landschaftsmaler
- Karl Becker (1820–1900), Maler und Präsident der Berliner Akademie
- Karl Becker (1827–1891), Maler, Zeichner und Kupferstecher
- Peter Becker (1937–2017), Maler, Grafiker, Illustrator und Autor
- Adalbert Begas (1836–1888), Maler
- Karl Begas (1845–1916), Bildhauer
- Oscar Begas (1828–1883), Maler
- Reinhold Begas (1831–1911), Bildhauer und Maler
- Heinz Behling (1920–2003), Grafiker und Karikaturist
- Richard von Below (1879–1925), Maler
- Arthur Benda (1885–1969), Fotograf
- Eduard Bendemann (1811–1889), Maler und Medailleur
- Lida Bendemann (1821–1895), Ehefrau von Eduard Bendemann
- Axel Bengs (1925–1988), Gebrauchsgrafiker
- Albert Berg (1825–1884), Maler und Museumsdirektor
- Daniel Berger (1744–1825), Kupferstecher
- Ferdinand Berger (1772–1849), Kupferstecher
- Klaus Berger (1901–2000), Kunsthistoriker, Bibliothekar und Hochschullehrer
- Heinz Berggruen (1914–2007), Kunstmäzen und Sammler (Sammlung Berggruen)
- Ruth Bernhard (1905–2006), Fotografin
- Philipp Bernard François Berson (1754–1835), Architekt und Baubeamter
- Frank Norbert Beyer (* 1939), Gebrauchsgrafiker und Cartoonist
- Michael Balthasar Binder (1937–2018), Maler
- Erich A. Bischof (1899–1990), Grafiker
- Louis Ammy Blanc, (1810–1885), Maler
- Constantin Friedrich Blesendorf (1674–um 1724), Maler, Zeichner und Kupferstecher
- Samuel Blesendorf (1633–1699), Miniaturporträtist, Zeichner, Kupferstecher, Emailmaler und Goldschmied
- Otto Block (1901–1977), Architekt
- Helga Blocksdorf (* 1974), Architektin
- Hugo von Blomberg (1820–1871), Maler, Dichter und Kunstautor
- Richard Blumberg (1856–1905), Architekt
- Dieter Bock von Lennep (1946–2020), Maler und Grafiker
- Manfred Bofinger (1941–2006), Grafiker und Cartoonist
- Ernst Böhm (1890–1963), Gebrauchsgrafiker, Maler und Hochschullehrer
- Heinz Böhm (1907–1988), Maler, Grafiker und Trickfilmzeichner
- Sebastian Böhm (* 1972), Maler und Objektkünstler
- Christa Böhme, geborene Krefft (1940–1991), Malerin und Graphikerin
- Lothar Böhme (* 1938), Maler
- Hans Bohrdt (1857–1945), Maler
- Friedrich Wilhelm Bollinger (1777–1825), Kupferstecher
- Johann Friedrich Bolt (1769–1836), Zeichner und Kupferstecher
- Felix Borchardt (1857–1936), Maler
- Thomas Born (* 1952), Fotograf, Künstler und Hochschullehrer
- Friedrich von Borries (* 1974), Architekt und Kurator
- Karl Böttcher (1904–1992), Architekt
- Gerda Brähmer (* 1926), Grafikerin und Illustratorin
- Marc Brandenburg (* 1965), Künstler
- Matti Jakko Braun (* 1968), Künstler
- Nikolaus Braun (1900–1950), Maler
- Rudolf Bredow (1909–1973), Maler
- KP Brehmer, Klaus Peter Brehmer (1938–1997), Maler, Grafiker, Filmemacher und Hochschullehrer
- Karl Breitbach (1833–1904), Maler und Hochschullehrer
- Karl Breitsprecher (1901–2002), Maler
- Hans Bremer (1885–1959), Maler und Grafiker
- Alfred Breslauer (1866–1954), Architekt
- Marianne Breslauer (1909–2001), Fotografin
- Cäcilie von Brockdorff (1837–1912), Malerin und Herausgeberin
- Lutz Brockhaus (1945–2016), Bildhauer
- Ludwig Brockmann (1847–1921), Architekt
- Gisela von Bruchhausen (* 1940), Bildende Künstlerin
- Hermann Brücke (1830–1871), Genre-, Historien- und Porträtmaler
- Heinz Buchholz (1906–1984), Maler und Grafiker, 1935 Flucht nach Schweden
- Max Buchholz (1856–1938), Bildhauer
- Roger M. Buergel (* 1962), Ausstellungsmacher, Museumsdirektor, Kritiker und Dozent
- Hans Joachim Buhlmann (1924–2008), Maler
- Carl James Bühring (1871–1936), Architekt
- Paul Bülow (1842–1889), Porträtmaler und Illustrator
- Wilhelm Bülow (um 1811–1864), Maler, Zeichner und Lithograph
- Ulrich Burchert (* 1940), Fotograf
- Hans-Joachim Burgert (1928–2009), Kalligraph, Grafiker und Bildhauer
- August Busse (1839–1896), Architekt und Baubeamter
- Conrad Busse (1837–1880), Architekt und Eisenbahnbaumeister
- Albert Carsten (1859–1943), Architekt
- Annette Caspar (1916–2008), Malerin, Grafikerin, Wandgestalterin und Keramikerin
- Reinhold Cassirer (1908–2001), deutsch-südafrikanischer Galerist und Ehemann von Nadine Gordimer (1923–2014)
- Holm von Czettritz (1939–2017), Werbegrafiker, Illustrator und Maler
- Wilhelm Chodowiecki (1765–1805), Maler, Kupferstecher und Illustrator
- Paul Citroen (1896–1983), niederländischer Maler, Zeichner und Fotograf
- Luigi Colani (1928–2019; bürgerlich Lutz Colani), Designer
- Carl Emanuel Conrad (1810–1873), Architekturmaler
- Carl Conradi (um 1804–1882), Baumeister und Baubeamter
- Karl Cornelius (1868–1938), Architekt und Baubeamter
- Johann Albrecht Cropp (1927–2020), Fotograf, Journalist und Autor
- Detlef Dähn (* 1960), Historiker, Autor und Fotograf
- Johannes Darsow (1877–1940), Bildhauer
- John Decker (1895–1947), Maler, Bühnenbildner und Karikaturist
- Gunter Demnig (* 1947), Künstler
- Helmut Diehl (1932–2017), Maler und Grafiker
- Ludwig Dihm (1849–1928), Architekt
- Walther Dobbertin (1882–1961), Fotograf
- Anneliese Dörck (1934–2007), Grafikerin, Karikaturistin und Cartoonistin
- Carl Domschke (1811–1881), Maler
- Carl Dransfeld (1880–1941), Fotograf und Lithograf
- Andreas Dress (1943–2019), Maler, Grafiker und Schriftsteller
- Willy Oskar Dressler (1876–1954), Maler und Innenarchitekt
- Gertrud Dreyfuss (1885–1968), deutsch-amerikanische Malerin
- Gertrud Droste (1898–1945), Bildhauerin und Architektin
- Inge Druckrey (* 1940), deutsch-amerikanische Designerin
- Dorothee Dubrau (* 1955), Architektin, Stadtplanerin und Kommunalpolitikerin
- Heinz Ebel (1928–2020), Gebrauchsgrafiker und Illustrator
- Toni Ebel (1881–1961), Malerin
- Frederick Eckstein (um 1775–1852), deutsch-amerikanischer Bildhauer
- Max Ehlert (1904–1979), Pressefotograf
- Adolf Ehrhardt (1813–1899), Maler
- Rudolf Eichstaedt (1857–1924), Maler
- Hans Kurt Eisner (1903–1942), Fotograf und Filmschaffender
- Stephan Elsner (* 1955), Künstler
- Paul Emmerich (1876–1958), Architekt
- Fedor Encke (1851–1926), Maler
- Klaus Ender (1939–2021), Fotograf, Dichter, Aphoristiker und Buchautor
- Carl Ludwig Engel (1778–1840), Architekt und Maler
- Oswald Adolf Erich (1883–1946), Maler und Volkskundler, kommissarischer Direktor des Staatlichen Museums für Deutsche Volkskunde
- Hans-Eberhard Ernst (* 1933), Gebrauchsgrafiker
- Eike Erzmoneit (1948–2021), Maler und Grafiker
- Fritz Eschen (1900–1964), Fotograf
- Hermann Eschke (1823–1900), Maler
- Richard Eschke (1859–1944), Marine- und Landschaftsmaler
- Christian Espagne (1794–1838), Lithograf
- Gabriele Evertz (* 1945), Künstlerin
- Adolf Eybel (1808–1882), Maler und Lithograf
- Erwin Fabian (1915–2020), Grafiker und Bildhauer
- Fritz Fabian (1877–1967), Architekt
- Christine Falk (* 1962), bildende Künstlerin
- Alfred Fehse (1883–1943), Architekt
- Julia Feininger (1880–1970), Malerin und Publizistin
- Theodore Lux Feininger (1910–2011), Maler, Fotograf
- Heinz Fenchel (1906–1988), deutsch-israelischer Architekt
- Emil Fentzloff (1848–1925), Bildhauer
- Adele Filene (1909–2010), Modedesignerin
- Constanze Fischbeck (* 1968), Bühnenbildnerin, Filmemacherin und Kuratorin
- Bodo Fleischer (1930–2013), Architekt
- Inge Flierl (* 1926), Kunstweberin
- Johann Hubert Anton Forst (1756–1823), Porzellanmaler der Königlichen Porzellan-Manufaktur Berlin
- Bodo Francke (1918–1977), Maler
- Günther Franke (1900–1976), Galerist, Kunsthändler und -sammler
- Karl-Heinz Franke (1916–2006), Maler und Bildhauer
- Anna Frank-Klein (1894–1977), bildende Künstlerin
- Joachim Franzke (* 1941), Architekt
- Hans Freese (1886–1966), Maler, Graphiker, Bühnenbildner und Kunsterzieher
- Manfred Freitag (* 1934), Maler, Grafiker und Glasmaler
- Alba Frenzel (* 1984), Künstlerin
- Elizabeth Friedländer (1903–1984), deutsch-englische Typografin, Kalligrafin und Designerin
- Max J. Friedländer (1867–1958), deutsch-niederländischer Kunsthistoriker, Galeriedirektor
- Heinrich de Fries (1887–1938), Architekturkritiker und Hochschullehrer für Baukunst und Städtebau
- Willibald Fritsch (1876–1948), Bildhauer
- Lilo Fromm (1928–2023), Malerin, Illustratorin und Grafikerin
- Hartmut Fuchs (* 1952), Architekt und Hochschullehrer
- Ellen Fuhr (1958–2017), Malerin und Grafikerin
- Edmund Fürst (1874–1955), Maler, Radierer und Illustrator
- Gustav Gerson Fürst (1840–1918), Maler und Dekorationskünstler
- Solly Fürstenberg, eigentlich Siegfried Fürstenberg (1810–1887), Maler
- Andreas Fux (* 1964), Fotograf
- Jürgen von Gagern (* 1930), Architekt
- Heike Gallmeier (* 1972), Künstlerin
- Fritz Gartz (1883–1960), Maler
- Regina Gebhard (* 1928), Gebrauchsgrafikerin
- Henny Geiger-Spiegel (1856–1915), Bildhauerin
- Lothar Gemmel (1939–1997), Maler und Grafiker
- Hildegard Gerbeth (* 1934), Grafikerin und Illustratorin
- Siegmund Gerechter (1850–1902), Maler
- Johann Ernst Gericke (1720–um 1786), Kupferstecher
- Georg Gerlach (1874–1962), Porträt- und Landschaftsmaler
- Johann Karl Jakob Gerst (1792–1854), Theatermaler
- Otto Gerster (1907–1982), Maler und Hochschullehrer
- Matthias Gessinger (1948–2021), Maler
- Alexius Geyer (1816–1883), Maler
- Luise Glowinski-Taubert (1906–1988), Stillleben- und Landschaftsmalerin
- Alexander Gocke (1877–nach 1933), Maler und Grafiker
- Daniel Gogel (1927–1997), Architekt
- Ingrid Goltzsche-Schwarz (1936–1992), Grafikerin
- Gabriele Franziska Götz (* 1954), Designerin und Hochschullehrerin
- Carl Graeb (1816–1884), Maler und Radierer
- René Graetz (1908–1974), Bildhauer und Grafiker
- Rudolf Grapentin (* 1928), Maler und Grafiker
- Erika Gravenstein (1920–2008), Keramikerin und Hochschullehrerin
- Jenny Gronen (1845–1910), Malerin
- Martin Gropius (1824–1880), Architekt
- Walter Gropius (1883–1969), Architekt und Gründer des Bauhauses
- Aribert Gross (1935–2007), Tischler, Künstler und Erzieher
- Julius Groß (1892–1986), Fotograf
- George Grosz (1893–1959), Maler, Grafiker und Karikaturist
- Dietmar Grötzebach (1937–1985), Architekt und Hochschullehrer
- Iris Grund (* 1933), Architektin, Stadtplanerin und Autorin
- Frank Grüttner (1940–2019), freischaffender Maler
- Johannes Grützke (1937–2017), Maler, Zeichner und Druckgrafiker
- Betsy Gude (1887–1979), norwegische Malerin und Illustratorin
- Ernst Guhl (1819–1862), Radierer, Kunstschriftsteller und Hochschullehrer
- Herbert Günterberg (1910–1998), Künstler
- Wolfgang Gurlitt (1888–1965), Kunsthändler und -sammler, Galerist und Verleger
- Hertha von Guttenberg (1896–1990), Bildhauerin
- Rudolf Hacke (1881–1953), Maler, Grafiker und Illustrator
- Emil Hahn (1837–1881), Dekorationsmaler
- Sigmund Hahn (1926–2009), Maler, Grafiker, Holzschneider und Plastiker
- Walter Hahn (1889–1969), Fotograf
- Christian August Hahnemann (1818–1880), Architekt und Bauunternehmer
- Erwin Hahs (1887–1970), Maler, bildender Künstler
- Marie Ulrike Hainchelin (1771–um/nach 1846), Zeichnerin
- Johann Samuel Ludwig Halle (1763–1829), Kupferstecher
- Wilhelm Hammerschmidt (1822–1887), Fotograf
- Guido Hampe (1839–1891), Landschaftsmaler
- Stephan Hann (* 1970), Modekünstler
- Ernst Harrich (1886–1941), Gartenarchitekt
- Ulrich Härter (1925–2016), Maler
- Franz Hartmann (1907–1989), Maler und Hochschullehrer
- Leopold Hartmann (1839–1897), Porträtmaler und Fotograf
- Charlotte Hartmann-Solle (1898–1986), Malerin und Keramikerin
- Carl Hasenpflug (1802–1858), Maler
- Franziska Haslinger (* 1936), Malerin und Grafikerin
- Henrike Haug (* 1974), Kunsthistorikerin
- Bruno Haunickel (1895–1985), Maler und Grafiker
- John Heartfield (1891–1968), Maler, Grafiker, Fotomontagekünstler und Bühnenbildner
- Jochen Hebestreit (1918–1999), Architekt
- Elise Hedinger (1854–1923), Malerin
- Dieter Heidenreich (* 1944), Gebrauchsgrafiker, Fotograf und Autor
- Stefan Heiliger (* 1941), Industriedesigner
- Helme Heine (* 1941), Schriftsteller, Kinderbuchautor, Illustrator und Designer
- Otto Heinrich (1891–1967), Maler
- Wolfgang Heinrich (1928–2020), Maler, Grafiker und Illustrator
- Georg Heinrichs (1926–2020), Architekt und Stadtplaner
- Walter Heisig (1909–1984), Grafiker
- Louis Held (1851–1927), Foto- und Filmpionier
- Werner Heldt (1904–1954), Maler
- Joachim Hellgreve (1887–1956), Maler und Restaurator
- Moritz Hellwig (1841–1912), Architekt und Baubeamter
- Walter Hellwig (1848–1915), Architekt und Baubeamter
- Hildegard Hendrichs (1923–2013), Bildhauerin
- Helene Hennemann-Bartsch (1885–1964), Malerin
- Johann Friedrich Hennig (1750–1814), Grafiker, Maler und Kupferstecher
- Carl Julius Henning (1813–1848), Maler
- Paul Rudolf Henning (1886–1986), Bildhauer und Architekt
- Louise Henry (1798–1839), Malerin
- Susanne Henry (1763–1819), Malerin
- Hermann Hensel (1898–1974), Maler
- Karl-Heinz Herrfurth (1934–2015), Maler, Zeichner und Professor sowie Vize-Präsident der Hochschule der Künste Berlin
- Johann Emil Rudolf Herrmann (1858–1942), Maler
- Ernst Gustav Herter (1846–1917), Bildhauer und Medailleur
- Reinhard Rudolph Hertzberg (1811–1888), Maler- und Kupferstecher
- Michael Andreas Herzog (1681–um 1755), Wappenmaler
- Richard Heß (1937–2017), bildender Künstler
- Hubert von Heyden (1860–1911), Maler
- Georg Heyer (1880–1949), Architekt und Bauunternehmer
- Heinrich Hiller (1846–1912), Landschafts- und Marinemaler
- Karl Hillert (1927–2004), bildender Künstler und Hochschullehrer
- Gussy Hippold-Ahnert (1910–2003), Malerin
- Elli Hirsch, verheiratete Doepler (1873–1943), Grafikerin, Illustratorin und Designerin
- Stephan Hirzel (1899–1970), Architekt, Grafiker, Hochschullehrer
- Werner Hitzer (1918–2005), Maler und Grafiker
- Reinhold Hoberg (1859–1932), Maler, Grafiker und Illustrator
- Walter Andreas Hofer (1893–1975), Kunsthändler
- Hubert Hoffmann (1904–1999), deutsch-österreichischer Stadtplaner, Architekt, Autor und Maler
- Hugo Hoffmann (* 1947), Grafiker, Schriftsetzer und Drucker
- Dieter Hoffmann-Axthelm (* 1940), Architekturkritiker und Stadtplaner
- Elisabeth Holz-Averdung (1911–1970), Malerin
- Hedwig Holtz-Sommer (1901–1970), Malerin
- Jörg Homeier (1942–2019), Architekt
- Günter Horn (* 1935), Maler und Grafiker
- Richard Horn (1898–1989), Bildhauer
- Fritz Hummel (1828–1905), Maler
- Paul Imberg (1877–1962), Architekt
- Gustava Iselin-Haeger (1878–1962), Künstlerin
- Horst Jäckel (1933–2006), Maler und Gewerkschafter
- Julius Jacob der Ältere (1811–1882), Maler
- Julius Jacob der Jüngere (1842–1929), Maler
- Franz Jaffé (1855–1937), Architekt, Maler, Dekorateur und Filmarchitekt
- Annemarie von Jakimow-Kruse (1889–1977), Malerin
- Karl Janisch (1870–1946), Maschinenbau-Ingenieur und Industrie-Manager, Ehrenbürger von Piesteritz
- Joachim Jansong (1941–2022), Grafiker und Fotogestalter
- Christa Jeitner (* 1935), Textilkünstlerin
- Elisabeth Jeske (1921–2002), Mosaikkünstlerin
- Gerhard Jobst (1888–1963), Architekt und Stadtplaner
- Rudolf Jordan (1810–1887), Maler
- Ulrich Jörke (* 1936), Bildhauer
- Albrecht Christian Kalle (1611–1679), Zeichner und Kupferstecher
- Paul Karchow (1874–1943), Architekt
- Maria Kegel-Maillard (1917–1999), Malerin
- Barbara Keidel (1939–2021), Malerin
- Carl Kenzler (1872–1947), Maler
- Günter Kerzig (* 1932), Gebrauchsgrafiker
- Lies Ketterer (1905–1976), Bildhauerin
- Ruth Kiener-Flamm (1914/1924–2000), Künstlerin
- Inge King (1915–2016), deutsch-australische Bildhauerin
- Hermann Kirchberger (1905–1983), Maler und Hochschullehrer
- Achim Kircher (* 1943), Maler und Grafiker
- Alexander Kircher (1867–1939), deutsch-österreichischer Marine- und Landschaftsmaler
- Johann Jakob Kirchhoff (1796–1848), Maler, Illustrator und Lithograf
- Ingo Kirchner (1930–1983), Maler und Grafiker
- Erika Klein (1935–2003), Grafikerin und Illustratorin
- Manfred Klein (1932–2018), Typograf
- Gertrud Klemke-Stremlau (1913–1988), Malerin und Grafikerin
- Carl-Heinz Kliemann (1924–2016), Maler, Grafiker und Collagekünstler
- Fritz Klingbeil (1936–2023), Maler und Objektkünstler
- Hartmut Klopsch (1944–2022), Bildhauer
- Arnold Knoblauch (1879–1963), Architekt
- Eduard Knoblauch (1801–1865), Architekt
- Gustav Knoblauch (1833–1916), Architekt
- Dorothea Kobs-Lehmann (1930–2014), Malerin
- Carl Koch (1827–1905), Maler und Illustrator
- Eleonore Koch (1926–2018), deutsch-brasilianische Malerin und Bildhauerin
- Friedrich Koch (1828–1922), Architekt
- Georg Carl Koch (1857–1927), Maler, Illustrator und Lithograph
- Karl-Erich Koch (1910–2000), Maler und Grafiker
- Max Friedrich Koch (1859–1930), Maler
- Walter Koeppen (1877–1933), Architekt und Baubeamter
- Carl Wilhelm Kolbe der Ältere (1757–1835), Maler, Grafiker und Kupferstecher
- Karl Wilhelm Kolbe der Jüngere (1781–1853), Maler
- Max Koner (1854–1900), Maler
- Anton Balthasar König (1693–1773), Kupferstecher
- Anton Friedrich König (1722–1787), Maler, Hofminiaturbildnismaler
- Anton Friedrich König (1756–1838), Medailleur, Bildhauer und Kupferstecher
- Ischi von König (1891–1973), Malerin
- Rainer König (1926–2017), Fotograf
- Walter Koeppen (1877–1933), Architekt und Baubeamter
- Heinz Koppel (1919–1980), deutsch-britischer Maler
- Wilhelm Körber (1902–1991), Maler, Zeichner und Grafiker
- Johannes Körner (1870–1931), Architekt, Baubeamter und Denkmalpfleger
- Heino Koschitzki (1936–2017), Maler und Grafiker
- Max Kowarzik (1875–1918), Maler
- Gustav Kraemer (1828–1890), Architekt, Regierungsbaumeister
- Lore Krajewski (1921–2019), Architektin
- Hermann Kramer (1808–1866), Maler und Kupferstecher
- Gregor Krauskopf (1919–2004), Maler, Grafiker und Hochschullehrer
- Carin Kreuzberg (* 1935), Bildhauerin
- Julius Kricheldorff (1830–1910), Fotograf
- Bernhard Krug (* 1949), Maler
- Arthur Krüger (1866–nach 1926), Bildhauer, Medailleur, Zeichner und Karikaturist
- Erich Krüger (1897–1978), Maler
- Franz Krüger (1849–1912), Bildhauer
- Johannes Krüger (1890–1975), Architekt
- Lothar Krüger (1846–1917), Architekt
- Ulrich Krüger (1935–2017), Bauingenieur und Hochschullehrer
- Walter Krüger (1888–1971), Architekt
- Max Kruse (1854–1942), Bildhauer
- Otto Walter Kuckuck (1871–nach 1942), Architekt
- Rudolf Kügler (1921–2013), Maler und Grafiker
- Wilhelm Kuh (1886–1967), Offizier und Kunstmaler
- Carl Ludwig Kuhbeil (1766–1823), Zeichner, Maler und Radierer
- Siegfried Kühl (1929–2015), Maler und Bildhauer
- Achim Kühn (* 1942), Kunstschmied und Metallbildhauer
- Dankwart Kühn (* 1934), Maler, Grafiker und Restaurator
- Gottfried Kühn (1912–2002), Garten- und Landschaftsarchitekt
- Michael Kühne (* 1955), Maler
- Hans-Joachim Kunsch (1930–2020), Metallgestalter und Restaurator
- Detlef Kurth (* 1966), Stadtplaner
- Sigurd Kuschnerus (1933–2022), Maler und Grafiker

### L–Z
- Heinz te Laake (1925–2001), Maler und Bildhauer
- Burckhard Labowski (* 1943), u. a. Gebrauchsgrafiker und Illustrator
- Gustav Richard Lambert (1846–1907), Fotograf
- Kurt Lambert (1908–1967), Maler
- Albert Lamm (1873–1939), Maler
- Heinrich von Lancizolle (1838–1892), Baumeister
- Max Landsberg (1878–1930), Architekt
- Sigurd Lange (1904–2000), Maler und Grafiker
- Thomas Lange (* 1957), Maler
- Carl Langhammer (1868–1943), Maler und Illustrator
- Richard La Pierre (1842–1893), Architekt, Eisenbahn- und Militärbaumeister
- Ernst Lauenroth (1912–1993), Grafiker
- Johann Daniel Laurenz junior (1772–1835), Kupferstecher, Zeichner und Maler
- Wolfgang Leber (* 1936), Maler, Grafiker, Bildhauer und Hochschullehrer
- Anna Lehmann-Brauns (* 1967), Künstlerin
- Esther Leist-Stein (1926–2019), Malerin und Illustratorin
- Alfons Leitl (1909–1975), Architekt, Architekturjournalist und Herausgeber
- Georg Lemm (1867–1940), Landschaftsmaler und Grafiker
- Thomas Lenk (1933–2014), Grafiker und Bildhauer
- Alice Lex-Nerlinger (1893–1975), Malerin, Grafikerin und Fotografin
- Karin van Leyden (1906–1977), deutsch-amerikanische Malerin und Designerin
- Ferdinand Gottfried Leygebe (um 1694–1756), Maler, Zeichenlehrer und Professor für Anatomie
- Hans Licht (1876–1935), Landschaftsmaler
- Hans Reinhold Lichtenberger (1876–1957), Maler und Zeichner
- Walter Lichtenstein, in der Emigration Walter Limot (1902–1984), Fotograf
- Christa Lichtenstern (* 1943), Kunsthistorikerin
- Max Liebermann (1847–1935), Maler
- Pamina Liebert-Mahrenholz (1904–2004), deutsch-englische Bildhauerin und Malerin
- Harry Liebmann (1876–1941), Bildhauer
- Ludwig Liman (1788–1820), Architekt
- Ruth Maria Linde-Heiliger (1916–1996), Holzbildhauerin
- Klaus Lindemann (1926–2007), Grafiker, Fotograf und Maler
- Friedrich Wilhelm Linger (1787–1857), Maler, Kupferstecher und Radierer
- Peter Lipman-Wulf (1905–1993), deutsch-US-amerikanischer Bildhauer und Grafiker
- Gerda Lissack (1904–1942), Grafikerin, Zeichnerin und Widerstandskämpferin
- Hans List (1902–1977), Maler
- Kurt Löb (1926–2015), niederländischer Grafikdesigner, Typograf und Buchgestalter
- Moritz von Loehr (1810–1874), deutsch-österreichischer Architekt und Ingenieur
- Emil Ludwig Löhr (1809–1876), Maler
- Aenny Loewenstein (1871–1925), Malerin und Grafikerin
- Heinz Luckenbach (1913–1985), Maler, Grafiker und Bildhauer
- Elisabeth Lüderitz (1858–1930), Malerin
- Harry Lüttger (1919–2005), Maler und Grafiker
- Franz Wilhelm Maecker (1855–1913), Landschafts- und Marinemaler sowie Radierer
- Susanne Mahlmeister (1952–2000), Malerin, Bildhauerin und Fotografin
- Eduard Mandel (1810–1882), Kupferstecher
- Renate von Mangoldt (* 1940), Fotografin
- Julius Mante (1841–1907), Maler
- Maria Marc (1876–1955), Malerin
- Otto March (1845–1913), Architekt
- Johann Karl Mare (um 1772–1835), Kartenstecher und Verleger
- Marijpol, bürgerlich Marie Pohl (* 1982), Comiczeichnerin und Illustratorin
- Sven Marquardt (* 1962), Fotograf
- Merete Mattern (1930–2007), Architektin und Stadtplanerin
- Christian Gottfried Matthes (1738–1817), Maler, Radierer und Zeichenlehrer
- Edmund May (1876–1956), Architekt und Fachschullehrer
- Maria May (1900–1968), Textildesignerin und Modeschulleiterin
- Martin Mayer (1931–2022), Bildhauer, Grafiker und Zeichner
- Adolf Meckel von Hemsbach (1856–1893), Maler
- Heinz Mehlan (1926–1987), Architekt
- Max Meid (1910–2009), Architekt
- Fritz Melis (1913–1982), Bildhauer
- Roger Melis (1940–2009), Porträt-, Reportage- und Modefotograf
- Jürgen Melzer (* 1941), Maler und Grafiker
- Philippe Mercier (1689–1760), deutsch-französischer Maler, Radierer und Bibliothekar
- Olaf Metzel (* 1952), Bildhauer und Objektkünstler
- Adalbert Metzing (1855–1912), Architekt
- Isi Israel Metzstein (1928–2012), Architekt
- Kerstin Mey (* 1963), Kunsthistorikerin und Hochschullehrerin
- Alfred Gotthold Meyer (1864–1904), Professor für Geschichte des Kunstgewerbes
- Erich Meyer (1897–1967), Kunsthistoriker und Museumsdirektor
- Ewald Meyer (1911–2003), Kunstmaler und Grafiker
- Hans Meyer (1846–1919), Maler und Kupferstecher
- Immanuel Meyer-Pyritz (1902–1974), Maler, Grafiker, Kunsthistoriker und Hochschullehrer
- Ingeborg Meyer-Rey (1920–2001), Illustratorin
- Franz Meyerheim (1838–1880), Maler
- Paul Friedrich Meyerheim (1842–1915), Maler und Grafiker
- Paul Wilhelm Meyerheim (1848–1900), Maler
- Georg Ludwig Meyn (1859–1920), Maler
- Alice Michaelis (1875–1943), Malerin
- Ingeborg Michaelis-Grabowski (1921–1995), Malerin und Grafikerin
- Paul Mila (1798–1865), Maler und Illustrator
- Alexander von Minutoli (1806–1887), Kunstsammler
- Frieda Mitscherlich (1880–1970), Malerin und Bildhauerin
- Karl Heinrich Möller (1802–1882), Bildhauer
- Gerhard Moll (1920–1986), Maler
- Jochen Moll (1928–2012), Fotograf
- Saskia Montag-Seewald (* 1978), Gemmologin und Juwelierin
- Walter Moras (1856–1925), Maler
- Margaret Moscheles (1854–1927), deutsch-britische Malerin
- Julius Moser (1832–1916), Bildhauer
- Ruth Mossner (* 1947), Grafikerin und Illustratorin
- Dieter Müller (1938–2010), Maler, Grafiker und Buchillustrator
- Felix Müller (* 1969), Künstler, Maler und Grafiker
- Hans Christian Müller (1921–2010), Architekt und Stadtplaner
- Heinrich Müller (1778–1851), Maler
- Karl Müller (1888–1972), Metallbildner, Medailleur und Hochschullehrer
- Leopold Ludwig Müller (1768–1839), Malerdilettant in der Zeit der Romantik
- Peter Paul Müller (1853–1930), Maler
- Utz-Jürgen Müller (* 1936), Gebrauchsgrafiker
- Ernst August Müller-Hain (1896–1970), Maler und Grafiker
- Else Müller-Kaempff (1869–1940), Malerin
- Klaus Müller-Rehm (1907–1999), Architekt
- Dietrich Müller-Stüler (1908–1984), Architekt
- Emil Mund (1884–1954), Bildhauer
- Gabriele Münter (1877–1962), Malerin des Expressionismus
- Felix Mussil (1921–2013), Karikaturist
- Richard Muth (1868–1933), Maler und Grafiker
- Jürgen Nagel (* 1942), Fotograf
- Otto Nagel (1894–1967), Maler
- Peter Nagengast (1935–1985), Grafiker und Illustrator
- Bernhard Nast (1924–2001), Grafiker und Illustrator
- Hans Natge (1893–1976), Fotograf und Regieassistent
- E. R. Nele, bürgerlich Eva Renée Nele Bode (* 1932), Bildhauerin, Grafikerin, Goldschmiedin und Designerin
- Wilhelm Nerenz (1804–1871), Maler
- Gert Neuhaus (* 1939), Maler und Grafiker
- Helmut Newton (1920–2004; bürgerlich Helmut Neustädter), Fotograf
- Johann August Ernst Niegelssohn (1757–1833), Maler, Zeichner und Kolorist
- Gerhard Oberländer (1907–1995), Maler und Illustrator
- Adolf Obst (1869–1945), Maler
- Clara Wilhelmine Oenicke (1818–1899), Historien-, Porträt- und Genremalerin
- Sabine von Oettingen (* 1962), Künstlerin, Kostüm- und Bühnenbildnerin und Modedesignerin
- August Ohm (* 1943), Maler, Zeichner und Autor
- OL (* 1965; bürgerlich Olaf Schwarzbach), Comiczeichner
- Meret Oppenheim (1913–1985), Künstlerin des Surrealismus
- John Hans Ostwald (1913–1973), österreichisch-amerikanischer Architekt
- Jean Barthélemy Pascal (1774–1853), Maler
- Moritz Pathé (1893–1956), Maler und Buchillustrator
- Gerd Pieper (1942–2023), Architekt
- Hubertus von Pilgrim (* 1931), Bildhauer
- Peter Pfankuch (1925–1977), Architekt
- Reinhard Pfennig (1914–1994), Maler, Grafiker und Hochschullehrer
- Hans Platschek (1923–2000), Maler und Kunstkritiker
- Nina Pohl (* 1968), Fotografin, Künstlerin und Kuratorin
- Norfried Pohl (1943–2020), deutsch-niederländischer Landschaftsarchitekt
- Alexander Polzin (* 1973), Bildhauer, Maler und Bühnenbildner
- Peter Porsch (1941–2023), Grafikdesigner, Typograf und Sänger
- Friedrich Wilhelm Pose (1793–1870), Maler
- Eva Prager (1912–2010), deutsch-kanadische Grafikerin und Malerin
- Rita Preuss (1924–2016), Malerin
- Franz Xaver Proebst (1886–nach 1956), Architekt
- Irmhild Proft (1936–2022), Illustratorin und Bühnen- und Kostümbildnerin
- Herbert Prüget (1914–1979), Gebrauchsgrafiker
- Judith Püschel (* 1955), Keramikerin
- Martin Punitzer (1889–1949), Architekt
- Silvia Quandt (* 1937), Malerin
- Edmund Rabe (1815–1902), Maler und Lithograf
- Adolf Rading (1888–1957), Architekt des Neuen Bauens
- Lotte Ranft (* 1938), österreichische Bildhauerin, Malerin und Grafikerin
- Gerhard Rappus (1934–2009), Gebrauchsgrafiker und Illustrator
- Anne Ratkowski (1903–1996), Malerin
- Heinrich Pinchas Zevi Rau (1896–1965), israelischer Architekt, Stadt- und Raumplaner
- Lilly Reich (1885–1947), Designerin der Moderne
- Gala von Reichenfels (* 1960), Malerin und Bildhauerin
- Adèle Reifenberg (1893–1986), deutsch-englische Malerin
- Friedrich Reinecke (1837–1904), Fotograf
- Bruno Reinhold (1891–1973), Maler und Grafiker
- Peter Reinhold (1922–2004), Maler und Grafiker
- Marie Remy (1829–1915), Blumen- und Stilllebenmalerin
- Robert Reyher (1838–1877), Zeichner und Kupferstecher
- Lucie Ribbe (1898–1993), Aquarellmalerin, Grafikerin und Keramikerin
- Klaus Richrath (1937–2012), Architekt, Stadtplaner und Hochschullehrer
- Hans Richter (1888–1976), Maler, Graphiker, Kunstschriftsteller und Filmkünstler
- Heinrich Richter-Berlin (1884–1981), Filmarchitekt und Maler
- Annegrete Riebesel (* 1962), Glaskünstlerin, Grafikerin und Restauratorin
- Hubert Riedel (1948–2018), Grafikdesigner, Kurator und Fachautor
- Henry Ries (1917–2004), deutsch-US-amerikanischer Fotograf
- Max Ringhandt (1877–1965), Maler
- Christoph Rode (* 1984), Maler und Grafiker
- Carl Röhling (1849–1922), Maler und Illustrator
- Willy Römer (1887–1979), Pressefotograf
- Kurt Roesch (1905–1984), deutsch-US-amerikanischer Maler
- Johannes Friedrich Rogge (1898–1983), Bildhauer
- Dietrich Rohde (1933–1999), Bildhauer
- Kurt Hermann Rosenberg (1884–1975), Maler, Metallbildhauer und Emailkünstler
- Max Rosenfeld (1874–nach 1931), Maler und Bühnenautor
- Hein Ross (1877–1969), Maler
- Hans Rudolph (1905–1993), Maler und Grafiker
- Fritz Ruhemann (1891–1982), Architekt, Innenarchitekt und Designer
- Helmut Ruhemann (1891–1973), Maler und Restaurator
- Michael Andreas Russ (1945–2021), deutsch-US-amerikanischer Fotograf, Fotodesigner und Filmregisseur
- Salomo Sachs (1772–1855), Architekt, Baubeamter, Astronom, Universalgelehrter
- Hermann Sagert (1822–1889), Stahlstecher, Kupferstecher und Kunsthändler
- Paul Salinger (1865–1942), Architekt
- Charlotte Salomon (1917–1943), Malerin
- Carl Saltzmann (1847–1923), Landschafts- und Marinemaler
- Marie Sann (* 1986), Illustratorin und Comiczeichnerin
- Adrian Sauer (* 1976), Künstler, Fotograf
- Johann Gottfried Schadow (1764–1850), Bildhauer
- Wilhelm von Schadow (1788–1862), Maler
- Ida Schaer-Krause (1877–1957), Schweizer Bildhauerin
- Maximilian Schäfer (1851–1916), Maler, Buchillustrator und Fachautor
- Christian Schaller (* 1937), Architekt
- Susanne Schapowalow (1922–2022), Fotografin
- Lothar Scharsich (* 1939), Bühnen- und Kostümbildner
- Emil Schartmann (1809–nach 1840), Stilllebenmaler
- Friedrich Wilhelm Schaub (1759–unbekannt), Maler und Zeichner
- Hans-Joachim Schauß (1933–2013), Gebrauchsgrafiker, Typograf und Buchautor
- Richard Scheurlen (1890–1969), Maler, Grafiker und U-Boot-Kommandant
- Beate Schiff (1932–1997), Bildhauerin, Zeichnerin und Malerin
- Erna Schilling (1884–1945), Künstlermodell, Muse und Nachlassverwalterin von Ernst Ludwig Kirchner
- Wilhelm Schirmer (1802–1866), Maler
- Peter Schlangenbader (* 1953), Maler, Grafiker und Musiker
- Cornelia Schleime (* 1953), Malerin, Performerin, Filmemacherin und Autorin
- Johann David Schleuen (1711–1771), Kupferstecher und Verleger
- Johann Wilhelm Schleuen (1748–1812), Kupferstecher
- Veronika Schlüter-Stoll (1924–2002), Bildhauerin
- Edgar Schmandt (1929–2019), Maler
- Wilhelm Schmid (1812–1857), Maler
- Adolf Schmidt (1804–nach 1865), Maler der Düsseldorfer Schule
- Augusta Schmidt (um 1800–nach 1831), Malerin
- Barbara Schmidt (* 1967), Designerin, Porzellandesignerin
- Eduard Schmidt (1806–1862), Maler
- Erich Schmidt-Kestner (1877–1941), Bildhauer
- Heinrich Friedrich Thomas Schmidt (1780–1845), Maler, Kupferstecher und Radierer
- Heinrich Schmidt-Rom (1877–1965), Maler
- Johann Gottlieb Schmidt (um 1720–1800), Zeichner und Kupferstecher
- Julius Paul Schmidt-Felling (1835–1920), Bildhauer
- Jürgen Schmidt-André (* 1960), Designer, Bühnenbildner
- Ludwig Schmidt (1753–1828), Kupferstecher
- Max Schmidt (1818–1901), Maler
- Michael Schmidt (1945–2014), Fotograf
- Otto Schmidt-Hofer (1873–1925), Bildhauer
- Robert Schmidt-Hamburg (1885–1963), Maler
- Robert Schmidt-Matt (* 1954), Bildhauer
- Ulrich Schmidt (* 1930), Kunsthistoriker, Museumsdirektor
- Wolfgang Schmidtlein (* 1923), Architekt
- Erich Schmitt (1924–1984), Karikaturist
- Thomas Schmitt (* 1951), Musiker und Comiczeichner
- Sabine Schneider (* 1956), Malerin und Grafikerin
- Friedrich Hermann Ernst Schneidler (1882–1956), Typograf, Kalligraph und Hochschullehrer
- Oswald Schneidratus (1881–1937), Bauingenieur und Architekt
- Werner Schön (1893–1970), Maler, Zeichner und Grafiker
- Nina E. Schönefeld (* 1972), Videokünstlerin
- Julius Schoppe (1795–1868), Maler
- Julius Schrader (1815–1900), Maler
- Sebastian Schrader (* 1978), Maler
- Lena Schramm (* 1979), Malerin und Objektkünstlerin
- Louis Schrobitz (1809–1882), Architekt
- Otto Schubert (1854–1930), Architekt und Baumeister
- Paul Schultz-Liebisch (1905–1996), Maler und Grafiker
- Franz Schultze (1842–1907), Maler der Düsseldorfer Schule
- Gerhard Schultze-Seehof (1919–1976), Maler und Bildhauer
- Joachim-Fritz Schultze-Bansen (1926–2005), Bildhauer
- Rudolf Schultze (1854–1935), Architekt und Stadtbaumeister von Bonn
- Arthur Schulz (1873–1943), Bildhauer
- Friedrich Wilhelm Schulz (1884–1962), Maler und Illustrator
- Fritz Schulz (Bildhauer)(1909–1993), Bildhauer und Medailleur
- Thomas Schulz (Künstler, 1950) (1950–2021), Künstler u. a. im Bereich Klanginstallationen
- Ursula Schulz-Dornburg (* 1938), Fotografin und Künstlerin
- Horst E. Schulze (1925–1971), Fotograf
- Wolfgang Schulze (1913–1951), Künstlername Wols, deutsch-französischer Fotograf, Maler und Grafiker
- Sarah Schumann (1933–2019), Malerin
- Paul Schuppan (1852–1929), Architekt
- Wieland Schütz (* 1938), Grafik-Designer und Sammler
- Ilse Schütze-Schur (1868–1923), Malerin, Grafikerin und Kunstlehrerin
- Siegfried Schütze (* 1940), Maler und Grafiker
- Friedrich Albert Schwartz (1836–1906), Fotograf
- Albert Gustav Schwarz (1833–nach 1898), Maler
- Alfred Schwarz (1867–1951), Kunstmaler, Porträtist der wilhelminischen Gesellschaft
- Gustav Schwarz (um 1800–um 1876), Kupferstecher und Maler
- Heinrich Schwarz (1903–1977), Jurist, Maler und Bildhauer
- Karl Otto Schwatlo (1867–1954), Architekt
- Friedrich Wilhelm Schwechten (1796–1879), Kupferstecher und Maler
- Hans Herbert Schweitzer (1901–1980), Grafiker und Karikaturist
- Kerstin Seltmann (* 1961), Künstlerin
- Ernst Semmler (1888–1970), Maler und Grafiker
- Louis Serrurier (1766–1813), Kupferstecher
- Georg Seyler (1915–1998), Maler und Grafiker
- Joachim Siegel (1909–1980), Maler und Grafiker
- Werner Sieloff (1898–1974), Maler und Grafiker
- Wolfgang Sievers (1913–2007), deutsch-australischer Fotograf
- Gerdt Marian Siewert (1920–1992), Bühnen- und Pressefotograf, Maler und Grafiker
- Vera Singer (1927–2017), Malerin und Grafikerin
- Karl Ferdinand Sohn (1805–1867), Maler
- Michael Sohn (* 1957), Industrie-Designer, Schwerpunkt Schienenfahrzeuge
- Wilhelm Sohn (1829–1899), Maler
- Trude Sojka (1909–2007), Malerin und Bildhauerin
- Erich Souchay (1877–1941), Maler
- Paul Souchay (1849–1900), Maler
- Albert Speer junior (1934–2017), Architekt und Hochschullehrer
- Claus Sperling (1890–1971), Maler
- Ferdinand Springer (1907–1998), Maler und Grafiker
- Rudolf Springer  (1909–2009), Kunsthändler und Galerist
- Alfred Sproemberg (1857–1903), Architekt und Baubeamter
- Ferdinand von Stademann (1791–1873), Zeichner und Lithograph
- Paul Stanke (1875–1948), Architekt
- Gustav Stier (1807–1880), Architekt und Hochschullehrer
- Hubert Stier (1838–1907), Architekt, Baubeamter und Hochschullehrer
- Herbert Stranz (1930–2001), Architekt
- Friedrich August Wilhelm Strauch (1826–1906), Architekt
- Hermann Struck (1876–1944), Maler, Zeichner, Radierer und Lithograf
- Wolfgang Szepansky (1910–2008), Maler
- Philip Tägert (* 1966; Künstlername Fil), Comiczeichner
- Hannelore Teutsch (* 1942), Malerin, Grafikerin und Illustratorin
- Carl Wilhelm Theremin (1784–1852), Landschafts- und Vedutenmaler, Kaufmann sowie Konsul
- Paul Thiem (1858–1922), Maler, Grafiker, Schriftsteller und Buchillustrator
- Peter Thomann (* 1940), Fotokünstler und Fotojournalist
- Irene Thonke (1916–2002), Malerin und Textilkünstlerin
- Günter Tiedeken (1932–2019), Maler und Grafiker
- Felix Titz (1854–1894), Architekt
- Alexander Tondeur (1829–1905), Bildhauer
- Peter von Tresckow (* 1936), Karikaturist und Zeichner
- Michael Trieb (1936–2019), Architekt, Stadtplaner und Hochschullehrer
- Julius Troschel (1806–1863), Bildhauer
- Louis Tuaillon (1862–1919), Bildhauer
- Annette Tucholke (* 1959), Bildhauerin, Objektkünstlerin und Grafikerin
- Dieter Tucholke (1934–2001), Maler, Zeichner und Grafiker
- Elke Ulrich (1940–2017), Malerin und Grafikerin
- Timm Ulrichs (* 1940), Künstler und Hochschullehrer
- Heinz Unzner (* 1925), Gebrauchsgrafiker
- Hans Urbatis (1910–1981), Maler
- Johannes Veit (1790–1854), Maler
- Louis Veit (1803–1860), Lithograf
- Philipp Veit (1793–1877), Maler
- Vanda Vieira-Schmidt (1949–2023), Malerin und Konzeptkünstlerin
- Norbert Vogel (1944–2023), Fotograf
- Joachim Völkner (1949–1986), Maler
- Johann Philipp Albert Vogel (1814–1886), Holzschneider, Hochschullehrer an der Berliner Kunstakademie
- Karl Friedrich Otto Vogel (1812–1851), Holzschneider
- Reinhard Voigt (* 1940), Maler
- Gottfried Wilhelm Völcker (1775–1849), Maler und einer der Direktoren der Königlichen Porzellan-Manufaktur
- Lieselotte Voellner-Gallus (1919–2003), Ärztin und Bildhauerin
- Antonie Volkmar (1827–1903), Genre- und Porträtmalerin
- Heinrich Waldschmidt (1843–1927), Genre-, Porträt- und Historienmaler der Düsseldorfer Schule
- Harry Walter (1929–2013), Fotograf und Werbefachmann
- Horst Walter (1936–2012), Maler, Objekt- und Projektkünstler
- Hedda Walther (1894–1979), Fotografin
- Ingo F. Walther (1940–2007), Kunsthistoriker und Fachautor
- Johann Friedrich Walther (1695–1776), Zeichner und Lehrer
- Manfred Walz (1940–2019), Architekt, Stadtplaner und Hochschullehrer
- Gerhard Weber (* 1940), Fotograf
- Karl Weber (1870–1915), Architekt
- Klaus Weber (1928–2018), Maler und Grafiker
- Otto Weber (1832–1888), Maler
- Hannelore Wedemeyer (* 1941), Modedesignerin
- Elfriede Weidenhaus (1931–2023), Künstlerin
- Georg Weise (* 1973), Maler und Bildhauer
- Peterpaul Weiss (1905–1977), Gebrauchsgrafiker
- Victor Weisz (1913–1966), Maler und Karikaturist
- John Weitz (1923–2002), deutsch-US-amerikanischer Modedesigner und Autor
- Manfred Welzel (1926–2018), Bildhauer
- Kurt Wendlandt (1917–1998), Maler, Illustrator, Autor, Grafiker, Lichtgrafiker
- Johann Friedrich Wentzel (1670–1729), Maler und Radierer
- Johann Friedrich Wentzel der Jüngere (1709–1782), Maler
- Wolfgang Werkmeister (* 1941), Grafiker, Zeichner und Maler
- Fritz Werner (1827–1908), Maler, Kupferstecher und Radierer
- Fritz Werner (1924–2014), Bühnenbildner
- Gerd Wessel (* 1937), Architekt und Cartoonist
- Eberhard Westphal (1934–1998), Maler und Bühnenbildner
- Peter Westphal (* 1938), Maler, Graphiker und Holzbildhauer
- Ute Weström (1939–2022), Architektin
- Christoph Wetzel (* 1947), Maler, Zeichner und Bildhauer
- Hans Wiegandt (1915–2013), Maler, Grafiker und Illustrator
- Alfred Wiener (1885–um 1977), Architekt
- Ruth Wilhelmi-König (1904–1977), Theaterfotografin
- Martin Wilke (1903–1993), Grafikdesigner, Schriftentwerfer und Typograf
- Ernst Wille (1860–1913), Architekt
- Madeline Winkler-Betzendahl (1899–1995), Fotografin
- Micha Winkler (1958–2022), Fotograf
- Edith Witt-Hidé (1928–2009), Malerin und Illustratorin
- Heinrich Wittich (1816–1887), Maler
- Werner Joseph Wittkower (1903–1997), deutsch-israelischer Architekt
- Bernhard Wittwer (* 1942), Industrie-Designer
- Ludwig Wolf (1772–1832), Kupferstecher, Historienmaler und Illustrator
- Albert Moritz Wolff (1854–1923), Bildhauer und Medailleur
- Elisabeth Wolff (1898–vermutlich 1969), aus Nazi-Deutschland emigrierte jüdische Bildhauerin
- Emil Wolff (1802–1879), Bildhauer
- Felix Wolff (1852–1925), Architekt und Denkmalpfleger
- Francis Wolff, eigentlich Frank Wolff (1907/08–1971), Fotograf und Jazzlabel-Produzent
- Fritz Wolff (1847–1921), Architekt, preußischer Baubeamter und Hochschullehrer
- Günter Wolff, (1927–1988) Gebrauchsgrafiker
- Hans Wolff (1882–1959), Kunsthistoriker und Verleger
- Harald Wolff (* 1950), Maler und Grafiker
- Marta Wolff (1871–1942), Fotografin
- Martin Wolff (1852–1919), Bildhauer
- Sophie Wolff (1871–1944), Bildhauerin und Malerin
- Hans Wolff-Grohmann (1903–2000), Designer, Musiker und Architekt der Moderne
- Hugo Wolff-Maage (1866–1947), Maler und Illustrator
- Richard Wolffenstein (1846–1919), Architekt
- Friedrich Wolters (* 1942), Architekt und Stadtplaner
- Hans Michael Wühr (1942–1981), Künstler
- Walter Würzbach (1887–1971), Architekt
- Sigrid Wylach (* 1941), Designerin und Unternehmerin
- Yva (1900–1942; bürgerlich Else Ernestine Simon), Fotografin
- Hans Zank (1889–1967), Maler und Grafiker
- Augusta von Zitzewitz (1880–1960), Malerin
- Beatrice Zweig (1892–1971), Malerin

## Musikschaffende

### A–E
- Lina Abarbanell (1879–1963), Sopranistin und Schauspielerin
- Kurt Abraham (1921–1988), Jazzmusiker
- Wanda Achsel (1886–1977), Opernsängerin
- Olga Adelmann (1913–2000), Geigenbauerin und Restauratorin
- Tobias Aehlig (* 1980), Organist
- AK Ausserkontrolle (bürgerlich Davut Altundal), Rapper
- Alpa Gun (* 1980; bürgerlich Alper Sendilmen), Rapper
- Uschi Amberger (1940–2020), Chansonnette, Kabarettistin und Diseuse
- Hermann Anders (* 1936), Musiker
- Rudi Anhang (1905–1998), Musiker
- Bernhard Arndt (* 1954), Pianist
- Azra (* 1974), Rapper
- Bela B (* 1962; bürgerlich Dirk Felsenheimer), Sänger, Schlagzeuger (Die Ärzte) und Schauspieler
- Bass Sultan Hengzt (* 1981; bürgerlich Fabio Ferzan Cataldi), Rapper
- August Wilhelm Bach (1796–1869), Komponist, Organist und Musikpädagoge
- Jens Georg Bachmann (* 1972), Dirigent
- Anna-Victoria Baltrusch (* 1989), Professorin für Orgel
- Bruno Balz (1902–1988), Liedtexter und Schlagerdichter
- Wolfgang Balzer (* 1941), Dirigent
- Blixa Bargeld (* 1959; bürgerlich Christian Emmerich), Musiker, Performance-Künstler, Komponist, Autor und Schauspieler, Frontmann der Band Einstürzende Neubauten
- Woldemar Bargiel (1828–1897), Komponist und Musikpädagoge
- Burkhard Bauche (* 1966), Pianist, Dirigent, Entertainer, Musiker und Dozent
- Beatzarre, bürgerlich Vincent Stein (* 1983), Musikproduzent und Sänger
- Heinz Becker (1922–2006), Komponist und Musikwissenschaftler
- Martin Becker (* 1961), Keyboarder, Komponist und Rockmusiker
- Gustav Beckmann (1883–1948), Musikwissenschaftler, Dirigent und Komponist
- Siegfried Behrend (1933–1990), klassischer Gitarrist und Komponist
- Tim Bendzko (* 1985), Singer-Songwriter
- Tanja Berg, bürgerlich Ute Kannenberg (* 1941), Schlagersängerin
- Heinrich Berger (1844–1929), Kapellmeister im preußischen Militär und „Vater der Hawaiimusik“
- Ludwig Berger (1777–1839), Komponist, Pianist und Klavierpädagoge
- Roland Berger (* 1937), Hornist und Hochschullehrer
- Florian Bergmann (* 1984), Jazz- und Improvisationsmusiker, Komponist
- Annette Berr (* 1962), Schriftstellerin, Musikerin und Sängerin
- Hans Michael Beuerle (1941–2015), Chor- und Orchesterleiter
- Frank Michael Beyer (1928–2008), Komponist und Dirigent
- Robert Biberti (1902–1985), Bass des Ensembles Comedian Harmonists
- Johannes Biebl (* 1945), Rockmusiker
- Johannes Bigge (* 1989), Jazzmusiker
- Biztram (* 1981; bürgerlich Benjamin Bistram), Musikproduzent und Rapper
- Andreas Blau (* 1949), Musiker, Soloflötist der Berliner Philharmoniker und Dozent
- Blokkmonsta (* 1983; bürgerlich Björn D.), Rapper
- Carl Blum (1786–1844), Sänger, Schauspieler, Regisseur, Librettist und Komponist
- Heinrich Blume (1788–1856), Schauspieler, Opernsänger und -regisseur
- Jutta Blumenau-Niesel (* 1937), Musikpädagogin, Vorsitzende der Blumenau-Gesellschaft
- Thomas Blumenthal (* 1958), klassischer Gitarrist und Musikpädagoge
- George Boateng (* 1982), Rapper
- Hannelore Bode (* 1941), Opernsängerin
- MC Bogy (* 1979; bürgerlich Moritz Christopher), Rapper
- Rainer Böhm (1952–2013), Komponist
- Rudi Bohn (1919–1979), Jazz- und Unterhaltungsmusiker
- Johanna Borchert (* 1983), Jazzmusikerin
- Tom Börner (* 1968), Musiker, Musikpädagoge, Komponist und Verleger
- René Bornstein (* 1983), Jazzmusiker
- Edith Boroschek (1898–1976), Konzertsängerin (Sopran) und Gesangspädagogin
- Gerd Böttcher (1936–1985), Schlagersänger
- Martin Böttcher (1927–2019), Filmkomponist, Dirigent und Arrangeur
- Jörg-Andreas Bötticher (* 1964), Schweizer Cembalist und Organist
- Boundzound (1972–2018; bürgerlich Demba Nabé), Musiker
- Nero Brandenburg (1941–2022), Moderator, Journalist, Sänger und Entertainer
- Hendrik Bruch (1962–2016), Komponist, Sänger und Musikproduzent
- Danny Bruder (* 1969), Musiker, Musikproduzent, Rapper, Sänger und Autor
- Herbert Brün (1918–2000), deutsch-US-amerikanischer Musiktheoretiker und Komponist
- Klaus Buhé (1912–1996), Ingenieur, Gitarrist und Komponist
- Thomas Buhé (1920–2015), Gitarrist und Hochschuldozent
- Bully Buhlan (1924–1982), Jazz- und Schlagersänger, Pianist, Schlagerkomponist und Schauspieler
- Daniela von Bülow (1860–1940), Pianistin, Stieftochter von Richard Wagner, NSDAP-Mitglied
- Erich Bürger (1902–1994), klassischer Gitarrist und Hochschullehrer
- Boss Burns (* 1972; bürgerlich Alec Völkel), Sänger der Band The BossHoss
- Emil Burow (1856–1943), Musiker, Komponist und Kapellmeister
- Ralf Bursy (1956–2022), Sänger
- Eva Busch, geb. Zimmermann (1909–2001), Sängerin und Kabarettistin
- Shlomo Carlebach (1925–1994), Komponist, Sänger und orthodoxer Rabbiner
- René Carol (1920–1978), Schlagersänger
- Dennis Chmelensky (* 1995), Sänger
- Sarah Christ (* 1980), deutsch-australische Harfenistin
- Roger Cicero (1970–2016), Musiker
- Erich Collin (1899–1961), 2. Tenor des Ensembles Comedian Harmonists
- August Conradi (1821–1873), Komponist, Organist und Kapellmeister
- Alex Conti (* 1952), Gitarrist
- Jan Corazolla (1931–1998), Dirigent und Cellist
- Heinz Cramer (1920–2008), Jazz-, Orchester- und Studiomusiker
- Helene Croner (1885–1943), Violistin und Bratschistin
- Denis Cuspert (1975–2018), ehemaliger Gangsta-Rapper und Salafist
- Ram Da-Oz (1929–2021), israelischer Komponist
- Carsten Daerr (* 1975), Jazzpianist
- Walter Dahms (1887–1973), Journalist, Musikkritiker und Komponist
- Friedrich Dams (1799–1877), Schauspieler und Opernsänger
- Annette Dasch (* 1976), Opern-, Konzert- und Liedersängerin
- Damion Davis (* 1980; bürgerlich Florian Renner), Rapper und Schauspieler
- Dean Dawson (* 1977), Rapper
- Werner Deinert (1931–2010), Musiker und Orchesterleiter
- Dellé (* 1970; bürgerlich Frank Allessa Dellé), Musiker
- Joy Denalane (* 1973), Soulsängerin
- Clotilde von Derp (1892–1974), Tänzerin
- Ina Deter (* 1947), Musikerin
- Peter Deutsch (1901–1965), deutsch-dänischer Komponist für Filmmusik
- Drafi Deutscher (1946–2006), Sänger, Komponist und Musikproduzent
- Frank Diez (* 1950), Gitarrist, Komponist, Texter und Produzent
- Stephan Diez (1954–2017), Jazz- und Fusionmusiker
- D-Irie (* 1981; bürgerlich Denis Quist), Rapper
- Christoph von Dohnányi (* 1929), Dirigent und Intendant
- Klaus Doldinger (* 1936), Jazzmusiker und Komponist von Filmmusik
- Dra-Q (* 1978; bürgerlich Fabian Blume), Rapper
- Joachim Draheim (* 1950), Musikwissenschaftler, Musikpädagoge und Pianist
- Walther Dürr (1932–2018), Musikwissenschaftler und Hochschullehrer
- Frank Duval (* 1940), Komponist, Bandleader, Sänger und Arrangeur
- Arthur Egidi (1859–1943), Organist, Komponist und Musikpädagoge
- Paul Eisenach (* 1986), Filmkomponist und Musiker
- Detlef Engel (1940–2023), Schlagersänger
- Hans Engel (* 1954), Musikredakteur und Komponist für Filmmusik
- Kurt Engel (1909–1967), Jazz- und Unterhaltungsmusiker
- Birgit Engell (1882–1973), Opernsängerin
- Julian Erdem (* 1984), Jazzmusiker
- Johanna Eunicke (1798–1856), Opernsängerin
- Jury Everhartz (* 1971), Komponist, Dirigent und Organist

### F–K
- Brigitte Fassbaender (* 1939), Opern- und Liedsängerin
- Caroline Fischer (* 1984), deutsch-koreanische Pianistin
- Dietrich Fischer-Dieskau (1925–2012), Sänger (Bariton), Dirigent, Maler, Musikschriftsteller und Rezitator
- Fler (* 1982; bürgerlich Patrick Decker), Rapper
- Arno Flor (1925–2008), Jazz- und Unterhaltungsmusiker
- Peter Fox (* 1971; bürgerlich Pierre Baigorry), Reggae- und Hip-Hop-Musiker
- Christopher Franke (* 1953), Musiker, Mitglied der Gruppe Tangerine Dream
- Frauenarzt (* 1978; bürgerlich Vicente de Teba), Rapper
- Lea W. Frey (* ≈1985), Sängerin und Songwriterin
- Hermann Frey (1876–1950), Schlagertexter und Stepptänzer
- Margot Friedländer, verheiratete Reimann (1917–1998), Jazz- und Schlager-Sängerin
- Maria Fris (1932–1961), Primaballerina an der Hamburgischen Staatsoper
- Harry Frommermann (1906–1975), Begründer und 3. Tenor des Ensembles Comedian Harmonists
- Fuat (* 1972; bürgerlich Fuat Ergin), Rapper
- Wolfgang Fuchs (* 1948), Musiker und Komponist, Frontmann der Gruppe Pond
- Julian Fuhs (1891–1975), deutsch-US-amerikanischer Pianist und Bandleader
- Fumanschu (* 1977; bürgerlich Johannes Schroth), Rapper
- Wilhelm Furtwängler (1886–1954), Dirigent der Berliner Philharmoniker
- Wolf Gabbe (* 1924), Jazz- und Unterhaltungsmusiker
- Julius Gabriel (* 1988), Jazz- und Improvisationsmusiker
- Wilhelm Gabriel (1897–1964), Komponist und Musikverleger
- Jessica Gall (* 1980), Jazzsängerin
- Leandra Gamine (* 1994), Popsängerin
- Martina Gebhardt (* ≈1965), Jazzsängerin
- Nicky Gebhard (1952–2021), Schlagzeuger, Autor, Komponist und Musikpädagoge
- Victor Gelling (* 1998), Kontrabassist
- Alban Gerhardt (* 1969), Cellist
- Isa Katharina Gericke (* 1973), norwegische Opernsängerin (Sopran)
- Günter Gerlach (1928–2003), Musiker und Komponist
- Carsten Gerlitz (* 1966), Musiker, Verleger, Arrangeur und Autor
- G-Hot (* 1983; bürgerlich Gökhan Şensan), Rapper
- Cornelia Giese (1959–2000), Sängerin, Komponistin
- Robert Gilbert, bürgerlich David Robert Winterfeld (1899–1978), Lyriker, Komponist und Kabarettist
- Alexander Goehr (1932–2024), britischer Komponist
- Walter Goehr (1903–1960), Dirigent und Komponist
- Rolf Goldstein (1912–1995), Jazz- und Unterhaltungsmusiker
- Manuel Göttsching (1952–2022), Musiker und Komponist
- Werner Götz (* 1934), Opernsänger (Tenor)
- Friedemann Graef (* 1949), Saxophonist und Komponist
- Paul Graener (1872–1944), Komponist und NS-Kulturpolitiker
- Joachim Graswurm (1934–1986), Jazzmusiker
- André Greiner-Pol (1952–2008), Rockmusiker (Freygang)
- Eduard Grell (1800–1886), Komponist, Organist und Direktor der Sing-Akademie zu Berlin
- Philipp Gropper (* 1978), Jazz-Musiker und Komponist
- Guy Gross (* 1977), Musiker und Texter
- Konradin Groth (* 1947), klassischer Trompeter
- Wilhelm Grüning (1858–1942), Opernsänger
- Jazzy Gudd (* 1989), Sängerin, Fernsehdarstellerin und Moderatorin
- Manfred Gurlitt (1890–1972), Komponist und Dirigent
- Peter Michael Haas (* 1951), Akkordeonist und Musikpädagoge
- Alexander Hacke (* 1965), Musiker, Musikproduzent, Komponist von Filmmusik und Schauspieler
- Nina Hagen (* 1955), Punk-Sängerin und Schauspielerin
- Caroline Hahn, geborene Caroline Möwes (1814–1885), Opernsängerin
- Yvonne Hardt (* 1974), Tänzerin, Tanzwissenschaftlerin und Hochschullehrerin
- Peter Harlan (1898–1966), Gitarrist, Lautenist, Gitarrenbauer
- Harris (* 1977; bürgerlich Oliver Harris), Rapper
- Christian Hassenstein (* 1960), Jazzmusiker
- Adrian Heger (* 1981), Dirigent und Pianist
- Michael Heise (* 1940), Dirigent, Pianist, Musikwissenschaftler und Musikpädagoge
- Wolfgang Helbich (1943–2013), Kirchenmusiker
- Gerhard Hellwig (1925–2011), Dirigent und Chorleiter
- Johanna Hilde Hemer, geborene Steindorff (1892–1983), deutsch-US-amerikanische Pianistin
- Ingrid Fuzjko Hemming (1932–2024), schwedische klassische Pianistin
- Dietrich Henschel (* 1967), klassischer Sänger (Bariton)
- Bruno Henze (1900–1978), klassischer Gitarrist, Harfenist, Komponist, Dirigent und Musikpädagoge
- Carl Henze (1872–1946), klassischer Gitarrist, Komponist, Dirigent und Musikpädagoge
- Agnes Hermann (1875–nach 1924), Opernsängerin und Gesangspädagogin
- Jan Hermerschmidt (* 1966), Klarinettist
- Ted Herold (1942–2021), Schlagersänger
- Rudolph von Hertzberg (1818–1893), Musikdirektor, Gesangslehrer beim Königlichen Domchor zu Berlin
- André Herzberg (* 1955), Musiker, Sänger und Schauspieler, Mitglied der Band Pankow
- Martin Herzberg (* 1981), Musiker, Musikwissenschaftler und Komponist
- Margot Hielscher (1919–2017), Sängerin und Filmschauspielerin
- Hermann Hirschbach (1812–1888), Komponist, Musikkritiker, Schachschriftsteller und Zeitschriftenherausgeber
- Klaus Hoffmann (* 1951), Sänger, Schauspieler und Liedermacher
- Ludwig Hoffmann (1925–1999), Pianist
- Uwe Hoffmann (* 1960), Musiker und Musikproduzent
- Heinrich Hofmann (1842–1902), Komponist und Pianist
- Renate Holm (1931–2022), Opern- und Operettensängerin sowie Filmschauspielerin
- Judith Holofernes (* 1976), Musikerin und Liedtexterin
- Ralf Hoyer (* 1950), Komponist
- Leonhard Huhn (* 1986), Jazz- und Improvisationsmusiker
- DJ Ilan (* 1976; bürgerlich Ilan Schulz), Rapmusik-Produzent
- Georges Jacobi (1840–1906), Komponist
- Gundula Janowitz (* 1937), österreichische Sopranistin
- Walter Jenson (1902–1952), Musiker, Komponist, Arrangeur und Orchesterleister
- Kai-Uwe Jirka (* 1968), Chorleiter, Direktor des Staats- und Domchores Berlin und künstlerischer Leiter der Berliner Sing-Akademie
- Veronica Jochum von Moltke (* 1932), Pianistin
- Martin Jondo (* 1979), Roots-Reggae-Musiker
- Hans Jönsson (1913–1993), Film-, Fernseh- und Hörspielkomponist
- Juju (* 1992; bürgerlich Judith Wessendorf), Rapperin
- Barbara Jungfer (* 1968), Jazzgitarristin
- Justus (* 1977; bürgerlich Eric Keil), Rapper
- Willibald Kaehler (1866–1938), Dirigent, Komponist, Generalmusikdirektor in Mannheim und Schwerin
- Max Kaempfert (1871–1941), deutsch-schweizerischer Komponist und Dirigent
- Kurt Kaiser (* 1922), Pianist, Fagottist und Arrangeur
- Roland Kaiser (* 1952), Schlagersänger
- Fritz Kalkbrenner (* 1981), DJ
- Günter Kallmann (1927–2016), Chorleiter, Sänger und Komponist
- Hans Kämmerer (* 1974), Autor, Musiker und Klangkünstler
- Fritz Kauffmann (1855–1934), Komponist und Dirigent
- Hugo Kaun (1863–1932), Komponist, Dirigent und Musikpädagoge
- Sigrid Kehl (1929–2024), Opernsängerin
- Maite Kelly (* 1979); irisch-amerikanische Sängerin
- Larissa Kerner (* 1990), Musikerin, Sängerin
- Eva Kess (* 1985), Jazzmusikerin
- Richard Keßler (1875–1960), Theaterdirektor, Librettist und Liederdichter
- Hans Kindler (1908–1994), Dirigent, Generalmusikdirektor in Bremerhaven
- King Orgasmus One (* 1979; bürgerlich Manuel Romeike), Rapper
- Igor Kipnis (1930–2002), Cembalist
- Walter Kirchhoff (1879–1951), Opernsänger und Kammersänger
- Kitty Kat (* 1982; bürgerlich Katharina Löwel), Rapperin
- Paul Kleber (* 1973), Jazzmusiker
- Carlos Kleiber (1930–2004), Dirigent
- Juliane Klein (* 1966), Komponistin und Verlagsleiterin
- Matti Klein (* 1984), Jazzpianist
- Franz Teddy Kleindin (1914–2007), Jazz- und Unterhaltungsmusiker
- Karl-Heinz Klingbeil (1924–2019), Maler und Grafiker
- Oliver Kluge (* 1969), Kirchenmusiker
- Marlon Knauer (* 1987), Sänger
- Friedrich Ernst Koch (1862–1927), Komponist und Musikpädagoge
- Hartmut König (* 1947), Liedermacher, SED- und FDJ-Funktionär in der DDR
- Stephan König (* 1963), Komponist, Pianist und Dirigent
- Peter Jona Korn (1922–1998), Musiker, Komponist und Konservatoriumsdirektor
- Konrad Körner (* 1941), Saxophonist und Klarinettist
- Robert Krampe (* 1980), Komponist und Musiker
- Richard Kraus (1902–1978), Dirigent
- Asuman Krause (* 1976), deutsch-türkische Sängerin
- Klaus-Michael Krause (1948–1998), Gitarrist und Musikpädagoge
- Alexander Krohn (* 1971), Musiker, Gitarrist
- Fanny Krug (* 1970), Sängerin
- Frank Jürgen „Eff Jott“ Krüger (1948–2007), Rockmusiker
- Horst Krüger (* 1942), Rockmusiker, Bandleader und Komponist
- Gerhard Kubach (* 1955), Jazzmusiker
- Susanne Kujala (* 1976), Organistin und Akkordeonistin
- Harry Kupfer (1935–2019), Opernregisseur
- Jens Kuphal (* 1964), Musikproduzent, Musiker, Komponist und Schauspieler

### L–R
- Gerhard Laartz (* 1940), Rock- und Fusionmusiker
- Benny Lackner (* 1976), Jazzmusiker
- Werner Lämmerhirt (1949–2016), Gitarrist
- Björn Landberg (* 1980; bürgerlich Kevin Björn Wolfgang Kraus), Schauspieler, Musicalsänger und Schlagersänger
- Paul Landers (* 1964), Musiker und Gitarrist der Band Rammstein
- Hans Landsberger (1890–1941), Komponist und Stummfilmkomponist
- Hajo Lange (1935–2001), Jazz- und Unterhaltungsmusiker
- Hans-Peter Lange (* 1955), Jazz- und Rock-Gitarrist und Songwriter
- Joshua Lange (* 1994), Musiker, Komponist und Produzent
- Marius Felix Lange (* 1968), Komponist
- Beate Leibe (* 1954), Kirchenmusikerin und Komponistin
- Frida Leider (1888–1975), Opernsängerin
- Ferdinand Leitner (1912–1996), Dirigent
- Klaus Lenz (* 1940), Jazzmusiker, Bandleader und Komponist
- Maria Leo (1873–1942), Pianistin und Musikpädagogin
- Erwin Leuchter (1902–1973), argentinischer Musikwissenschaftler und Dirigent
- Gustav Lewin (1869–1938), Kapellmeister, Musikpädagoge und Komponist
- Mike Leon Lichtenberg, Künstlername Mike Leon (* 2001), Schauspieler und Musiker
- Maria Lidka, eigentlich Marianne Louise Liedtke (1914–2013), Violinistin
- Hagen Liebing (1961–2016), Musiker und Musikjournalist
- Paul Lincke (1866–1946), Komponist, Theaterkapellmeister, gilt als „Vater der Berliner Operette“, Ehrenbürger Berlins
- Robby Lind, bürgerlich Heinz-Joachim Nartschick (1934–2007), Schlagersänger
- Wilhelm Lindemann (1882–1941), Sänger und Musiker, Textdichter und Schlagerkomponist
- Carl Linger (1810–1862), Musiker und Komponist
- Marc Lingk (* 1964), Komponist und Softwareentwickler elektronischer Musik
- Wolfgang Lippert (* 1952), Sänger, Moderator und Entertainer
- Ronald Lippok (* 1963), Musiker und Maler
- Alfred Loewenberg (1902–1949), deutsch-britischer Musikwissenschaftler und Herausgeber
- Silke Löhr (* 1966), Dirigentin, Orchester- und Chorleiterin
- Christian Lorenz (* 1966), Musiker und Keyboarder der Band Rammstein
- Albert Lortzing (1801–1851), Komponist
- Johann Heinrich Löwe (1766–1835), Konzertmeister und Komponist
- Frank Lüdecke (* 1961), Kabarettist, Schauspieler, Autor, Journalist
- Lüül (* 1952), Gitarrist, Sänger, Texter und Komponist
- Wolf Maahn (* 1955), Musiker
- Mach One (* 1979; bürgerlich Christoph Bodenhammer), Rapper
- Roman Maciejewski (1910–1998), polnischer Komponist, Pianist und Dirigent
- Atrin Madani (* 1998), Jazzmusiker
- Ludger Mai (1941–2021), Organist
- Johanna Mangold (* 1985), Operndramaturgin
- Fabia Mantwill (* 1993), Jazzmusikerin
- Manuela (1943–2001), Schlagersängerin
- Manny Marc (* 1980; bürgerlich Marc Schneider), Musikproduzent, DJ und Rapper
- Alexander Marcus (* 1972; bürgerlich Felix Rennefeld), Sänger und Musikproduzent
- Gary Marlowe (* 1967), Musiker, Komponist und Produzent
- Andreas Martin (* 1952), Schlagersänger, Komponist und Musikproduzent
- Josef Marx (1913–1978), US-amerikanischer Oboist und Musikwissenschaftler
- Heinz Rudolf Meier (* 1940), Organist und Chorleiter
- Walther Carl Meiszner (1896–1931), Pianist
- Melbeatz (* 1977; bürgerlich Melanie Wilhelm), Hip-Hop-Produzentin
- Melendiz (* 1982), Popmusiker
- Francesco von Mendelssohn (1901–1972), Cellist
- Achim Mentzel (1946–2016), Musiker und Fernsehmoderator
- Bastian Menz (* 1996), Jazzmusiker
- Reinhard Mey (* 1942), Musiker und Liedermacher
- Andreas Meyer-Hanno (1932–2006), Opernregisseur und Hochschullehrer
- Ernst Hermann Meyer (1905–1988), Komponist, Musikwissenschaftler und Musiksoziologe
- Felix Meyer (1847–1914), Geiger und Königlicher Kammervirtuose
- Felix Meyer (* 1975), Sänger und Liedermacher
- Mieze Katz (* 1979), Sängerin der Band Mia
- Jenny Meyer (1834–1894), Sängerin und Musikpädagogin
- Kathi Meyer-Baer (1892–1977), deutsch-US-amerikanische Musikhistorikerin und Musikbibliothekarin
- Ray Miller (1941–2024), Schlagersänger
- Jonas Mohr, Künstlername Drauf & Dran (* 1984), DJ und Musikproduzent
- MOK (* 1976; bürgerlich Tarkan Karaalioğlu), Rapper
- Hans-Georg Möller (1944–1980), Boogie-Woogie-Pianist
- Uwe Möllhusen (* 1956), Musiker und Medienkünstler
- Edda Moser (* 1938), Sopranistin
- Hans Joachim Moser (1889–1967), Musikwissenschaftler und Komponist
- Wolf Moser (1937–2023), klassischer Gitarrist, Musikpädagoge und Schriftsteller
- Sophie Wilhelmine Mosewius (1790–1825), Opernsängerin
- Jaye Muller (bürgerlich Jens Müller, * 1967), Musiker und Internetunternehmer
- Johann Eduard Müller (genannt Edmüller, 1810–1856), Opernsänger
- Johannes Müller (1893–1969), Schauspieler, Operettentenor und Komponist
- Peter Müller (1947–2007), Jazzmusiker
- Richard Müller-Lampertz (1910–1982), Dirigent, Pianist und Komponist
- Werner Müller (1920–1998), Komponist, Dirigent, Arrangeur, Orchesterleiter und Autor
- Richard Münnich (1877–1970), Musikwissenschaftler und Musikpädagoge
- Rudolf Münnich (1836–1915), Pianist und Komponist
- Heinz Munsonius (1910–1963), Akkordeonist, Komponist und Bandleader
- Joe Nay (1934–1990), Jazzmusiker
- Me’shell Ndegeocello (* 1968; eigentlich Mary Johnson), US-amerikanische Musikerin und Komponistin
- Angelika Nebel (* 1947), Pianistin, Klavierpädagogin und Hochschullehrerin
- Ralph Neubert (* 1972), Pianist, Komponist und Sänger
- Emil Neumann (1834–1901), Musiker, Kapellmeister und Komponist
- Hans-Joachim Neumi Neumann (* 1952), Musiker und Produzent
- Klaus Günter Neumann (1920–1995), Kabarettist, Schauspieler, Komponist, Arrangeur und Pianist
- Heinz Niemeyer (1931–2004), Jazzmusiker
- Astrid Nielsch (* 1967), Harfenistin
- Hans-Lutz Niessen (1920–1982), niederländischer Gitarrist, Komponist und Musikpädagoge
- Astrid North (1973–2019), Soulsängerin
- Matthias Akeo Nowak (* 1976), Jazzmusiker
- Fanny Opfer (1870–1944), Sopranistin, Gesangslehrerin und NS-Opfer
- Franz Osborn (1905–1955), Pianist
- Luci van Org (* 1971), Musikerin und Autorin
- Rita Paul (1928–2021), Schlagersängerin und Schauspielerin
- Werner Pauli (* 1930), klassischer Gitarrist, Komponist und Hochschullehrer
- Ralf Paulsen (1929–2015), Sänger
- Joe Pentzlin (* 1936), Jazzmusiker
- Jennifer Pepper (* 1985), christliche Liedermacherin
- Henriette von Pereira-Arnstein (1780–1859), Pianistin und Gastgeberin eines Salons
- Marc Perrenoud (* 1981), Jazzmusiker
- Frank-Manuel Peter (* 1959), Tanzwissenschaftler
- Vanessa Petruo (* 1979), Sängerin und Schauspielerin
- Playboy 51 (* 1977; bürgerlich Tanju Çalıkıran), Sänger, Rapper und Fernsehdarsteller
- Donato Plögert (* 1967), Sänger, Moderator und Schauspieler
- Chris Pohl (* 1972), Synth-Rock Musiker
- Bert Poulheim (1952–2006), Komponist
- Manfred Praeker (1951–2012), Musikproduzent, Sänger und Musiker
- Horst Prentki (1922–2012), deutsch-uruguayischer Klarinettist
- Wolfgang Preuß (* 1949), Sänger, Duo Inga und Wolf
- André Previn (1929–2019), deutsch-amerikanischer Pianist, Komponist und Dirigent
- Hermann Prey (1929–1998), Bariton
- Prinz Pi (* 1979; bürgerlich Friedrich Kautz), Rapper
- Adalbert Quadt (1903–1987), Gitarrist und Musikpädagoge
- Ivy Quainoo (* 1992), Popsängerin
- Henrik Rabien (* 1971), Fagottist
- Edgar Rabsch (1892–1964), Musikpädagoge und Komponist
- Peter Radszuhn (1954–2014), Musiker und Musikjournalist
- Tina Rainford (1946–2024), Sängerin
- Rako (* 1983; bürgerlich Tolga Görmemiş), Rapper
- Horst Ramthor (Pseudonym Marcel Tardieu; 1915–1987), Harfenist
- Günter Raphael (1903–1960), Komponist
- Ivan Rebroff (1931–2008; bürgerlich Hans-Rolf Rippert), Sänger
- Johannes Rediske (1926–1975), Jazzgitarrist
- Theobald Rehbaum (1835–1918), Violinist, Librettist und Komponist
- Philipp Rehm (* 1979), Jazzmusiker
- Corinna Reich (* 1961), Jazzmusikerin
- Maria Reich (* 1990), Musikerin und Autorin
- Louise Reichardt (1779–1826), Sängerin, Komponistin und Gründerin eines Frauen-Chores
- Kurt Reimann (1913–2001), Opernsänger und Filmschauspieler
- Rio Reiser (1950–1996; bürgerlich Ralph Christian Möbius), Rockmusiker Ton Steine Scherben
- Albert Reiß (1870–1940), Theaterschauspieler und Opernsänger
- Hans-Joachim Rhinow (1921–2017), Komponist und Arrangeur
- Carl Gottlieb Richter (1728–1809), Pianist, Organist und Komponist
- Franz Ries (1846–1932), Violinist, Komponist, Musikalienhändler und Musikverleger
- Walter Rieß (1885–1943), Opernsänger, Opfer des Nationalsozialismus
- Rhymin Simon (* 1976), Rapper
- Friedrich Wilhelm Riedt (1710–1783), Flötist, Komponist und Musiktheoretiker
- Albrecht Roeseler (1930–1994), Geiger, Musikwissenschaftler und Journalist
- Hermann Rohrbeck (1899–1978), Jazz- und Unterhaltungsmusiker
- Johannes Roloff (* 1957), Pianist und Arrangeur
- Marianne Rosenberg (* 1955), Schlagersängerin, Komponistin
- Eddie Rosner (1910–1976), deutsch-russischer Jazzbandleader, Trompeter, Geiger und Kornettist
- Antje Rößeler (* 1989), Jazzmusikerin
- Peter Rüchel (1937–2019), Musikjournalist und Begründer der WDR-Sendung Rockpalast
- Ernst Rudorff (1840–1916), Komponist, Musikpädagoge und Naturschützer
- Max Rumpf (1906–1987), Jazz- und Unterhaltungsmusiker
- Dieter Rumstig (1928–2017), klassischer Gitarrist, Musikdramaturg und Hochschullehrer
- Carl Friedrich Rungenhagen (1778–1851), Komponist und Musikpädagoge, Direktor der Sing-Akademie zu Berlin
- Philipp Rüttgers (* 1981), Jazzmusiker

### S–Z
- Maya Saban (* 1978), Sängerin
- Martin Sander (* 1963), Organist
- Nino Sandow (* 1961), Opernsänger, Schauspieler und Regisseur
- Kiki Sauer (* 1965), Musikerin und Texterin
- Carl Schaefer (1876–1954), Fagottist und Hochschullehrer
- Hans Schätzke (* 1938), Jazzmusiker und Musikredakteur
- Arno Schellenberg (1903–1983), Sänger
- Hermann Scherchen (1891–1966), Dirigent
- Rosalind von Schirach (1898–1981), Opernsängerin
- Alexander von Schlippenbach (* 1938), Jazz-Pianist, Arrangeur und Komponist
- Wolfgang Schlüter (1933–2018), Jazzmusiker
- Werner Schmah (1926–1997), Schlagersänger
- Andreas Schmidt (* 1967), Pianist, Komponist und Arrangeur
- Bobby Schmidt (1923–2014), Musiker und Musikproduzent
- Eberhard Schmidt (1930–2011), Chorleiter, Präsident des Landesmusikrats Niedersachsen
- Florens Schmidt (* 1984), Schauspieler und Musiker
- Hans Schmidt-Isserstedt (1900–1973), Dirigent
- Hermann Schmidt (1810–1845), königlich preußischer Hofkomponist, Ballettdirigent und Flötist
- Irmin Schmidt (* 1937), Musiker
- Jürgen Ernst Johannes Schmidt (1937–2010), Aufnahmeleiter und Musikproduzent
- Leopold Schmidt (1860–1927), Musikhistoriker und Kapellmeister
- Manfred Schmidt (* 1928), Sänger (Tenor)
- Thomas Schmitt (* 1951), Musiker und Comiczeichner
- Christoph Schneider (* 1966), Musiker und Schlagzeuger der Band Rammstein
- Dieter Schneider (1937–2023), Lied- und Schlagertextdichter
- Moses Schneider (* 1966; bürgerlich Andreas Schneider), Musikproduzent und Musikstudiobetreiber
- Detlef Schönenberg (1944–2022), Schlagzeuger und Autor
- Axinia Schönfeld (* ≈1972), Jazzmusikerin und lutherische Geistliche
- Mario Schönwälder (* 1960), Musiker, Produzent und Labelinhaber
- Manfred Schubert (1937–2011), Komponist, Dirigent und Musikkritiker
- Johann Christoph Schultze (1733–1813), Kapellmeister und Komponist
- Stefan Schulz (* 1971), Posaunist und Hochschullehrer
- Klaus Schulze (1947–2022), Komponist, Musiker und Produzent
- Kurt Schwabach (1898–1966), Komponist, Sänger, Kabarettist und Autor
- Friedrich Schwarz (1895–1933), österreichischer Komponist und Textdichter
- Tom Schwoll (* 1966), Gitarrist und Songwriter
- Wilhelm Seefeldt (1934–2023), Musiker und Komponist
- Brigitta Seidler-Winkler (1936–2021), Opern- und Konzertsängerin, Gesangspädagogin
- Bruno Seidler-Winkler (1880–1960), Dirigent, Pianist und Arrangeur
- Karl August Seidler (1778–1840), Konzertmeister
- Burkhardt Seiler (1953–2023), Plattenlabelbetreiber, Konzertveranstalter und Verleger
- Sido (* 1980; bürgerlich Paul Würdig), Rapper
- Rudolf Siegel (1878–1948), Dirigent und Komponist
- Henning Sieverts (* 1966), Jazz-Bassist
- Anja Silja (* 1940), Opernsängerin (Sopran)
- Silla (* 1984; bürgerlich Matthias Schulze), Rapper
- Hans Sommer (1904–2000), deutsch-US-amerikanischer Filmkomponist
- Helmuth Sommer (1911–1993), Komponist und Musikpädagoge
- Detlef D! Soost (* 1970), Tänzer und Choreograf
- Andreas Spannagel (* 1960), Jazzmusiker
- Christian Sprenger (* 1968), Flötist
- Christian Stadelmann (1959–2019), Geiger
- Richard Stauch (1901–1968), Komponist
- Karmen Stavec (* 1973), slowenische Popsängerin
- Daniel Steibelt (1765–1823), Komponist und Pianist
- Adolf Steimel (1907–1962), Musiker, Komponist, Arrangeur und Orchesterleiter
- Michael Stein (1952–2007), Musiker, Kabarettist und Autor
- Erwin Steinbacher (1903–1988), Jazz- und Unterhaltungsmusiker, Komponist und Bandleader
- Elisabeth Steiner (1935–2006), Opern- und Liedersängerin
- Peter C. Steiner (1928–2003), Cellist
- Otto Stenzel (1903–1989), Filmkomponist und Bandleader
- Hellmut Stern (1928–2020), Geiger, Mitglied der Berliner Philharmoniker und Autor
- Erich Walter Sternberg (1891–1974), deutsch-israelischer Komponist
- Ernstalbrecht Stiebler (1934–2024), Komponist und Musikjournalist
- Anna Katharina Stoll (* 1980), Schlagersängerin, Tänzerin und Choreographin
- Hagen Stoll (* 1975; auch bekannt als Joe Rilla), Rapper und Produzent
- Karl Straube (1873–1950), Organist und Leiter des Thomanerchores Leipzig
- Grete Sultan (1906–2005), Pianistin
- Ulrich Ed Swillms (1947–2023), Rockmusiker, Komponist (Karat)
- Taktloss (* 1975; bürgerlich Kingsly Defounga), Rapper
- Achim Tang (* 1958), Bassist und Komponist
- Tarééc (* 1978; bürgerlich Tarek Hussein), R'n'B-Sänger
- Wilhelm Taubert (1811–1891), Pianist und Komponist
- Adel Tawil (* 1978), Sänger, Songwriter und Produzent
- Eugen Tetzel (1870–1937), Musikpädagoge, Musikschriftsteller und Komponist
- Jonny Teupen (1923–1991), Harfenist und Komponist
- Arnim Teutoburg-Weiß (* 1974), Sänger und Gitarrist der Rockband Beatsteaks
- Christoph Theusner (1948–2023), Musiker (Band Bayon), Komponist und Schauspieler
- Christian Thielemann (* 1959), Dirigent
- Justus Thorau (* 1986), Dirigent
- Neco Tiglioglu (* 1975), Musikproduzent
- Jonas Timm (* 1992), Jazzmusiker
- Tony D (* 1983; bürgerlich Mohamed Ayad), Rapper
- Maria Trautmann (* 1990), Jazz- und Improvisationsmusikerin, Theaterschaffende
- Monique Trautmann (* 1980; auch bekannt als MQUE), Sängerin, Songwriterin und Model
- Käte van Tricht (1909–1996), Organistin, Pianistin, Cembalistin und Musikpädagogin
- Heiko Triebener (* 1964), Tubist
- Karsten Troyke (* 1960), Chansonsänger, Schauspieler und Sprecher
- Anna Tsombanis (* 1994), Jazzmusikerin
- Heinrich Urban (1837–1901), Komponist, Geiger und Musikpädagoge
- Farin Urlaub (* 1963; bürgerlich Jan Vetter), Sänger, Gitarrist (Die Ärzte)
- Moses Yoofee Vester (* 1999), Fusion- und Jazzmusiker
- Walther Vetter (1891–1967), Musikwissenschaftler und Hochschullehrer
- Ernst Viebig (1897–1959), Komponist
- Patrick Vogel (* 1982), Opernsänger
- Vokalmatador (* 1973; bürgerlich Victor Moreno), Rapper
- Klaus Voormann (* 1938), Musiker und Grafiker
- Alexander Wagner (1926–2019), Komponist, Chordirigent und Lehrbuchautor
- Raffaela Wais (* 1989), Sängerin und Schauspielerin
- Bruno Walter (1876–1962; eigentlich Bruno Walter Schlesinger), Dirigent, Pianist und Komponist
- Tilo Wedell (* ≈1937), Jazzmusiker
- Bettina Wegner (* 1947), Liedermacherin und Lyrikerin
- Emil Weiglin (1841–1901), Geiger und Konzertmeister
- Charly Weiss (1939–2009; eigentlich Hans Günther Weiss), Schlagzeuger, Schauspieler und Performance-Künstler
- Häns’che Weiss (1951–2016), Jazzmusiker (Gitarrist), Komponist und Interpret
- Judy Weiss (* 1972, bürgerlich Judith Tudorica), Sängerin
- Martin Weiss (1961–2024), Violinist, Gitarrist, Jazzkomponist
- Dieter Wellmann (1933–2025), Kirchenmusiker und Komponist
- Ursula Wendt-Walther (1934–2016), Opernsängerin
- Lotte Werkmeister (1885–1970), Chansonnière, Kabarettistin und Schauspielerin
- Helmuth Wernicke (1909–1994), Pianist, Arrangeur, Komponist und Bandleader
- Hartmut Westphal (* 1939), Komponist, Arrangeur und Musikwissenschaftler
- Finn Wiesner (* 1969), Jazzmusiker
- Andreas Wildenhain (* 1965), Jazzmusiker
- Matthias Winckelmann (1941–2022), Musikproduzent
- Karl-Ulrich Winkler (1960–1994), Liedermacher, Punk und Dissident
- Willibald Winkler (1914–1984), Jazz- und Unterhaltungsmusiker, Herausgeber von Notensammlungen
- Henry de Winter (* 1959), Sänger
- Anna Wohlfarth (* 1994), Jazzmusikerin
- Konrad Wolff (1907–1989), deutsch-US-amerikanischer Pianist und Klavierpädagoge
- Richard-Salvador Wolff (* 1990), Sänger, Musicaldarsteller
- Werner Wolff (1883–1961), Dirigent und Schriftsteller
- Wilhelm Wolff (1851–1912), Komponist, Komödien- und Coupletdichter
- Detlef Wolter (1933–2002), Komponist
- Helmut Zacharias (1920–2002), Violinist und Komponist
- Frank Zander (* 1942), Sänger, Moderator und Schauspieler
- Heinz Zeebe (1915–1983), Musiker und Dirigent
- Hans Rudolf Zeller (1934–2019), Musiktheoretiker, Essayist, Komponist und Performancekünstler
- Carl Friedrich Zelter (1758–1832), Musiker, Musikpädagoge, Komponist, Dirigent und Direktor der Sing-Akademie zu Berlin, Begründer der Zelterschen Liedertafel
- Renate Zimmermann (* 1936), Organistin
- Marie Miriam Zweig (1893–1972), Pianistin

## Theater-, Fernseh-, Film- und Medienschaffende

### A–D
- Ilse Abel (1909–1959), Schauspielerin
- Doris Abeßer (1935–2016), Schauspielerin, Hörspiel- und Synchronsprecherin
- Joy Lee Juana Abiola-Müller (* 1991), Schauspielerin
- Runa Abu Saleh (* 1983), Schauspielerin
- Willy Achsel (1884–1955), Schauspieler, Drehbuchschreiber, Filmregisseur und -produzent
- Fritz Karl Walther Achterberg (1880–1971), Schauspieler
- Maud Ackermann (* 1965), Synchronsprecherin
- Sir Kenneth Adam (1921–2016), Filmarchitekt
- Auguste Adami (1813–1886), Theaterschauspielerin und Opernsängerin
- Louis Adlon (1907–1947), Schauspieler
- Hans Jürgen Alf (* 1959), Schauspieler
- Boris Aljinovic (* 1967), Theater- und Filmschauspieler
- Jutta von Alpen (1921–1989), Theater- und Filmschauspielerin und Pianistin
- Charlotte Ander (1902–1969), Schauspielerin
- Günther Anders (1908–1977), Kameramann
- Jan Andres (* 1974), Schauspieler und Synchronsprecher
- Silvia Andersen (1966–2017), Schauspielerin und Tänzerin
- Lissy Arna (1900–1964), Schauspielerin
- Louise Sophie Arnold (* 2001), Schauspielerin
- Kitty Aschenbach (1894–1980), Schauspielerin
- Hans-Jörg Assmann (* 1943), Schauspieler
- Emily Atef (* 1973), Regisseurin und Autorin
- Michael von Au (* 1964), Theater- und Filmschauspieler
- Peer Augustinski (1940–2014), Schauspieler und Synchronsprecher
- Maria Axt (1925–1987), Kinderbuchautorin, Hörspielsprecherin und Schauspielerin
- Karin Baal (1940–2024), Schauspielerin
- Ariana Baborie (* 1988), Podcasterin und Moderatorin
- Annekathrin Bach (* 1979), Schauspielerin
- Paul Bach (1855–1936), Schauspieler
- Antonia Baehr (* 1970), Choreografin, Performance- und Medienkünstlerin
- Patrick Baehr (* 1992), Schauspieler und Synchronsprecher
- Hugo Egon Balder (* 1950), Fernsehmoderator, Produzent, Musiker, Schauspieler und Kabarettist
- Jürgen Balitzki (* 1948), Radiojournalist, Publizist und Maler
- Michael Ballhaus (1935–2017), Kameramann
- Ellen Bang (1906–1981), Schauspielerin
- Lothar Barke (1926–2010), Animationsfilmregisseur und Drehbuchautor
- George Bartenieff (1933–2022), Schauspieler und Theaterproduzent
- Mario Barth (* 1972), Komiker
- Janina Isabell Batoly (* 1982), Schauspielerin
- Marie Baumeister (1819–1887), Schauspielerin
- Philip Baumgarten (* 1986), Schauspieler
- Sebastian Baumgarten (* 1969), Regisseur
- Arzu Bazman (* 1977), Schauspielerin
- Victor Beaumont, bürgerlich Peter Wolff (1912–1977), Schauspieler
- Hartmut Becker (1938–2022), Film- und Theaterschauspieler
- Heinrich Becker (1770–1822), Schauspieler und Regisseur
- Jens Becker (* 1963), Drehbuchautor, Regisseur und Hochschullehrer
- Julia Becker (* 1982), Schauspielerin und Hörspielsprecherin
- Maria Becker (1920–2012), Schauspielerin, Regisseurin und Hörspielsprecherin
- Robin Becker (* 1990), Schauspieler
- Sarah Becker (* 1976), Schauspielerin
- Wolfgang Becker (1910–2005), Filmregisseur und -produzent
- Günther Beelitz (* 1938), Theaterregisseur und Intendant
- Siegfried Behrend (1933–1990), Gitarrist und Komponist
- Marga Behrends (1907–2010), Tänzerin und Sängerin
- Dagmar Beiersdorf (1944–2025), Malerin und Filmemacherin
- Patrick Beinlich (* 1989), Schauspieler und Model
- Lothar Bellag (1930–2001), Schauspieler und Regisseur
- Henry Bender (1867–1935), Schauspieler
- Philip Bender, geboren als Philip Reichenbach (* 1980), Schauspieler
- Irina von Bentheim (* 1962), Schauspielerin, Synchron- und Hörbuchsprecherin
- Almut Berg (1938–2022), Schauspielerin
- Carolin van Bergen (1964–1990), Schauspielerin
- Monika Bergen, eigentlich Bärbel Breitsprecher (1941–1962), Schauspielerin, Synchronsprecherin
- Finnlay Berger (* 2009), Filmschauspieler und Kinderdarsteller
- Jan Berger (* 1970), Drehbuchautor
- Katharina Bergfeld (* 1981), Filmproduzentin
- Dagmar Berghoff (* 1943), Hörfunk- und Fernsehmoderatorin
- Christian Berkel (* 1957), Schauspieler
- Laura Berlin (* 1990), Schauspielerin und Model
- Trude Berliner (1904–1977), Schauspielerin, Tänzerin und Sängerin
- Erwin Berner, eigentlich Erwin Strittmatter-Berner (1953–2023), Autor und Schauspieler
- Emilia Bernsdorf (* 1997), Schauspielerin
- Dru Berrymore (* 1969; bürgerlich Nicole Hilbig), Pornodarstellerin
- Regina Beyer (* 1947), Schauspielerin
- Karlheinz Bieber (1926–2014), Regisseur, Drehbuchautor und Schriftsteller
- Julia Biedermann (* 1967), Schauspielerin
- Gerhard Bienert (1898–1986), Schauspieler
- Detlef Bierstedt (* 1952), Synchronsprecher und Schauspieler
- Marie Bierstedt (* 1974), Synchronsprecherin
- Maxi Biewer (* 1964), Fernsehmoderatorin und Schauspielerin
- Eckhard Bilz (* 1938), Schauspieler und Synchronsprecher
- Emil Bing (1855–1932), Schauspieler, Theaterregisseur und Komiker
- Inga Birkenfeld (* 1978), Schauspielerin
- Marc Bischoff (* 1969), Schauspieler
- Erwin Biswanger (1896–1944), Schauspieler und Drehbuchautor
- Tatjana Blacher (* 1956), Schauspielerin
- Jamie Lee Blank (* 1994), Synchronsprecherin
- Jodie Blank (* 1992), Synchron- und Hörspielsprecherin
- Henry Blanke (1901–1981), Regisseur und Filmemacher, Oscarpreisträger
- Julia Blankenburg (* 1969), Schauspielerin, Synchron-, Hörspiel- und Hörbuchsprecherin
- Ludwig Blochberger (* 1982), Schauspieler
- Ralf Bode (1941–2001), Kameramann
- Fritz Böhm (* 1980), Filmproduzent, Regisseur und Drehbuchautor
- Kristina Böhm (* 1959), Schauspielerin, Sängerin und Schriftstellerin
- Cathrin Böhme (* 1964), Fernsehmoderatorin und Journalistin
- Folker Bohnet (1937–2020), Schauspieler, Theaterregisseur und Bühnenautor
- Curt Bois (1901–1991), Schauspieler
- Ranja Bonalana (* 1973), Synchronsprecherin
- Oliver Bootz (* 1971), Schauspieler
- Marie Borchardt (1890–1969), Schauspielerin und Schauspiellehrerin
- Ernst Wilhelm Borchert (1907–1990), Bühnen- und Filmschauspieler sowie Synchronsprecher
- Inge Borde-Klein (1917–2006), Puppenspielerin und Autorin
- Lya Borré (1889–1920), Theater- und Stummfilmschauspielerin
- Konrad Bösherz (* 1983), Synchronsprecher und Schauspieler
- Grit Boettcher (* 1938), Schauspielerin
- Jill Böttcher, verheiratete Jill Schulz (* 1986), Schauspielerin und Synchronsprecherin
- Marc Boettcher (* 1965), Filmemacher, Produzent, Autor, Dramaturg und Schauspieler
- Martin Böttcher (1927–2019), Filmkomponist, Dirigent und Arrangeur
- Patrice Bouédibéla (* 1974), Fernsehmoderator
- Henry Brandon (1912–1990; bürgerlich Heinrich von Kleinbach), Schauspieler
- Rainer Brandt (1936–2024), Schauspieler, Synchronsprecher, Synchronregisseur und Dialogbuchautor
- Charles Brauer, geboren als Charles Knetschke (* 1935), Schauspieler und Synchronsprecher
- Alfred Braun (1888–1978), Rundfunkreporter und Hörspielregisseur
- Harald Braun (1901–1960), Regisseur, Filmproduzent und Drehbuchautor
- Ursula Braun (1921–1984), Schauspielerin und Synchronsprecherin
- Sharon Brauner (* 1969), Schauspielerin und Musikerin
- Barbara Brecht-Schall (1930–2015), Theaterschauspielerin und Kostümbildnerin
- Auguste Brede (1784–1859), Schauspielerin
- Erich Brehm (1910–1966), Kabarettautor und -leiter
- Maike von Bremen (* 1981), Schauspielerin, Sängerin, Synchronsprecherin und Moderatorin
- Jan Peter Bremer (* 1965), Schriftsteller
- Helmut Brennicke (1918–2005), Schauspieler, Regisseur, Hörspielsprecher, Schauspiellehrer und Autor
- Nicolas Brieger (* 1943), Schauspieler und Regisseur
- Sven Brieger (* 1960), Schauspieler und Synchronsprecher
- Anne-Sophie Briest (* 1974), Schauspielerin
- Antoine Brison (* 1992), Schauspieler
- Annemarie Brodhagen (* 1934), Fernsehmoderatorin
- Ilona Brokowski (* 1979), Synchronsprecherin
- Oliver Bröcker (* 1977), Schauspieler
- Hein Bruehl (* 1938), Hörspielautor und -regisseur
- Dorian Brunz (* 1993), Schauspieler
- Simson Bubbel (* 1986), Schauspieler
- Axel Buchholz (* 1965), Schauspieler
- Horst Buchholz (1933–2003), Schauspieler
- Karin Buchholz (* 1941), Schauspielerin, Synchron- und Hörspielsprecherin, Tänzerin
- William Budzinski (1875–1950), Kostümbildner
- Annekathrin Bürger (* 1937), Schauspielerin
- Georg Burghardt (1876–1943), Schauspieler, Regisseur und Dramaturg
- Marlene Burow (* 2000), Schauspielerin
- Fabian Busch (* 1975), Schauspieler
- Josephin Busch (* 1986), Schauspielerin und Sängerin
- Alfred Bütow (1902–1986), Szenenbildner
- Joachim Cadenbach (1925–1992), Schauspieler und Synchronsprecher
- Peter Capell (1912–1986), Schauspieler und Synchronsprecher
- Florentine von Castell (* 1939), Schauspielerin und Hörspielsprecherin
- Matondo Castlo (* 1993), Fernsehmoderator
- Frank Castorf (* 1951), Regisseur und Intendant
- Neco Çelik (* 1972), Erzieher, Film- und Theaterregisseur
- Adolf Christen (1811–1883), bayerischer Hofschauspieler
- Norbert Christian (1925–1976), Schauspieler
- Gesine Cukrowski (* 1968), Schauspielerin
- Ludwig Colani (1869–1923), Schauspieler, Regisseur und Theaterleiter
- Nora von Collande (* 1958), Schauspielerin
- Henriette Confurius (* 1991), Schauspielerin
- Us Conradi (1928–2025), Schauspielerin und Autorin
- Clarissa Corrêa da Silva (* 1990), Fernsehmoderatorin und Redakteurin
- Bettina Cramer (* 1969), Fernsehmoderatorin, Filmproduzentin und Fotografin
- Claire Creutz (1886–1938), Schauspielerin
- Erich Czerwonski (1889–1940), Filmarchitekt
- Klaus Dahlen (1938–2006), Schauspieler
- Friedrich Dahn (1811–1889), Schauspieler und Regisseur
- Fritz Daniger (1910–1972), Schauspieler, Rundfunkredakteur, Hörspiel- und Synchronsprecher
- Thomas Danneberg (1942–2023), Schauspieler und Synchronsprecher
- Alexander Dannenberg (* 1967), Filmproduzent und Regisseur
- Paul Dannenberg (1894–1957), Maskenbildner und Theaterfriseur
- Erika Dannhoff (1909–1996), Schauspielerin
- Bella Dayne, bürgerlich Isabelle Knispel (* 1988), Schauspielerin
- Hansi Dege (1887–1972), Schauspielerin
- Jenny Deimling (* 1972), Schauspielerin
- Ebbo Demant (* 1943), Dokumentarfilmautor, Regisseur und Journalist
- Caroline Demmer (1764–1813), Schauspielerin und Sängerin
- Hans Deppe (1897–1969), Schauspieler, Filmregisseur und Filmproduzent
- Siegfried Dessauer (1874–1956), Schauspieler, Filmregisseur und Drehbuchautor
- Kitty Dewall (1894–1955), Stummfilmschauspielerin und Sängerin
- August Diehl (* 1976), Schauspieler
- Marlene Dietrich (1901–1992), Schauspielerin und Sängerin
- Robert A. Dietrich (1889–1947), Filmarchitekt
- Ralf Dittrich (* 1949), Schauspieler
- Manja Doering (* 1977), Schauspielerin und Synchronsprecherin
- Peter Dommisch (1934–1991), Schauspieler, Synchronsprecher und Hörspielsprecher
- Angelica Domröse (* 1941), Schauspielerin
- Helene Luise Doppler (* 1996), Schauspielerin
- Wolfgang Draeger (1928–2023), Schauspieler und Synchronsprecher
- Sammy Drechsel (1925–1986), Journalist, Regisseur und Sportreporter
- Johann Drewitz (1761–1845), Theaterschauspieler
- Corinna Drews (* 1962), Schauspielerin und Fotomodell
- Horst Drinda (1927–2005), Schauspieler und Regisseur
- Laura Dünnwald (* 1974), Journalistin und Fernsehmoderatorin
- Fred Düren (1928–2015), Schauspieler
- Carl Duering (1923–2018), britischer Schauspieler
- Kurt Dürnhöfer (1886–1958), Filmarchitekt und Szenenbildner
- Gerd Duwner (1925–1996), Schauspieler und Synchronsprecher
- Eckart Dux (1926–2024), Schauspieler und Synchronsprecher
- Pete Dwojak (* 1982), Moderator, Schauspieler und Musiker
- Alice Dwyer (* 1988; bürgerlich Alice Deekeling), Schauspielerin

### E–H
- Wolfgang Ebert (1940–2014), Dokumentarfilmautor und -regisseur und Sachbuchautor
- Christina Ehlers (1911–1960), Schauspielerin
- Lena Ehlers (* 1980), Schauspielerin
- Josephine Ehlert (* 1983), Schauspielerin
- Richard Eichberg (1888–1952), Regisseur, Schauspieler und Filmproduzent
- Kaspar Eichel (* 1942), Schauspieler und Synchronsprecher
- Floriane Eichhorn (* 1981), Schauspielerin
- Fritzi Eichhorn (* 1981), Schauspielerin
- Joanna Eichhorn (* 1992), Schauspielerin
- Lars Eidinger (* 1976), Schauspieler
- Alexander Eisenach (* 1984), Theaterregisseur und Autor
- Claudia Eisinger (* 1984), Schauspielerin
- Günter Eisinger (1929–2019), Kameramann und Drehbuchautor
- Uschi Elleot, geborene Lucia Margarete Toelle (1899–1975), Schauspielerin und Sängerin
- Andreas Elsholz (* 1972), Schauspieler und Sänger
- Edeltraut Elsner (1936–2017), Schauspielerin, Kabarettistin und Synchronsprecherin
- Elton (* 1971; bürgerlich Alexander Duszat), Moderator
- Maria Emo (* 1936), österreichische Schauspielerin
- Erhan Emre (* 1978), Schauspieler
- Alexander Engel (1902–1968), Schauspieler und Regisseur
- Hilde Engel-Elstner (1908–1965), Tänzerin und Schauspielerin
- Jakobine Engel (* 1965), Filmemacherin, Videokünstlerin und Schauspielerin
- Nadja Engel (* 1964), Schauspielerin
- Heinz Engelmann (1911–1996), Bühnen-, Film- und Fernsehschauspieler sowie Synchronsprecher
- Gero Erhardt (1943–2021), Regisseur, Drehbuchautor, Kameramann und Produzent
- Gregor Erler (* 1982), Filmregisseur und Drehbuchautor
- Herbert Ernst (1939–2019), Kameramann und Filmemacher
- Esther Esche (* 1965), Schauspielerin
- Julius Eyben (1848–nach 1906), Theaterschauspieler und -regisseur
- Kriemhild Falke (1922–1974), Schauspielerin, Synchron- und Hörspielsprecherin
- Heike Falkenberg (* 1961), Schauspielerin, Theaterregisseurin und -autorin
- Paul Falkenberg (1903–1986), deutsch-US-amerikanischer Filmeditor und Dokumentarfilmer
- Fritz Falkenstein (1900–1986), Drehbuchautor
- Julius Falkenstein (1879–1933), Schauspieler
- Fritz Feld (1900–1993), deutsch-US-amerikanischer Schauspieler
- Thorsten Feller (* 1973), Schauspieler, Sänger und Fotomodell
- Emanuel Fellmer (* 1986), Schauspieler
- Hansjörg Felmy (1931–2007), Schauspieler
- Jonathan Feurich (* 1989), Schauspieler
- Beate Finckh (* 1960), Schauspielerin
- Luise von Finckh (* 1994), Schauspielerin
- Anna Fischer (* 1986), Schauspielerin und Sängerin
- Kim Fisher (* 1969), Sängerin, Schauspielerin und Fernsehmoderatorin
- Horst Fleck (1921–1983), Schauspieler, Journalist und Hörspielsprecher
- Annett Fleischer (* 1979), Schauspielerin
- Ana Fonell (* 1949), Schauspielerin und Synchronsprecherin
- Astrid Frank (* 1944), Schauspielerin
- Anja Franke (* 1964), Drehbuchautorin, Regisseurin und Schauspielerin
- Carmen Franke (* 1973), TV-Moderatorin
- Peter Frankenfeld (1913–1979), Schauspieler, Sänger und Entertainer
- Olaf Freese (* 1968), Lichtdesigner an Opern- und Theaterbühnen
- Achim Freyer (* 1934), Regisseur, Bühnen- und Kostümbildner
- Heinz Freitag (1941–2018), Synchronregisseur und -autor
- Pascal Freitag (* 1979), Schauspieler
- Veronika Freitag (* 1975), Schauspielerin
- Barbara Frey (* 1941), Schauspielerin
- Peter Fricke (* 1939), Film- und Theaterschauspieler und Synchronsprecher
- Liv Lisa Fries (* 1990), Schauspielerin
- Arved Friese (* 2002), Schauspieler
- Justus Fritzsche (1941–2003), Schauspieler
- Andreas Fröhlich (* 1965), Schauspieler, Synchron- und Hörspielsprecher (Die drei ???)
- Simone Frost (1958–2009), Schauspielerin
- Samir Fuchs (* 1977), Schauspieler und Synchronsprecher
- Addi Furler (1933–2000), Sportjournalist und Fernsehmoderator
- Benno Fürmann (* 1972), Schauspieler
- Franz F. Fürst (1900–1979), Filmarchitekt
- Tinka Fürst (* 1988), Schauspielerin
- Ilse Fürstenberg, eigentlich Ilse Funcke (1907–1976), Schauspielerin und Synchronsprecherin
- Kumaran Ganeshan (* 1983), Schauspieler
- Antje Garden (1951–1993), Fernsehansagerin und Moderatorin
- Adolf Gärtner (1867–1937), Filmregisseur
- Claus Theo Gärtner (* 1943), Schauspieler
- Christian Gaul (* 1964), Schauspieler und Synchronsprecher
- Gundula Gause (* 1965), Nachrichtenmoderatorin
- Conrad F. Geier (* 1958), Schauspieler
- Gerhard Geier (1932–2008), Kabarettist und Autor
- Susanne Geier, geborene Herrmann (* 1972), Synchronsprecherin
- Margit Geissler-Rothemund (1958–2016), Schauspielerin
- Fritz Genschow (1905–1977), Schauspieler, Filmregisseur, Filmproduzent
- Marina Genschow (1950–1987), Schauspielerin und Synchronsprecherin
- Götz George (1938–2016), Schauspieler
- Jasmin Gerat (* 1978), Schauspielerin und Moderatorin
- Fabian Gerhardt (* 1971), Regisseur, Schauspieler und Autor
- Sonja Gerhardt (* 1989), Schauspielerin
- Ulrich Gerhardt (* 1934), Regisseur und Hörspielleiter des SFB
- Arthur von Gerlach (1876–1925), Film- und Theaterregisseur
- Kurt Gerron (1897–1944; bürgerlich Kurt Gerson), Schauspieler und Regisseur
- Philipp Gerstner (* 1989), Schauspieler
- Dora Gerson (1899–1943), Schauspielerin, Holocaustopfer
- Norbert Gescher (1938–2021), Schauspieler, Hörspielsprecher, Synchronsprecher
- Horst Gewiss (* 1952), Bahnradsportler
- Anika Geyer (* 1990), Schauspielerin
- Maren Gilzer (* 1960), Schauspielerin und Model
- Ernst Ginsberg (1904–1964), Schauspieler, Hörspielsprecher, Regisseur und Theaterleiter
- Paul Glawion (1922–1993), Schauspieler
- Fred Goebel (1891–1964), Schauspieler
- Curt Goetz-Pflug (1919–1967), Regisseur und Drehbuchautor
- Renee Goddard (1923–2025), Schauspielerin, geboren als Renate Scholem
- Sebastian Goder (* 1964), Schauspieler
- Robert Gold (* 1970), Schriftsteller und Drehbuchautor und Filmproduzent
- Isabel Golden, bürgerlich Isabel Goldberg (* 1963), Pornodarstellerin
- Willy Goldberger (1898–1961), Kameramann
- Andreas Goldstein (* 1964), Regisseur, Autor und Filmproduzent
- Joachim M. Goldstein (1904–1969), Theateragent und Verleger
- Max Goldstein (1925–2008), deutsch-schwedischer Kostümbildner
- Gert von Gontard (1906–1979), Theaterdirektor
- Rudolf Grabow (1927–2006), Schauspieler
- Wolfgang Grabow (* 1942), Theaterschauspieler und Regisseur
- Christian Graf (* 1953), Rundfunkjournalist und Moderator
- Dina Gralla (1905–1994), Schauspielerin
- Sascha Grammel (* 1974), Comedian, Puppenspieler und Bauchredner
- Klaus-Peter Grap (* 1958), Schauspieler, Synchronsprecher, Synchronregisseur, Fernsehmoderator und Autor
- Fred Grasnick (1930–1996), Schauspieler, Regisseur und Intendant
- Evelyn Gressmann (1938–2018), Schauspielerin und Synchronsprecherin
- Andrea Grießmann (* 1968), Hörfunk- und Fernsehmoderatorin
- David Groenewold (1973–2019), Filmproduzent
- Siegfried Grönig (1942–2000), Schauspieler
- Katja Großkinsky (* 1992), Schauspielerin
- Herwart Grosse (1908–1982), Schauspieler, Sprecher und Theaterregisseur
- Andreas Grothusen (* 1943), Schauspieler
- Andreas Gruhn (* 1959), Schauspieler und Theaterregisseur
- Heike Brückner von Grumbkow (* 1963), Drehbuchautorin
- Cornelia Grünberg (* 1959), Regisseurin und Drehbuchautorin
- Max Grünberg (1876–1943), Schauspieler und Kabarettist
- Elisabeth Günther (* 1966), Schauspielerin, Synchron- und Hörbuchsprecherin
- Manfred Günther (1935–1989), Schauspieler
- Michael Günther (* 1935), Regisseur, Schauspieler, Synchronsprecher und Übersetzer
- Michael Gwisdek (1942–2020), Schauspieler und Regisseur
- Robert Gwisdek (* 1984), Schauspieler
- Gabriele Gysi (* 1946), Schauspielerin und Regisseurin
- Käthe Haack (1897–1986), Schauspielerin
- Traudel Haas (* 1945), Schauspielerin und Synchronsprecherin
- Jella Haase (* 1992), Schauspielerin
- Janine Habeck (* 1983), Schauspielerin und Fotomodell
- Fritzi Haberlandt (* 1975), Schauspielerin
- Till Hagen (* 1949), Synchronsprecher
- Kurt Hahne (1907–1985), Filmproduktionsleiter und Drehbuchautor
- Helga Hahnemann (1937–1991), Entertainerin, Kabarettistin und Schauspielerin
- Ingrid Hahnfeld (* 1937), Schauspielerin, Schriftstellerin und Hörspielautorin
- Thomas Halle (* 1984), Schauspieler
- Herman Haller, eigentlich Hermann Freund (1871–1943), Theaterdirektor und Autor
- Karin Hanczewski (* 1981), Schauspielerin
- Otto Hanisch (1927–2021), Kameramann
- Rhea Harder (* 1976), Schauspielerin
- Lucas Hardt (* 1989), Schauspieler
- Thomas Harlan (1929–2010), Regisseur und Autor
- Luise Hart (* 1997), Schauspielerin
- Gerhard Hartig (1922–2007), Schauspieler
- Hubertus Hartmann (* 1959), Theater- und Filmschauspieler
- Jonas Hartmann (* 1975), Schauspieler, Sprecher und Autor
- Julia Hartmann (* 1985), Tänzerin, Theater-, Kino- und TV-Schauspielerin
- Paula Hartmann (* 2001), Schauspielerin
- Jörg Hartung (* 1957), Synchronautor
- Martin Hartwig (1877–1966), Regisseur und Schauspieler
- Annemarie Hase, geborene Annita Maria Hirsch (1900–1971), Kabarettistin, Schauspielerin
- Lilith Häßle (* 1991), Schauspielerin und Hörspielsprecherin
- Michael Hatzius (* 1982), Puppenspieler und Schauspieler
- Ludwig Hausmann (1803–1876), Schauspieler und Komiker
- Ezard Haußmann (1935–2010), Schauspieler
- Anna Haverland (1854–1908), Theaterschauspielerin
- Klaus Hecke (* 1944), Schauspieler
- Edgar von Heeringen (1941–2019), Filmregisseur
- Max Hegewald (* 1991), Schauspieler
- Laura Maria Heid (* 1990), Schauspielerin
- Birgit Hein (1942–2023), Filmemacherin, Filmwissenschaftlerin, Performancekünstlerin und Hochschullehrerin
- Christiane Heinrich (* 1969), Schauspielerin
- Hans Heinrich (1911–2003), Film- und Fernsehregisseur sowie Filmeditor
- Hans Heinrich (1929–2007), Kameramann und Drehbuchautor
- Julia Alice von Heinz (* 1976), Filmregisseurin und Drehbuchautorin
- Matthias Heise (* 1962), Autor und Filmemacher
- Thomas Heise (1955–2024), Dokumentarfilmer, Autor, Regisseur und Hochschullehrer
- Louis Held (* 1996), Schauspieler und Sänger
- Martin Held (1908–1992), Theater- und Filmschauspieler
- Maximilian Held (* 1967), Theater- und Filmschauspieler
- Dagmar Heller (1947–2015), Schauspielerin und Synchronsprecherin
- Friederike Heller (* 1974), Theaterregisseurin, Dramaturgin und Hochschullehrerin
- Anette Hellwig (* 1970), Schauspielerin
- Gerhard Helwig (1924–2000), Filmarchitekt
- Brigitte Helm (1908–1996; bürgerlich Brigitte Eva Gisela Schittenhelm), Schauspielerin
- Luise Helm (* 1983), Schauspielerin, Synchron-, Hörspiel- und Hörbuchsprecherin
- Tarek Helmy (* 1975), Synchronsprecher
- Jan Hendriks (1928–1991), Schauspieler
- Fynn Henkel (1996–2015), Schauspieler
- Jo Herbst (1928–1980), Schauspieler und Kabarettist
- Wilfried Herbst (* 1935), Schauspieler, Kabarettist und Synchronsprecher
- Ernstgeorg Hering (* 1942), Theaterregisseur und Dramaturg
- Jutta Hering, verheiratete Kaffer (1924–2012), Filmeditorin
- Karoline Herfurth (* 1984), Schauspielerin
- Klaus Herm (1925–2014), Schauspieler und Hörspielsprecher
- Hans-Jürgen Hermel (1935–2017), Fernseh-Journalist, Unternehmer und Dokumentarfilmer
- Anna Herrmann (* 1991), Schauspielerin
- Victoria Herrmann (* 1969), Fernsehmoderatorin
- Willi A. Herrmann (1893–1968), Szenenbildner
- Wolf-Dieter Herrmann (* 1950), Journalist, Hörfunk- und Fernsehmoderator
- Martin Herzberg (1911–1972), Schauspieler und Kinderstar der Stummfilmzeit
- Luise Heyer (* 1985), Schauspielerin
- Ursula Heyer (* 1940), Schauspielerin und Synchronsprecherin
- Jürgen Hilbrecht (* 1942), Volksschauspieler, Regisseur, Sänger, Kabarettist und Entertainer
- Martina Hill (* 1974), Schauspielerin
- Sascha Hingst (* 1971), Fernsehmoderator
- Joern Hinkel (* 1970), Schauspieler, Regisseur und Intendant
- Hans Hinrich (1903–1974), Regisseur, Schauspieler und Synchronsprecher
- Sascha von Hinrichs (* 1981), Schauspieler
- Knut Hinz (* 1941), Schauspieler
- Michael Hinz (1939–2008), Schauspieler
- Werner Hinz (1903–1985), Schauspieler
- Matthias Hinze (1969–2007), Schauspieler und Synchronsprecher
- Kurt Hinzmann (1906–2003), Fernsehpionier
- Florian Hirsch (* 1979), Dramaturg
- Martin Hirthe (1921–1981), Schauspieler und Synchronsprecher
- Max Hochstetter (1877–1968), Schauspieler
- Natascha Hockwin (* 1982), Schauspielerin
- Susan Hoecke (* 1981), Schauspielerin und Fotomodell
- Hubert Hoelzke (1925–2018), Drehbuchautor, Schauspieler und Regisseur
- Botho Höfer (1880–1958), Filmarchitekt
- Hilla Hofer (1914–1990), Tänzerin und Schauspielerin
- Lutz Hoff (* 1951), Moderator, Kabarettist und Autor
- Yvonne ten Hoff, bürgerlich Yvonne Preuschhoff (* 1950), Schauspielerin
- Donata Höffer (* 1949), Schauspielerin und Sängerin
- Sylvia Hoffman (* 1938), Autorin und Fernsehregisseurin
- Daniela Hoffmann (* 1963), Schauspielerin und Synchronsprecherin
- Danne Hoffmann (* 1968), Schauspielerin
- Flora Hoffmann (1931–2013), Hörspielregisseurin
- Gert Günther Hoffmann (1929–1997), Schauspieler und Synchronsprecher
- Marianne Hoffmann (* 1941), Schauspielerin und Synchronsprecherin
- Markus Hoffmann (1971–1997), Schauspieler
- Shai Hoffmann (* 1982), Schauspieler und Sänger
- Ellen Hofmann (* 1968), Kostümbildnerin
- Robert Hofmann (* 1987), Filmkritiker und Schauspieler
- Grete Hollmann (1900–1955), Stummfilmschauspielerin
- Evelyn Holt (1906–2001), Schauspielerin
- Hedi Höpfner (1910–1988), Tänzerin, Schauspielerin und Schauspiellehrerin
- Margot Höpfner (1912–2000), Tänzerin, Schauspielerin, Regisseurin und Schauspiellehrerin
- Corinna Ariadne Horn (* 1978), Schauspielerin
- Henriette Hörnigk (* 1973), Dramaturgin und Regisseurin
- Harry Hornisch (1929–2006), österreichischer Schauspieler
- Eugen Hrich (1891–1971), Kameramann und Tontechniker
- Henry Hübchen (* 1947), Schauspieler
- Achim Hübner (1929–2014), Schauspieler, Regisseur und Autor
- David Hurst (1926–2019), deutsch-US-amerikanischer Schauspieler

### I–M
- Rolf Illig (1925–2005), Schauspieler und Sprecher literarischer Radioproduktionen
- Georg Immelmann (* 1935), Theaterregisseur und Intendant
- Tatjana Iwanow (1925–1979), Schauspielerin und Sängerin
- Ernst Jacobi (1933–2022), Schauspieler und Synchronsprecher
- Frederick Jaeger (1928–2004), Schauspieler
- Simon Jäger (* 1972), Synchronsprecher
- Maximilian Jaenisch (* 1988), Schauspieler
- Giuliana Jakobeit (* 1976), Synchronsprecherin
- Jörg Jannings (1930–2023), Hörspielregisseur
- Hilde Jary (1899–1989), Schauspielerin
- Constantin von Jascheroff (* 1986), Schauspieler, Synchronsprecher und Sänger
- Felix von Jascheroff (* 1982), Schauspieler und Sänger
- Julia Jentsch (* 1978), Schauspielerin und Theaterautorin
- Cherno Jobatey (* 1965), Fernsehmoderator
- Hansi Jochmann (* 1953), Schauspielerin
- Gottfried John (1942–2014), Schauspieler
- Monika John (* 1935), Schauspielerin und Synchronsprecherin
- Friedrich Joloff (1908–1988), Bühnen-, Film- und Fernsehschauspieler sowie Hörspiel- und Synchronsprecher
- Luna Jordan (* 2001), deutsch-österreichische Schauspielerin
- Marie Jordan (* 1988), Regisseurin, Schauspielerin und Autorin
- Jasper Joseph (* 1982), Schauspieler, Regisseur, Produzent und Drehbuchautor
- Maika Joseph (1915–1971), Schauspielerin und Kabarettistin
- Harald Juhnke (1929–2005), Entertainer, Film- und Bühnenschauspieler
- Gunnar Juncken (* 1976), Filmproduzent
- Winfried Junge (* 1935), Dokumentarfilmregisseur
- Walter Jupé (1916–1985), Schauspieler, Drehbuchautor und Dramaturg
- Tatjana Jury (* 1963), Moderatorin
- Ernst Kahler (1914–1993), Schauspieler und Regisseur
- William Kahn (1888–1941/1943), Filmregisseur, Drehbuchautor und Produzent
- Erich Kaiser-Titz (1875–1928), Schauspieler
- Stefan Kaminsky (* 1977), Schauspieler und Sprecher
- Justus Kammerer (* 1997), Schauspieler
- Albert Karchow (1866–1945), Schauspieler
- Marie Karchow-Lindner (1842–1914), Schauspielerin, Journalistin und Mäzenin
- Ullrich H. Kasten (1938–2024), Dokumentarfilmer und Drehbuchautor
- Werner Kastor (1943–2019), Boxsport-Kommentator
- Hannelore Kaub, geborene Kunz (1936–2017), Kabarettistin
- Sebastian Kautz (* 1970), Schauspieler und Regisseur
- Dieter Kehler (* 1949), Filmregisseur
- Eva Maria Keller (* 1948), Schauspielerin
- Herbert Keller (1922–1990), Textdichter und Theaterintendant
- Inge Keller (1923–2017), Schauspielerin
- Lina Keller (* 2000), Kinderdarstellerin
- Harald Kempe (1964–2022), Schauspieler
- Aviva Kempner (* 1946), US-amerikanische Drehbuchautorin und Regisseurin
- Albert Keßler (1819–1890), Theaterschauspieler, -regisseur und -intendant
- Mary Kid (1904–1986), Schauspielerin
- Artur Kiekebusch (1885–1951), Schauspieler und Regisseur
- Edith Kiel (1904–1993), Filmregisseurin, -produzentin, Drehbuchautorin
- Wolfgang Kieling (1924–1985), Film- und Bühnenschauspieler, Synchronsprecher
- Andrea Kiewel (* 1965), Fernsehmoderatorin
- Isot Kilian (1924–1986), Schauspielerin, Dramaturgie- und Regieassistentin
- Nastassja Kinski (* 1961), Schauspielerin
- Pola Kinski (* 1952), Schauspielerin
- Daniel Kirchberger (* 2000), Synchronsprecher
- Thomas Kirchner (* 1961), Drehbuchautor
- Jan Kittmann (* 1983), Schauspieler
- Gerhard Klein (1920–1970), Filmregisseur und Drehbuchautor
- Judith Klein (* 1972), Schauspielerin
- Robert Klein-Lörk (1898–1963), Schauspieler und Kabarettist
- Michael Kleinert (* 1954), Schauspieler
- Lena Klenke (* 1995), Schauspielerin
- Johnny Klinke (* 1950), Varietégründer und -direktor
- Ingo Klünder (* 1942), Schauspieler
- Sebastian Klussmann (* 1989), Quizspieler
- Jakob Knoblauch (* 1992), Schauspieler
- Dieter Knust (* 1940), Schauspieler, Fernsehregisseur, Drehbuchautor und Synchronsprecher
- Hannelore Koch (* 1951), Schauspielerin
- Max Philip Koch (* 1988), Schauspieler
- Juliane Koepp (* 1969), Dramaturgin
- Herbert Köfer (1921–2021), Schauspieler, Synchronsprecher und Moderator
- Hanno Koffler (* 1980), Schauspieler
- Hans Heinz König (1912–2003), Schriftsteller, Drehbuchautor, Filmregisseur und Produzent
- Klaus König (1935–2020), Kameramann und Regisseur
- Lennart König (* 1996), Schauspieler
- Richard König (1900–1961), Filmproduzent
- Erwin Kopp (1877–1928), Schauspieler, Hörspielsprecher und Theaterregisseur
- Karoline Koppe, verheiratete Feige, (1788–1858), Schauspielerin
- Oliver Korittke (* 1968), Schauspieler
- Hermine Körner (1878–1960), Schauspielerin, Regisseurin und Theaterleiterin
- Peter René Körner (1921–1989), Schauspieler, Sänger und Moderator
- Toks Körner (* 1974), Schauspieler, Autor und Drehbuchautor
- Michaela Koschak (* 1977), Wettermoderatorin
- Maria Koschny (* 1981), Synchronsprecherin
- Josefine Kramer-Glöckner (1874–1954), österreichische Volksschauspielerin und Sängerin
- Karsten Kramer (* 1973), Schauspieler und Synchronsprecher
- Charlotte Kramm (1900–1971), Schauspielerin
- Raffaello Kramm (* 1970), Schauspieler
- Waltraut Kramm (* 1931), Schauspielerin
- Brigitte Krause (1929–2007), Schauspielerin
- Charlotte Laurentine Krause (* 2002), Schauspielerin
- Georg Krause (1901–1986), Kameramann
- Hans Krause (1924–2015), Schauspieler, Autor, Satiriker und Kabarettist
- Kerstin Krause (* 1963), Regisseurin und Autorin
- Klaus W. Krause (1903–1976), Schauspieler, Hörspiel- und Synchronsprecher
- Stefan Krause (* 1958), Synchron- und Hörspielsprecher, Schauspieler und Musiker
- Nicolette Krebitz (* 1972), Schauspielerin, Regisseurin und Musikerin
- Otto Krieg-Helbig (1898–1976), Schauspieler
- Adalbert Kriwat (1882–1961), Schauspieler und Theaterregisseur
- Alexandra Kröber (* 1982), Fernsehmoderatorin
- Davia Krogmann, geborene Dannenberg (* 1976), Schauspielerin
- Kurt Krömer (* 1974), Komiker und Schauspieler
- Michael Krone (* 1948), Schauspieler
- Fred Kronström (1899–1993), Schauspieler und Sänger
- Richard Kropf (* 1979), Autor und Schauspieler
- Sabine Krug-Wolfram (1926–1969), Schauspielerin
- Bum Krüger (bürgerlich: Willy Krüger, 1906–1971), Schauspieler, Hörspiel- und Synchronsprecher
- Franz-Otto Krüger (1917–1988), Schauspieler, Synchronsprecher und Synchronregisseur
- Gerhard Krüger (1920–1986), Kameramann
- Hardy Krüger (1928–2022), Filmschauspieler, Synchronsprecher und Schriftsteller
- Johann Christian Krüger (1723–1750), Schriftsteller, Schauspieler und Dramatiker
- Julian Vinzenz Krüger (* 1992), Schauspieler
- Karl Friedrich Krüger (1765–1828), Schauspieler
- Nadine Krüger (* 1977), Fernsehmoderatorin und Schauspielerin
- Vanessa Krüger (* 1991), Schauspielerin
- Willy Krüger (1902–1979), Schauspieler
- Eberhard Kube (1936–2022), Pantomime
- Tilmar Kuhn (* 1970), Schauspieler
- Leontine Kühnberg (1889–nach 1930), Theater- und Stummfilmschauspielerin
- Carina Kühne (* 1985), Schauspielerin
- Wolfgang Kühne (1905–1969), Synchronsprecher und Schauspieler
- Joachim Kunert (1929–2020), Film- und Fernsehregisseur sowie Drehbuchautor
- Alexander Kunja (* 1969), Drehbuchautor, Regisseur und Dramaturg
- Kay Kuntze (* 1966), Regisseur und Theaterintendant
- Kristiane Kupfer (* 1960), Schauspielerin
- Rubina Kuraoka (* 1987), Synchronsprecherin
- Peer Kusmagk (* 1975), Schauspieler und Fernsehmoderator
- Jürgen Kuttner (* 1958), Radiomoderator, Kulturwissenschaftler, Theaterregisseur und freier Kunstschaffender
- Sarah Kuttner (* 1979), Fernsehmoderatorin und Kolumnistin
- Maria Kwiatkowsky (1985–2011), Schauspielerin
- Carmen Lahrmann (* 1925), Synchronsprecherin, Sängerin und ehemalige Kinderschauspielerin
- Petra Lämmel (* 1974), Schauspielerin
- Gerhard Lamprecht (1897–1974), Regisseur, Drehbuchautor, Dramaturg und Filmhistoriker
- Günter Lamprecht (1930–2022), Schauspieler
- Marius Lamprecht (* 1990), Schauspieler
- Ruth Landshoff (1904–1966), Schauspielerin und Schriftstellerin
- Erich Lange (1898–1941), Tontechniker beim Film
- Erwin Lange (1913–1982), Pyrotechniker beim Film
- Hellmut Lange (1923–2011), Schauspieler, Synchronsprecher und Fernsehmoderator
- Margarete M. Langen (1888–1931), Drehbuchautorin
- André Langenfeld (* 1970), DJ, Radiomoderator und Journalist
- Gertrude Langfelder (1884–1958), Schauspielerin, Regisseurin und Hörspielsprecherin
- Wolfgang Langhoff (1901–1966), Schauspieler und Regisseur
- Laura Laß (* 1984), Schauspielerin
- Frederick Lau (* 1989), Schauspieler
- Lena Lauzemis (* 1983), Schauspielerin
- Marga Legal (1908–2001), Schauspielerin und Politikerin
- Anika Lehmann (* 1985), Schauspielerin
- Dascha Lehmann (* 1974), Schauspielerin und Synchronsprecherin
- Manfred Lehmann (* 1945), Schauspieler und Synchronsprecher
- Paul Lehmann (1923–2022), Bühnen- und Szenenbildner
- Miriam Lehmann-Haupt (1904–1981), Schauspielerin
- Erwin Leiser (1923–1996), deutsch-schwedischer Publizist und Regisseur von Dokumentarfilmen
- Eberhard Leithoff (1901–1944), Filmschauspieler
- Gerit von Leitner (1941–2025), Autorin von Film- und Hörfunkproduktionen
- Hanno Lentz (* 1965), Kameramann
- Jürgen Lenz (* 1942), Kameramann und Filmeditor
- Regine Lenz, später Regine Seiffert (* 1942), Model
- Mohen Leo (* vor 1992), Spezialeffektkünstler
- Lena Lessing (* 1960), Schauspielerin und Regisseurin
- Lori Leux (1893–1964), Schauspielerin und Sängerin
- Kurt Lieck (1899–1976), Schauspieler und Hörspielsprecher
- Peter Lilienthal (1927–2023), Regisseur und Drehbuchautor
- Petra von der Linde (* 1942), Schauspielerin
- Käthe Lindenberg (1906–1980), Schauspielerin
- Ursula Lingen (1929–2014), deutsch-österreichische Schauspielerin
- Martin Linzer (1931–2014), Theaterkritiker und Dramaturg
- Felicitas Loewe (* 1959), Theaterwissenschaftlerin, -intendantin, Dramaturgin
- Dagobert Loewenberg (1929–2006), Dokumentarfilmregisseur
- Hans Albrecht Löhr (1922–1942), Theater- und Filmschauspieler
- Robert Löhr (* 1973), Schriftsteller, Drehbuch- und Bühnenautor, Puppenspieler
- Alfred Loretto (1878–1945), Filmschauspieler
- Klaus Löwitsch (1936–2002), Schauspieler
- Siegfried Lowitz (1914–1999), Schauspieler
- Peter René Lüdicke (* 1957), Theater- und Filmschauspieler
- Nadya Luer (* 1968), Nachrichtensprecherin und Redakteurin
- Uriel Luft (1933–2017), kanadischer Schauspieler und Kulturmanager
- Florian Lukas (* 1973), Schauspieler
- Stefan Lukschy (* 1948), Regisseur sowie Film- und Fernsehautor
- Bruno Lutz (1889–1964), Filmarchitekt
- Ingrid Lutz (1924–2021), Schauspielerin
- Marianne Lutz (1939–2018), Synchronsprecherin
- Toni Mahoni (* 1976), Video-Blogger, Musiker, Hörfunkmoderator und Schriftsteller
- Jürgen Mai (* 1951), Schauspieler, Regisseur und Synchronsprecher
- Edelweiß Malchin (1923–1983), Schauspielerin
- Georg Malcovati (* 1983), Schauspieler
- Julia Malik (* 1976), Schauspielerin
- Dieter Mann (1941–2022), Schauspieler
- Lucie Mannheim (1899–1976), Schauspielerin
- Andreas Mannkopff (1939–2015), Schauspieler, Synchronsprecher und Stimmkünstler
- Tijan Marei (* 1996), Schauspielerin
- Florian Martens (* 1958), Schauspieler
- Hans-Joachim Martens (1925–2018), Schauspieler und Regisseur
- Rainer März (* 1950), Kameramann, Drehbuchautor, Regisseur und Produzent
- Jochen Matschke (* 1985), Schauspieler
- Ulrich Matthes (* 1959), Film- und Theaterschauspieler, Synchron- und Hörbuchsprecher
- Silke Matthias (* 1960), Schauspielerin und Synchronsprecherin
- Gisela Mattishent (1919–1980), Fernseh- und Bühnenschauspielerin, Hörspielsprecherin
- Maximilian Mauff (* 1987), Schauspieler
- Franziska Maushake (* 1985), Moderatorin
- Christiane Maybach (1927–2006), Film- und Bühnenschauspielerin sowie Synchronsprecherin
- Lucille-Mareen Mayr (* 1993), Schauspielerin, Musical-Darstellerin und Synchronsprecherin
- Audra McDonald (* 1970), Schauspielerin (Private Practice)
- Dietrich Mechow (1925–2015), Schauspieler und Synchronsprecher
- Annika Meier (* 1981), Schauspielerin
- Edith Meinhard (1908–1968), Filmschauspielerin
- Bjarne Meisel (* 1998), Schauspieler
- Gerda Meissner (1910–1988), Hörspielsprecherin und Schauspielerin
- Digne Meller Marcovicz (1934–2014), Fotoreporterin, Filmemacherin, Journalistin und Buchautorin
- Eleonora von Mendelssohn (1900–1951), Schauspielerin
- Barnaby Metschurat (* 1974), Schauspieler
- Ilse Meudtner (1912–1990), Tänzerin und Choreografin
- Tino Mewes (* 1983), Schauspieler und Synchronsprecher
- Käthe Mey (1907–1987), deutsch-britisch-schweizerische Filmeditorin
- Sylke Rene Meyer (* 1970), Drehbuchautorin, Filmregisseurin und Hochschullehrerin
- Cynthia Micas (* 1990), Schauspielerin
- Theodor Wonja Michael (1925–2019), afrodeutscher Schauspieler
- Daniel Minetti (* 1958), Schauspieler, Regisseur und Sprecher für Funk und Synchron
- Hans-Peter Minetti (1926–2006), Schauspieler
- Jennifer Minetti (1940–2011), Schauspielerin
- Patricia von Miserony (* 1958), Schauspielerin
- Lina Rabea Mohr (* 1985), Schauspielerin und Synchronsprecherin
- Ulrike von Möllendorff (1939–2017), Journalistin und Fernsehmoderatorin
- Eberhard Wolfgang Möller (1906–1972), Schriftsteller und Dramatiker
- Friederike Möller (* 1985), Schauspielerin
- Stefanie Julia Möller (* 1979), Schauspielerin
- Dominic Monaghan (* 1976), britischer Schauspieler (Der Herr der Ringe)
- Ursela Monn (* 1950), Schauspielerin und Sängerin
- Erich Morawsky (1890–1958), Filmfirmenmanager und Filmproduzent
- Gisela Morgen (1918–2006), Schauspielerin
- Peter Morley (1924–2016; geboren als Peter Meyer), britischer Dokumentarfilmer und Fernsehproduzent
- Martin Morlock (1918–1983; bürgerlich Günther Goercke), Journalist und Kabarettautor
- Christoph Mory (* 1970), Schauspieler
- Manfred Mosblech (1934–2012), Film- und Fernsehregisseur, Drehbuchautor und Schauspieler
- Olga Motta (* 1962), Theaterregisseurin, Grafikerin, Bühnen- und Kostümbildnerin
- Sergej Moya (* 1988), Schauspieler, Drehbuchautor und Regisseur
- Holmar Attila Mück (* 1944), Hörfunk-, Film- und Fernsehautor und Regisseur
- Friedrich Mücke (* 1981), Schauspieler und Synchronsprecher
- Irmgard von zur Mühlen (* 1936), Dokumentarfilmerin und Regisseurin
- Sarah Mühlhause (* 1982), Schauspielerin
- Hans Mühlhofer (1878–1932), Schauspieler, Hörspielsprecher und Rezitator
- Alexander Müller (* 1973), Schauspieler
- Alfred Müller (1926–2010), Schauspieler
- Anna Müller-Lincke (1869–1935), Bühnen- und Filmschauspielerin
- Emilie Müller (1831–1854), Theaterschauspielerin
- Henriette Müller (* 1980), Schauspielerin
- Hilde Müller (1902–1971), Schauspielerin, Stummfilm-Kinderstar
- Kai Michael Müller (* 1991), Schauspieler
- Lea Müller (* 1999), Schauspielerin
- Lotte Müller (* um 1906–unbekannt), Schauspielerin, Stummfilm-Kinderstar
- Nicole Mercedes Müller (* 1996), Schauspielerin
- Pierre René Müller (* 1977), Schauspieler
- Reinhart Müller-Freienfels (1925–2010), Fernsehredakteur, Fernsehproduzent und Drehbuchautor
- Sebastian Müller-Stahl (* 1976), Schauspieler
- Till Müller-Klug (* 1967), Theater- und Hörspielautor und Regisseur
- Tobias Müller (* 1979), Synchronsprecher
- Vera Müller-Weidner (* 1939), Schauspielerin, Kabarettistin und Synchronsprecherin
- Wolfgang Müller (1922–1960), Schauspieler und Kabarettist
- Torsten Münchow (* 1965), Schauspieler und Synchronsprecher

### N–R
- Michael Narloch (1944–2023), Schauspieler
- Willi Narloch (1910–1973), Schauspieler
- David Nathan (* 1971), Synchronsprecher
- Otto Nebel (1892–1973), Maler, Dichter und Schauspieler
- Harald Nehring (* 1929), Hörspielautor
- Tatiana Nekrasov (* 1983), Schauspielerin
- Alexandra Neldel (* 1976), Schauspielerin
- Elias Nerlich (* 1997), Webvideoproduzent
- Arthur W. Neubert (1919–1992), Schauspieler und Geräuschetechniker
- Angela Neumann (* 1960), Schauspielerin
- Elisabeth Neumann (1905–2003), Filmeditorin
- Günter Neumann (1913–1972), Kabarettist, Komponist und Drehbuchautor
- Lena Neumann (1903–1971), Filmeditorin
- Lotte Neumann (1896–1977), Schauspielerin und Drehbuchautorin
- Irene Neuner (1958–2002), Schauspielerin
- Kathrin Neusser (* 1981), Schauspielerin, Autorin und Sprecherin
- Mike Nichols (1931–2014; bürgerlich Michael Igor Peschkowsky), Regisseur, Drehbuchautor und Produzent
- Désirée Nick (* 1956), Schauspielerin und Entertainerin
- Ralph T. Niemeyer (* 1969), Autor und Filmproduzent
- Dirk Nocker (* 1966), Schauspieler
- Mirco Nontschew (1969–2021), Komiker
- Ralf Nürnberger (* 1952), Regisseur, Bühnenbildner und Übersetzer
- Erik Ode (1910–1983), Schauspieler, Regisseur und Synchronsprecher
- Rose Oehmichen (1901–1985), Schauspielerin und Mitgründerin der Augsburger Puppenkiste
- Jürgen Ohlsen (1917–1994), Schauspieler
- Rahel Ohm (* 1962), Schauspielerin
- Peer J. Oppenheimer (1920–2018), deutsch-US-amerikanischer Filmproduzent und Drehbuchautor
- Marina Orschel (* 1937), Schönheitskönigin und Filmschauspielerin
- Herbert Ostwald (* 1960), Journalist, Regisseur und Dokumentarfilmer
- Gerd Oswald (1919–1989), deutsch-US-amerikanischer Schauspieler, Drehbuchautor, Regisseur und Produzent
- Max Paetz (1883–1975), Schauspieler und Aufnahmeleiter
- Katja Pahl (1919–2001), Filmschauspielerin
- Jana Pallaske (* 1979), Schauspielerin
- Katharina Palm (* 1963), Schauspielerin und Autorin
- Ingrid Pan (1930–1995), Schauspielerin und Hörspielsprecherin
- Rotraut Pape (1956–2019), Filmemacherin, Künstlerin und Hochschulprofessorin
- Erwin Parker (1903–1987), Schauspieler, Hörspielsprecher und Schauspiellehrer
- Paul Passarge (1851–1923), Schauspieler und Theaterregisseur
- Christiane Paul (* 1974), Schauspielerin
- Peter Paul (1911–1985), Schauspieler
- Charlotte von Pazatka (1878–1969), Theaterschauspielerin
- Alexander Pensel (* 1986), Schauspieler
- Ralph Persson (* 1942), Schauspieler
- Peter Pewas (1904–1984; eigentlich Walter Emil Hermann Schulz), Filmregisseur und Werbegraphiker
- Günter Pfitzmann (1924–2003), Schauspieler und Kabarettist
- Stephanie Philipp (* 1968; verheiratet Stephanie Bothor), Schauspielerin und Künstlerin
- Harald Pignatelli (* 1962), Moderator
- Marion Pinkpank (* 1973), Moderatorin und Synchronsprecherin
- Stefan Pinnow (* 1968), Fernsehmoderator
- Helga Piur (* 1939), Schauspielerin und Synchronsprecherin
- Christina Plate (* 1965), Schauspielerin
- Walter Plathe (* 1950), Theater- und Filmschauspieler
- Barbara Plensat (* 1939), Hörspielregisseurin
- Peter Podehl (1922–2010), Schauspieler, Regisseur und Autor
- Jan Pohl (* 1982), Schauspieler
- Johanna Polley (* 1992), Schauspielerin
- Harald Polzin (* 1963), Schauspieler, Coach und Trainer
- Linda Pöppel (* 1985), Theater- und Filmschauspielerin
- Nina von Porembsky (1940–1983), Schauspielerin und Hörspielsprecherin
- Andreas Potulski (* 1980), Schauspieler
- Daniela Preuß (* 1978), Schauspielerin
- Jakob Preuss (* 1975), Dokumentarfilmer
- Johannes Preuss (* 1983), Filmregisseur und Drehbuchautor
- Katja Primel (* 1972), Synchronsprecherin
- Ronja Prinz (* 1990), Schauspielerin
- Dieter Prochnow (* 1939), Schauspieler
- Jürgen Prochnow (* 1941), Schauspieler
- Vivienne Puttins (* 1992), Schauspielerin
- Loni Pyrmont (1900–1990), Stummfilmschauspielerin und Operettensängerin
- Erika Radtke (* 1937), Fernsehmoderatorin
- Ellen Rappus-Eichberg (* 1940 oder 1945), Schauspielerin, Synchron- und Hörspielsprecherin
- Horst Raspe (1925–2004), Schauspieler und Synchronsprecher
- Brigitte Rau (1933–1979), Schauspielerin
- Thomas Rau (* 1936), Synchronsprecher
- Wolfgang Rau (* 1935), Schauspieler
- Helga Raumer (1924–1997), Schauspielerin
- Annette Reber (1964–2008), Autorin, Regisseurin, Dramaturgin
- Vincent Redetzki (* 1992), Schauspieler
- Lucas Reiber (* 1993), Schauspieler
- Käthe Reichel (1926–2012), Schauspielerin und Friedensaktivistin
- Ernst Reinboth (1935–2016), Kurzfilmer und Maler
- Ruth Reinecke (* 1955), Schauspielerin
- Günter Reisch (1927–2014), Filmregisseur und Drehbuchautor
- Ingrid Rentsch (1928–2022), Schauspielerin
- Anouschka Renzi (* 1964), Schauspielerin
- Eva Renzi (1944–2005), Schauspielerin
- Arthur Reppert (1893–1970), Schauspieler
- Sebastian Reusse (* 1965), Schauspieler
- Jürgen Reuter (* 1941), Schauspieler
- Nastassja Revvo, geborene Hahn (* 1994), Schauspielerin, Sängerin und Tänzerin
- Mario D. Richardt (* 1976), Fernsehmoderator und Autor
- Ilja Richter (* 1952), Schauspieler und Fernsehmoderator
- Dietmar Richter-Reinick (1935–1997), Schauspieler und Synchronsprecher
- Walter Richter-Reinick (1911–1984), Schauspieler und Synchronsprecher
- Henriette Richter-Röhl (* 1982), Schauspielerin
- Sarah Riedel (* 1979), Synchronsprecherin, Dialogbuchautorin und Schauspielerin
- Gertraud Gert Riederer (1911–2018), deutsch-US-amerikanische Theaterschauspielerin
- Leni Riefenstahl (1902–2003), Schauspielerin, Regisseurin, Fotografin
- Florian Riegel (* 1978), Filmeditor und Dokumentarfilmer
- Max Riemelt (* 1984), Schauspieler
- Friedrich Wilhelm Riese (1807–1879), Schriftsteller, Librettist und Bühnenautor
- Guido Ringel (* 1968), Sportreporter
- Christa Ritter (* 1942), Filmemacherin und Journalistin
- Franziska Ritter (* 1964), Schauspielerin, Theaterregisseurin und Hörspielsprecherin
- Maria Riva (* 1924, bürgerlich Maria Elisabeth Sieber), Schauspielerin und einzige Tochter von Marlene Dietrich
- Edhilt Rochell (1925–2019), Schauspielerin
- Michael Roemer (1928–2025), US-amerikanischer Filmregisseur, Produzent und Autor
- Shalin-Tanita Rogall (* 1990), Schauspielerin und Synchronsprecherin
- Tamara Rohloff (* 1961), Schauspielerin
- Oliver Rohrbeck (* 1965), Schauspieler, Synchron- und Hörspielsprecher
- Momme Röhrbein (* 1962), Bühnenbildner
- Stefan Roloff (* 1953), Filmemacher
- Jean Denis Römer (* 1967), Film- und Theaterschauspieler, Synchronsprecher
- Kerstin Römer (* 1962), Schauspielerin und Drehbuchautorin
- Hans Rose (1893–1980), Schauspieler und Theaterregisseur
- Ilse Rose-Vollborn (1911–1974), Schauspielerin
- Paul Rose (1900–1973), Schauspieler und Theaterleiter
- Willi Rose (1902–1978), Bühnen-, Film- und Fernsehschauspieler sowie Operettensänger
- Martin Rosen (1907–1981), Schauspieler, Synchronsprecher und Sänger
- Alexander Rosenberg (* 1965), Schauspieler, Synchronsprecher und Dialogbuchautor
- Hans Rosenthal (1925–1987), Entertainer und Moderator
- Stefanie Rösner (* 1983), Schauspielerin
- Wolfgang Roth (1910–1988), deutsch-US-amerikanischer Bühnenbildner
- Katharina Rothärmel (1939–2020), Schauspielerin, Hörspielsprecherin und Autorin
- Arno Rude (* 1957), Hörspiel- und Drehbuchautor
- Nina-Mercedés Rühl (* 1989), Schauspielerin und Synchronsprecherin
- Moritz Russ (* 2001), Autor und Synchronsprecher

### S–Z
- Andrew Sachs (1930–2016), deutsch-britischer Schauspieler
- Horst Sachtleben (1930–2022), Schauspieler
- Sıla Şahin (* 1985), deutsch-türkische Schauspielerin
- Emilio Sakraya (* 1996), Schauspieler und Musiker
- Ellenie Salvo González (* 1979), Schauspielerin
- Helke Sander (* 1937), Filmregisseurin
- Pierre Sanoussi-Bliss (* 1962), Schauspieler
- Margrit Sartorius (* 1974), Schauspielerin
- Frank Sauer (* 1959), Kabarettist, Komiker und Schauspieler
- Oscar Sauer (1856–1918), Theaterschauspieler
- Gerald Schaale (* 1955), Schauspieler und Synchronsprecher
- Michael Schacht (1941–2022), Theaterschauspieler und Hörspielsprecher
- Fritz Schade (1880–1926), Schauspieler
- Gerd E. Schäfer (1923–2001), Schauspieler
- Johannes Karl Roland Schäfer (* 1980), Schauspieler und Musiker
- Susanne Schaefer (* 1950), Schauspielerin
- Frank Schaff (* 1965), Schauspieler, Synchronsprecher, -regisseur und Dialogbuchautor
- Hans Schäffer (1918–2006), Schauspieler und Hörspielsprecher
- Franz Schafheitlin (1895–1980), Film- und Bühnenschauspieler sowie Synchronsprecher
- Ulrich Schamoni (1939–1998), Filmregisseur und Medienunternehmer
- Robert Scharfenberg (1894–nach 1968), Filmarchitekt
- Hans-Jürgen Schatz (* 1958), Schauspieler
- Alexander Scheer (* 1976), Schauspieler
- Sar Adina Scheer (* 1994), Schauspielerin
- Helmut Schellhardt (1929–2002), Filmschauspieler und Synchronsprecher
- Erich Schellow (1915–1995), Bühnen-, Film- und Fernsehschauspieler
- Manfred Schermutzki (1933–1989), Schauspieler, Hörspiel- und Synchronsprecher
- Tom Scheunemann (* 1968), Sportreporter
- Tom Schilling (* 1982), Schauspieler
- Heinz Schimmelpfennig (1919–2010), Schauspieler und Regisseur
- Rolf Schimpf (1924–2025), Schauspieler
- Peter Schiwy (1936–2023), Jurist, Journalist und Rundfunkintendant
- Jörn Schlönvoigt (* 1986), Schauspieler und Musiker
- Katharina Schlothauer (* 1985), Schauspielerin
- Frederik Schmid (* 1989), Schauspieler
- Dalia Mya Schmidt-Foß (* 2002), Schauspielerin, Synchronsprecherin und Influencerin
- Dennis Schmidt-Foß (* 1970), Schauspieler und Synchronsprecher
- Florens Schmidt (* 1984), Schauspieler, Musiker und Hörbuchsprecher
- Florian Schmidt-Foß (* 1974), Schauspieler und Synchronsprecher
- Fred Schmidt (1935–2010), Sänger, Entertainer, Moderator
- Gerhard Schmidt (* 1941), Filmproduzent, Drehbuchautor und Regisseur
- Gerrit Schmidt-Foß (* 1975), Schauspieler und Synchronsprecher
- Gordon Schmidt (* 1984), Schauspieler und Musiker
- Jonas Schmidt-Foß (* 2002), Synchron- und Hörspielsprecher
- Niels Bruno Schmidt (* 1975), Schauspieler
- Rolf Schmidt-Gentner (1925–2005), deutsch-österreichischer Tontechniker
- Till Schmidt (* 1970), Schauspieler
- Kurt Schmidtchen (1930–2003), Schauspieler und Komiker
- Stefan Schnabel (1912–1999), Schauspieler
- Karl Schneider (1916–1996), Maler, Filmarchitekt und Szenenbildner
- Ludwig Wilhelm Schneider (1805–1878), Schauspieler, Theaterdichter, Militärschriftsteller, Publizist und Vorleser zweier preußischer Könige
- Samuel Schneider (* 1995), Schauspieler
- Siegmar Schneider (1916–1995), Schauspieler und Synchronsprecher
- Robert Schoen (* 1966), Hörspielregisseur und -autor
- Sascha Oskar Schoening (1888–1949), Schauspieler
- Edith Schollwer (1904–2002), Schauspielerin und Sängerin
- Eva-Ingeborg Scholz (1928–2022), Schauspielerin
- Heinz Scholz (1910–1978), Schauspieler
- Horst Schön (1926–2020), Schauspieler und Synchronsprecher
- Emil von Schönfels (* 2002), Film- und Theaterschauspieler
- Klaus-Georg-Gustav Schöning (* 1992), Schauspieler
- William Schönland (1915–2011), deutsch-niederländischer Filmkaufmann
- Gustav Schönwald (1868–1919), Schauspieler, Vortragskünstler, Filmregisseur und Medienpionier
- Gunter Schoß (* 1940), Schauspieler, Moderator, Synchron- und Hörspielsprecher
- Werner Schott (1891–1965), Schauspieler
- Charlotte Schreiber-Just (1914–2000), Schauspielerin und Hörspielsprecherin
- Heinz Schröder (1921–2018), Schauspieler
- Heinz Schröder (1928–2009), Puppenspieler
- Johannes Schröder (* 1974), Komiker und Lehrer
- Sophie Charlotte Schröder (1714–1792), Schauspielerin
- Hannelore Schroth (1922–1987), Schauspielerin
- Georg Schubert (1879–1938), Filmregisseur und Kameramann
- Heinz Schubert (1925–1999), Schauspieler, Schauspiellehrer und Fotograf
- Heddo Schulenburg (1928–2008), Schauspieler
- Hannelore Schüler (1926–2018), Theaterschauspielerin und Synchronsprecherin
- Rolf Schult (1927–2013), Schauspieler und Synchronsprecher
- Eva Katharina Schultz (1922–2007), Schauspielerin und Synchronsprecherin
- Tim Oliver Schultz (* 1988), Schauspieler
- Kurt Schulz (1912–1957), Kameramann und Filmproduzent
- Torsten Schulz (* 1959), Schriftsteller und Drehbuchautor, Hochschullehrer an der Filmuniversität Babelsberg
- Victoria Schulz (* 1990), Schauspielerin
- Gabriele Schulze (* 1950), Schauspielerin
- Walter Schulze-Mittendorff (1893–1976), Bildhauer, Spezialeffektekünstler und Kostümbildner
- Werner Schulze-Reimpell (1931–2010), Dramaturg, Autor und Kritiker
- Alessandro Schuster (* 2002), Schauspieler und Jungfilmer
- Lothar Schuster (* 1940), Dokumentarfilmemacher, Hochschullehrer
- Friedrich Schütze (1891–1968), Schauspieler und UFA-Besetzungschef
- Willi Schwabe (1915–1991), Schauspieler, Sänger und Moderator
- Stephan Schwartz (* 1951), Schauspieler und Synchronsprecher
- Artur Schwarz (1890–1957), Filmarchitekt
- Asad Schwarz (* 1963), Schauspieler und Synchronsprecher
- Jaecki Schwarz (* 1946), Schauspieler
- Leo Schwedler (1903–1973), Kameramann
- Lilli Schweiger (* 1998), Schauspielerin
- Luna Schweiger (* 1997), Schauspielerin
- Hans Schweikart (1895–1975), Schauspieler und Regisseur
- Viola Schweizer (* 1954), Schauspielerin
- Maria Sebaldt (1930–2023), Schauspielerin
- Esther Sedlaczek (* 1985), Fernsehmoderatorin
- Benjamin Seidel (* 1991), Schauspieler und Synchronsprecher
- Marco Seiffert (* 1971), Moderator
- Manfred Seipold (1941–1989), Schauspieler
- Willy Semmelrogge (1923–1984), Schauspieler
- Werner Senftleben (1925–2007), Schauspieler und Sprecher für Funk und Synchron
- Evi Servaes (1922–2007), Schauspielerin
- Martina Servatius (1954–2016), Schauspielerin
- Peter Seum (1949–1998), Schauspieler
- Tülin Sezgin, (* 1988), Comedienne
- Fredy Sieg (1878–1962), Schauspieler und volkstümlicher Vortragskünstler
- Helena Siegmund-Schultze (* 1997), Schauspielerin
- Roman Silberstein (1932–2001), Schauspieler und Intendant
- Heinz-Viktor Simon (1943–2019), Politiker (CDU) und Stadtältester von Berlin
- Steffen Simon (* 1965), Fernsehmoderator und Fußballkommentator
- Jörg Simonides (* 1956), Schauspieler und Hörspielsprecher
- Elke Sommer (* 1940; bürgerlich Elke Schletz), Schauspielerin, Sängerin, Regisseurin und Malerin
- Inken Sommer (1937–2018), Schauspielerin, Hörspiel- und Synchronsprecherin und Drehbuchautorin
- Nico Sommer (* 1983), Filmregisseur und Filmeditor
- Klaus Sonnenschein (1935–2019), Schauspieler und Synchronsprecher
- Norman Sonnleitner (* 1978), Schauspieler
- Karl Sontag (1828–1900), Schauspieler, Dramatiker und Schriftsteller
- Eva Speyer (1882–1975), Schauspielerin
- Nana Spier (* 1971), Synchronsprecherin
- Torsten Spohn (* 1966), Schauspieler, Theaterregisseur und Schauspiellehrer
- Christian Sprenger (* 1968), Flötist
- Jochen Sprentzel (* 1943), Journalist und Fernsehmoderator
- Carsten Stahl (* 1972), Filmschauspieler und Gewaltpräventionstrainer
- Lena Stahl (* 1979), Filmregisseurin und Drehbuchautorin
- Laura Stahnke (* 1991), Schauspielerin
- Eberhard Stanjek (1934–2001), Sportreporter und Sportjournalist
- Günther Stark (1889–1970), Schauspieler, Dramaturg, Regisseur und Intendant
- Rudi Stark (1914–1989), Schauspieler, Regisseur und Hörspielsprecher
- Myriam Stark (* 1962), Schauspielerin und Hörspielsprecherin
- Ingrid Steeger (1947–2023; bürgerlich Ingrid Anita Stengert), Schauspielerin
- Gero Steffen (* 1964), Kameramann
- Britta Steffenhagen (* 1976), Radiojournalistin, Schauspielerin und Synchronsprecherin
- Florian Steffens (* 1984), Schauspieler
- Lotte Stein (1894–1982), Schauspielerin
- Peter Stein (* 1937), Theater-, Opern- und Filmregisseur
- Rudolf Steiner (* 1942), Filmregisseur, Drehbuchautor und Filmproduzent
- Theodor Steiner (1905–1970), Hörspielregisseur
- Judith Steinhäuser (* 1968), Schauspielerin, Kabarettistin und Synchronsprecherin
- Hans Christof Stenzel (1935–2019), Filmregisseur und Drehbuchautor
- Bruno Stephan (1907–1981), Kameramann
- Julian F. M. Stoeckel (* 1987), Schauspieler
- Valerie Stoll (* 1999), Schauspielerin
- Peter Stoltzenberg (* 1932), Dramaturg, Regisseur und Intendant
- Katja Strobel (* 1974), Schauspielerin und Synchronsprecherin
- Lutz Stückrath (1938–2020), Schauspieler, Kabarettist und Autor
- Victoria Sturm (* 1973), Filmschauspielerin und Synchronsprecherin
- Ulrike Stürzbecher (* 1965), Schauspielerin und Synchronsprecherin
- Monika Sundermann (* 1946), Fernsehassistentin
- Gerhard Tandar (1894–1943), Schauspieler, Aufnahme- und Produktionsleiter und Regisseur
- Max Taubert (* 1989), Regisseur und Filmproduzent
- Lissy Tempelhof (1929–2017), Schauspielerin
- Raiko Thal (* 1963), Journalist und Fernsehmoderator
- Anna Thalbach (* 1973), Schauspielerin
- Katharina Thalbach (* 1954), Schauspielerin
- Sabine Thalbach (1932–1966), Schauspielerin
- Heidemarie Theobald (1938–2021), Schauspielerin
- Flora Thiemann (* 2002), Schauspielerin
- Ingmar Thilo (1939–2021), Philosoph, Theaterleiter, Regisseur, Puppenspieler und Schauspieler
- Peter Thom (1935–2005), Schauspieler
- Sophia Thomalla (* 1989), Schauspielerin
- Jakob Tiedtke (1875–1960), Schauspieler
- Anne-Luise Tietz (* 1992), Schauspielerin
- Kristina Tietz (* 1990), Synchronsprecherin
- Adrian Julius Tillmann (* 1997), Filmschauspieler
- Svea Timander (* 1970), Schauspielerin
- Peter Timm (* 1950), Filmregisseur und Drehbuchautor
- Laura Tonke (* 1974), Schauspielerin
- Hella Tornegg (1878–1946), Schauspielerin und Sängerin
- Cordula Trantow (* 1942), Schauspielerin, Regisseurin und Intendantin
- Lothar Trautmann (1935–2010), Schauspieler, Regisseur und Schauspieldirektor
- Ilse Trautschold (1906–1991), Schauspielerin und Kabarettistin
- Ludwig Trepte (* 1988), Schauspieler
- Jördis Triebel (* 1977), Schauspielerin
- Jolina Amely Trinks (* 2009), Schauspielerin und Kinderdarstellerin
- Aaron Troschke (* 1989), Moderator, Reporter und Webvideoproduzent
- Jürgen Trott (* 1955), Schauspieler
- Nora Marie Tschirner (* 1981), Schauspielerin und Moderatorin
- Serpil Turhan (* 1979), Schauspielerin und Regisseurin
- Jennifer Ulrich (* 1984), Schauspielerin
- İdil Üner (* 1971), Schauspielerin und Regisseurin
- İlke Üner (* 1983), Violinistin und Schauspielerin
- Helmut Ungerland (1905–1989), Filmproduzent und -produktionsleiter
- Claudia Urbschat-Mingues (* 1970), Schauspielerin, Synchron- und Hörspielsprecherin
- Conrad Veidt (1893–1943), Schauspieler
- Konstanze Vernon (1939–2013), Tänzerin, Choreografin und Ballett-Pädagogin
- Adina Vetter (* 1980), Film- und Theaterschauspielerin
- Chloe Vevrier (* 1968), Model und ehemalige Pornodarstellerin
- Egon Vogel (1908–1993), Schauspieler und Sänger
- Ellinor Vogel (1913–1965), Schauspielerin
- Franz Vogel (1883–1956), Filmproduzent
- Peter Vogel (* 1938), Filmregisseur
- Gabriele Völsch (* 1970), Schauspielerin
- Benjamin Völz (* 1960), Schauspieler und Maler
- Rebecca Völz (* 1957), Schauspielerin
- Bastienne Voss (* 1968), Schauspielerin und Schriftstellerin
- Mine Voss (* 1989), Schauspielerin und Sängerin
- Kurt E. Walter (1908–1960), Drehbuchautor und Filmregisseur
- Matthias Walter (* 1975), Schauspieler
- Paul Walther (* 1979), Schauspieler
- Eduard Wandrey (1899–1974), Schauspieler und Synchronsprecher
- Antonio Wannek (* 1979), Schauspieler
- Harald Warmbrunn (1933–2020), Schauspieler
- Maxi Warwel (* 1983), Schauspielerin
- Greta Weber (* 1985), Schauspielerin
- Karl Weber (1897–1965), Filmarchitekt
- Klaus Peter Weber (* 1941), Kameramann
- Claudia Wedekind (1942–2015), Schauspielerin
- Dieter Wedekind (1922–2014), Kameramann
- Pamela Wedekind (1906–1986), Schauspielerin und Sängerin
- Debora Weigert (* 1969), Schauspielerin und Synchronsprecherin
- Anton Weil (* 1989), Schauspieler
- Friedrich Weinmann (1885–1929), Kameramann des Stummfilms
- Bettina Weiß (* 1966), Schauspielerin und Synchronsprecherin
- Ev-Katrin Weiß (* 1962), Schauspielerin
- Ruth Weiss (1928–2020), US-amerikanische Performancekünstlerin, Filmemacherin und Schauspielerin
- Geza L. Weisz (1904–1944), Kabarettist und Schauspieler
- Martin Weisz (* 1966), Video- und Filmregisseur
- Stella Welter (* 1991), Schauspielerin
- Ewald Wenck (1891–1981), Filmschauspieler, Kabarettist und Hörfunkmoderator
- Gerhard Wendland (1916–1996), Schlagersänger
- Heidemarie Wenzel (* 1945), Schauspielerin
- Tanja Wenzel (* 1978), Schauspielerin
- Molly Wessely (1889–1963), Schauspielerin und Operettensängerin
- Paul Westermeier (1892–1972), Schauspieler
- Ingeborg Westphal (1946–2012), Schauspielerin
- Günter Wiatrek (* 1938), Fernsehansager
- Andrea Wick, geborene Imme (* 1977), Synchronsprecherin
- Martin Wiebel (* 1943), Dramaturg, Fernsehredakteur und Filmproduzent
- Dieter Wieland (* 1937), Dokumentarfilmer und Autor
- Luisa Wietzorek (* 1989), Schauspielerin, Sängerin und Synchronsprecherin
- Katja Wildermuth (* 1965), Fernsehjournalistin und Intendantin
- Jürgen Wilke (1928–2016), Schauspieler und Theaterintendant
- Patrick Winczewski (* 1960), Schauspieler und Synchronsprecher
- Lili Winderlich (* 2000), Schauspielerin
- Juri Winkler (* 2003), Schauspieler und Synchronsprecher
- Lara Aylin Winkler (* 1999), Model und Schauspielerin
- Jeffrey Wipprecht (* 1980), Synchronsprecher und Radiomoderator
- Rasmus Max Wirth (* 1986), Schauspieler
- Anne Wis (* 1976), Schauspielerin
- Claus Peter Witt (1932–2017), Fernsehregisseur, Drehbuchautor, Schauspieler und Dramaturg
- Lotte Witt (1870–1938), Schauspielerin
- Nina Witt (* 1987), Schauspielerin und Synchronsprecherin
- Max Woelky (* 1985), Schauspieler
- Alfred Wolf, Künstlername King Repp (1898–1968), Varieté-Künstler, Jongleur
- Daria Vivien Wolf (* 2001), Schauspielerin, Hörspiel- und Synchronsprecherin
- Achim Wolff (* 1938), Schauspieler und Regisseur
- Christian Wolff (* 1938), Schauspieler, Synchron- und Hörbuchsprecher
- Elena Wolff (* 1993), österreichische Schauspielerin und Regisseurin
- Hans Wolff (1911–1979), Schauspieler, Drehbuchautor, Filmeditor und -regisseur
- Kurt Egon Wolff (1911–2001), Kabarettist, Conférencier und Regisseur
- Richard-Salvador Wolff (* 1990), Musicaldarsteller
- Thomas Wolff (* 1951), Schauspieler und Synchronsprecher
- Thomas Nero Wolff (* 1962), Synchronsprecher
- Ursula Uschi Wolff (* 1943), Schauspielerin und Synchronsprecherin
- Inge Wolffberg (1924–2010), Schauspielerin, Synchronsprecherin und Kabarettistin
- Lea Wolfram (* 1992), Schauspielerin
- Gerhard Wollner (1917–1997), Schauspieler und Kabarettist
- Hilde Wolter, geboren als Hildegard Wollschläger (1898–1946), Schauspielerin und Sängerin
- Ralf Wolter (1926–2022), Schauspieler
- Carolin Wosnitza (1987–2011), Pornodarstellerin (Sexy Cora)
- Nadine Wrietz (* 1975), Schauspielerin
- Katrin Wrobel (* 1977), Miss Germany 2002, Schauspielerin und Fotomodell
- Dietmar Wunder (* 1965), Synchron- und Hörspielsprecher
- Marianne Wünscher (1930–1990), Schauspielerin
- Harry Wüstenhagen (1928–1999), Schauspieler und Synchronsprecher
- Dana Wynter, gebürtig Dagmar Winter (1931–2011), britische Schauspielerin
- Arno Wyzniewski (1938–1997), Schauspieler
- Jing Xiang (* 1993), Schauspielerin
- Osan Yaran (* 1986), Komiker und Moderator
- Rolf Zacher (1941–2018), Künstler, Entertainer, Schauspieler und Musiker
- Peter Zadek (1926–2009), Theaterregisseur
- Sandrina Zander (* 1990), Schauspielerin
- Jada Zech (* 2005), Synchronsprecherin
- Rosel Zech (1940–2011), Schauspielerin
- Ronald Zehrfeld (* 1977), Schauspieler
- Walter Zeiske (1895–1961), Filmproduktions- und Herstellungsleiter
- William Zeiske (1888–1952), Stummfilmschauspieler und Filmaufnahmeleiter
- Paul Zerbst (* 1997), Schauspieler
- Manny Ziener (1881–1972), Schauspielerin
- Peter Ziesche (1955–2021), Kameramann
- Anni von Zieten (1906–1989), Filmproduzentin und -produktionsleiterin
- Gerdy Zint (* 1979), Schauspielerin
- Mike Zobrys (* 1981), Filmschauspieler
- Lilja van der Zwaag (* 1995), Schauspielerin
- Peter Zwegat (1950–2024), Schuldnerberater, Diplom-Sozialpädagoge und TV-Darsteller

## Sportler und Sportfunktionäre

### A–C
- Mustafa Abdullatif (* 2003), Fußballspieler
- Irene Abel (* 1953), Geräteturnerin
- Katja Abel (* 1983), Kunstturnerin
- Torsten Abel (* 1974), Triathlet
- Erich Aberger (1892–1941), Radrennfahrer
- Elias Abouchabaka (* 2000), Fußballspieler
- Alex Abraham (1886–1971), Leichtathlet
- Hans Abraham (* 1938), Badmintonspieler
- Kai Abraham (* 1967), deutsch-österreichischer Badmintonspieler
- Ralf Achenbach (1953–2015), Fußballfunktionär
- Nico Adamczak (* 1990), Basketballspieler
- René Adamczewski (* 1968), Fußballspieler
- Herbert Adamski (1910–1941), Ruderer
- Ensar Aksakal (* 2001), Fußballspieler
- Taşkın Aksoy (* 1967), Fußballspieler
- Enes Yasin Akyol (* 1998), Fußballspieler
- Mayada Al-Sayad (* 1992), deutsch-palästinensische Marathonläuferin
- Sylvia Albrecht (* 1962), Eisschnellläuferin
- Koray Aldemir (* 1990), Pokerspieler
- Nele Alder-Baerens (* 1978), Leichtathletin, Mittel-, Langstrecken- und Ultraläuferin
- Klaus Allisat (* 1938), Fechter
- Franziska van Almsick (* 1978), Schwimmerin
- Volkan Altın (* 1986), Fußballspieler
- Burak Altıparmak (* 1990), Fußballspieler
- Ireti Amojo (* 1990), Basketballspielerin
- Bernd Anders (* 1942), Boxer
- Dirk Anders (* 1966), Fußballspieler
- Christian Anderson (* 1974), US-amerikanisch-deutscher Basketballspieler
- Björn Andrae (* 1981), Volleyballspieler
- Volker Anger (* 1968), Ringer
- Monique Angermüller (* 1984), Eisschnellläuferin
- Hans Aniol (1878–1945), Schwimmer und Wasserballspieler
- Ali Annabi (* 1939), tunesischer Fechter
- Hans Appel (1911–1973), Fußballspieler
- Ilka Arndt (* 1981), Handballspielerin
- Heinz Arendt (1917–2006), Schwimmer
- Reinhard Arndt (* 1952), Judoka
- Pilt Arnold (* 1988), Hockeyspieler
- Noël Aséko (* 2005), Fußballspieler
- Fisnik Asllani (* 2002), Fußballspieler
- Amando Aust (* 1990), Fußballspieler
- Florian Baak (* 1999), Fußballspieler
- Alexander Bade (* 1970), Fußballtorwart
- Marko Bacak (* 1995), Basketballspieler
- Fritz Bache (1898–1959), Fußballspieler
- Tilo Backhaus (* 1986), Volleyball- und Beachvolleyballspieler
- Malcolm Badu (* 1997), Fußballspieler
- Sezer Badur (* 1984), Fußballspieler
- Elias Baggette (* 2002), Basketballspieler
- Gunnar Bahr (* 1974), Segler
- Klaus-Dieter Bähr (* 1941), Ruderer
- Rudolf Ball (1911–1975), Eishockeyspieler
- Leon Balogun (* 1988), Fußballspieler
- Hakan Balta (* 1983), Fußballspieler
- Francis Banecki (* 1985), Fußballspieler
- Nicole Banecki (* 1988), Fußballspielerin
- Sylvie Banecki (* 1988), Fußballspielerin
- Yannik Bangsow (* 1998), Fußballtorwart
- Helmut Bark (1926–2019), Judoka
- Bernd Barleben (* 1940), Radrennfahrer
- Max Barnofsky (* 1995), Fußballspieler
- Karsten Bäron (* 1973), Fußballspieler
- Alexander Barta (* 1983), Eishockeyspieler
- Björn Barta (* 1980), Eishockeyspieler
- Jürgen Barth (1943–2011), Bahnradsportler
- Günter Bartnicki (* 1932), Fußballspieler
- Atif Bashir (* 1985), Fußballspieler
- Herbert Bauch (* 1957), Boxer
- Fritz Bauer (1893–1982), Radrennfahrer
- Fritz Baumgarten (1886–1961), Fußballspieler
- Willy Baumgärtner (1890–1953), Fußballspieler
- Inken Becher (* 1978), Fußballspielerin
- Bruce Becker (* 1988), Eishockeyspieler
- Heinz Becker (1915–1991), deutsch-US-amerikanischer Baseballspieler
- Karl-Heinz Becker (1912–2001), Leichtathlet, Langstreckenläufer
- Tilla Becker (* 1981), Basketballspielerin
- Peggy Beer (* 1969), Leichtathletin
- Ron Beer (* 1965), Leichtathlet
- Jan Behrendt (* 1967), Rennrodler
- Jutta Behrendt (* 1960), Ruderin
- Wolfgang Behrendt (* 1936), Boxer
- Heike Beier (* 1983), Volleyballspielerin
- Stefan Beinlich (* 1972), Fußballspieler
- Damir Bektic (* 1997), Fußballspieler
- Karim Bellarabi (* 1990), Fußballspieler
- Änis Ben-Hatira (* 1988), Fußballspieler
- Francisco Benkö (1910–2010), Schachspieler und -komponist
- Soufian Benyamina (* 1990), Fußballspieler
- Felix Berg (* 1980), Kletterer und Bergsteiger
- Heinrich Berger (* 1985), Radrennfahrer
- David Bergner (* 1973), Fußballspieler und -trainer
- Hans Berliner (1929–2017), Fernschachspieler und Systemanalytiker
- Hans Berndt (1913–1988), Fußballspieler
- Karl Berndt (1898–1979), Fußballspieler und -trainer
- Hendrik Bertz (* 1988), Kanute
- Muhamed Bešić (* 1992), Fußballspieler
- Monika Beu (1963–2005), Volleyballspielerin
- Abdulkadir Beyazit (* 1996), Fußballspieler
- Nico Beyer (* 1996), Fußballspieler
- Wolfram Bialas (1935–1998), Schachspieler
- Pascal Bieler (* 1986), Fußballspieler
- Dominik Bielke (* 1990), Eishockeyspieler
- Andreas Biermann (1980–2014), Fußballspieler
- Sascha Bigalke (* 1990), Fußballspieler
- Filip Bilbija (* 2000), Fußballspieler
- Adrian Billhardt (* 1997), Fußballspieler
- Shergo Biran (* 1979), Fußballspieler und -trainer
- Martina Bischof (* 1957), Kanutin
- Alexander Blank (* 2002), Eishockeyspieler
- Julia Bleck (* 1985), Yngling-Seglerin
- Ludwig Bledow (1795–1846), Schachspieler
- Fritz Bleiweiß (1911–1989), Leichtathlet
- Alexander Blessig (* 1993), Basketballspieler
- Martina Blos (* 1957), Leichtathletin
- Nils Blumberg (* 1997), Fußballspieler
- Klaus Blumenberg (* 1941), Fußballspieler
- Jörg Blüthmann (* 1965), Fußballspieler
- Jérôme Boateng (* 1988), Fußballspieler
- Kevin-Prince Boateng (* 1987), Fußballspieler
- Marcus Böhme (* 1985), Volleyballspieler
- Matthias Böhme (* 1987), Volleyballspieler
- Hans-Joachim Böhmer (1940–1999), Ruderer
- Karin Boldemann (* 1940), Turnerin
- Alwin Boldt (1884–1920), Radrennfahrer
- Gerhard Bolte (1918–1993), Radsportler
- Thorsten Bolzek (* 1968), Fußballspieler
- Rico Bonath (* 1983), Handballspieler
- Helmut Bonnet (1910–1944), Zehnkämpfer
- Eberhard Borchert (* 1941), Fußballspieler
- Bill Borekambi (* 1992), Basketballspieler
- Anke Borowikow (* 1986), Volleyballspielerin
- Heinz-Jürgen Bothe (* 1941), Ruderer
- Werner Böttcher (1909–1944), Leichtathlet
- Wilhelm Friedrich Boyens (1942–2024), Fußballspieler
- Walter Brack (1880–1919), Schwimmer
- Thomas Brall (* 1963), Volleyballspieler
- Nico Brandenburger (* 1995), Fußballspieler
- Heinz Brandt (1907–1944), Springreiter
- Niklas Brandt (* 1991), Fußballspieler
- Fabian Brännström (* 1974), Eishockeyspieler
- Ellen Braumüller (1910–1992), Leichtathletin
- Anton Braun (* 1990), Ruderer
- Ralf Braun (* 1973), Schwimmer
- Ole Braunschweig (* 1997), Schwimmer
- Thomas Brechler (* 1986), Fußballspieler
- Fabian Bredlow (* 1995), Fußballtorwart
- Dieter Brefort (* 1962), Fußballspieler
- Albert Brehme (1903–1971), Bobfahrer
- Manuel Brehmer (* 1978), Ruderer
- Patrick Breitkreuz (* 1992), Fußballspieler
- Steve Breitkreuz (* 1992), Fußballspieler
- Burckhard Bremer (* 1946), Radrennfahrer und Radsportfunktionär
- Lorenz Brenneke (* 2000), Basketballspieler
- Niko Bretschneider (* 1999), Fußballspieler
- Renate Breuer (* 1939), Kanutin
- Norman Bröckl (* 1986), Kanute
- John Anthony Brooks (* 1993), Fußballspieler
- Tim Broshog (* 1987), Volleyballspieler
- Laura Brosius (* 1990), Fußballspielerin
- Felicio Brown Forbes (* 1991), Fußballspieler
- Peter Bruch (* 1955), Schwimmer
- Wieland Bruch (* 1961), Schachspieler, Großmeister für Schachkomposition
- Detlef Bruckhoff (* 1958), Fußballspieler
- Lucas Brumme (* 1999), Fußballspieler
- Uwe Brunn (* 1967), Fußballtorwart
- Gerardo Budowski (1925–2014), Schachspieler und Wissenschaftler
- Guido Buchwald (* 1961), Fußballspieler
- Lisa Buckwitz (* 1994), Bobfahrerin
- Gordon Büch (* 1995), Fußballspieler
- Klaus Bugdahl (1934–2023), Radsportler
- Robert Bukvić (* 1980), Basketballspieler und Unternehmer
- Kerem Bülbül (* 1995), Fußballspieler
- Werner Bunzel (1917–2001), Bahnradsportler
- Nico Burchert (* 1987), Fußballtorwart
- Sascha Burchert (* 1989), Fußballtorwart
- Paul Buschenhagen (1904–1993), Bahnradsportler
- Antje Buschschulte (* 1978), Schwimmerin
- Hermann Buse (1907–1945), Radrennfahrer
- Luca Butkovic (* 2004), Fußballspieler
- Anthony Canty (* 1991), Basketballspieler
- Berit Carow (* 1981), Ruderin
- Erwin Casmir (1895–1982), Fechter
- Sofian Chahed (* 1983), Fußballspieler
- Tarek Chahed (* 1996), Fußballspieler
- Otto Charlet (1885–1958), Ruderer
- Robin Christen (* 1991), Basketballspieler
- Oliver Clay (* 1987), Basketballspieler
- Erich Cohn (1884–1918), Schachspieler
- Wilhelm Cohn (1859–1913), Schachspieler
- Sophie Colditz (* 1988), Volleyball- und Beachvolleyballspielerin
- Nils Collingro (* 1970), Basketballspieler
- Lars Conrad (* 1976), Schwimmer
- Can Coşkun (* 1998), Fußballspieler
- Ante Čović (* 1975), Fußballspieler
- Bilal Çubukçu (* 1987), Fußballspieler
- Mladen Cvjetinović (* 2003), Fußballspieler
- Lennart Czyborra (* 1999), Fußballspieler
- Michael Czyborra (* 1997), Fußballspieler

### D–G
- Jeremiah Dąbrowski (* 1995), Fußballspieler
- Detlef Dahn (* 1943), Boxer
- Hans-Georg Dallmer (* 1942), Eiskunstläufer
- Muhammed Damar (* 2004), Fußballspieler
- Bence Dárdai (* 2006), Fußballspieler
- Márton Dárdai (* 2002), Fußballspieler
- Palkó Dárdai (* 1999), Fußballspieler
- Klaus Darga (* 1934), Schachgroßmeister und Bundestrainer des Deutschen Schachbundes
- Diego Dedura (* 2008), Tennisspieler
- René Deffke (* 1966), Fußballspieler
- Ama Degbeon (* 1995), Basketballspielerin
- Laurenz Dehl (* 2001), Fußballspieler
- Malte Delow (* 2001), Basketballspieler
- Jamil Dem (* 1993), Fußballspieler
- Levent Demiray (* 1979), Fußballspieler
- Zafer Demiray (* 1976), Fußballspieler
- Mithat Demirel (* 1978), Basketballspieler
- Uğur Demirkol (* 1990), Fußballspieler
- Bruno Demke (1880–1916), Radsportler
- Frank Dehne (* 1976), Volleyballspieler
- Tunay Deniz (* 1994), Fußballspieler
- Ahmet Dereli (* 1992), Fußballspieler
- Sascha Detlof (* 1982), Handballspieler
- Agyemang Diawusie (1998–2023), Fußballspieler
- Kurt Diemer (1893–1953), Fußballspieler
- Johannes Dietrich (* 1985), Schwimmer
- Volkan Dikmen (* 1991), Fußballspieler
- Hans Dittner (1926–2019), Leichtathlet
- Günter Dohrow (1927–2008), Leichtathlet und Handballspieler
- Hansjörg Döpp (1940–2022), Basketballfunktionär und -spieler, Jurist
- Gabi Dorausch (* 1968), Radrennfahrerin
- Linda Dörendahl (* 1984), Volleyballspielerin
- Sven Dörendahl (* 1973), Volleyballspieler
- Erich Dorn (1907–1987), Radrennfahrer
- Nico Drägert (* 1990), Basketballspieler
- Hendrik Drescher (* 2000), Basketballspieler
- Günter Drews (* 1967), Fußballspieler
- Günter Dreyer (1887–1958), Eishockeyspieler und Verleger
- Jürgen Dueball (1943–2002), Go-Spieler, Schachmeister und Bridgespieler
- Jean Dufresne (1829–1893), Schachmeister und -autor
- Uwe Dühring (* 1955), Ruderer
- Otto Dumke (1887–1913), Fußballspieler
- Burkhard Ebert (* 1942), Radrennfahrer
- Chinedu Ede (* 1987), Fußballspieler
- Hans Eder (1934–2022), Fußballspieler und -trainer
- Harry Edward (1898–1973), britischer Leichtathlet
- Cem Efe (* 1978), Fußballspieler und -trainer
- Florian Egerer (* 1998), Fußballspieler
- Fritz Eggebrecht (1883–nach 1911), Ruderer
- Harald Eggers (* 1942), Leichtathlet
- Sven Eggert (* 1964), Volleyballspieler
- Nils Ehlers (* 1994), Volleyball- und Beachvolleyballspieler
- Paul Eichelmann (1879–1915), Fußballspieler
- Mirko Eichhorn (* 1971), Eiskunstläufer
- Peter Eichstädt (* 1946), Radsportler und Teammanager
- Hans Eicke (1884–1947), Leichtathlet
- Tobias Eisenhuth (* 2001), Fußballspieler
- Heinz Emmerich (1908–1986), Fußballspieler
- Thomas Emmrich (* 1953), Tennisspieler
- Peter Enders (* 1948), Fußballspieler
- Steffen Enge (* 1965), Fußballspieler
- Klaus Engel (* 1934), Fernschachspieler
- Noah Engelbreth (* 2005), Fußballspieler
- Thorsten Engelmann (* 1981), Ruderer
- Lawrence Ennali (* 2002), Fußballspieler
- Ümit Ergirdi (* 1981), Fußballspieler
- Michaela Erler (* 1965), Handballspielerin
- Christine Errath (* 1956), Eiskunstläuferin
- Yannick Evans (* 1986), Basketballspieler
- Meike Evers (* 1977), Ruderin
- Helmut Faeder (1935–2014), Fußballspieler
- Christian Fährmann (* 1975), Fußballspieler
- Patrick Falk (* 1974), Basketballspieler
- Clemens Fandrich (* 1991), Fußballspieler
- Pardis Fardjad-Azad (* 1988), Fußballspieler
- Oskar Faßler (* 1988), Basketballspieler
- Shuan Fatah (* 1968), American-Football-Spieler und -Trainer
- Malik Fathi (* 1983), Fußballspieler
- Arne Feick (* 1988), Fußballspieler
- Marcus Feinbier (* 1969), Fußballspieler
- Sven Felski (* 1974), Eishockeyspieler
- Florian Fernow (* 1981), Radrennfahrer
- Fritz Feyerherm (1935–2008), Rugby-Union-Spieler, -Schiedsrichter, Sportfunktionär und Lehrer
- Christian Fiedler (* 1975), Fußballtorwart
- Karsten Finger (* 1970), Ruderer
- Felix Fischer (* 1983), Volleyballspieler
- Carola Fleischhauer (* 1962), Eiskunstläuferin
- Lars Flüggen (* 1990), Volleyball- und Beachvolleyballspieler
- Eric Franke (* 1989), Bobsportler
- Sidney Friede (* 1998), Fußballspieler
- Leon Friederici (* 1995), Basketballspieler
- Vincent Friederici (* 2001), Basketballspieler
- Hans-Peter Friedländer (1920–1999), Schweizer Fußballspieler
- Heike Friedrich (* 1966), Synchronschwimmerin
- Richard Friesicke (1892–nach 1911), Ruderer
- Lutz Michael Fröhlich (* 1957), Fußballschiedsrichter
- Christian Fromm (* 1990), Volleyballspieler
- Walter Furtwängler (1887–1967), Bergsteiger
- Reinhart Fuchs (1934–2017), Schachmeister und -journalist
- Marie Kristin Gabert (* 1982), Wrestlerin
- Richard Gadebusch (1873–1913), Turner und Ruderer
- Jörg Gaedke (* 1957), Fußballspieler
- Christoph Galandi (* 1962), Ruderer
- Niko Galešić (* 2001), Fußballspieler
- Nadja Gallardo (* 1986), Volleyballspielerin
- Carl Galle (1872–1963), Leichtathlet
- Heiko Ganschow (* 1968), Handballspieler
- Ernst Gaste (1898–nach 1931), Eiskunstläufer
- Ilse Gaste, Eiskunstläuferin
- Timur Gayret (* 1998), Fußballspieler
- Linus Gechter (* 2004), Fußballspieler
- Holger Gehrke (* 1960), Fußballtorwart
- Richard Genserowski (1875–1955), Kunstturner
- Tim Georgi (* 2000), Motorradrennfahrer
- Justin Gerlach (* 1990), Fußballspieler
- Marius Gersbeck (* 1995), Fußballtorwart
- Bernd Gersdorff (* 1946), Fußballspieler
- Jürgen Geschke (* 1943), Radrennfahrer
- Simon Geschke (* 1986), Radrennfahrer
- Charlotte Giebelmann (1899–2002), Eiskunstläuferin und -trainerin
- Hans-Peter Gies (* 1947), Leichtathlet
- Daniel Giese (* 1985), Bahnradsportler
- Paul Giese (* 1997), Basketballspieler
- Niels Giffey (* 1991), Basketballspieler
- Jan Glinker (* 1984), Fußballtorwart
- Sven Glinker (* 1981), Volleyballspieler
- Heikko Glöde (* 1961), Fußballspieler
- Maxi Gnauck (* 1964), Kunstturnerin
- Felix Gniot (* 1984), Radsportler
- Peter Göbel (* 1941), Eiskunstläufer
- Jessica Göpner (* 1990), Volleyball- und Beachvolleyballspielerin
- Alfred Görnemann (1877–1903), Radsportler
- Nora Götz (* 1989), Volleyballspielerin
- Tom Götz (* 1985), Volleyball- und Beachvolleyballspieler
- Richard Golle (1895–nach 1948), Radsportler
- Richard Golz (* 1968), Fußballtorwart
- Werner Golz (1933–1974), Schachspieler
- Nils Gottschick (* 1993), Fußballspieler
- Tarik Gözüsirin (* 2001), Fußballspieler
- Manuel Gräfe (* 1973), Fußballschiedsrichter
- Juliane Gramenz (* 1984), Volleyballspielerin
- Dennis Grassow (* 1971), Fußballspieler
- Fritz Grau (1894–1945), Bobfahrer
- Tobias Grauel (* 1986), Basketballspieler
- Stephanie Grebe (* 1987), Tischtennisspielerin
- Jürgen Gredig (* 1966), Fußballspieler
- Dirk Greiser (* 1963), Fußballspieler
- Maxim Gresler (* 2003), Fußballspieler
- Thomas Grether (* 1965), Fußballspieler
- Markus Gröger (* 1991), Fußballspieler
- Michaela Grohmann (* 1964), Volleyball- und Beachvolleyballspielerin
- Patricia Grohmann (* 1990), Volleyballspielerin
- Elisa Gronau (* 1990), Skispringerin
- Marc Gronau (* 1974), Eishockeytorwart
- Peter Gröning (* 1939), Bahnradsportler
- Manuela Groß (* 1957), Eiskunstläuferin und -trainerin
- Volkmar Groß (1948–2014), Fußballtorwart
- Josefine Grosse (* 1970), Handballspielerin
- Tanja Großer (* 1993), Volleyballspielerin
- Florian Grossert (* 1985), Fußballspieler
- Hans Gruhne (* 1988), Skullruderer
- Richard Grun (* 1938), Eishockeyspieler
- Heinz Gründel (* 1957), Fußballspieler
- Philipp Grüneberg (* 1992), Fußballspieler
- Joanic Grüttner Bacoul (* 1995), Basketballspieler
- Kaan Gül (* 1994), Fußballspieler
- Andaç Güleryüz (* 1993), Fußballspieler
- Shawn Gulley (* 1993), Basketballspieler
- Özkan Gümüş (* 1977), Fußballspieler und -trainer
- Tobias Gunte (* 1997), Fußballspieler
- Anja Günther (* 1983), Volleyball- und Beachvolleyballspielerin
- Silke Günther (* 1976), Ruderin
- Ahmet Gürleyen (* 1999), Fußballspieler
- Wolfgang Gunkel (1948–2020), Ruderer
- Jan Gyamerah (* 1995), Fußballspieler

### H–J
- Anita Haacke, verheiratete Brauns (1932–2021), Tischtennisspielerin
- Karl-Friedrich Haas (1931–2021), Leichtathlet
- Christina Hahn (* 1980), Basketballspielerin
- Gundula Hahn (* 1975), Basketballspielerin
- Jochen Hahn (* 1962), Radsportler, -trainer und -direktor
- Håkon Hänelt (* 2003), Eishockeyspieler
- Frank Hanisch (* 1953), Fußballspieler
- Denise Hanke (* 1989), Volleyballspielerin
- Mika Hanraths (* 1999), Fußballspieler
- Frank Hannemann (* 1959), Fußballspieler
- Wilhelm Hanstein (1811–1850), Schachspieler
- Lennart Hartmann (* 1991), Fußballspieler
- Thomas Häßler (* 1966), Fußballspieler
- Tim Häußler (* 1997), Fußballspieler
- Angela Hauck (* 1965), Eisschnellläuferin
- Patrick Hausding (* 1989), Wasserspringer
- Christian Hausmann (* 1963), Fußballspieler
- Georg Hax (1870–1952), Wasserspringer, Wasserballspieler, Kunstturner und Sportfunktionär
- Heinz Hax (1900–1969), Moderner Fünfkämpfer und Sportschütze
- Florian Haxha (* 2002), Fußballspieler
- Nicolas Hebisch (* 1990), Fußballspieler
- Florian Hecht (* 1993), Volleyballspieler
- Gerhard Hecht (1923–2005), Boxer
- René Hecht (* 1961), Volleyballspieler
- Betty Heidler (* 1983), Hammerwerferin
- Robert Heidorn (* 1988), Pokerspieler
- Karsten Heine (* 1955), Fußballspieler und -trainer
- Alfred Heinrich (1906–1975), Eishockeyspieler
- Karen Heinrich (* 1968), Handballspielerin
- Doreen Heinze (* 1996), Bahnradsportlerin
- Toni Hellmuth (* 1990), Volleyball- und Beachvolleyballspieler
- Robert Hemfler (* 1947), Fußballspieler
- Günter Hentschke (1921–2019), Fußballspieler und -trainer
- Lutz Hendel (* 1958), Fußballspieler
- Bryan Henning (* 1995), Fußballspieler
- Thomas Herbst (* 1962), Fußballspieler
- Philipp Herder (* 1992), Turner
- Silvio Herklotz (* 1994), Radrennfahrer
- Christian Herrmann (* 1966), Fußballspieler
- Erich Herrmann (1914–1989), Feldhandballspieler
- Patrick Herrmann (* 1988), Fußballspieler
- Peter Herrmann (* 1941), Judoka
- Finn Hetzsch (* 2004), Fußballspieler
- Tassilo von Heydebrand und der Lasa (1818–1899), Schachmeister und -theoretiker
- Antoine Hey (* 1970), Fußballspieler und -trainer
- Jonny Hey (* 1949), Fußballspieler und -trainer
- Achim Hill (1935–2015), Ruderer
- Janine Hinderlich (* 1990), Volleyballspielerin
- Ariane Hingst (* 1979), Fußballspielerin
- Benjamin Hinterstocker (* 1979), Eishockeyspieler
- Michael Hinz (* 1987), Fußballtorwart
- Saskia Hippe (* 1991), Volleyballspielerin
- Andreas Hirsch (* 1958), Turner und Trainer
- Egbert Hirschfelder (1942–2022), Ruderer
- Herbert Hochheim (* 1952), Fußballspieler
- Alfred Hoffmann (1914–1983), Eishockeytorwart
- André Hoffmann (* 1961), Eisschnellläufer
- Bernd Hoffmann (* 1946), Fußballspieler
- Eileen Hoffmann (* 1984), Hockeyspielerin
- Karl Hoffmann (1906–??), Ruderer
- Tim Hoffmann (* 2005), Fußballspieler
- Gritt Hofmann (* 1980), Turnerin
- Michaela Hofmann (* 1979), Handballspielerin
- André Hofschneider (* 1970), Fußballspieler und -trainer
- Rainer Höft (* 1956), Handballspieler
- Günter Hoge (1940–2017), Fußballspieler
- Lena Hohlfeld (* 1980), Fußballspielerin
- Bastian Hohmann (* 1990), Fußballspieler
- Björn Höhne (* 1991), Volleyballspieler
- Bernd Höing (* 1955), Ruderer
- Fabian Holland (* 1990), Fußballspieler
- Oliver Holzbecher (* 1970), Fußballspieler
- Robert Holzer (* 1966), Fußballspieler
- Ute Höpfner (* 1979), Seglerin
- Willi Horn (1909–1989), Kanute
- Helga Hösl-Thaw (1940–2015), Tennisspielerin
- Kenji Hövels (* 1993), Handballspieler
- Robert Hoyzer (* 1979), Fußballschiedsrichter
- Frank Hudson (* 1957), Basketballspieler
- Bennet Hundt (* 1998), Basketballspieler
- Daniela Hunger (* 1972), Schwimmerin
- Adolf Huschke (1891–1923), Radrennfahrer
- Gerhard Huschke (1914–1974), Radrennfahrer
- Richard Huschke (1893–1980), Radrennfahrer
- Thomas Huschke (* 1947), Radrennfahrer
- Steven Hutchinson (* 1968), Basketballspieler
- Robert Huth (* 1984), Fußballspieler
- Mcmoordy Hüther (* 1999), Fußballspieler
- Horst Ihlenfeld (1926–2007), Leichtathlet
- Joonas Iisalo (* 1986), finnischer Basketballtrainer und -spieler
- Adnan İlgin (* 1973), Fußballspieler
- Semra Ilhan (* 1978), Basketballspielerin
- Taşkın İlter (* 1994), Fußballspieler
- Daoud Iraqi (* 1999), Fußballspieler
- Gustav Jaenecke (1908–1985), Eishockey- und Tennisspieler
- Jan Jagla (* 1981), Basketballspieler
- Jimmy James (* 1982), Basketballspieler
- Marina Janicke (* 1954), Wasserspringerin
- Gustav Janke (1883–1959), Radsportler
- Uschi Janke, verheiratete Geuenich (* 1924), Tischtennisspielerin
- Marina Janicke, verheiratete Höhne (* 1954), Wasserspringerin
- Philipp Jankowski (* 1991), Volleyballspieler
- Norbert Janzon (* 1950), Fußballspieler
- Robert Jaspert (* 1960), Fußballspieler und -trainer
- Jürgen Jendrossek (* 1948), Fußballspieler
- Moritz Jenz (* 1999), Fußballspieler
- Nader Jindaoui (* 1996), Fußballspieler
- Björn Jopek (* 1993), Fußballspieler
- Akim-Jamal Jonah (* 1998), Basketballspieler
- Noah Jones (* 2002), Fußballspieler
- Robin Jorch (* 1994), Basketballspieler
- Michael Jost (* 1988), Basketballspieler
- Ranisav Jovanović (* 1980), Fußballspieler
- Michaela Junker (* 1964), Badmintonspielerin
- Karsten Just (* 1968), Leichtathlet

### K–L
- Anton Kade (* 2004), Fußballspieler
- Julius Kade (* 1999), Fußballspieler
- Helmuth Kahl (1901–1974), Pentathlet
- Sven Kaiser (* 1973), Fußballspieler
- Marcel Kalz (* 1987), Radrennfahrer
- Bilal Kamarieh (* 1996), Fußballspieler
- Luka Kamber (* 1994), Basketballspieler
- Muk Kang (* 1979), Footballspieler
- Olaf Kapagiannidis (* 1969), Fußballspieler
- Horst Kappel (* 1937), Radrennfahrer
- Aydın Karabulut (* 1988), Fußballspieler
- Cihan Kahraman (* 1998), Fußballspieler
- Ümit Karan (* 1976), Fußballspieler
- Jenny Karolius (* 1986), Handballspielerin
- Julius Karrer (* 2000), Eishockeyspieler
- Günter Kaslowski (1934–2001), Bahnradsportler
- Kristin Kasperski (* 1986), Volleyballspielerin
- Lino Kasten (* 2001), Fußballtorwart
- Erich Kauer (1908–1989), Fußballspieler
- Mariana Kautz (* 1980), Eiskunstläuferin
- Markus Kaya (* 1979), Fußballspieler
- Oliver Kegel (* 1961), Kanute
- Andreas Keller (* 1965), Feldhockeyspieler
- Carsten Keller (* 1939), Feldhockeyspieler
- Florian Keller (* 1981), Feldhockeyspieler
- Natascha Keller (* 1977), Feldhockeyspielerin
- Aljoscha Kemlein (* 2004), Fußballspieler
- Heike Kemmer (* 1962), Dressurreiterin
- Herbert Kemmer (1905–1962), Feldhockeyspieler
- Rainer Kempe (* 1989), Pokerspieler
- Max Kepler (* 1993), Baseballspieler
- Silke Kerl (* 1970), Beachvolleyballspielerin und -trainerin
- Judith Kern (* 1969), Volleyball- und Beachvolleyballspielerin
- Isabel Kerschowski (* 1988), Fußballspielerin
- Monique Kerschowski (* 1988), Fußballspielerin
- Mesut Kesik (* 2003), Fußballspieler
- Jürgen Kessel (* 1937), Volleyballspieler
- Reda Khadra (* 2001), Fußballspieler
- Kerstin Kielgaß (* 1969), Schwimmerin
- Jerome Kiesewetter (* 1993), Fußballspieler
- Arvid Kinder (* 1980), Volleyball- und Beachvolleyballspieler
- Alfred Kinzel (1912–2004), Schachspieler und -funktionär
- Muhammed Kiprit (* 1999), Fußballspieler
- Manfred Klein (* 1947), Ruderer
- Ralph Klein (1931–2008), deutsch-israelischer Basketballspieler und -trainer
- Pascal Klemens (* 2005), Fußballspieler
- Uwe Kliemann (* 1949), Fußballspieler
- Jörg Klimpel (* 1956), Fußballtorwart
- René Klingbeil (* 1981), Fußballspieler
- Anja Kluge (* 1964), Ruderin
- Ann-Marie Knauf (* 1992), Volleyballspielerin
- Marvin Knoll (* 1990), Fußballspieler
- Rolf Knorr (1929–2015), Hockeyspieler
- Tobias Knost (* 2000), Fußballspieler
- Lars Kober (* 1976), Kanute
- Martin Kobylański (* 1994), Fußballspieler
- Süleyman Koç (* 1989), Fußballspieler
- Celaleddin Koçak (* 1977), Fußballspieler
- Berthold Koch (1899–1988), Schachspieler
- Leonard Koch (* 1995), Fußballspieler
- Marc Koch (* 1994), Leichtathlet
- Paul Koch (1897–1966), Radsportler
- Peter William Koch (1930–2018), Wrestler und Wrestlingpromoter
- Shari Koch (* 1993), Eiskunstläuferin
- Tilo Koch (* 1971), Volleyballspieler
- Alfred Köcher (1874–1940), Radrennfahrer
- Dirk Koenen (* 1960), Fußballspieler
- Paul Kohl (1894–1959), Radrennfahrer
- Benjamin Köhler (* 1980), Fußballspieler
- Jana Köhler (* 1986), Beachvolleyballspielerin
- Stefan Köhler (* 1989), Volleyball- und Beachvolleyballspieler
- Florian Kohls (* 1995), Fußballspieler
- Otto Kohn (1907–1992), Leichtathlet
- Carsten Köhrbrück (* 1967), Leichtathlet
- Svea Köhrbrück (* 1993), Leichtathletin
- Marco Köller (* 1969), Fußballspieler
- Uwe Kollmannsperger (* 1964), Fußballspieler
- Wolfgang Kolczyk (* 1971), Fußballspieler
- Dieter König (1931–1991), Konstrukteur und Motorbootrennfahrer
- Peter König (* 1969), Motorbootrennfahrer
- Ransford Königsdörffer (* 2001), Fußballspieler
- Konstantin Konga (* 1991), Basketballspieler
- Carl Koppehel (1890–1975), Fußballschiedsrichter, Funktionär und Autor
- Fritz Köppen (1935–2022), Leichtathlet
- Björn Kopplin (* 1989), Fußballspieler
- Nils Körber (* 1996), Fußballtorwart
- Hasip Korkmazyürek (* 2003), Fußballspieler
- Oskar Kosche (* 1967), Fußballtorwart
- Lasse Koslowski (* 1987), Fußballschiedsrichter
- Dietmar Koszewski (* 1967), Leichtathlet
- Lisa-Sophie Kotzan (* 1996), Volleyball- und Beachvolleyballspielerin
- Ditte Kotzian (* 1979), Wasserspringerin
- Niko Koulis (* 1999), Fußballspieler
- Niko Kovač (* 1971), Fußballspieler und -trainer
- Robert Kovač (* 1974), Fußballspieler und -trainer
- Victor Kraatz (* 1971), kanadischer Eiskunstläufer
- René Kramer (* 1987), Eishockeyspieler
- Peter Kraus (1932–2016), Leichtathlet
- Anja Krause (* 1977), Volleyballspielern
- Barbara Krause (* 1959), Schwimmerin
- Christiane Krause (* 1950), Leichtathletin
- Emil Krause (1908–1962), Fußballspieler
- Sebastian Krause (* 1989), Volleyballspieler
- Florian Krebs (* 1999), Fußballspieler
- David Krecidlo (* 1984), Fußballspieler
- Sven Kretschmer (* 1970), Fußballspieler
- Andreas Krieger (* 1965), Kugelstoßer
- Maximilian Kroll (* 1993), Handballspieler
- Paul Kroll (1898–1949), Radrennfahrer
- Steve Kroll (* 1997), Fußballtorwart und Torwarttrainer
- Daniel Krug (* 1983), Volleyball- und Beachvolleyballspieler
- Heinrich Krug (1911–??), Wasserballspieler
- Anja Krüger (* 1964), Handballspielerin
- Christian Krüger (* 1983), Eishockeytorwart
- Dennis Krüger (* 1993), Leichtathlet
- Gerhard Krüger (1925–2017), Trabrennfahrer
- Katharina Krüger (* 1990), Rollstuhl-Tennisspielerin
- Marvin Krüger (* 1989), Eishockeyspieler
- Franz Krupkat (1894–1927), Radsportler
- Kevin Kruschke (* 1991), Fußballspieler
- Davor Krznarić (* 1975), Fußballspieler
- Enes Küc (* 1996), Fußballspieler
- Frank Kühn (* 1962), Radrennfahrer
- Ramona Kühne (* 1980), Boxerin
- Sebastian Kühner (* 1987), Volleyballspieler
- Christian Kuhnke (* 1939), Tennisspieler
- Willi Kuhweide (* 1943), Regattasegler
- Robert Kulawick (* 1986), Basketballspieler
- Thomas Kumm (* 1969), Eisschnellläufer
- Peter Kunter (1941–2024), Fußballtorwart
- Herbert Kunze (1908–2007), Eishockey- und Tennisspieler sowie Eishockeyfunktionär
- Harry Kurschat (1930–2022), Boxer
- Taygun Kuru (* 1990), Fußballspieler
- Manfred Kurzer (* 1970), Sportschütze
- Ralf-Guido Kuschy (1958–2008), Radrennfahrer
- Robert Kwasigroch (* 2004), Fußballtorwart
- Raphael Lagunow (* 2000), Schachspieler
- Lukas Lämmel (* 1997), Fußballspieler
- Heinrich Landrock (1890–1948), Ruderer
- Jonas Lanier (* 1982), Eishockeyspieler
- Franz Lange (1891–unbekannt), Eishockeyspieler
- Olaf Lange (* 1972), Basketballtrainer
- Vincent Lange (* 1974), Volleyballspieler
- Gabor Langhans (* 1989), Handballspieler
- Rebecca Langrehr (* 1998), Moderne Fünfkämpferin
- Hendryk Lau (* 1969), Fußballspieler
- Bernd Laube (1950–2012), Fußballspieler und -manager
- Georg Lehmann (1887–1974), Sportfunktionär, Präsident des Deutschen Tischtennis-Bundes (DTTB), Initiator der Gründung des Tischtennis-Weltverbandes (ITTF)
- Grit Lehmann (* 1976), Volleyballspielerin
- Ralf Lehmann (* 1960), Fußballspieler
- Philip Lehr (* 1993), Eishockeytorwart
- Dennis Lemke (* 1989), Fußballspieler
- Christopher Lenz (* 1994), Fußballspieler
- Karin Lenzke (* 1936), Hochspringerin
- Edith Lersow (1938–2012), Tischtennisspielerin
- Sascha Leutloff (* 1982), Basketballspieler
- Hilde le Viseur (1910–1999), Hürdenläuferin
- Maximilian Levy (* 1987), Radrennfahrer
- Theodor Lewald (1860–1947), Sportfunktionär und Vorsitzender des Organisationskomitees der Olympischen Spiele 1936
- Linus Lichtschlag (* 1988), Ruderer
- Ernest Lieb (1940–2006), Begründer des American Karate System
- Harald Lieb (1934–2015), Schachspieler
- Martin Liebers (* 1985), Eiskunstläufer
- Peter Liebers (* 1988), Eiskunstläufer
- Natascha Liebknecht (* 1941), Eisschnellläuferin
- Kathrin Lietz (* 1968), Handballspielerin
- Adrian Lind (* 1994), Basketballspieler
- Laura Lindemann (* 1996), Triathletin
- Janin Lindenberg, verheiratete March (* 1987), Leichtathletin
- Pierre Littbarski (* 1960), Fußballspieler und -trainer
- Maodo Lô (* 1992), Basketballspieler
- Jörg Löhr (* 1961), Handballspieler, Autor und Mentaltrainer
- Brigitte Lohse (* 1965), Volleyball- und Beachvolleyballspielerin
- René Lohse (* 1973), Eiskunstläufer
- Sven Loll (* 1964), Judoka
- Birgit Lorenz (* 1963), Eiskunstläuferin
- Michael Lorenz (* 1979), Fußballspieler
- Stefan Lorenz (* 1981), Fußballspieler
- Wilhelm Lübeck (1809–1879), Turner und Turnpädagoge
- Heinz Lucas (1920–2016), Fußballspieler und -trainer
- Jörg Lucke (* 1942), Ruderer
- Laura Ludwig (* 1986), Beachvolleyballspielerin
- Boris Lum (* 2007), Fußballspieler
- Mike Lünsmann (* 1969), Fußballspieler

### M–O
- Sebastian Machowski (* 1972), Basketballtrainer
- Inge Machts (1909–1999), Leichtathletin
- Tim Maciejewski (* 2001), Fußballspieler
- Oliver Mackeldanz (* 1990), Basketballspieler
- Kevin Maek (* 1988), Fußballspieler
- Wolfgang Maennig (* 1960), Ruderer und Wirtschaftswissenschaftler
- Alexandra Maerz (* 1972), Basketballtrainerin
- Wilhelm Mahlow (1914–1999), Ruderer
- Linton Maina (* 1999), Fußballspieler
- Moritz Malcharek (* 1997), Radsportler
- Lennard Maloney (* 1999), Fußballspieler
- Dennis Malura (* 1984), Fußballspieler
- Jacob Mampuya (* 1994), Basketballspieler
- Johannes Manske (* 2000), Fußballspieler
- Paul Manske (* 2001), Fußballspieler
- Felix Manthey (1898–1971), Radrennfahrer
- Regina Mapeli Burchardt (* 1983), Volleyballspielerin
- Frank-Michael Marczewski (* 1954), Fußballspieler
- Mauricio Marin (* 1994), Basketballspieler
- Elke Markwort (* 1965), Ruderin
- Christiane Marquardt (* 1958), Leichtathletin
- Otto Martwig (1903–1945), Fußballspieler
- Claudia Marx (* 1978), Leichtathletin
- Thorben Marx (* 1981), Fußballspieler
- Linus Mathes (* 1996), Handballtorwart
- Lisa-Marie Mätschke (* 1995), Tennisspielerin
- Wolfgang Matthies (* 1953), Fußballtorwart
- Jonas Mattisseck (* 2000), Basketballspieler
- Katrin Mattscherodt (* 1981), Eisschnellläuferin
- Oğuzhan Matur (* 1999), Fußballspieler
- Kay Matysik (* 1980), Volleyball- und Beachvolleyballspieler
- Evelyn Matz (* 1955), Handballspielerin
- Dieter Mauritz (1918–1988), Tischtennisspieler und -funktionär
- Gerd E. Mäuser (* 1958), Manager, Sportfunktionär
- Iba May (* 1998), Fußballspieler
- Carl Mayet (1810–1868), Schachspieler
- Exaucé Mayombo (* 1990), Fußballspieler
- Ibrahim Maza (* 2005), Fußballspieler
- Michél Mazingu-Dinzey (* 1972), Fußballspieler
- Harry Mehlhose (1914–1976), Mittelstreckenläufer
- Katrin Meißner (* 1973), Schwimmerin
- Matthias Mende (* 1979), Mountainbiker
- Andreas Menger (* 1972), Fußballtorwart
- Jenny Mensing (* 1986), Schwimmerin
- Birgit Menz (1967–2019), Basketballspielerin
- Frank Menz (* 1964), Basketballtrainer und -spieler
- Tina Menz (* 1988), Basketballspielerin
- Irina Meszynski (* 1962), Leichtathletin
- Ilse Meudtner (1912–1990), Kunstspringerin
- Dirk Meusel (* 1977), Ruderer
- Dennis Meyer (1977–2022), Eishockeyspieler
- Monika Meyer (* 1972), Fußballspielerin
- Sven Meyer (* 1970), Fußballspieler
- Sven Meyer (1977–1999), Eiskunstläufer
- Paul Michaelis, Pokerspieler
- Detlef Michel (* 1955), Leichtathlet (Speerwerfer)
- Georg Mickler (1892–1915), Leichtathlet
- Werner Miethe (1906–1968), Radrennfahrer
- Severin Mihm (* 1991), Fußballspieler
- Eric Mik (* 2000), Eishockeyspieler
- Horst Milde (* 1938), Leichtathlet und Begründer des Berlin-Marathon
- Michael Milde (* 1948), Radrennfahrer
- Oliver Milde (* 1993), Handballspieler
- Reinhard Mirmseker (* 1950), Eiskunstläufer, internationaler Eiskunstlaufpreisrichter und Präsident der DEU
- Maximilian Mittelstädt (* 1997), Fußballspieler
- Daniel Mixich (* 1997), Basketballspieler
- Justin Möbius (* 1997), Fußballspieler
- Tim Modersitzki (* 1985), Basketballspieler
- Gerd Modrow (* 1938), Bahnradsportler
- Ernst Mohr (1877–1916), Kunstturner
- Hans Moldenhauer (1901–1929), Tennisspieler
- Josephine Möller (* 1992), Wasserspringerin
- Rico Morack (* 1988), Fußballspieler
- Alfredo Morales (* 1990), Fußballspieler
- Ervin Mórich (1897–1982), ungarischer Ruderer
- Heinrich-Joachim von Morgen (1902–1932), Automobilrennfahrer
- Anton Morgenstern (* 1991), Pokerspieler
- Christina Helga Moser (* 1960), Hockeyspielerin
- Lennart Moser (* 1999), Fußballspieler
- Nemanja Motika (* 2003), Fußballspieler
- Peter Mücke (* 1946), Automobilrennfahrer und Teamchef von Mücke Motorsport
- Stefan Mücke (* 1981), Automobilrennfahrer
- Andreas Mühlfeld (* 1961), Tischtennisspieler
- Hany Mukhtar (* 1995), Fußballspieler
- Andreas Müller (* 1979), deutsch-österreichischer Radrennfahrer und Trainer
- Anton Müller (* 1983), Fußballspieler
- Bettina Müller-Weissina (* 1973), deutsch-österreichische Leichtathletin, Sprinterin
- Christian Müller (* 1984), Fußballspieler
- Dieter Müller (* 1943), Karambolagespieler
- Ellen Müller-Preis (1912–2007), österreichische Florettfechterin
- Frank Müller (* 1964), Basketballspieler und -trainer
- Franziska Müller (* 1990), Handballspielerin
- Hermann Müller (1885–1947), Leichtathlet, Geher
- Irene Müller (* 1942), Eiskunstläuferin
- Johannes Müller (* 1986), Handballspieler
- Jonas Müller (* 1995), Eishockeyspieler
- Klaus Müller (* 1938), Handballspieler und -trainer
- Marcel Müller (* 1988), Eishockeyspieler
- Michael Müller (* 1987), Gewichtheber und Trainer
- Rainer Müller (* 1946), Bahnradsportler
- Robin Müller (* 2000), Fußballspieler
- Ursula Müller (1911–2014), Leichtathletin und Handballspielerin
- Wanja Müller (* 1977/1978), American-Football-Spieler und -Trainer
- Mathias Münz (* 1967), Volleyballspieler und -trainer
- Martin Murawski (* 1988), Handballspieler
- Saheed Mustapha (* 1994), Fußballspieler
- Edda Mutter (* 1970), Skirennläuferin
- Nikolaos Nakas (* 1982), Fußballspieler
- Edgar Nakladal (* 1961), Leichtathlet, Sprinter
- Marvin Nartey (* 1984), Handballspieler
- Elijah Ndi (* 2004), Basketballspieler
- Jacob Ndi (* 1982), Basketballspieler
- Klaus Neisner (* 1936), Fußballspieler
- Andreas Neitzel (* 1964), Handballspieler
- Paul Nettelbeck (1889–1963), Läufer und Radrennfahrer
- Luca Netz (* 2003), Fußballspieler
- Andreas Neuendorf (* 1975), Fußballspieler
- Sabrina Neuendorf (* 1984), Handballspielerin
- Karl Neukirch (1864–1941), Turner
- Carlheinz Neumann (1905–1983), Steuermann im Rudern
- Frank Neumann (* 1956), Fußballspieler
- Jörg Neumann (* 1941), Leichtathlet, Vize-Europameister
- Jutta Neumann (* 1932), Speerwerferin
- Sebastian Neumann (* 1991), Fußballspieler
- Peter Neusel (1941–2021), Ruderer
- Luca Netz (* 2003), Fußballspieler
- Joey Ney (* 1992), Basketballspieler
- Jessic Ngankam (* 2000), Fußballspieler
- Hans Nickel (1907–nach 1935), Ruderer
- Christian Niebel (* 1959), Fußballspieler
- Karsten Nied (* 1969), Fußballspieler
- Petra Niemann (* 1978), Seglerin
- Misan Nikagbatse (* 1982), Basketballspieler
- Roli-Ann Nikagbatse (* 1984), Basketballspielerin
- André Niklaus (* 1981), Zehnkämpfer
- Ronny Nikol (* 1974), Fußballspieler
- Michael Nikolay (* 1956), Geräteturner
- Jermain Nischalke (* 2003), deutsch-angolanischer Fußballspieler
- Jürgen Nöldner (1941–2022), Fußballspieler
- Maike Nollen (* 1977), Kanutin
- Malcolm Albert Ntambwe (* 1993), Fußballspieler
- David Odogu (* 2006), Fußballspieler
- Emeka Oduah (* 2002), Fußballspieler
- Markus Oertelt (* 1980), Basketballspieler
- Edwin Ofori-Attah (* 1985), Basketballspieler und Mixed-Martial-Arts-Kämpfer
- Femi Oladipo (* 1990), Basketballspieler
- Marvin Omuvwie (* 1997), Basketballspieler
- Chilohem Onuoha (* 2005), Fußballspieler
- Henning Opitz (1938–2023), Handballspieler, Funktionär, Schiedsrichter und Trainer
- Hermann von Oppeln-Bronikowski (1899–1966), Dressurreiter und Generalmajor
- Louis Oppie (* 2002), Fußballspieler
- Daniel O’Regan (* 1994), US-amerikanischer Eishockeyspieler
- Winners Osawe (* 2006), Fußballspieler
- Sven Ottke (* 1967), Boxer
- Frank Otto (* 1958), Wasserballspieler
- Kolja Oudenne (* 2001), Fußballspieler
- Joan Oumari (* 1988), Fußballspieler
- Mike Owusu (* 1995), Fußballspieler
- Timur Özgöz (* 1987), Fußballspieler
- Erdal Öztürk (* 1996), Fußballspieler
- Teoman Öztürk (* 1967), Basketballspieler

### P–R
- Fredi Pankonin (1927–2018), Handballtorwart
- Kevin Pannewitz (* 1991), Fußballspieler
- Susan Panzer (* 1976), Bahnradsportlerin
- Lena Papadakis (* 1998), Tennisspielerin
- Stipo Papić (* 1978), Basketballspieler
- Nico Patschinski (* 1976), Fußballspieler
- Bernd Patzke (* 1943), Fußballspieler
- Sebastian Patzler (* 1990), Fußballtorwart
- Roberto Pätzold (* 1979), Fußballtrainer
- Constanze Paulinus (* 1985), Eiskunstläuferin
- Dirk Paulsen (* 1959), Schachspieler
- Claudia Pechstein (* 1972), Eisschnellläuferin
- Hugo Peitsch (1878–1951), Kunstturner
- Dominik Pelivan (* 1996), Fußballspieler
- Nico-Stéphàno Pellatz (* 1986), Fußballtorwart
- Matthias Penk (* 1988), Volleyball- und Beachvolleyballspieler
- Uwe Peschel (* 1968), Radrennfahrer
- Kerstin Peters (* 1967), Steuerfrau im Rudern
- Lars Petzold (* 1961), Fußballspieler
- Ulrich Pfisterer (* 1951), Fußballspieler und -trainer
- Bente Pflug (* 1989), Eisschnellläuferin
- Christiaan Pförtner (* 1966), Fußballspieler
- Maximilian Philipp (* 1994), Fußballspieler
- Laurin von Piechowski (* 1994), Fußballspieler
- Martin Pieckenhagen (* 1971), Fußballtorwart
- Ricardo Pietreczko (* 1994), Dartspieler
- Martha Pietsch (* 2003), Basketballspielerin
- Anja-Nadin Pietrek (* 1979), Volleyballspielerin
- Sebastian Pigaché (* 1990), Eishockeyspieler
- Michael Pinske (* 1985), Judoka
- Hans-Joachim Plötz (* 1944), Tennisspieler
- Bernd Podak (1942–2018), Handballtorwart
- Carsten Podlesch (* 1969), Radsportler
- Ernst Poetsch (1883–1950), Fußballspieler
- Hagen Poetsch (* 1991), Schachspieler
- Anna Pogany (* 1994), Volleyballspielerin
- Patrick Pohl (* 1990), Eishockeyspieler
- Eyk Pokorny (* 1969), Radsportler und -trainer
- Helmut Polensky (1915–2011), Automobilrennfahrer und Unternehmer
- Jérôme Polenz (* 1986), Fußballspieler
- Ursula Pollack (1919–unbekannt), Schwimmerin
- Hans-Dieter Pophal (* 1937), Kunstspringer und Trainer
- Leander Popp (* 2005), Fußballspieler
- Oliver Pötschke (* 1987), Fußballspieler
- Ruth Preuß (1940–1990), Badmintonspielerin
- Tobias Preuß (* 1988), Wasserballspieler
- Christian Preußer (* 1984), Fußballtrainer
- Babette Preußler (* 1968), Eiskunstläuferin
- Timo Pritzel (* 1977), Radsportler
- Julian Prochnow (* 1986), Fußballspieler
- Roman Prokoph (* 1985), Fußballspieler
- Maximilian Michailowitsch Pronitschew (* 1997), Fußballspieler
- Uschi von Puttkamer, geborene Janke (* 1924), Tischtennisspielerin
- Joshua Putze (* 1994), Fußballspieler
- Nico Pyka (* 1977), Eishockeyspieler
- Ralf Quest (* 1938), Fußballspieler
- Christopher Quiring (* 1990), Fußballspieler
- Heinz Raack (1916–2003), Tischtennisspieler
- Sascha Rabe (* 1985), Eiskunstläufer
- Robert Rabiega (* 1971), Schachspieler
- Vincent Rabiega (* 1995), Fußballspieler
- Olaf Radatz (* 1968), Basketballspieler
- Shervin Radjabali-Fardi (* 1991), Fußballspieler
- Kathy Radzuweit (* 1982), Volleyballspielerin
- Hannelore Raepke (* 1935), Leichtathletin
- Evans Rapieque (* 2002), Basketballspieler
- Kim Raisner (* 1972), Moderne Fünfkämpferin
- Carsten Ramelow (* 1974), Fußballspieler
- Andreas Rath (* 1962), Fußballspieler
- Richard Rau (1889–1945), Leichtathlet
- Ronald Rauhe (* 1981), Kanute
- Emil Rausch (1883–1954), Schwimmer
- Munier Raychouni (* 1986), Fußballspieler
- Ahmed Waseem Razeek (* 1994), Fußballspieler
- Yanni Regäsel (* 1996), Fußballspieler
- Marko Rehmer (* 1972), Fußballspieler
- Ken Reichel (* 1986), Fußballspieler
- Tobias Reichmann (* 1988), Handballspieler
- Sven Reimann (* 1994), Fußballspieler
- Heidemarie Reineck (* 1952), Schwimmerin
- Alfons Remlein (* 1925), Fußballspieler und -trainer
- René Renno (* 1979), Fußballtorwart
- Walter Rennschuh (1918–2012), Leichtathlet
- Patrick Reichelt (* 1988), Fußballspieler
- Egbert Reimsfeld (1890–1952), Ruderer
- Theo Reinhardt (* 1990), Radrennfahrer
- Torben Rhein (* 2003), Fußballspieler
- David Richter (* 1999), Fußballtorwart
- Erika Richter (1913–2000), Tischtennisspielerin
- Kurt Richter (1900–1969), Schachspieler
- Michael Richter (* 1978), Schachspieler und -lehrer
- Hans Richnow (1908–1988), Motorradrennfahrer
- Klaus Richtzenhain (1934–2025), Leichtathlet
- Pia Riedel (* 1990), Volleyball- und Beachvolleyballspielerin
- Sebastian Rieschick (* 1986), Tennisspieler
- Werner Rittberger (1891–1975), Eiskunstläufer
- Christian Ritter (* 1984), Fußballspieler
- Felix Robrecht (* 1994), Fußballspieler
- Max Rockmann (* 1988), Basketballspieler
- Anthony Roczen (* 1999), Fußballspieler
- Jennifer Rode (* 1995), Handballspielerin
- Antje Röder (* 1978), Beachvolleyballspielerin
- Angelika Roesch (* 1977), Tennisspielerin
- Tony Rölke (* 2003), Fußballspieler
- Erich Römer (1894–1987), Eishockeyspieler und -trainer
- Horst Rosenfeldt (* 1939), Wasserspringer und Sportpsychologe
- Ursula Rosenow (1920–1968), Tennisspielerin
- Colin Rösler (* 2000), Fußballspieler
- Siegfried Rossner (1914–1996), Fechter
- Denise Roth (* 1988), Eisschnellläuferin
- Paul Röwer (* 1995), Fußballspieler
- Igor Rücker (* 1971), Basketballspieler
- Antonio Rüdiger (* 1993), Fußballspieler
- Carl-Heinz Rühl (1939–2019), Fußballspieler, -trainer und -manager
- Carsten Rühl (* 1970), Basketballfunktionär
- Joachim Klaus Rühl (* 1939), Sportwissenschaftler und Sporthistoriker
- Steven Ruprecht (* 1987), Fußballspieler

### S–T
- Nyara Sabally (* 2000), Basketballspielerin
- Walter Sachs (1891–nach 1930), Eishockeyspieler
- Ahmet Sağat (* 1996), Fußballspieler
- Faik Sakar (* 2008), Fußballspieler
- Kurt Sakowski (1930–2020), Leichtathlet
- Karl Saldow (1889–1951), Radrennfahrer
- Lazar Samardžić (* 2002), Fußballspieler
- Friedrich Sämisch (1896–1975), Schachspieler
- Louis Samson (* 1995), Fußballspieler
- Emile Schaefer (* 1971), Eishockeyspieler
- Heiko Schaffartzik (* 1984), Basketballspieler
- Leon Schaffran (* 1998), Fußballtorwart
- Daniel Scheinhardt (* 1970), Fußballspieler
- Gerlind Scheller (* 1967), Synchronschwimmerin
- Ole Schemion (* 1992), Pokerspieler
- Derry Scherhant (* 2002), Fußballspieler
- Jan Schiecke (* 1981), Basketballspieler und -funktionär
- Mario Schießer (* 1964), Boxer
- Carolin Schiewe (* 1988), Fußballspielerin
- Felix Schiller (* 1989), Fußballspieler
- Helmut Schimeczek (* 1938), Fußballspieler
- Paul Schippert (* 2002), Sportler
- Willi Schlage (1888–1940), Schachmeister
- Jörn Schläger (* 1972), Handballtrainer und -spieler
- Dirk Schlegel (* 1961), Fußballspieler
- Helmut Schlöske (1904–1944), Leichtathlet, Weitspringer
- Hermann Schlöske (1905–1991), Leichtathlet, Sprinter
- Horst-Rüdiger Schlöske (* 1946), Leichtathlet
- Ingo Schlösser (* 1972), Fußballspieler
- Andreas Schlotterbeck (* 1982), Wasserballspieler
- Juri Schlünz (* 1961), Fußballspieler und -trainer
- Frederik Schmahl (* 2002), Fußballspieler
- Janek Schmidkunz (* 1990), Basketballspieler
- Andreas Schmidt (* 1973), Fußballspieler
- Carsten Schmidt (* 1986), Leichtathlet, Geher
- Christian Schmidt (1888–1917), Fußballtorwart
- Dominik Schmidt (* 1987), Fußballspieler
- Heinz-Ludwig Schmidt (1920–2008), Fußballtrainer
- Jörg Schmidt (1961–2022), Kanute
- Martin Schmidt (* 1969), Judoka
- Michael Schmidt (* 1962), Fußballspieler
- Oliver Schmidt (* 1973), Fußballspieler
- Rolf Schmidt (* 1963), Segler
- Stephan Schmidt (* 1976), Fußballspieler und -trainer
- Susanne Schmidt (* 1974), Ruderin
- Wolfgang Schmidt (* 1954), Diskuswerfer
- Manuel Schmiedebach (* 1988), Fußballspieler
- Johannes Schmitt (1943–2003), Leichtathlet
- Ingeborg Schmitz (* 1922), Schwimmerin
- Simon Schmitz (* 1990), Basketballspieler
- Stefan Schmitz (* 1971), Radrennfahrer
- Peter Schneider (* 1964), Schwimmer
- Renate Schneider (* 1939), Turnerin
- Stefan Schneider (* 1969), Segler
- Tim Schneider (* 1997), Basketballspieler
- Thomas Schoeps (* 1989), Basketballspieler
- René Schöfisch (* 1962), Eisschnellläufer
- Gustav „Bubi“ Scholz (1930–2000), Boxer
- Hartmut Scholz (1941–2001), Radrennfahrer
- Katharina Scholz (* 1983), Feldhockeyspielerin
- Marie Schölzel (* 1997), Volleyballspielerin
- Oscar Schönfelder (* 2001), Fußballspieler
- Walter Schönrock (1912–1996), Langstreckenläufer
- Jacob Schopf (* 1999), Kanute, Olympiasieger, Welt- und Europameister
- Georg Schories (1874–1934), Schachspieler
- Ruben Schott (* 1994), Volleyballspieler
- Fritz Schrefeld (1890–nach 1960), Rad- und Trabrennfahrer
- Burkhard Schröder (* 1957), Basketballspieler
- Hans Schröder (1906–1970), Fußballspieler
- Oliver Schröder (* 1980), Fußballspieler
- Rayk Schröder (* 1974), Fußballspieler
- Willi Schröder (1928–1999), Fußballspieler
- Sascha Schünemann (* 1992), Fußballspieler
- David Schüler (* 1963), Volleyballspieler
- Gustav Schuft (1876–1948), Turner
- Erich Schultze (1890–1938), Schwimmer
- Herbert Schultze (1931–1970), Automobilrennfahrer
- Daniel Schulz (* 1986), Fußballspieler
- Erich Schulz (1914–1956), Radrennfahrer
- Fritz Schulz (1886–1918), Fußballspieler
- Gian Luca Schulz (* 1999), Fußballspieler
- Günter Schulz (1928–2008), Radsportler
- Hans-Ulrich Schulz (1939–2012), Leichtathlet, Sprinter
- Karl Schulz (1901–1961), Fußballspieler
- Kofi Schulz (* 1989), Fußballspieler
- Kwabe Schulz (* 1998), Fußballspieler
- Nico Schulz (* 1993), Fußballspieler
- Siegfried Schulz (1910–??), Leichtathlet, Stabhochspringer
- Uwe Schulz (* 1960), Fußballspieler und -trainer
- Wolf-Rüdiger Schulz (* 1940), Wasserballer
- Marco Schulze (* 1977), Boxer
- Paul Schulze (1882–1918), Radrennfahrer
- Ulrich Schulze (* 1950), Schachspieler
- Wolfgang Schulze (* 1940), Radrennfahrer
- Desirée Schumann (* 1990), Fußballspielerin
- Axel Schuster (* 1976), Leichtgewichts-Ruderer
- Fritz Schwab (1919–2006), Schweizer Geher
- Dietmar Schwarz (* 1947), Ruderer
- Paul Schwarz (1882–1966), Radrennfahrer und Funktionär im Radsport
- Peggy Schwarz (* 1971), Eiskunstläuferin
- Rolf Schwarz (1926–2013), Schachspieler und Schachautor
- Samuel Schwarz (* 1983), Eisschnellläufer
- Heinrich Schwarzer (1922–1992), Radrennfahrer
- Werner Schwenzfeier (1925–1995), Fußballspieler und -trainer
- Andreas Seiferth (* 1989), Basketballspieler
- Martin Seiferth (* 1990), Basketballspieler
- Florian Seitz (* 1982), Leichtathlet, Mittelstreckenläufer
- Marco Sejna (* 1972), Fußballtorwart
- Fabian Senninger (* 1996), Fußballspieler
- Pierre Senska (* 1988), Behindertenradsportler
- Nicola Sernow (* 1978), Basketballspielerin
- Heinrich Siebenhaar (1883–1946), Kunstturner
- Daniel Siebert (* 1984), Fußballschiedsrichter
- Judith Siebert (* 1977), Volleyballspielerin
- Benjamin Siegert (* 1981), Fußballspieler
- Norbert Siegmann (* 1953), Fußballspieler
- Leander Siemann (* 1995), Fußballspieler
- Herbert Sieronski (1906–1945), Radrennfahrer
- Jaron Siewert (* 1994), Handballspieler und -trainer
- Joel da Silva Kiala (* 2004), Fußballspieler
- André Sirocks (* 1966), Fußballspieler
- Steven Skrzybski (* 1992), Fußballspieler
- Dennis Slamar (* 1994), Fußballspieler
- Dennis Smarsch (* 1999), Fußballtorwart
- Maximilian Somnitz (* 2003), Fußballspieler
- Sven Sonnenberg (* 1999), Fußballspieler
- Lina Sontag (* 2003), Basketballspielerin
- Avdo Spahić (* 1997), Fußballtorwart
- Niclas Sperber (* 1996), Basketballspieler
- Gerhard Sperling (* 1937), Leichtathlet
- Karl-Heinz Spickenagel (1932–2012), Fußballspieler
- Guido Spork (* 1975), Fußballspieler
- Joachim Spremberg (1908–1975), Ruderer, Olympiasieger
- Hans Sprenger (* 1948), Fußballspieler
- Philip Sprint (* 1993), Fußballtorwart
- Dennis Srbeny (* 1994), Fußballspieler
- Georg Stach (1912–1945), Radrennfahrer
- Sebastian Stachnik (* 1986), Fußballspieler
- Karl-Heinz Stadtmüller (1953–2018), Leichtathlet
- Hagen Stamm (* 1960), Wasserballspieler und -trainer
- Marko Stamm (* 1988), Wasserballspieler
- Filip Stanic (* 1998), Basketballspieler
- Hans-Peter Stark (* 1954), Fußballspieler
- Dominice Steffen (* 1987), Volleyballspielerin
- Patrick Steffen (* 1990), Volleyballspieler
- Arno Steffenhagen (* 1949), Fußballspieler
- Dieter Stein (* 1955), Radsportler, Trainer und Sportlicher Leiter des Berliner Sechstagerennens
- Torsten Stein (* unbekannt), Basketballspieler
- Yannic Stein (* 2004), Fußballtorwart
- Maximilian Steinbauer (* 2001), Fußballspieler
- Lutz Steinert (* 1939), Fußballspieler
- Arthur Stellbrink (1884–1956), Radsportler
- Manuela Stellmach (* 1970), Schwimmerin
- Kevin Stephan (* 1990), Fußballspieler
- Georg Sternberg (1928–2017), Radrennfahrer und Schrittmacher
- Christin Steuer (* 1983), Wasserspringerin
- Martina Steuk (* 1959), Mittelstreckenläuferin
- Roland Steuk (* 1959), Hammerwerfer
- Timo Stodder (* 1996), Tennisspieler
- Lilly Stoephasius (* 2007), Skateboarderin
- Kerstin Stolfig (* 1960), Eiskunstläuferin
- Norbert Stolzenburg (* 1952), Fußballspieler
- Kurt Stöpel (1908–1997), Radrennfahrer
- Carsten Sträßer (* 1980), Fußballspieler
- Ralf Sträßer (* 1958), Fußballspieler
- Tilo Strauch (* 1965), Handballspieler
- Astrid Strauß (* 1968), Schwimmerin
- Thomas Strauß (* 1953), Ruderer
- Thomas Strecker (* 1971), Fußballspieler
- Horst-Dieter Strich (* 1941), Fußballtorwart und -trainer
- Christian Stuff (* 1982), Fußballspieler
- Friedrich von Stülpnagel (1913–1996), Leichtathlet
- Ronja Fini Sturm (* 1995), Ruderin
- Nora Subschinski (* 1988), Wasserspringerin
- Fırat Suçsuz (* 1996), Fußballspieler
- Wolfgang Sühnholz (1946–2019), Fußballspieler
- Anthony Syhre (* 1995), Fußballspieler
- Michael Sziedat (* 1952), Fußballspieler
- Detlev Szymanek (* 1954), Fußballspieler
- Lars Tabert (1966–2023), Eishockeyspieler
- Richmond Tachie (* 1999), Fußballspieler
- Adolf Tannert (1875–1961), Turner
- Ramon Tauabo (* 1992), Handballspieler
- Berkan Taz (* 1998), Fußballspieler
- Robin Teppich (* 1989), Handballspieler
- Frank Terletzki (* 1950), Fußballspieler und -trainer
- Ronny Teuber (* 1965), Fußballtorwart
- Dennis Teucher (* 1996), Basketballspieler
- Uğur Tezel (* 1997), Fußballspieler
- Reinhard Theimer (1948–2020), Leichtathlet
- Jürgen Theuerkauff (1934–2022), Fechter
- Lars Thiede (* 1970), Schachspieler
- Otto Thiel (1891–1913), Fußballspieler
- Timmy Thiele (* 1991), Fußballspieler
- Karolin Thomas (* 1985), Fußballspielerin
- Nico Thomaschewski (* 1971), Fußballspieler
- Detlef Thorith (1942–2019), Leichtathlet
- Jonas Thümmler (* 1993), Handballspieler
- Susen Tiedtke (* 1969), Leichtathletin
- Marion Tietz (* 1952), Handballspielerin
- Oskar Tietz (1895–1975), Radrennfahrer
- Ulf Timmermann (* 1962), Leichtathlet
- Philipp Tischendorf (* 1988), Eiskunstläufer
- Jacqueline Todten (* 1954), Leichtathletin
- Drazan Tomic (* 1974), Basketballspieler
- Michael Toppel (* 1957), Fußballspieler
- Wiktor Torschin (1948–1993), sowjetischer Sportschütze
- Murat Tosun (* 1984), Fußballspieler
- Sabine Tóth (* 1961), Volleyballspielerin
- Idrissa Touré (* 1998), Fußballspieler
- Jutta Trapp, geborene Krüger (* 1948), Tischtennisspielerin
- Maurice Trapp (* 1991), Fußballspieler
- Paul Trautmann (1916–nach 1944), Eishockeyspieler
- Marko Tredup (* 1974), Fußballspieler
- Max Triebsch (1885–1931), Radsportler
- Wolfgang Troßbach (1927–2021), Leichtathlet und Fußballtrainer
- Tom Trybull (* 1993), Fußballspieler
- Emre Turan (* 1990), Fußballspieler

### U–Z
- Boné Uaferro (* 1992), Fußballspieler
- Lars Uebel (* 1980), Tennisspieler und -trainer
- John Uelses (1937–2022), US-amerikanischer Leichtathlet
- Friedrich Uhl (1882–1953), Hockeyspieler
- Michelle Uhrig (* 1996), Eisschnellläuferin
- Alexander Ukrow (* 1970), Fußballspieler und -trainer
- Lutz Ulbricht (1942–2022), Ruderer
- Günther Ullerich (1928–2007), Feldhockeyspieler
- Lukas Ullrich (* 2004), Fußballspieler
- Stefan Ulm (* 1975), Kanute
- Thomas Ulrich (* 1975), Profiboxer im Halbschwergewicht
- Patrick Unger (* 1983), Basketballtrainer und -spieler
- René Unglaube (* 1965), Fußballspieler
- Oktay Urkal (* 1970), Profiboxer
- Wulf-Ingo Usbeck (1943–2021), Fußballspieler
- Timo Uster (* 1974), Fußballspieler
- Tugay Uzan (* 1994), Fußballspieler
- Laura Vargas Koch (* 1990), Judoka
- Angelo Vier (* 1972), Fußballspieler
- Artur Vieregg (1884–1946), Eiskunstläufer
- Lars Christopher Vilsvik (* 1988), Fußballspieler
- Andreas Vogler (* 1965), Fußballspieler
- Anne-Kathrin Vogt (* 1968), Basketballspielerin
- Gerd Völker (* 1942), Schwimmer und Schwimmsport-Trainer
- Otto Völker (1893–1945), Fußballspieler
- Willi Bubi Völker (1906–1946), Fußballspieler
- Floris Völkner (* 1976), Hockeyspieler und -trainer
- Rüdiger Vollborn (* 1963), Fußballtorwart
- Inga Vollbrecht (* 1987), Volleyballspielerin
- Mario Vonhof (* 1975), Radsportler
- Jens Vortmann (* 1987), Handballspieler
- Regina Vossen (* 1962), Volleyballspielerin
- Hasan Vural (* 1973), Fußballspieler
- Detlef Wagenknecht (* 1959), Leichtathlet
- Franz Wagner (* 2001), Basketballspieler
- Moritz Wagner (* 1997), Basketballspieler
- Paul Wall (* 1997), Boxer
- Norbert Walter (* 1979), Volleyballspieler
- Eric Walther (* 1975), Moderner Fünfkämpfer
- Hendrik Warner (* 2002), Basketballspieler
- Albert Weber (1888–1940), Fußballspieler
- Lucille Weber (* 1977 als Lucille Opitz), Eisschnellläuferin
- Normen Weber (* 1985), Kanute
- Yvonne Weber (* 1974), Basketballspielerin
- Nelson Weidemann (* 1999), Basketballspieler
- Michael Weinrich (* 1969), Fußballspieler
- Kurt Kutti Weiß (1906–1995), Hockeyspieler und Leichtathlet
- Peter Weiss (1938–2021), österreichischer Boxer
- Tibor Weißenborn (* 1981), Feldhockeyspieler
- Wolfgang Wellner (1937–2019), Eishockeyspieler und -trainer
- Dieter Wemhöner (* 1930), Boxer
- Kay Wenschlag (* 1970), Fußballspieler
- Brian Wenzel (* 1991), Basketballspieler und -trainer
- Albert Werkmüller (1879–nach 1900), Leichtathlet, Fußballspieler und Turner
- Björn Werner (* 1990), American-Football-Spieler
- Jennifer Werth (* 1989), Fußballspielerin
- Dirk Westphal (* 1986), Volleyballspieler
- Ilja Wiederschein (* 1977), Volleyballspieler
- Carl Wiegand (1877–nach 1906), Kunstturner
- Otto Wiegand (1875–1939), Kunstturner
- Marian Wilhelm (* 1988), Fußballtrainer
- Richard Wilhelm (1888–1917), Geher
- Alexandra Wilke (* 1996), Basketballspielerin
- Marina Wilke (* 1958), Ruderin
- Jörg Winkler (* 1953), Radsporttrainer
- Jürgen Winkler (* 1940), Bergsteiger, Fotograf und Autor
- Madeleine Winter-Schulze (* 1941), Dressurreiterin
- Thorsten Wittek (* 1976), Fußballspieler
- Werner Wittig (1909–1992), Radsportler
- Wally Gundel Wittmann (1905–1990), Leichtathletin und Handballspielerin
- Fabian Wohlgemuth (* 1979), Fußballfunktionär
- André Wohllebe (1962–2014), Kanute
- Jörg Woithe (* 1963), Schwimmer
- Ingo Wolf (* 1965), Basketballspieler
- Jenny Wolf (* 1979), Eisschnellläuferin
- Bruno Wolke (1904–1973), Radrennfahrer
- Rudolf Wolke (1906–1979), Radrennfahrer
- Horst Wolter (* 1942), Fußballtorwart
- Sebastian Wolter (* 1977), Freestyle Motocrosser
- Jeramie Woods (* 1991), Basketballspieler
- Frank Wormuth (* 1960), Fußballspieler und -trainer
- Bernd Wucherpfennig (* 1940), Wasserspringer
- Katrin Wühn (* 1965), Leichtathletin
- Peter Wynhoff (* 1968), Fußballspieler
- Eser Yağmur (* 1983), Fußballspieler
- Zafer Yelen (* 1986), Fußballspieler
- Mert Yılmaz (* 1999), Fußballspieler
- Murat Yılmaz (* 1988), Fußballspieler
- Sefa Yılmaz (* 1990), Fußballspieler
- Detlef Zabel (* 1933), Radrennfahrer
- Erik Zabel (* 1970), Radrennfahrer
- Georg Zacharias (1886–1953), Schwimmer
- Erich Zander (1905–1991), Feldhockeyspieler
- Achmadschah Zazai (* 1986), Basketballspieler
- Gerhard Zech (1938–2017), Schwergewichts-Profiboxer
- Reiko Zech (* 1995), Wasserballspieler
- Thomas Zechel (* 1965), Fußballspieler
- Franz von Zedlitz und Leipe (1876–1944), Sportschütze
- Gedion Zelalem (* 1997), Fußballspieler
- Eroll Zejnullahu (* 1994), Fußballspieler
- Marco Zernicke (* 1969), Fußballspieler
- Thomas Zetzmann (* 1970), Fußballspieler
- Christian Ziege (* 1972), Fußballspieler, Europameister 1996
- Otto Ziege (1926–2014), Radsportler
- Malte Ziegenhagen (* 1991), Basketballspieler
- Steffen Ziesche (* 1972), Eishockeyspieler
- Maximilian Zimmer (* 1992), Fußballspieler
- Andreas Zimmermann (* 1969), Fußballspieler
- Elfriede Zimmermann (1908–??), Schwimmerin
- Falk Zimmermann (* 1971), Volleyball- und Beachvolleyballspieler
- Markus Zoecke (* 1968), Tennisspieler
- Nikos Zografakis (* 1999), Fußballspieler
- Ben Zolinski (* 1992), Fußballspieler
- Felix Zwayer (* 1981), Fußballschiedsrichter
- Luis Zwick (* 1994), Fußballtorwart
- Ferdinand Zylka (* 1998), Basketballspieler

## Opfer der Mauer und der innerdeutschen Grenze
- Dieter Beilig (1941–1971)
- Horst Einsiedel (1940–1973)
- Peter Fechter (1944–1962)
- René Gross (1964–1986)
- Jörg Hartmann (1955–1966)
- Wolfgang Hoffmann (1942–1971)
- Emanuel Holzhauer (1977–1977)
- Heinz Jercha (1934–1962)
- Klaus Kratzel (1940–1965)
- Siegfried Kroboth (1968–1973)
- Ulrich Krzemien (1940–1965)
- Horst Kutscher (1931–1963)
- Ingo Krüger (1940–1961)
- Werner Kühl (1949–1971)
- Bernd Lehmann (1949–1968)
- Kurt Lichtenstein (1911–1961)
- Günter Litfin (1937–1961)
- Wernhard Mispelhorn (1945–1964)
- Wolf-Olaf Muszynski (1947–1963)
- Werner Probst (1936–1961)
- Otfried Reck (1944–1962)
- Hildegard Trabant (1927–1964)
- Max Willi Sahmland (1929–1967)
- Lothar Schleusener (1953–1966)
- Heinz Schmidt (1919–1966)
- Dorit Schmiel (1941–1962)
- Hans-Jürgen Starrost (1955–1981)
- Thomas Taubmann (1955–1981)
- Rudolf Urban (1914–1961)
- Joachim Weinhold (1931–1962)
- Manfred Weylandt (1942–1972)
- Dieter Wohlfahrt (1941–1961)
- Hans-Joachim Wolf (1947–1964)
- Kurt Wolf (1903–1949)

## NS-Verbrecher, Terroristen und sonstige Kriminelle
- Kurt Amend (1904–1977), Kriminalpolizist und SS-Sturmbannführer im Reichskriminalpolizeiamt
- Erich Hermann Bauer (1900–1980), SS-Oberscharführer und NS-Kriegsverbrecher
- Verena Becker (* 1952), RAF-Mitglied
- Wolfgang Berger (1897–unbekannt), Kriminalrat, Leiter des für „Erkennungsdienst und Fahndung“ zuständigen Referates V C im Reichssicherheitshauptamt (RSHA)
- Emil Berndorff (1892–nach 1968), Polizeibeamter und SS-Sturmbannführer im Reichssicherheitshauptamt (RSHA)
- Kay Diesner (* 1972), Neonazi und Mörder
- Hertha Ehlert (1905–1997), Aufseherin in Konzentrationslagern, verurteilte Kriegsverbrecherin
- Werner Gladow (1931–1950), Verbrecher
- Georg Heuser (1913–1989), Kriminalist und Kommandeur der Sicherheitspolizei in Minsk
- Alfred Krumbach (1911–1993), Polizist, Kriminalkommissar der Gestapo und SS-Hauptsturmführer
- Hildegard Lächert (1920–1995), Aufseherin in den Konzentrationslagern Ravensbrück, Majdanek und Auschwitz
- Adolf Leib, genannt Muskel-Adolf (1900–1967), Krimineller, Vorsitzender des kriminellen Ringvereins Immertreu
- Angela Luther (* 1940; seit 1972 verschollen), Mitglied der Rote Armee Fraktion
- Hermann Pook (1901–1983), SS-Obersturmbannführer und als leitender Zahnarzt Vorgesetzter der Zahnärzte in Konzentrationslagern
- Alice Orlowski (1903–1976), KZ-Aufseherin in verschiedenen Konzentrationslagern
- Ralf Reinders (* 1948), Mitglied der terroristischen Bewegung 2. Juni
- Manfred Roeder (1929–2014), Rechtsanwalt, Holocaustleugner und Terrorist
- Karl-Heinz Ruhland (* 1938), RAF-Mitglied
- Otto Schmidt (1906–1942), Kleinkrimineller, Schlüsselfigur der Fritsch-Krise, hingerichtet 1942
- Gert Schneider (* 1948), Terrorist der Rote Armee Fraktion (RAF)
- Hans Schwedler (1878–1945), SS-Brigadeführer und Generalmajor der Waffen-SS
- Udo Walendy (1927–2022), Publizist und Geschichtsrevisionist

## Weitere Persönlichkeiten (ohne Zugruppierung zu bestimmten Tätigkeitsfeldern)
- Edith Andreae (1883–1952), Salonière und Nachlassverwalterin von Walther Rathenau
- Nadja Auermann (* 1971), Model
- Peter zu Bentheim-Tecklenburg-Rheda (1916–1987), Kaufmann und Präsident der Johanniter-Unfall-Hilfe
- Günter Bohnsack (1939–2013), Oberstleutnant der HVA
- Arthur Bork (1892–unbekannt), SS-Oberführer
- Conrad von Borsig (1873–1945), Mitbesitzer der Borsig-Werke und Dendrologe
- Adolf Brand (1874–1945), Verleger, Autor und LSBTI-Aktivist
- Gabriella Brum (* 1962), Fotomodel und ehemalige Miss World
- Friedrich Busch (1905–1995), SS-Sturmbannführer, Kriminalrat, Angehöriger der Geheimen Staatspolizei
- Paul Vincenz Busch (1850–1927), Zirkusdirektor
- Anna Celli-Fraentzel (1878–1958), Krankenschwester, Philanthropin und Frauenrechtlerin
- Gerda Christian (1913–1997), Sekretärin Adolf Hitlers
- Leon Dame (* 1998), Model
- Günther Dammann, genannt: Robertini (1910–1942), deutsch-jüdischer Zauberkünstler und Fachbuchautor, NS-Opfer
- Dany Dattel (auch Peter Dattel, 1939–2023), einziges in Auschwitz überlebendes Berliner Kind und Devisenhändler der Kölner Herstatt-Bank
- Marlene Deluxe (* 1963), Dragqueen, Moderatorin, sowie Modedesignerin und Unternehmerin
- Alex Deutsch (1913–2011), KZ-Häftling und Aufklärer gegen den Nationalsozialismus
- Dorothea von Brandenburg (1420–1491), Prinzessin von Brandenburg, Herzogin zu Mecklenburg
- Benita von Falkenhayn (1900–1935), Adelige, Spionin für den polnischen Nachrichtendienst, 1935 hingerichtet
- Emilie Louise Fontane (1798–1869), Mutter des Dichters Theodor Fontane
- Benedict Friedlaender (1866–1908), Sexualwissenschaftler und Zoologe
- Immanuel Friedlaender (1871–1948), Vulkanologe
- Margot Friedländer, geborene Bendheim (1921–2025), Überlebende des Holocaust, Zeitzeugin
- Richard Friedländer (1881–1939), jüdischer Kaufmann, Stiefvater von Magda Goebbels, Häftling im KZ Buchenwald und Opfer der Shoa
- Bracha Fuld, geboren als Barbara Fuld (1927–1946), Kämpferin und Kommandantin des Palmach
- Eduard Fürstenberg (1827–1885), Gehörlosen-Funktionär, Herausgeber und Chefredakteur einer Gehörlosenzeitung
- Amalie von Gallitzin (1748–1806), Adlige und Salonnière
- Harry von de Gass (1942–2005, eigentlich: Harry Seegebarth), Idsteiner Original, Bewohner des Kalmenhof
- Klaus Geyer (1940–2003), lutherischer Pfarrer, Funktionär der Friedensbewegung, verurteilt wegen Totschlags
- Theodor Goldstein (1912–1996), Neu-Gründer der jüdischen Gemeinde Potsdam und Vorsitzender
- Natalja Petrowna Golizyna (1741–1838), Hofdame
- Edda Göring (1938–2018), Tochter von Hermann Göring
- Blandine Gravina (1863–1941), Tochter von Cosima Wagner und Hans von Bülow sowie Enkelin von Franz Liszt
- Judith von Halle, geborene Behrend (* 1972), Anthroposophin und Autorin
- Wolfgang Haney (1924–2017), NS-Überlebender und Zeitzeuge, Sammler von judenfeindlicher Propaganda und von Objekten
- Gustav Hartmann (1859–1938), Droschkenkutscher (der Eiserne Gustav)
- Lotte Hattemer (1876–1906), Lehrerin und Mitbegründerin des Monte Verità in Ascona
- Maximilian von Hatzfeldt-Trachenberg (1813–1859), Diplomat und Gesandter
- Ragnar Hayn (* 1978), Geigenbauer
- Carl Heck (1907–nach 1981), SA-Brigadeführer
- Dervis Hizarci (* 1983), Antidiskriminierungsbeauftragter der Berliner Senatsverwaltung für Bildung, Jugend und Familie
- Gabriele Hoffmann (* 1954), Wahrsagerin und Astrologin
- Erna Hosemann (1894–1974), Verbandsfunktionärin und Kommunalpolitikerin, Stadtälteste von Fulda
- Hans Jäger (1899–1975), politischer Funktionär (KPD), Aktivist und Schriftsteller
- Charles Étienne Jordan (1700–1745), evangelischer Pfarrer, Berater und enger Vertrauter Friedrichs des Großen
- Anna-Maria Kellen (1918–2017), US-amerikanische Philanthropin
- Josephine Kirsch (* 1990), Makramee-Künstlerin, Kreativ-Bloggerin und Autorin
- Joseph Köhler (1904–2001), Hotelier (Hotel am Zoo)
- Hannelore Kohl (1933–2001), Bundeskanzlergattin
- Else Kolshorn (1873–1962), Gewerkschafterin, Mitgründerin und Vorsitzende des Verbandes der Deutschen Reichs-Post- und Telegrafenbeamtinnen
- Carl Friedrich Köppen (1737–1798), preußischer Kriegsrat und Kanonikus
- Franz Körner (1838–1911), Grundbesitzer, Stifter des Körnerparks in Neukölln
- Petra Krause (1939–2025), deutsch-italienische Terroristin
- Erich Krems (1898–1916), Schüler und Wandervogel
- Hellmuth von Krohn (1891–1924), Luftstreitkräfte- und Postflugzeugpilot
- Hildegard Krohn (1892–1943), Muse des Dichters Georg Heym, Opfer des Holocaust
- Paul Kroner (1880–1943), Funktionär der deutschen Gehörlosenbewegung
- Georg Kubisch (1907–1940), SS-Angehöriger, Adjutant des Politikers Joseph Goebbels
- Alida-Nadine Kurras (* 1977), Fernsehmoderatorin
- Eberhard Lange (* 1967), Koch
- Robby Lange (* 1968), Mentaltrainer und Musiker
- Olaf Leben (1932–1991), Geheimdienstler, Generalmajor des Ministeriums für Staatssicherheit der DDR
- Sanne Ledermann (1928–1943), Freundin von Anne Frank und Opfer des Holocaust
- Kader Loth (* 1973), Fotomodell, Moderatorin und Sängerin
- Julie Manheimer (1856–1929), Industriellen-Witwe, Kunstsammlerin
- Katja Matthes (* 1975), Klimawissenschaftlerin
- Recha Meyer (1767–1831), Pensionswirtin, Tochter des Philosophen Moses Mendelssohn
- Rudolf Müller (* 1931), Fluchthelfer und Gewerkschaftsfunktionär
- Florian Mundt (* 1987, Pseudonym: LeFloid), Webvideo-Produzent
- Achim Neumann (* 1939), Fluchthelfer an der innerdeutschen Grenze
- Maximiliane von Oriola (1818–1894), Berliner Salonière
- Rosalinde von Ossietzky-Palm (1919–2000), deutsch-schwedische Pazifistin
- Hannah Pick-Goslar (1928–2022), Holocaustüberlebende, als Freundin von Anne Frank bekannt
- Hubert Pollack (1903–1967), Funktionär der jüdischen Gemeinde Berlins, Forschungsoffizier beim israelischen Geheimdienstkorps
- Dieter Popp (1938–2020), Spion des Militärischen Nachrichtendienstes der NVA
- Luise von Preußen (1838–1923), Großherzogin von Baden
- Heinrich von Reichenbach-Goschütz (1865–1946), Gutsbesitzer und Standesherr
- Emilie von Reichenbach-Lessonitz, geborene Emilie Ortlepp (1791–1843), Mätresse und spätere Ehefrau von Wilhelm II. (Hessen-Kassel)
- Djamila Rowe (* 1967), Model
- Peter Schaar (* 1954), Bundesbeauftragter für den Datenschutz
- Sylvester Schäffer jun. (1885–1949), Artist und Schauspieler
- Rudolf von Schlitz (1884–1933), Rittmeister und Rittergutsbesitzer
- Erich Schulz (1898–1925), Reichsbanneraktivist, eines der ersten Opfer rechtsextremistischer Gewalt in Berlin
- Chethrin Schulze (* 1992), Reality-TV-Teilnehmerin
- Heinz Schweizer (1908–1946), Offizier, bewahrte Zwangsarbeiter vor dem sicheren Tod
- Michael Seiler (* 1939), Gartenhistoriker, Gartendirektor der Stiftung Preußische Schlösser und Gärten Berlin-Brandenburg
- Margarete Sommer (1893–1965), Sozialarbeiterin, katholische Laiendominikanerin, Gerechte unter den Völkern
- Jürgen Sonntag (* 1940), Fluchthelfer an der innerdeutschen Grenze
- Franziska Speyer, geborene Gumbert (1844–1909), Stifterin und Mäzenin
- Joseph Spring, geborener Sprung (1927–2025), Holocaustüberlebender
- Katharina Starlay (* 1966), Imageberaterin, Modedesignerin und Sachbuchautorin
- Johanna Margarethe Stern, geb. Lippmann (1874–1944), Opfer des Holocaust
- Wolfgang Stolp (* 1946), Beamter, Präsident des Bundesamtes für Informationsmanagement und -technik der Bundeswehr
- Friedrich Stuhlmann (1875–1952), Oberstleutnant, Militärhistoriker und von 1924 bis 1936 Leiter der Deutschen Heeresbücherei in Berlin
- Margarete Tietz, geborene Dzialoszynski (1887–1972), Sozialfürsorgerin, Pädagogin und Mäzenatin, Ehefrau des Warenhausinhabers Alfred Tietz
- Lore Trenkler (1914–2002), österreichische Köchin und Diätassistentin, Leibköchin beim Kaiser von Äthiopien
- Henriette Vogel (1780–1811), Freundin Heinrich von Kleists, ging mit ihm zusammen in den Tod
- Hubertus Wald (1913–2005), Kaufmann, Mäzen und Stiftungsgründer
- Walter Weber (1895–nach 1969), SS-Führer, Kommandeur der Leibwache Hermann Görings
- Rudolf Weinmann (1915–2004), politischer Aktivist in Deutschland und Argentinien
- Wolfgang Welsch (* 1944), politischer Gefangener in der DDR und Fluchthelfer
- Pauline Wiesel (1778–1848), Persönlichkeit der Berliner Gesellschaft und Freundin von Rahel Varnhagen
- Petra Winter (* 1972), Archivarin und Historikerin
- Sheila Wolf, bürgerlich Wolf Teichert (* 1969), Travestie- und Cabaretkünstler